# Biserica de lemn din Răstoci

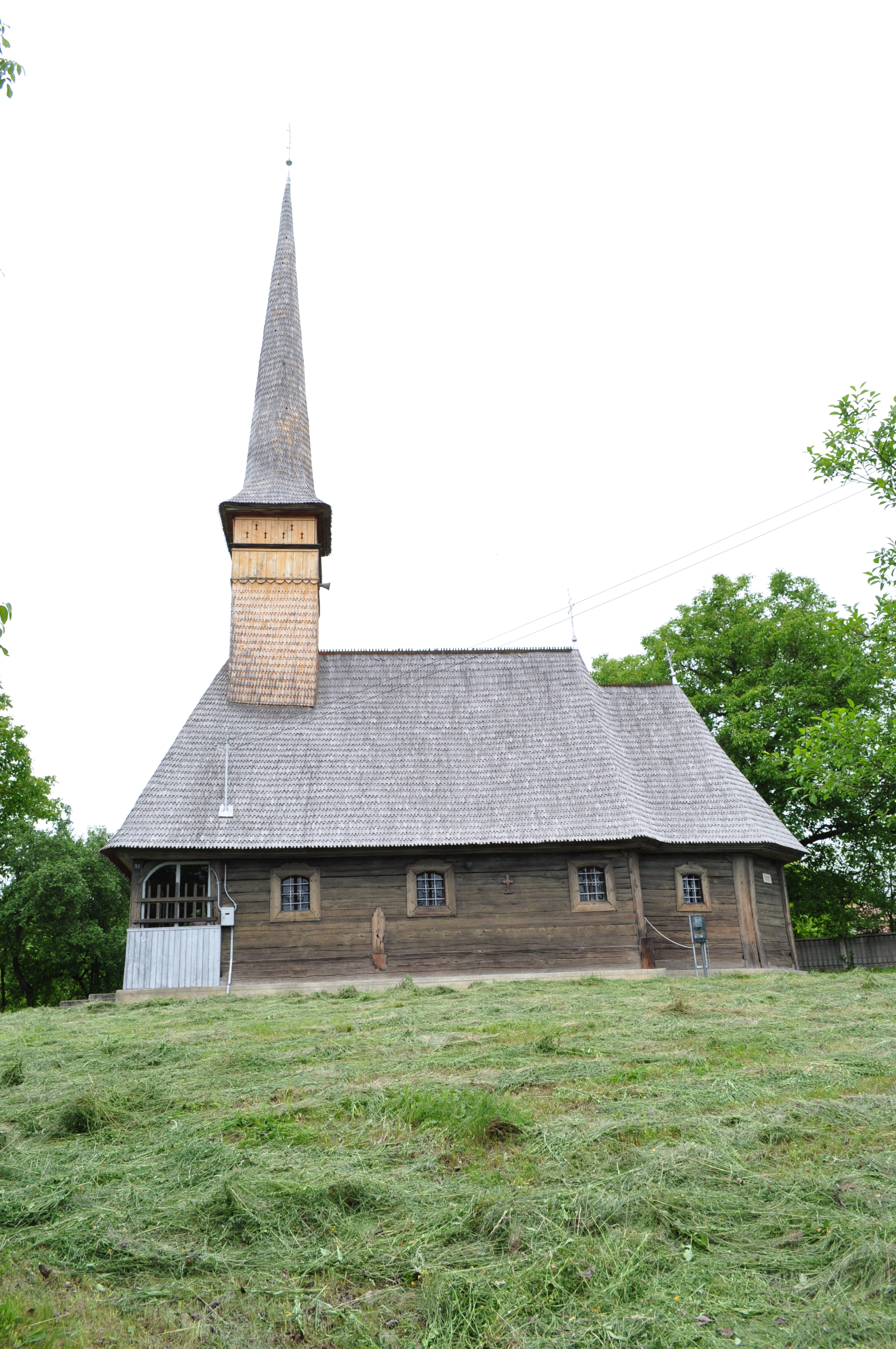
Biserica de lemn „Sfinții Arhangheli Mihail și Gavriil” din Răstoci, județul Sălaj, foto: mai 2012.

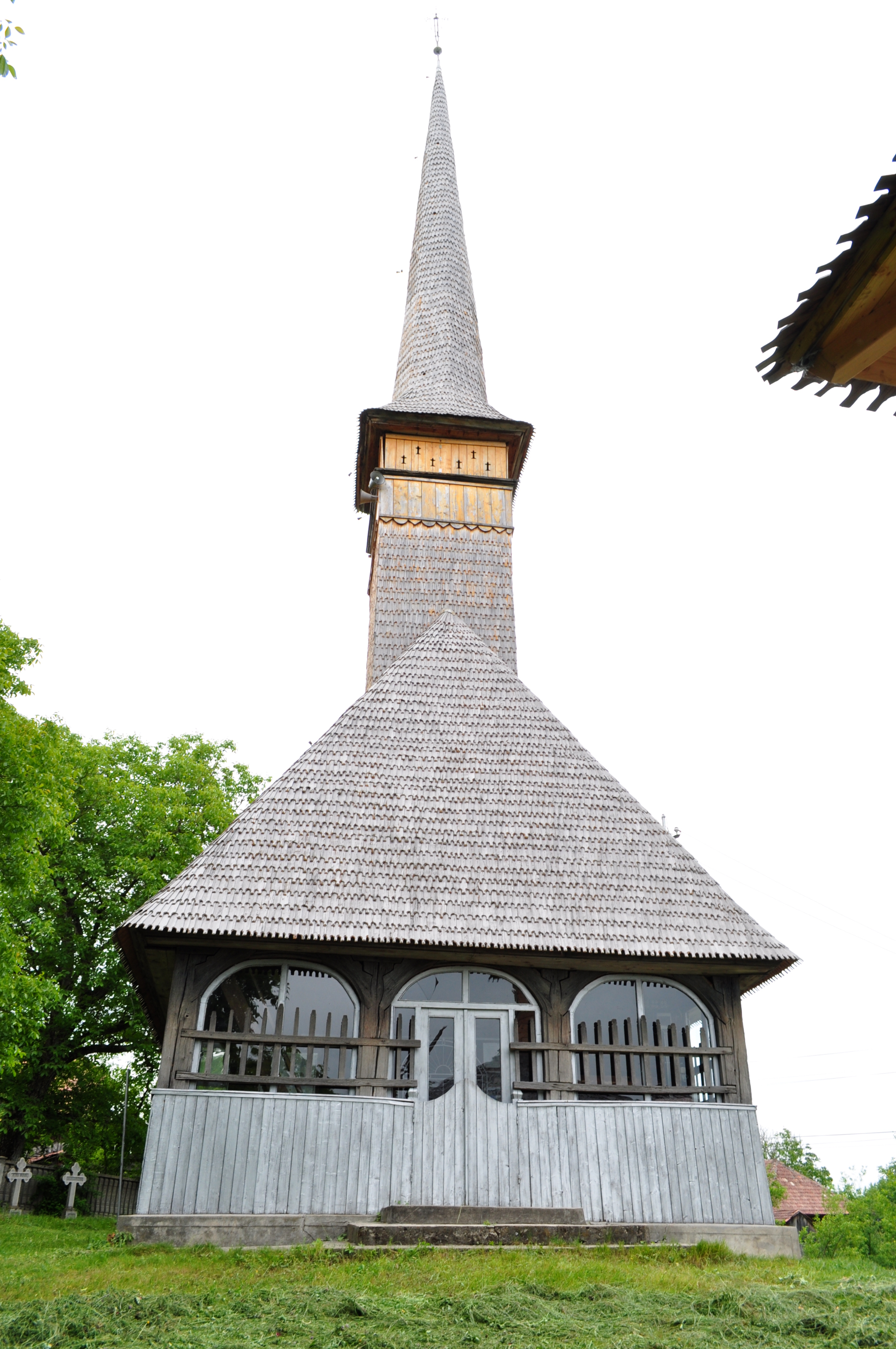
Biserica de lemn „Sfinții Arhangheli Mihail și Gavriil” din Răstoci, județul Sălaj, foto: mai 2012.

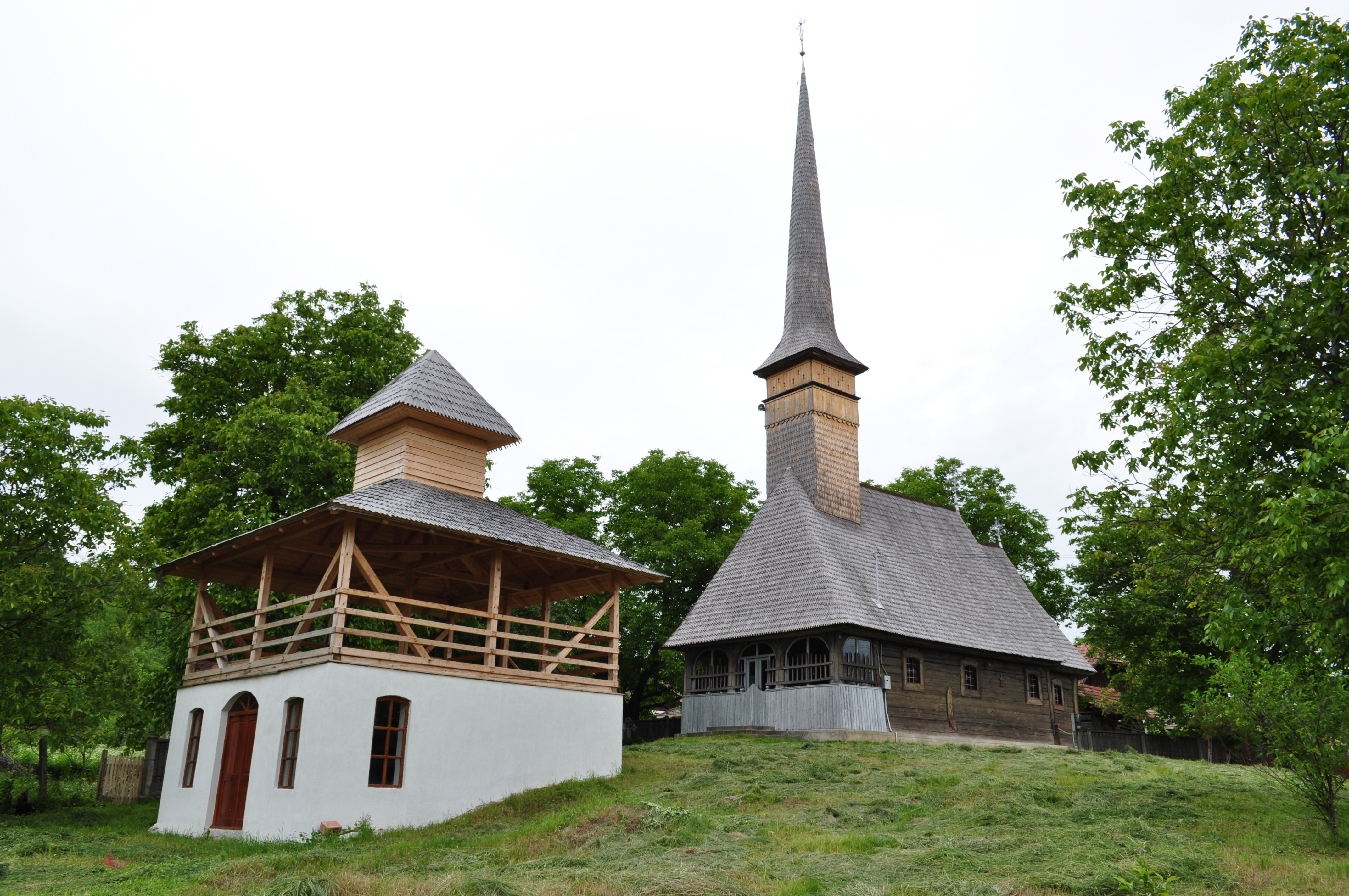
Biserica, clopotnița și altarul de vară

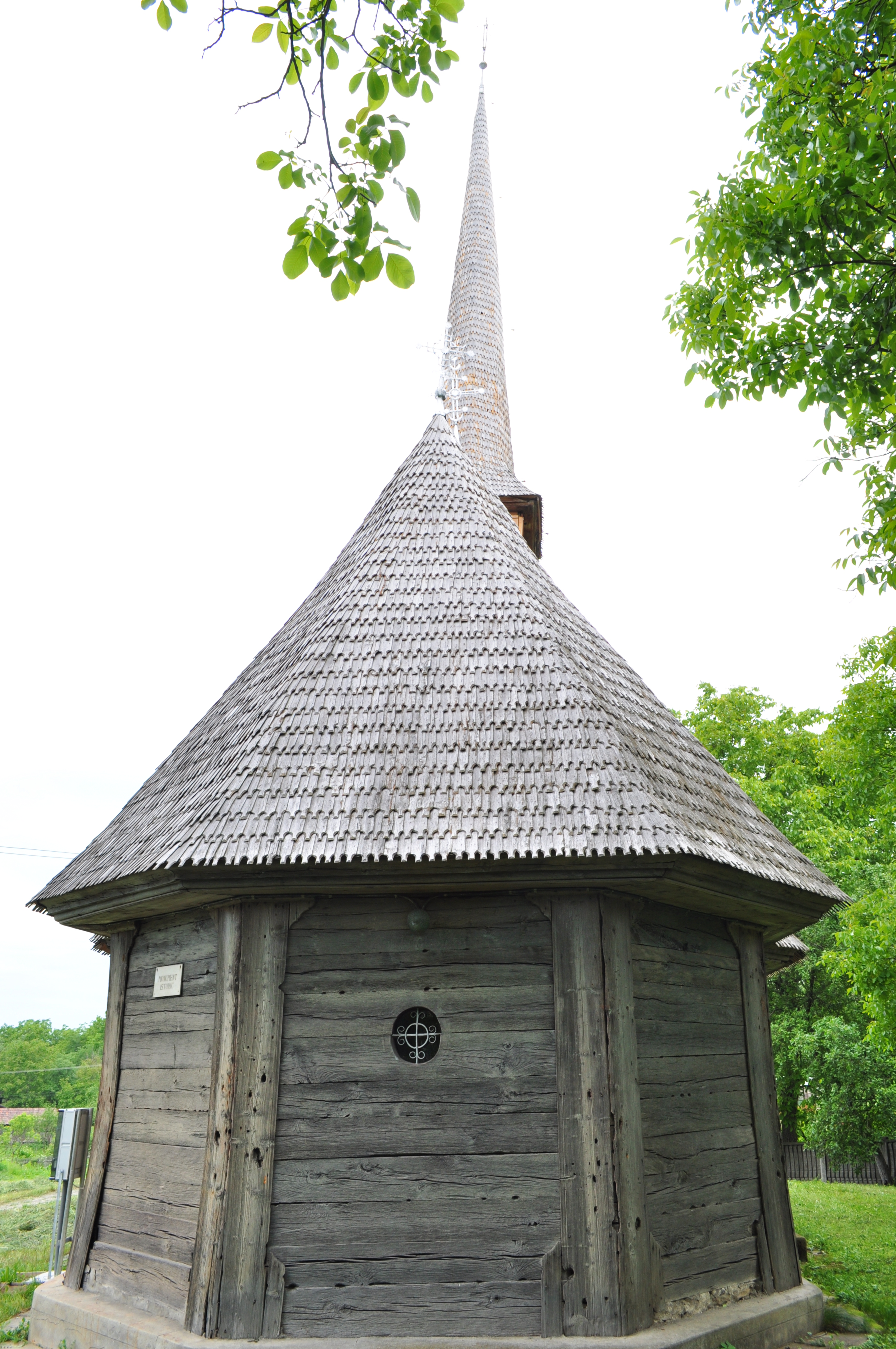
Biserica (est)

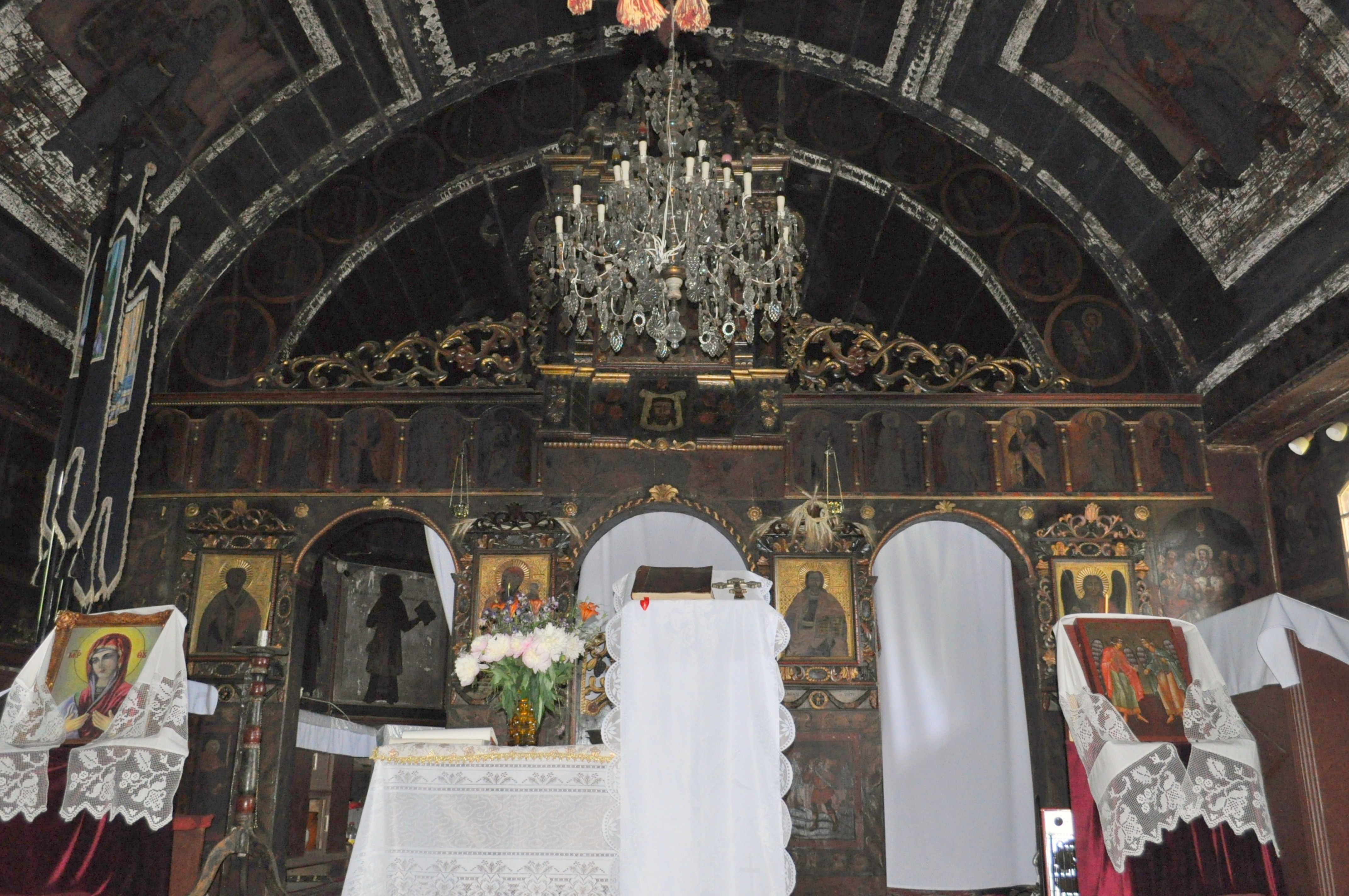
Nava spre iconostas

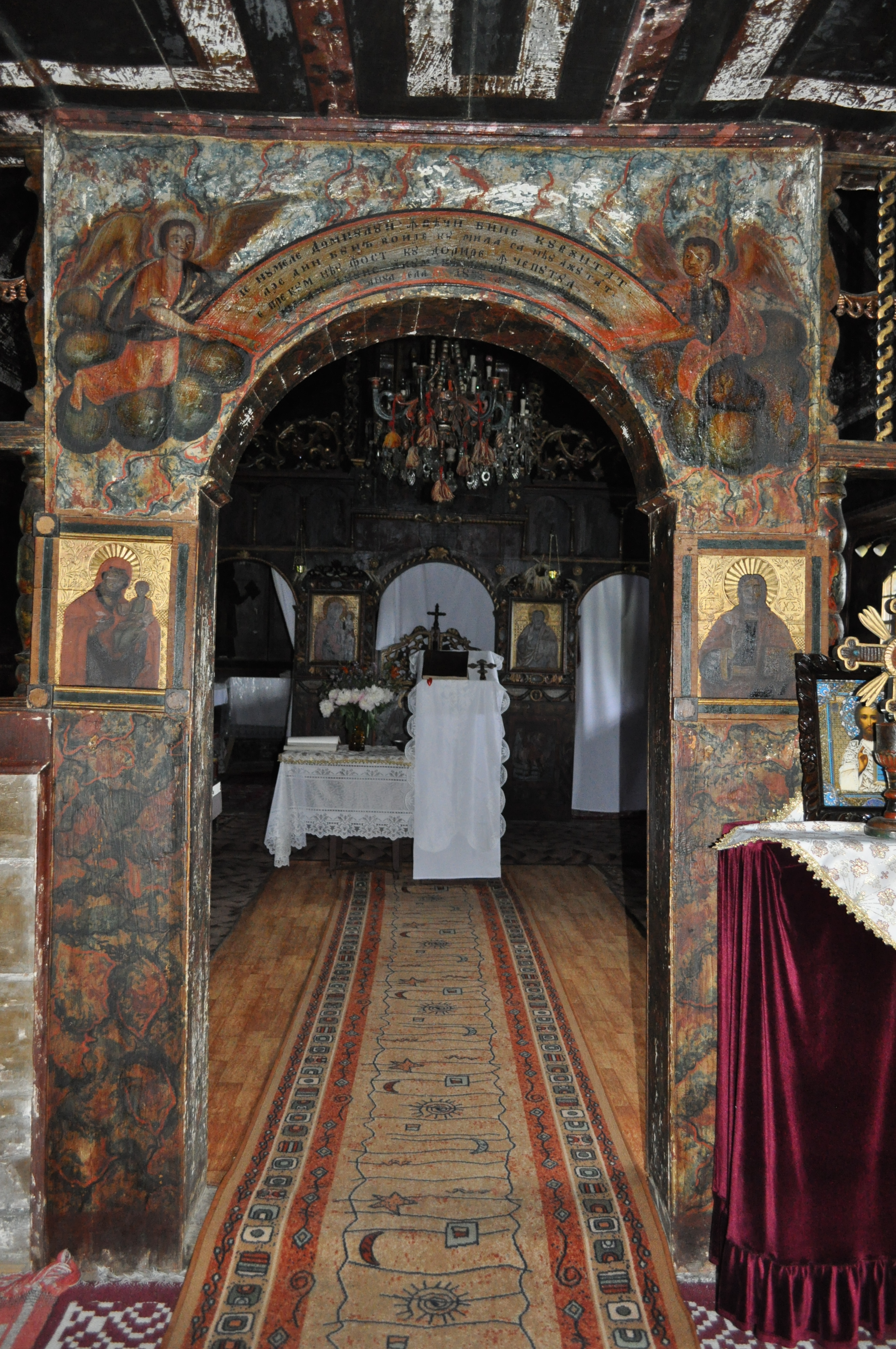
Portalul interior

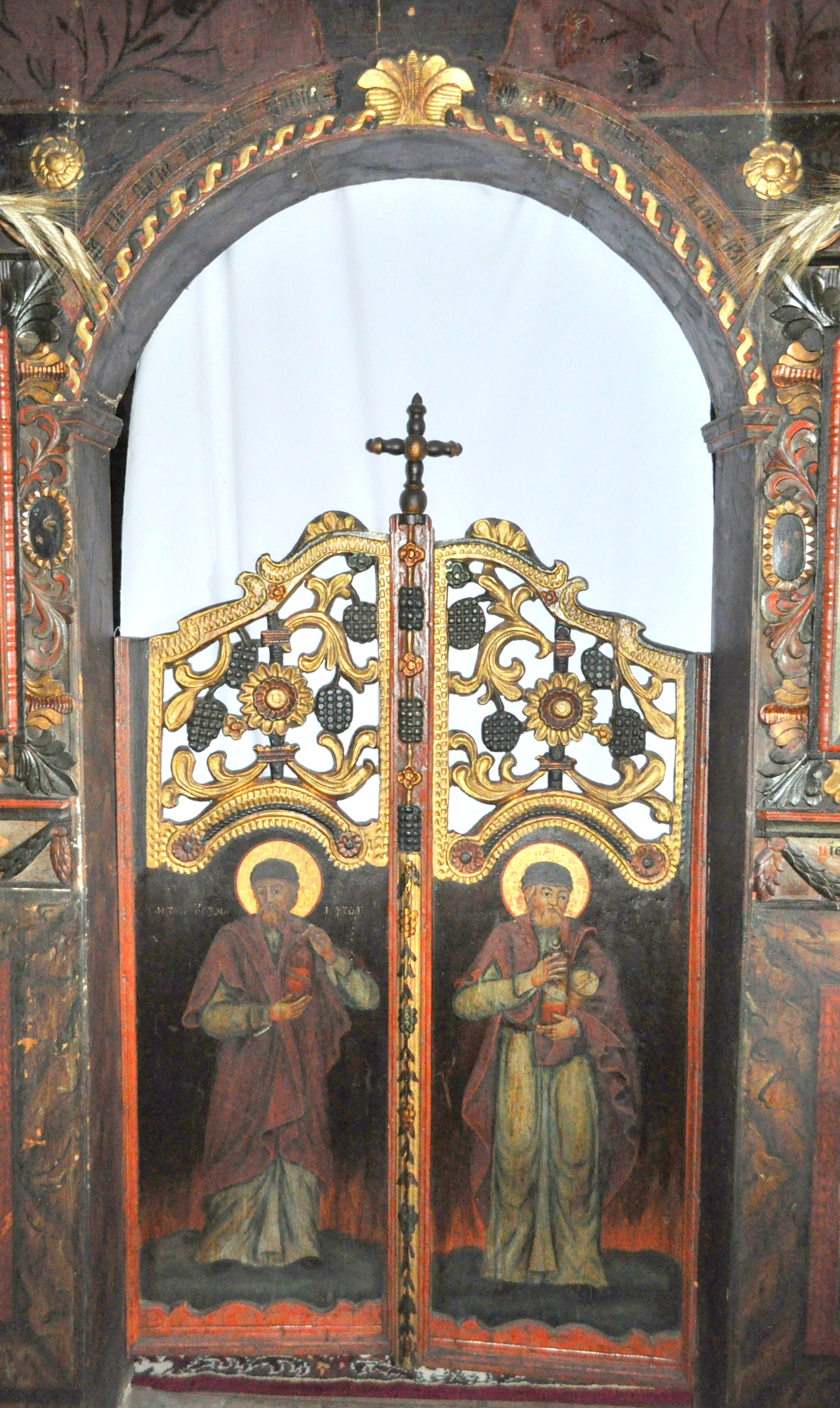
Ușile împărătești

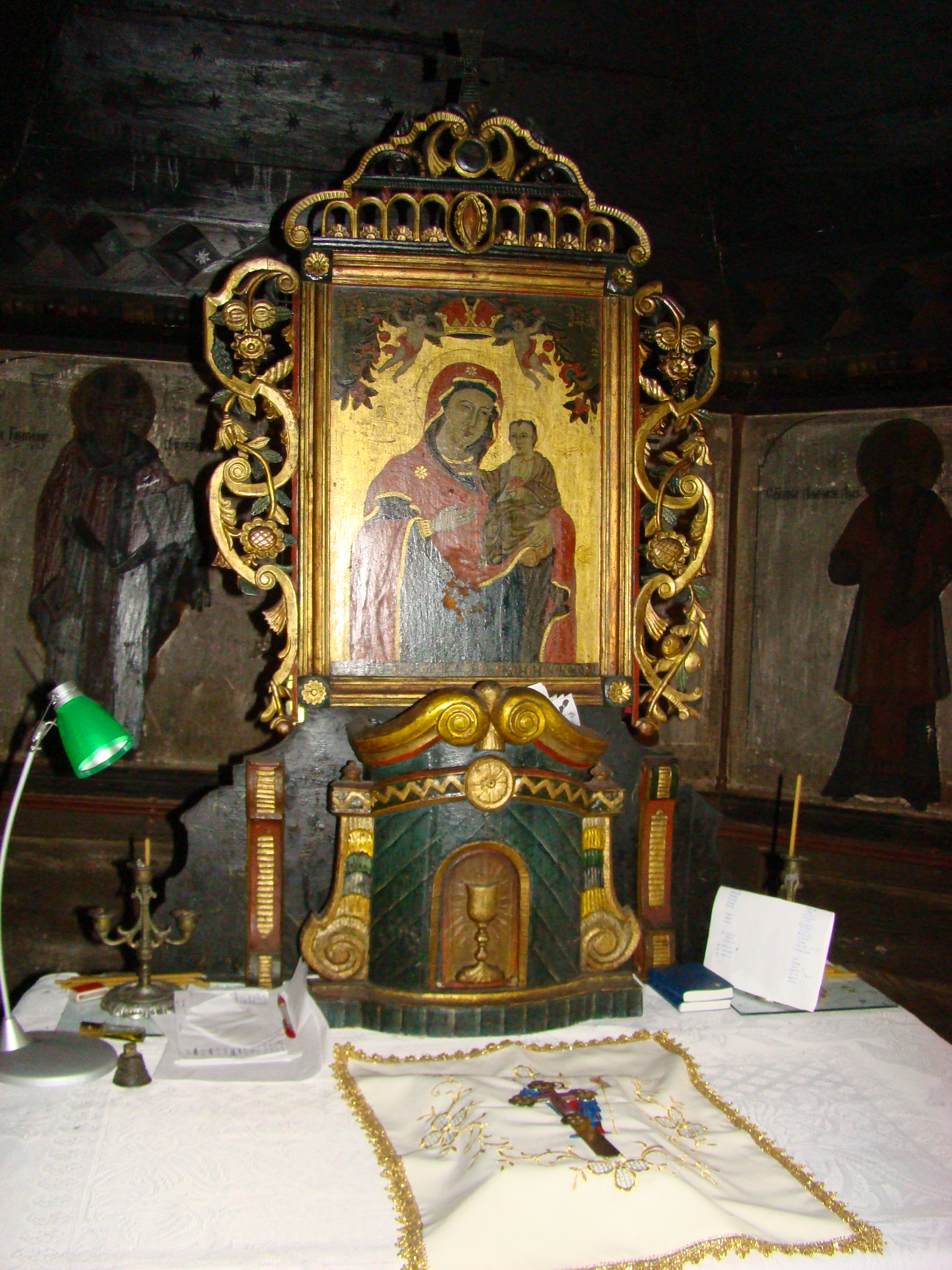
Masa altarului

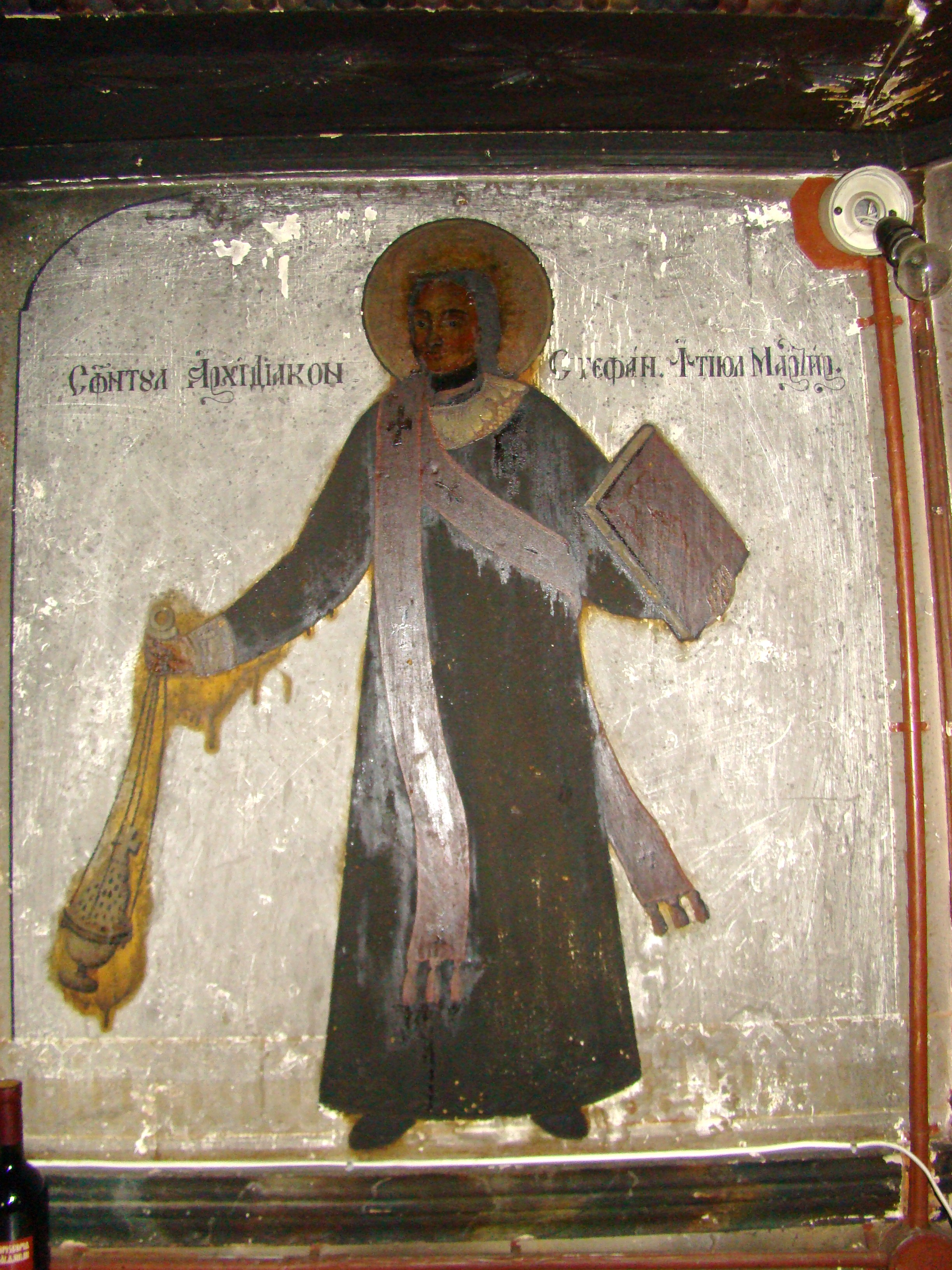
Altar: Sfântul Arhidiacon Ștefan

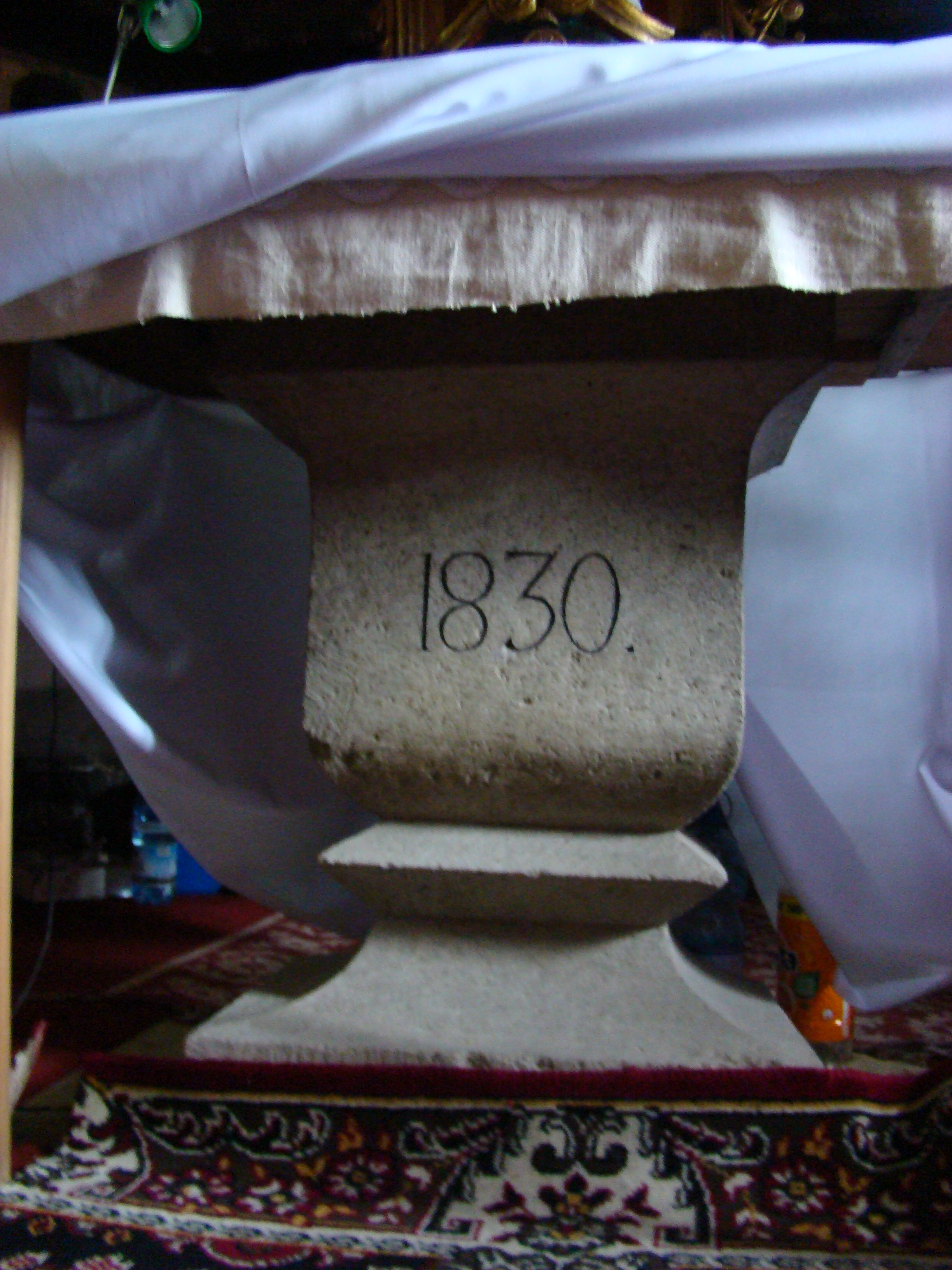
Piciorul mesei altarului

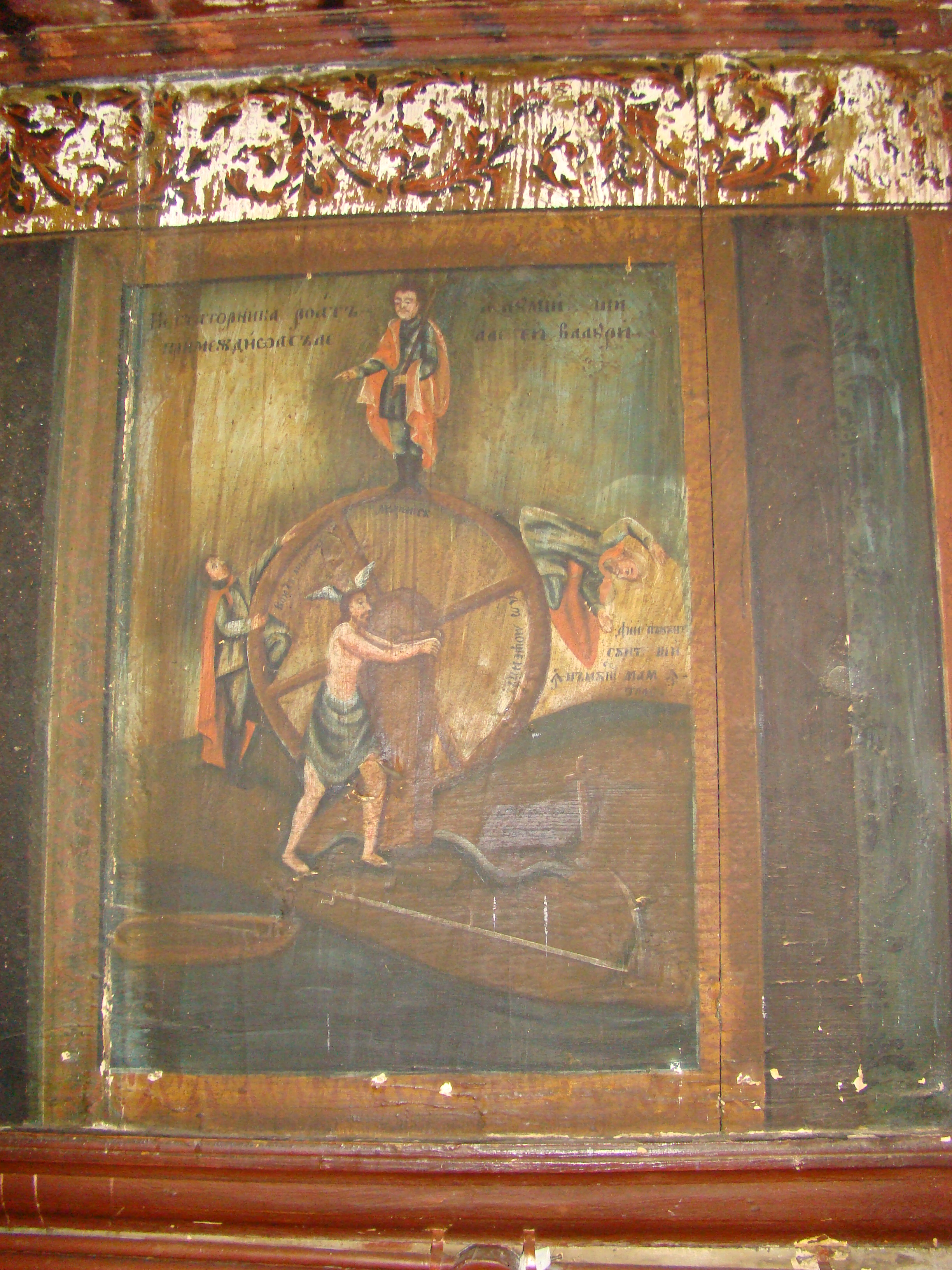
Pronaos: Roata vieții

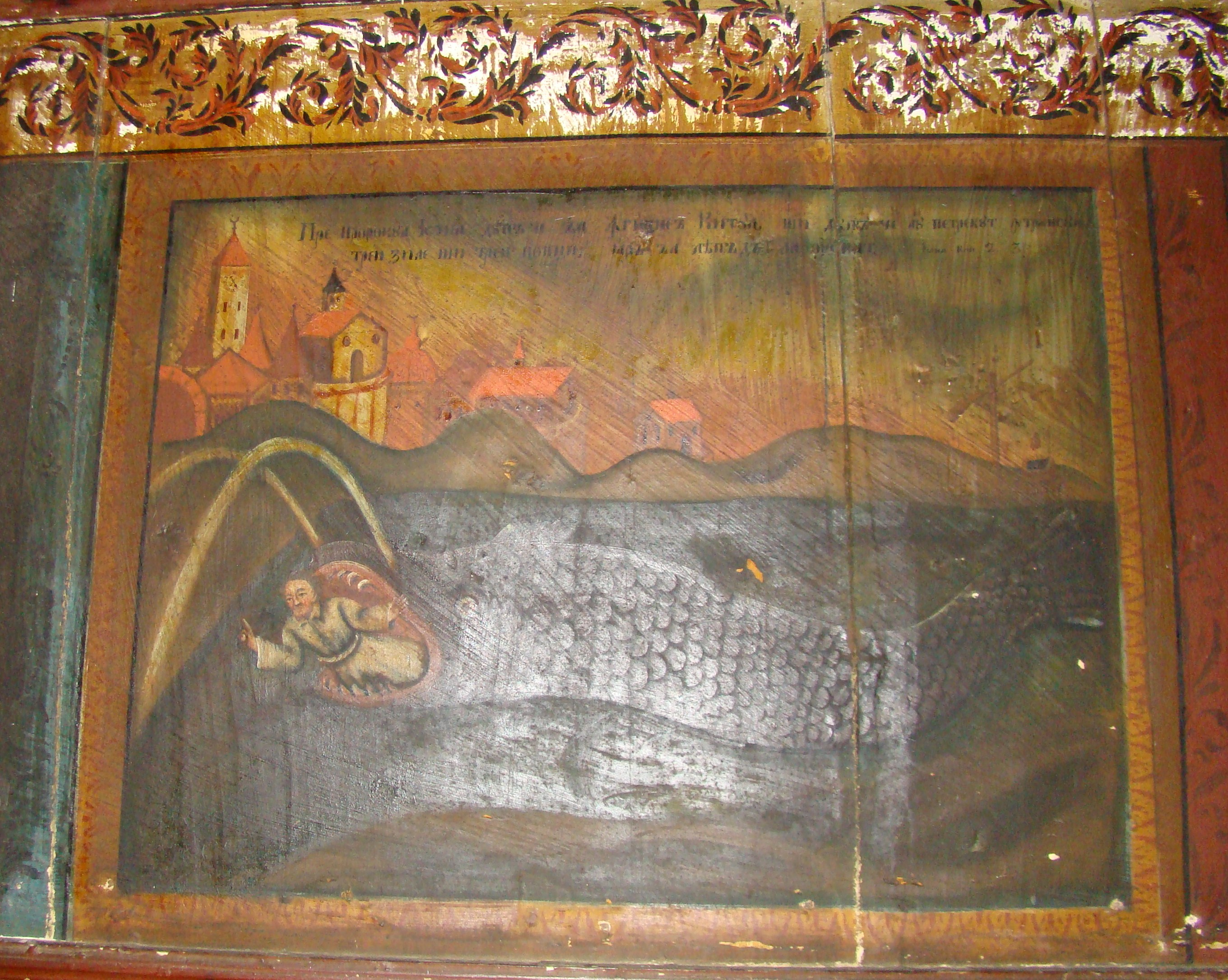
Iona și pestele uriaș

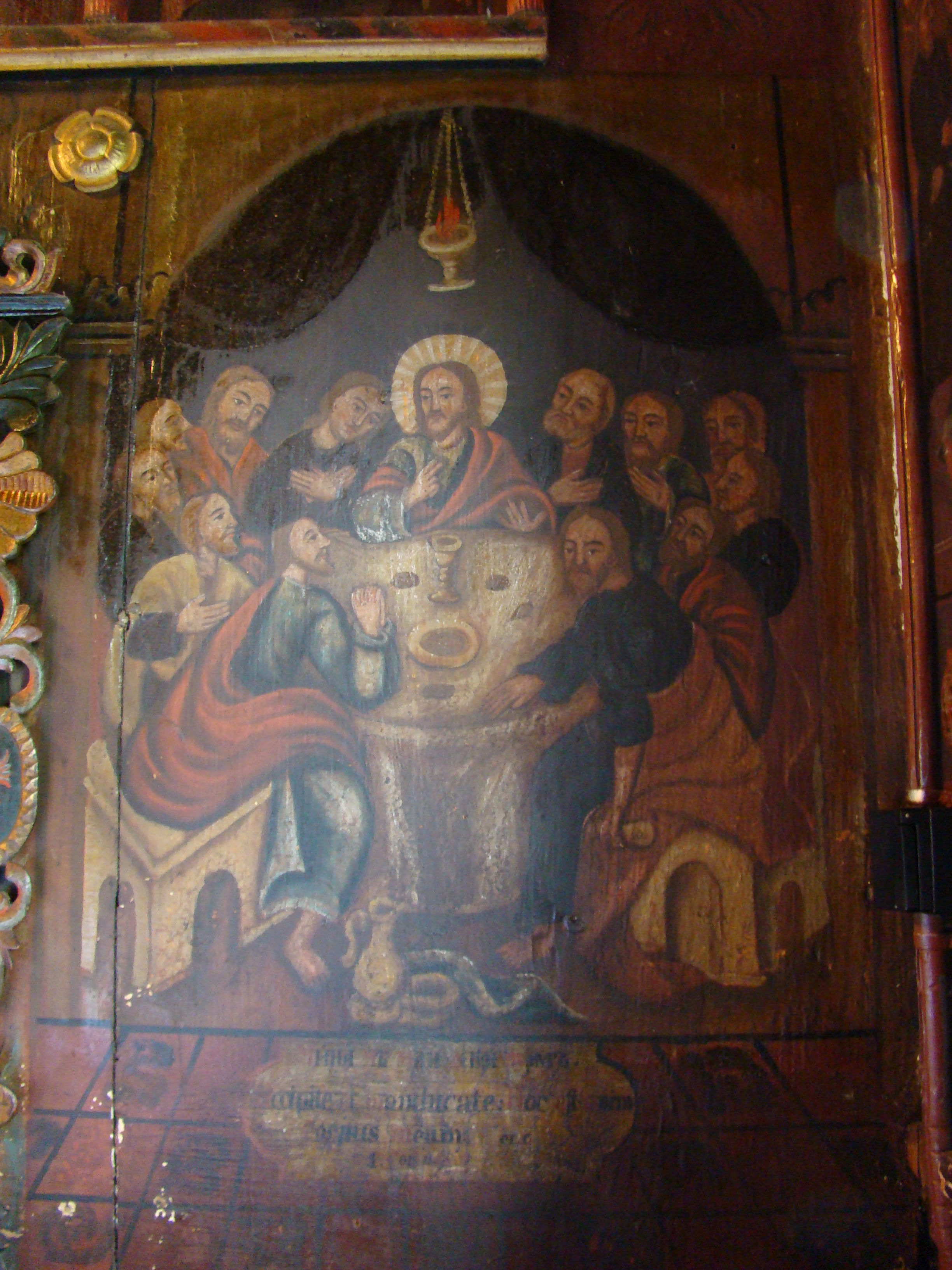
Cina cea de Taină

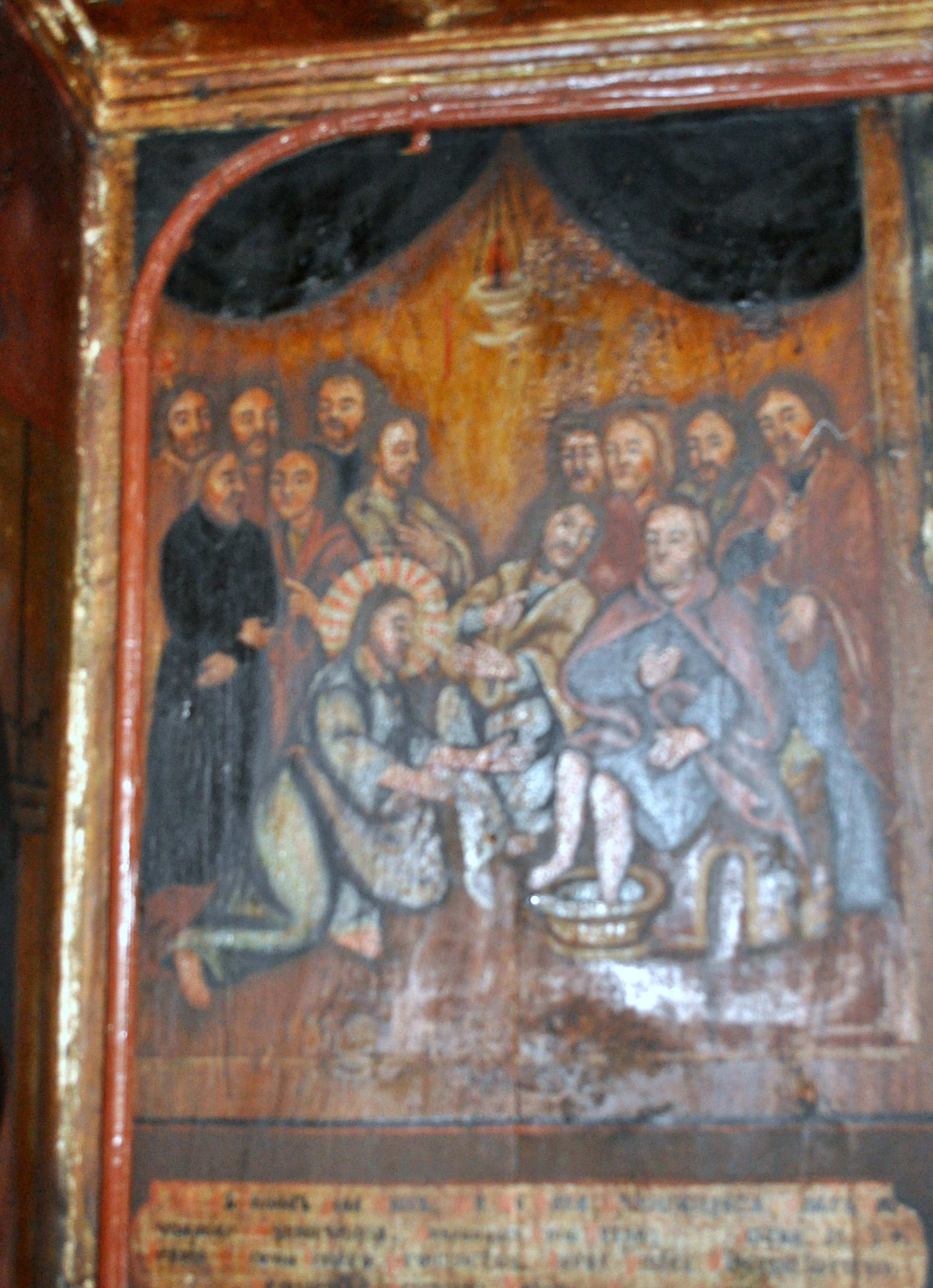
Iisus spălând picioarele apostolilor

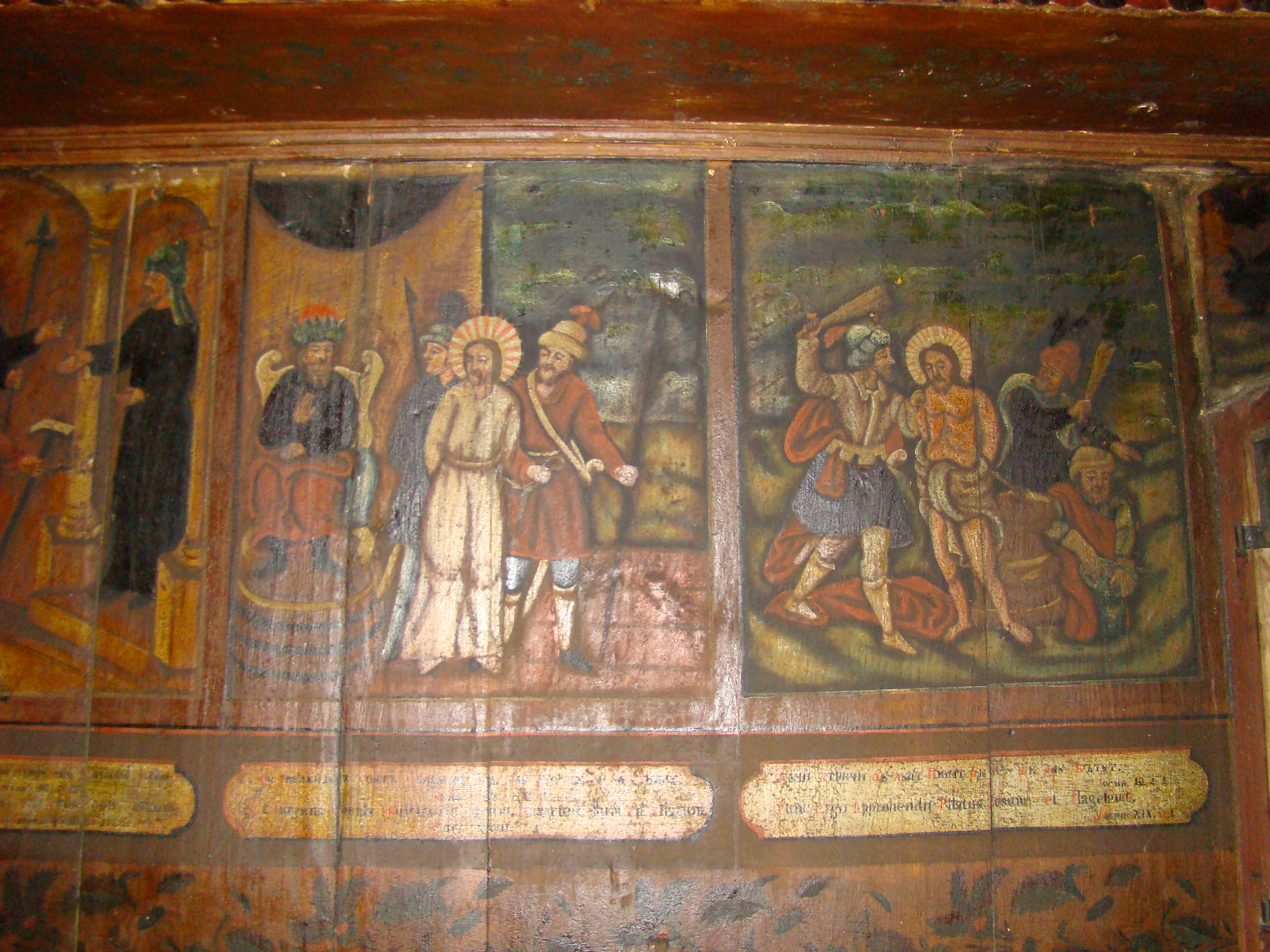
Naos: scene din ciclul „Patimile lui Iisus”

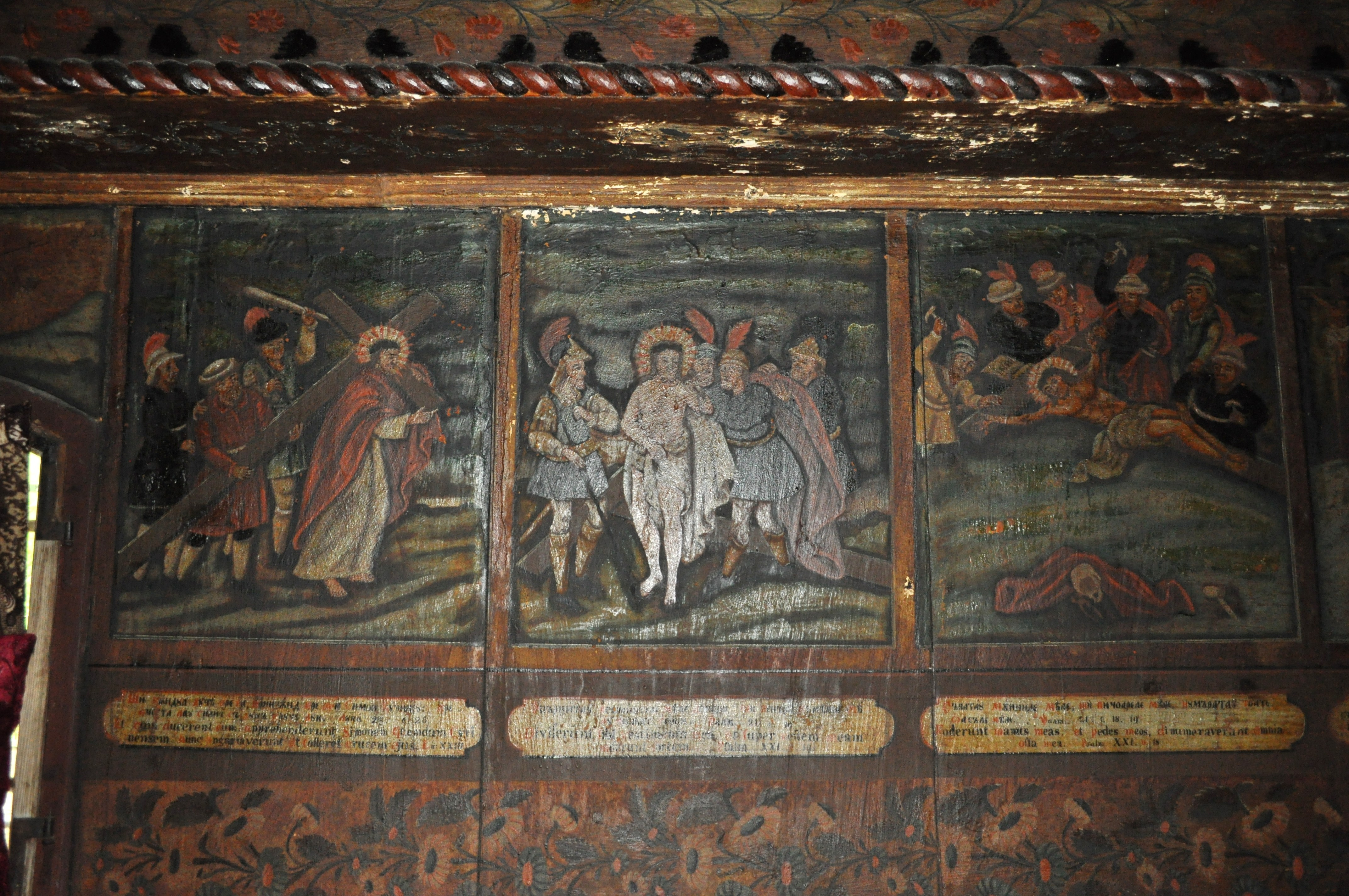
Naos: scene din ciclul „Patimile lui Iisus”

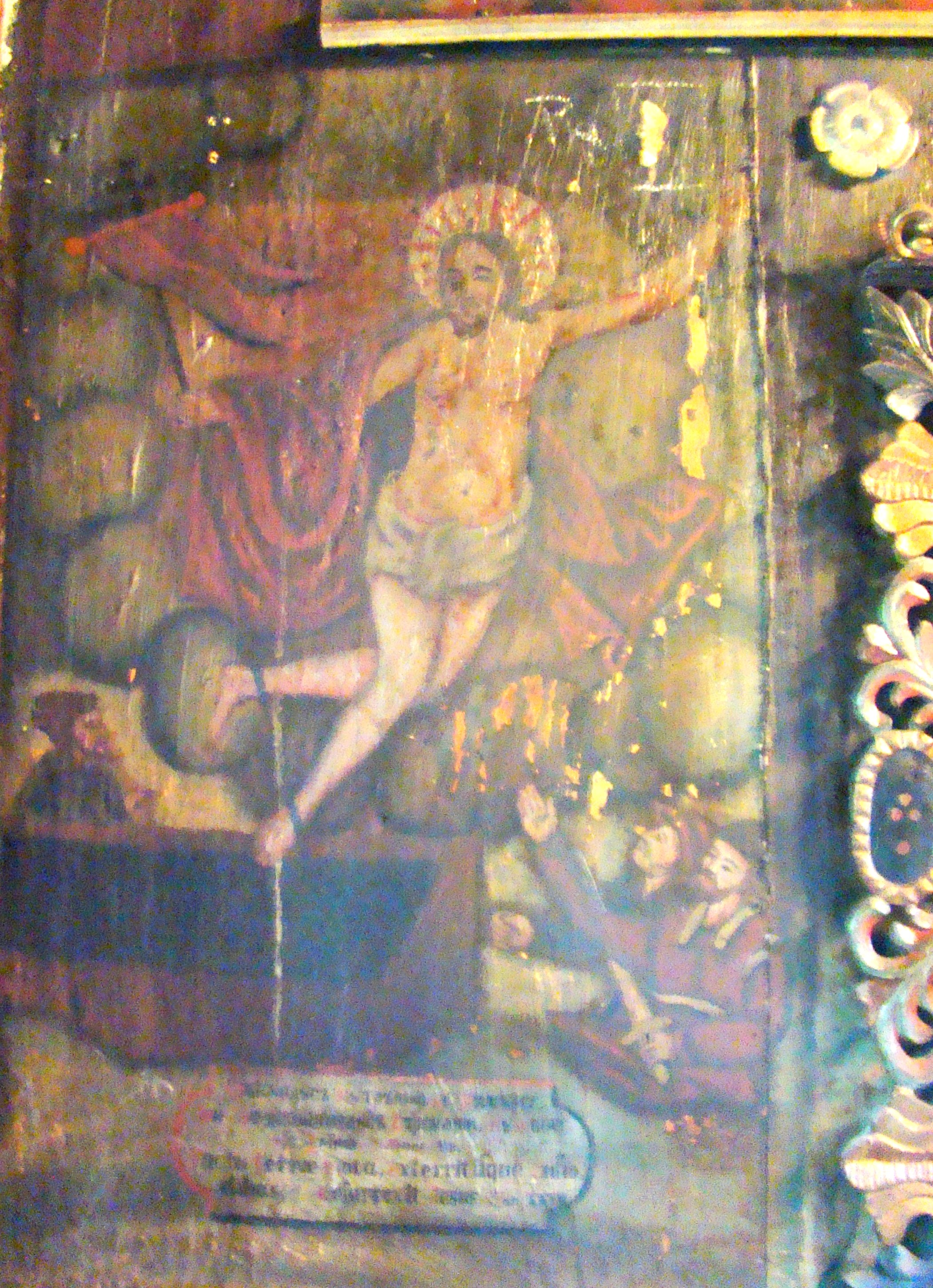
Naos: Învierea Domnului

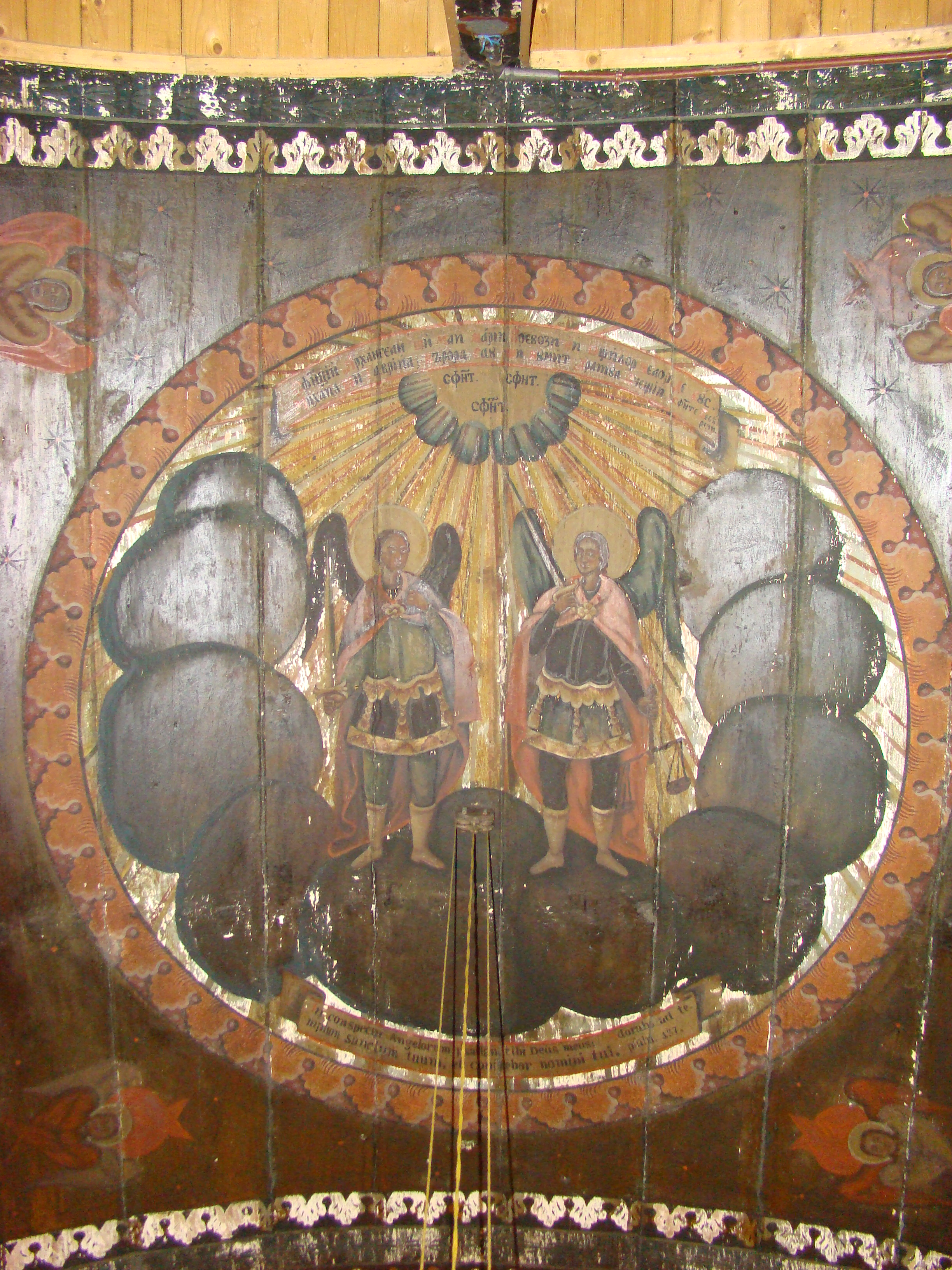
Boltă: „Sfinții Arhangheli Mihail și Gavriil”

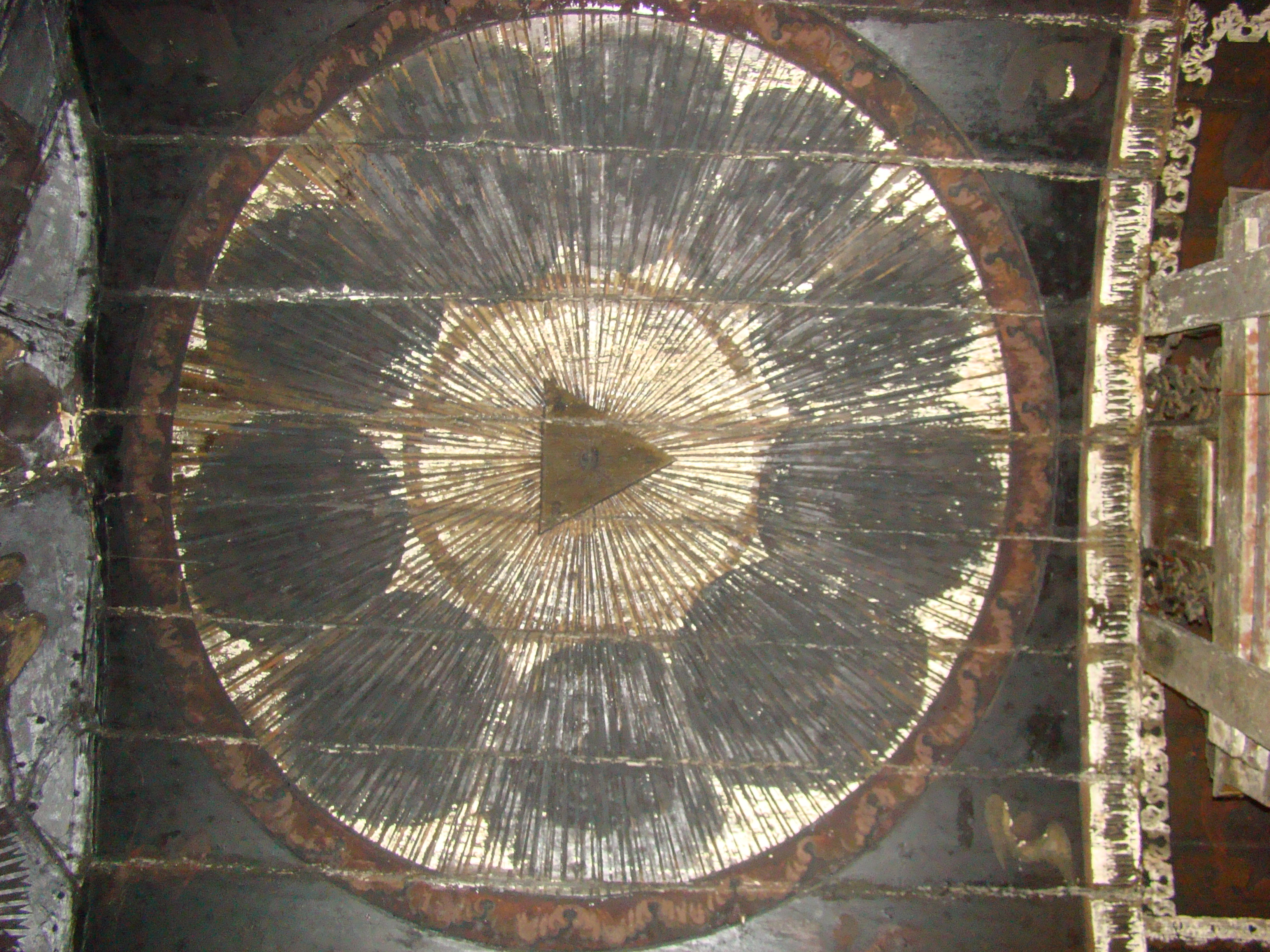
Boltă: Ochiul lui Dumnezeu

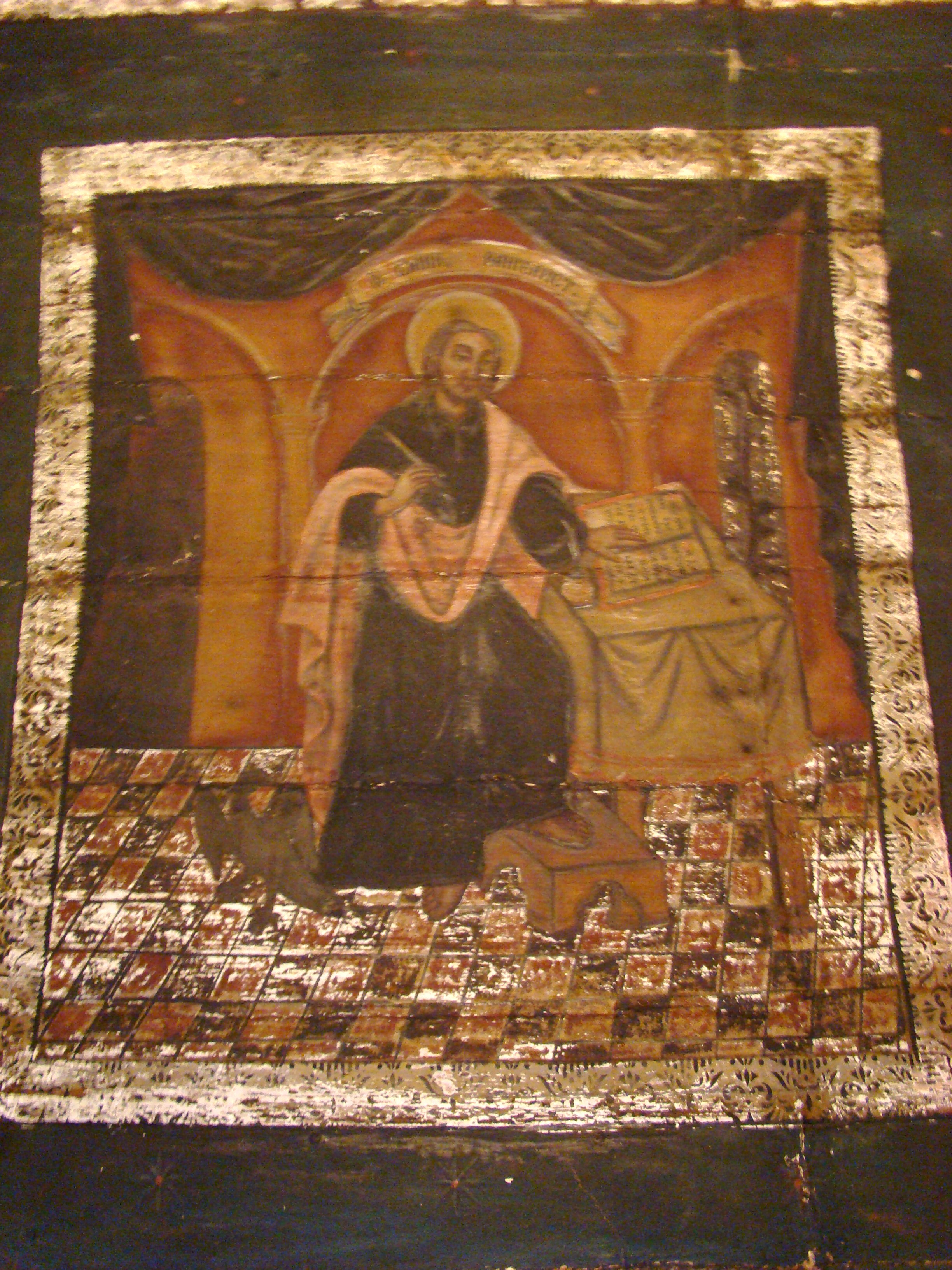
Boltă: Evanghelistul Ioan

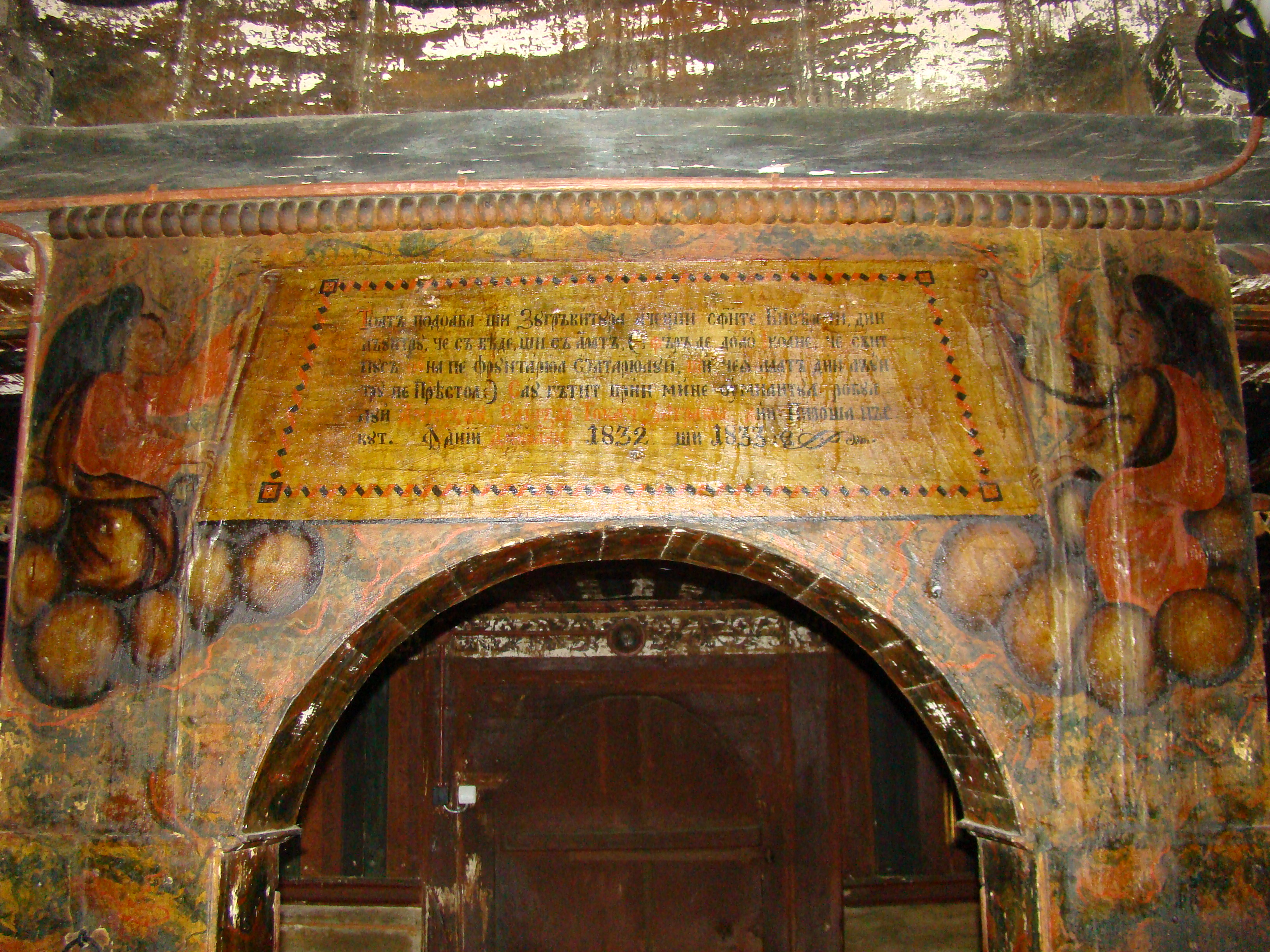
Pisania aflată la partea superioară a ancadramentului dintre naos și pronaos

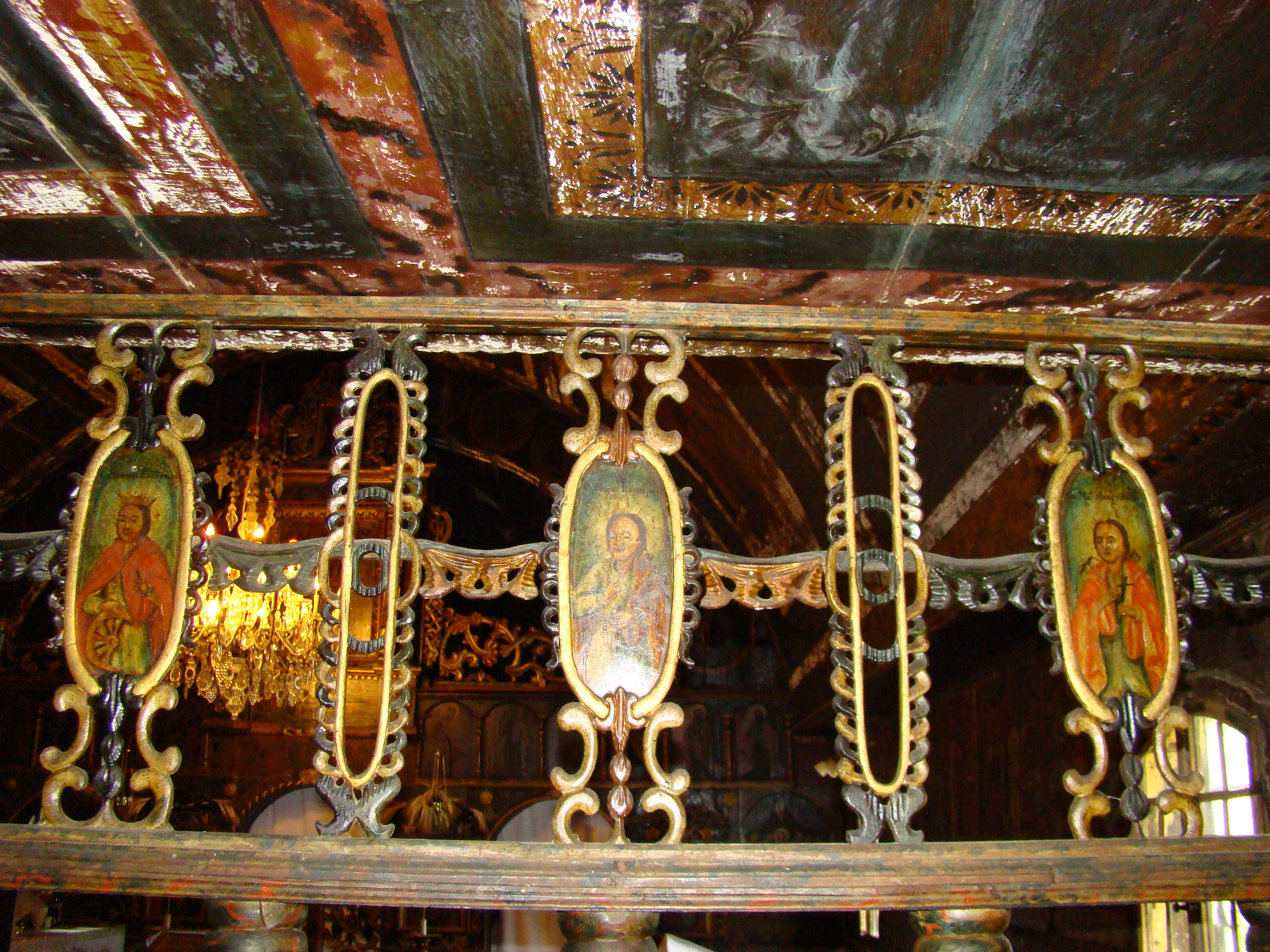
Frumoasele ornamente pictate dintre naos și pronaos

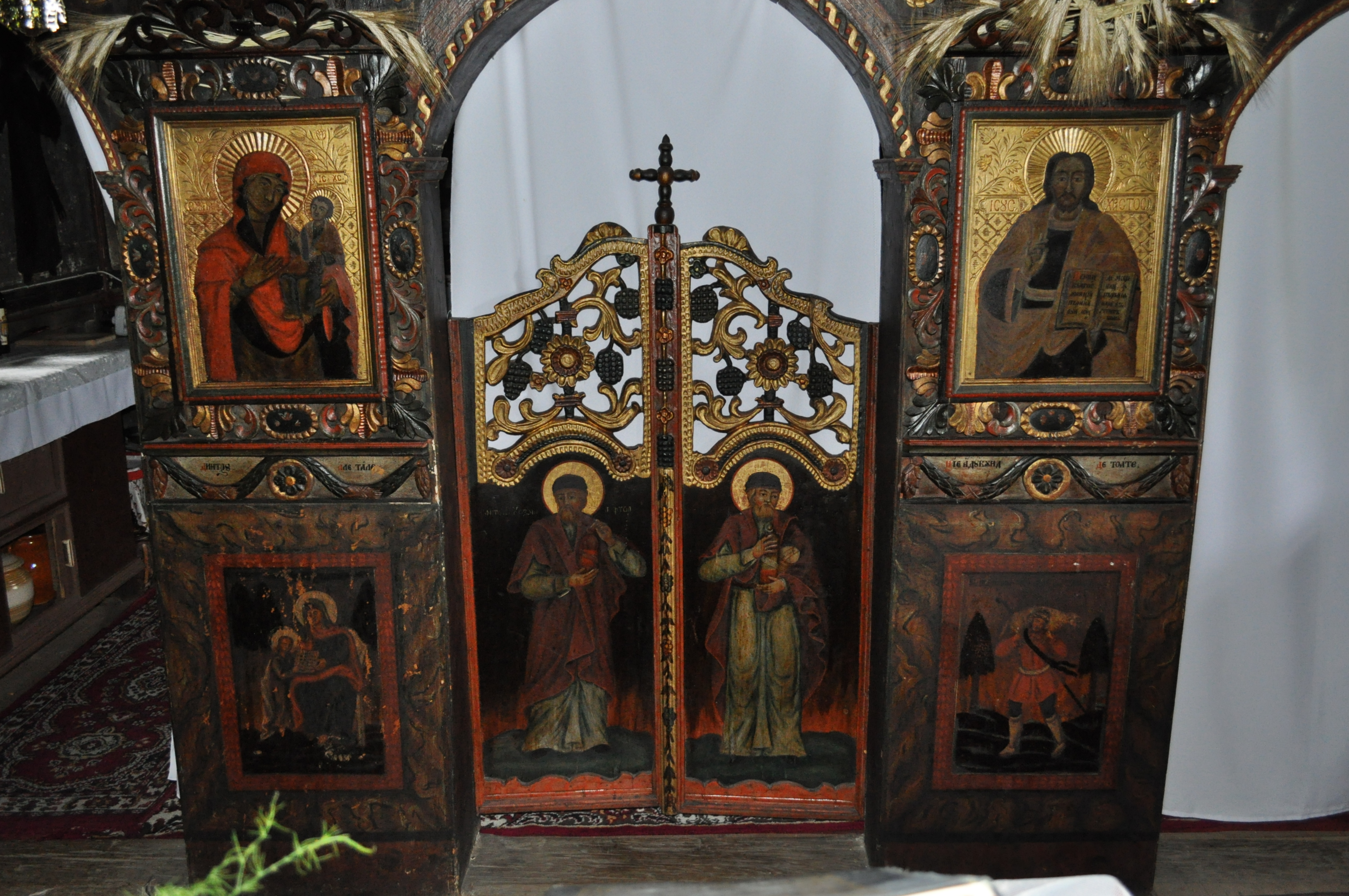
Ușile și icoanele împărătești

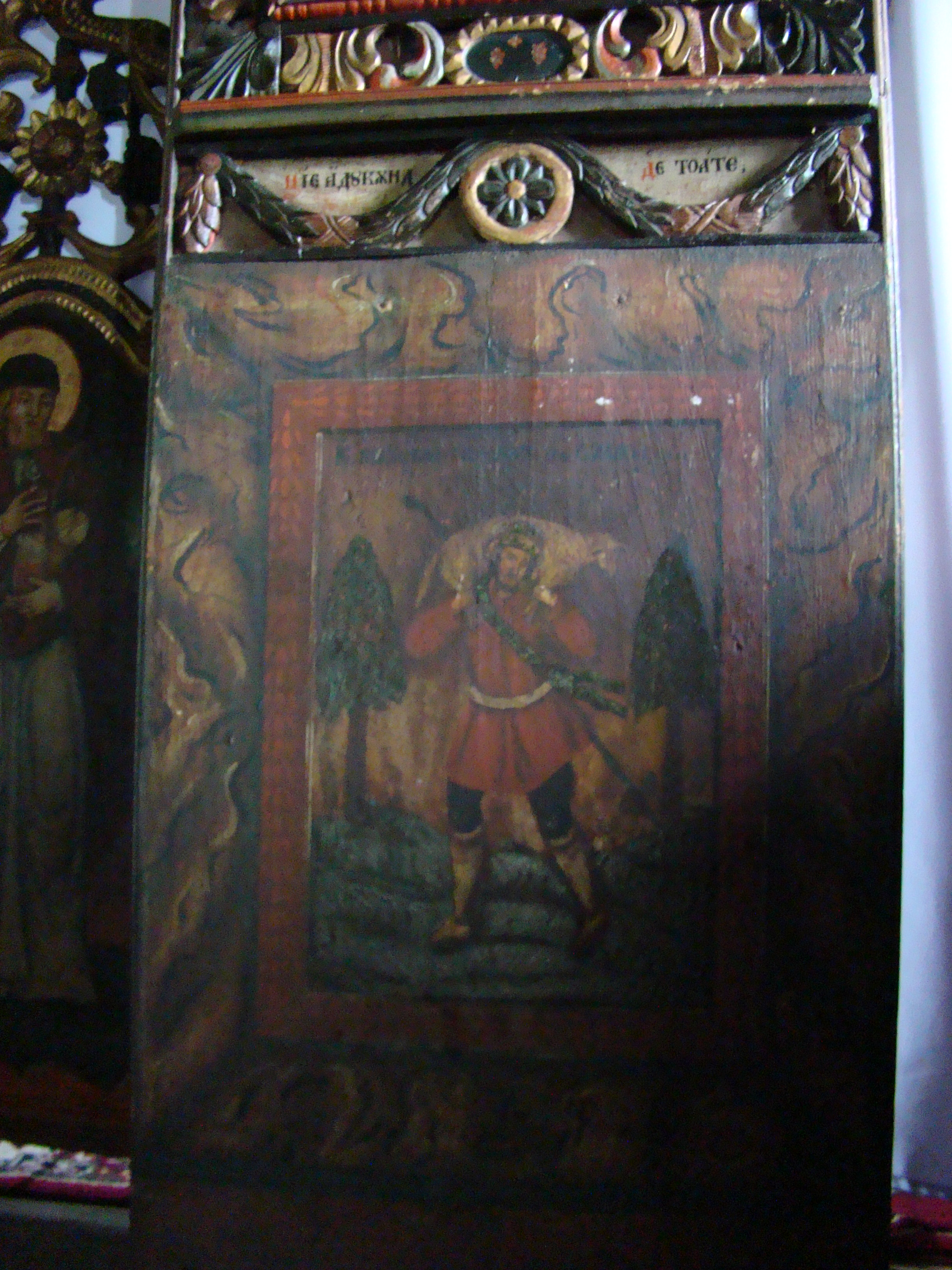
Bunul păstor, poală de icoană împărătească

Biserica de lemn din Răstoci se află în localitatea omonimă din județul Sălaj și a fost consacrată în anul 1828. În această biserică se păstrează o pictură murală semnată de Eliiazar Tocaci zugravul din Piroșa, datată din 1833, renumită pentru o scenă unică: "Roata vieții". Biserica este înregistrată pe noua listă a monumentelor istorice sub codul LMI:  SJ-II-m-B-05102.

## Istoricul parohiei
1530: Atestarea documentară a satului.
1566: În urbariul satului Mesteacăn apare un “presbiterius”. E de presupus că acesta administra și viața spiritual-religioasă a celor 19 familii ale Răstociului, sat înființat pe hotarul Mesteacănului și cu care a avut hotare commune.
1603: Urbariul satului Mesteacăn menționează doi preoți. Răstociul – cuprinzând 12 familii – fusese complet distrus de mercenarii lui Basta, în anul precedent, iar locuitorii supraviețuitori trăiau prin păduri. Unul sau poate amândoi preoții de la Mesteacăn, unde se instalase sediul unui voievodat înființat pe ruinele celor din Răstoci și Perii-Vadului, trebuie să fi acordat asistență religioasă și răstocenilor.
1651: Până în anul 1647, răstocenii n-au fost trecuți cu vreo datorie față de preot. Poate că nici nu au avut vreunul propriu. În 1651, despre unul din fiii nemeșului Simion Rednic (caligrafiat Raitnit), din Ciocmani se spune: „...locuiește separat în Răstoci și slujește preoția". Prezența lui sugerează că sătenii - acum în număr de 23 familii — își ridicaseră biserică și luase ființă o parohie.
Rákóczi (care domnea atunci) a pus bisericile Chioarului (de care aparținea Răstociul) sub jurisdicția superintendentului calvin.  Decizia pare să urmeze lipsei păstoririi arhierești, după încetarea Episcopiei ortodoxe a Vadului și intrării domeniului Chioar în posesia principelui. De altfel, continuându-l pe Gabriel Bethlen, Rákóczieștii au făcut numirile de vlădici ortodocși cu fixarea celor 5 condiții calvine: românizarea slujbei în biserici, predicile și tipăriturile să se facă în limba română (până atunci făcîndu-se în limba slavonă), stârpirea superstițiilor și ascultarea de superintendentul calvin. Dar acceptând aceste condiții, unele de voie, reprezentând un cert progres al vieții religioase, altele cu sila, nu se poate spune nicidecum că chiorenii s-au calvinizat. Ei au rămas întotdeauna în rit și credință ortodocși.
1698 - cca 1720: După ce mitropolitul ortodox Atanasie Anghel a fost supus unui șantaj de către oficialitate, înscenându-i-se și un proces, acesta  a smuls accepțiunea protopopilor pentru renunțarea la ortodoxie. În schimb, împăratul le-a acordat tuturor preoților drepturile celorlalte națiuni. La 7 octombrie 1698, a semnat unirea cu Biserica Romei și protopopul Toader din Lemniu, în tractul căruia se afla Parohia Răstoci. Mirenii au fost puși în fața faptului împlinit.
Trecerea răstocenilor la greco-catolici n-a fost prea dificilă, deși sunt de presupus serioase rețineri, ca la toți oamenii care au trăit până atunci în credința părinților și strămoșilor lor. N-a fost dificilă, în primul rând pentru că numărul sătenilor era foarte mic (în actele oficiale continua să fie notat "Kis-Resztoltz" - Răstociul Mic). Un Grigore Hossu, care trăia în epoca frământărilor pentru unire, își luase soție o fată de preot din Lemniu, care avea doi frați tot preoți. Influența acestora și a protopului Toader asupra familiei majoritare în Răstoci nu poate fi  neglijată. Apoi, ofițerul Racz Andras din Lemniu, ajuns în grațiile austriecilor, după trădarea mișcării curuților, și numit vicecăpitan al Chioarului, a fost dăruit și cu moșia Răstoci. El trebuie să fi stăruit pentru unirea iobagilor și jelerilor săi.
1733: Conscripția ordonată de episcopul Inochentie Micu-Klein consemnează în Răstoci 14 familii greco-catolice, aflate sub păstorirea popii Luca. Parohia aparținea arhidiaconatului Vimei.
1742: Circulația cărților de cult tipărite peste Carpați, e confirmată și de gestul preotului Luca din Răstoci, care în 1742 a copiat "Triodul săptămînii mari", tipărit la București în 1726. Preotul din Răstoci a mai adăugat tălmăcirea patimilor și molitva Paștilor. Tradiția ortodoxă era deci puternică între românii din Nordul Transilvaniei. Dar  mai mult ca orice, gestul popii Luca a fost un veritabil act de cultură pentru acele vremuri. A citi sătenilor, seară de seară și an de an, în "Săptămâna mare", un text scris în graiul muntean, care a stat la baza limbii române literare, înseamnă a favoriza răspândirea termenilor celor mai aleși ai epocii, fixându-i în vorbirea oamenilor. Rolul de propagator de limbă românească al popii Luca și cărții copiate de el merită deci toată considerația. Copierea s-a făcut cu mare exactitate, utilizându-se chiar cerneala roșie pentru indicațiile tipicorale. Popa Luca n-a fost însă doar un copist mecanic. La titlul cărții: 'Trei cântări ce cuprinde în sine slujba ce să cuvine a săptămânii sfintelor patimi din sâmbăta dreptului Lazăr până în seara sfintei și luminatei zi a învierii domnului nostru I.Hs ” ....popa a mai adăugat ”...acum început în anul domnului nostru Is.Hs. 1742 m(e)s(e)ț(a) ghemarie 12 zile". O intercalare personală a făcut și la sfârșit, ceea ce arată că popa Luca știa foarte bine scrisul: "Slava lui Dumnezeu că m-au miluit de-am ajuns și sfârșitul scrisorii cu păcătoasa și de țărână mână a mea păcătosului robul lui Dumnezău preotul Luca di(n) Răstoci sat, săvârșind M(ese)ța Martie 30 de zile.”
Copia „Triodului” are câteva pagini din interior scrise de o altă mână. E un scris cursiv, descătușat de severitatea literelor de tipar. Aceasta dovedește că în Răstoci mai exista un cunoscător de carte, cel mai plauzibil rămânând popa Constantin. Știința de carte a celor doi prezintă o semnificație mai largă, care privește epoca în care trăiau. Dacă sinodul lui Atanasie din 1700 n-a pretins preoților mai mult decât știrea pe de rost a „Psaltirii”, glasurilor, tainelor bisericii și 40 de zile de practică liturgică la hirotonire, atunci cunoștințele slujitorilor bisericii din Răstoci confirmă un pas mare înainte. Înseamnă ca episcopul Micu-Klein a pretins mult mai mult, în intenția de a face din preoții săi adevărați luminători pentru popor.
Manuscrisul „Triodului” din Răstoci a avut circulație în zonă. Dintr-o însemnare făcută pe una din file reiese că a aparținut și unui preot Matei Macarie. O familie de preoți cu acest nume exista, la începutul secolului al XIX-lea la Cormeniș. După cine știe câte peregrinări, trecând prin zeci de mâini, „Triodul” a fost preluat, în 1914, de „Erdély Museum” iar azi se păstrează la Biblioteca Centrală a Universității „Babeș-Bolyai” din Cluj-Napoca.
1750: Preotul din Răstoci – care trebuie să fi fost popa Luca – are în păstorire, împreună cu un cantor, 130 de suflete. Amândoi slujitorii locuiau în avere proprie – biserica neavând nici un fel de moșie - și plăteau așa-zisa „taxă Kendefiană” de 5 imperiali.
1754: Printre martorii unei ascultări cu privire la descendenții lui Vasile Hossu din Răstoci apare „nobilul și preot al locului de rit grec unit din Răstoci, onorabilul popa Luca, de 70 de ani”.
Cca 1756. Pentru prima dată e atestat hramul „Sfinții Arhangheli” al bisericii din Răstoci. Fiindcă majoritatea bisericilor din Chioar poartă acest hram, e aproape sigur că el a fost moștenit din secolul al XVII-lea, când satele aveau sarcini militare de apărare a graniței Nord-Vestice a Transilvaniei, și era firesc să-și ia patroni pe sfinții arhangheli Mihail și Gavriil.
1760: Profund decepționați de neacordarea drepturilor promise de împărat, îngreunați de impozite și sarcini, răstocenii s-au alăturat – ca marea majoritate a greco-catolicilor din Transilvania – la mișcarea antiunionistă a călugărului Sofronie din Cioara. Alexa și Ignat Dolha din Răstoci au fost anchetați în vara acestui an de către jurații Tablei judiciare a Transilvaniei, deplasați în sat, și asupra problemelor confesionale, ceea ce atestă rolul Dolheștilor în tulburările din localitate. Conscripția generalului Buccow a menționat, în Răstoci, în 1760 – o biserică și un preot ortodox la 35 de familii și 2 preoți greco-catolici la 3 familii de aceeași confesiune. Conscripția întreprinsă de episcopul unit dă mai multe amănunte: cele 3 „gazde” aveau 3 copii sub 3 ani și preotul a oficiat o căsătorie; numele preotului e Alexa Crișan iar al ajutoarelor sale, preoți și dieci: Nicolae Crișan și Ilie Butuza.
1762-'63: Alexa și Nicolae Crișan nu mai sunt în parohie. În această perioadă unul din preoți, căsătorit  cu o fată din familia Dolha, a fost alungat din sat definitiv, și nu poate fi vorba decât de Nicolae Crișan. Ilie Butuza – care apare acum drept crâstnic și clopotar („sacristanus et campanator”) mai era în sat și s-a bucurat de scutirea de „taxa capului”, favor acordat de împărăteasa Maria Terezia tuturor slujitorilor bisericilor greco-catolice .
1760-1765:  Episcopul ortodox Dionisie Novacovici a primit din partea răstocenilor o contribuție în bani. Pe chitanța care confirmă faptul a semnat în limba română „Birăul Huso (Hossu – n.n.) Ursulŭ cu toată obștea”.
1769: Parohia greco-catolică cuprindea 7 familii și o slujea popa Alexa (Crișan), care revenise în Răstoci. Nu avea însă, cantor, clopotar și învățător (Ilie Butuza plecase și el din sat și, deși era nobil, intrase jeler la niște preoți din Lemniu). Preotul trăia din pământul său arabil de o cublă de cereale. Biserica era la ortodocși.
1780. Biserica a fost luată de uniți, deși erau minoritari în sat. Parohia greco-catolică avea un preot și un învățător („ludi magister”) care trebuie să fi fost cantorul.(Arhivele Statului Cluj-Napoca, Fond Urbarii și conscripții, fasc.23, nr.1, fila 53. Datarea registrului ne aparține).
1785: După 5 ani de procese, litigiul pentru biserică, deschis între ortodocși și greco-catolici, s-a soluționat. Prin hotărârea nr.5290-1785, Guberniul Transilvaniei a dat câștig de cauză uniților. Ortodocșii au rămas datori cu taxa de 51 cruceri pentru hotărârea definitivă. 
În același an, recensământul populației menționează în sat 2 preoți.
1786: Numele celor doi preoți greco-catolici apar intr-un act al familiei Hossu: Nemeșul Butian popa Urs și Crișan popa Alexa.
Răstociul ortodox era filie a parohiei Perii-Vadului. Și aparținea protopopiatului Buciumi.     Numărul caselor (de fapt, al familiilor) ortodocșilor după conscripția forurilor comitatului – 32. Parohul în funcție, popa Ioan Nan, cu reședința în Perii-Vadului.
1788: Convertirea completă a răstocenilor la greco-catolici. Actul care confirmă acest lucru este redactat în imba latină, la Consistoriul din Blaj. Iată-1 în traducere: "In anul 1788, în ziua a 18-a a lui ianuarie stil nou; s-a citit mărturia despre convertirea preotului mai înainte neunit, Butean Gherman, din moșia Răstoci, învecinată cu măritul Comitat Solnocul Interior, și a unui număr de 33 de oaspeți (jeleri, nou-veniți în sat) locuitori ai zisei moșii, la sfânta unire, cu știrea oă nimeni nu i-a constrâns, astfel precum se dovedește de către zisul popă Urs, parohul în funcție; (s-a citit) de către nobilii Alexandru Pap Benyei și Nicolae Vidrai având domiciliul în târgul episcopal al Fiscului Blaj, pe credința lor. Treabă pentru care, până acum au mai venit la el (la popa Urs - n.n.) încă șapte oaspeți, cu (aceeași) hotărîre. Pe care oonvertire a lor au întărit-o, însă ou această condiție ca nici acești locuitori înșiși, nici zisul preot, de acum încolo nu vor mai încerca să desfacă de credința greco-catolică. Așa a rămas. Concluzie: Parohul i-a sfințit pe preotul convertit și pe locuitori; la cererea lor, le-a fost confirmat și instalat preot".
1811: Parohia Răstoci aparține protopopiatului Ciocmani. Capi de familii - 75 cu 566 (?) suflete. Slujesc: popa Toader (?), cantorul Dumitru (Hossu) și clopotarul Petru (Hossu),  învățător nu este.
1818: În Tabela de impunere a satului Răstoci apar: cantorul Dumitru Hossu și cîrstnicul și clopotarul Petru Hossu, scutiți amândoi de taxa capului.
1820: Era în funcție noul preot „uj pap’’ Văsălie Tohat, iobag. Sesia sa iobăgeasoă e declarată "portio canonica" (parte bisericească) și astfel e scutită de orice impozite.
1826: A fost introdusă matricola pentru evidența născuților, morților și cununaților.
1822-1836: Construirea și pictarea bisericii, care dăinuie și azi — monument arhitectonic de inestimabilă valoare artistică. 

## Biserica
Pisania din partea interioară a fruntariuiui altarului de deasupra ușilor împărătești, spune:
"Această sfântă bisiarică, cu mila și cu ajutoriul pria î(n)ălțatului, și atotputiarnicului milostivului Dumnezău sau zidit, și cu tot lucrul ce era de lipsă sau gătit de la î(n)ceputul lui maiu, al anului 1827, până la sfârșitul lunii iarăș a lui maiu al anului următoriu 1828, supt pre lăudata și putiarnica biruință a pria î(n)ălțatului î(n)tiia Franțisc î(m)păratul Austriei. Supt stăpâniria arhierească a Sfinției sale luminatului și pria Osfințitului D(o)mnului d(o)mn episcop al Făgărașului Ioani Bobe nemeș de Kápólnok Mónostór dintru acest vidic al Chiuvarului și supt ocîrmuiria a cinstitului protopop de la Ciocmani Mezei Lupp. Iară cu zugrăvitura și cu podoaba ce să viade peste tot dinlăuntru, afară de douo cinstite icoane ce sunt î(n) oltariu pe pristol și cealaltă pe fruntariul oltariului dinainte:/ sau gătit î(n)) anii d(o)mnului 1832 și 1833 cu strădania, cu lucrul și ajutoriui chieltuialelor tuturor sătianilor fiește căruia după buna î(n)durare, voința inimii și puteri(i) sale, fără de nicio sâlnică aruncare, î(n)să cu toată cheltuiala ce sau potrivit sau cuvinit; î(n) bani de jumătate a cinstitului domn perțeptorului crăiesc acestui cinstit vidic și a satului fiucorator Nicolae Hosu, care mai întiiu după măsuraria pământului  (e vorba de măsurătoarea cadastrală ordonată de împăratul Iosif al II-lea în 1786 – n. n.) în care au străduit 4 ani, au fost soriitoriu varmeghiesc 5 ani, diacii solgăbirău î(n) 15 ani, iară mai pe urmă de la î(n)ceputul anului 1810 pînă î(n) anul de acum curgătoriu 1836, din mila lui Dumnezău de 26 de ani pe al 27-le (un cuvânt indescifrabil n. n.) perțeptoriaște".
Nu se cunoaște meșterul constructor ai acestui splendid edificiu, el nu și-a dăltuit numele nicăieri. Prin tradiția orală ni s-a transmis amintirea unui singur cioplitor - Lupu Dolha - pe atunci cârstnic și clopotar. Dar răstocenii au fost întotdeauna buni lemnari; mulți trebuie să fi cioplit aici stejarii care au dat lăcașului suplețe și durabilitate, Așa se și explică definitivarea construcției într-un interval atât de scurt.
Biserica a fost amplasată în mijlocul satului, pe o ridicătură din imediata apropiere a drumului principal. Împrejmuită cu un gard solid de piatră, asemenea unei fortărețe, a putut fi apărată de devastări și incendii. Edificiul poartă caracteristici arhitectonice originale, fiind conceput în stilul tradițional românesc din Nordul Transilvaniei, pe un plan simplu, cu încăperile dispuse în lungime. Pronaosul a avut în tavanul drept intrarea la turnul cu clopote și la loja corului, dar ulterior aceasta a fost închisă, fiind scoasă în pridvor. Naosul ocupă spațiul cel mai mare din ansamblu. Are o boltă înaltă, frumos arcuită, retrasă de la pereți pe grinzi sculptate cu brâu în "funie". Altarul, dispus spre răsărit, are formă poligonală, iar tavanul boltit se racordează cu pereții prin trei fâșii înclinate. Turnul-clopotniță măsoară de două ori înălțimea navei bisericii având o siluetă deosebit de zveltă. El are baza în patru laturi, ca de deasupra clopotelor acoperișul de șindrilă să zvâcnească în șase ape, înfigându-se în nori ca o suliță. 
Numeroasele elemente exterioare de decor - șindrila zimțuită, ramele traforate de la ferestre – cândva pictate – la care se adaugă zăbrelele contorsionate în formă de cârcei de vie, „ochiurile” în faguri ale geamurilor, crucile de pe turn și de pe coama acoperișului – dau un plus de atractivitate și încântare. Crucile au fost lucrate cu ciocanul pe ileu. Pe cele trei brațe laterale au numeroase elemente simbolice și de decor (soare, semilună, clopoței) mărturisind o preluare barocă, de extracție populară, din vremea ortodoxiei. Acestea sunt produsul mâinilor unor fauri locali, între care trebuie menționat bătrânul Mihai „Căuaciul”, care trăia în sat.
La o valoare artistică inegalabilă se ridică podoaba interioară, atât cea din lemn sculptat, cât și pictura și icoanele. Ele au fost făurite, în mare parte, de zugravul Lazăr Toacaci din Piroșa. Deși pisania de deasupra ușii de intrare în naos precizează că totul a fost terminat la 5 septembrie 1833, lucrul a mai durat și în anul următor, pentru că zugravul și ajutorul său sunt mereu martori la cununiile din biserică. Lazar Toacaci n-a lucrat singur. Ajutorul său a fost tânărul Pavel Zegrean, care s-a stabilit definitiv în sat și a continuat finisările în biserică. Lui trebuie să-i aparțină pictarea celor două icoane despre care se spune în pisanie că n-au fost lucrate de Lazar Toacaci, ca și scrierea inscripției din 1836, citată în întregime.
Decorația interioară, de factură cultă, poartă amprenta unui talent deosebit. Ea cuprinde absolut întreg ansamblul. Pereții au fost chituiți până aproape de înălțimea umărului unui om și dați cu vopsea de ulei de in într-o singură culoare. De acolo în sus, totul a fost împărțit în chenare și acoperit cu scene biblice sau chipuri de mucenici. Folosirea intensă a culorii albe a pulsat multă viață într-un câmp coloristic puțin avantajat de lumina micilor ferestre. Portretele sfinților sunt bine individualizate. Dar ceea ce dă măsura adevăratei măiestrii e suita de tablouri realizate pe linia ferestrelor înfățișând patimile lui Cristos. Scenele sunt de un mare dinamism și expresivitate. Invită la profundă meditație textele de sub aceste scene. Ele au fost scrise în limba română, cu chirilice, dar și în limba latină. Departe de a fi doar o vanitoasă demonstrație de erudiție a pictorului sau a prim-coratorului, aceste inscripții reliefează că răstocenii au ajuns la cunoașterea originii lor romane și că în străfunduri creștea, spre deșteptarea de la 1848, conștiința lor națională. În momentele de reculegere duminicală, ei au adunat de aici tăria de-a lupta pentru limba și legea lor strămoșească, pentru a fi ei înșiși pe un pământ trudit din moși-strămoși.

## Imagini din exterior

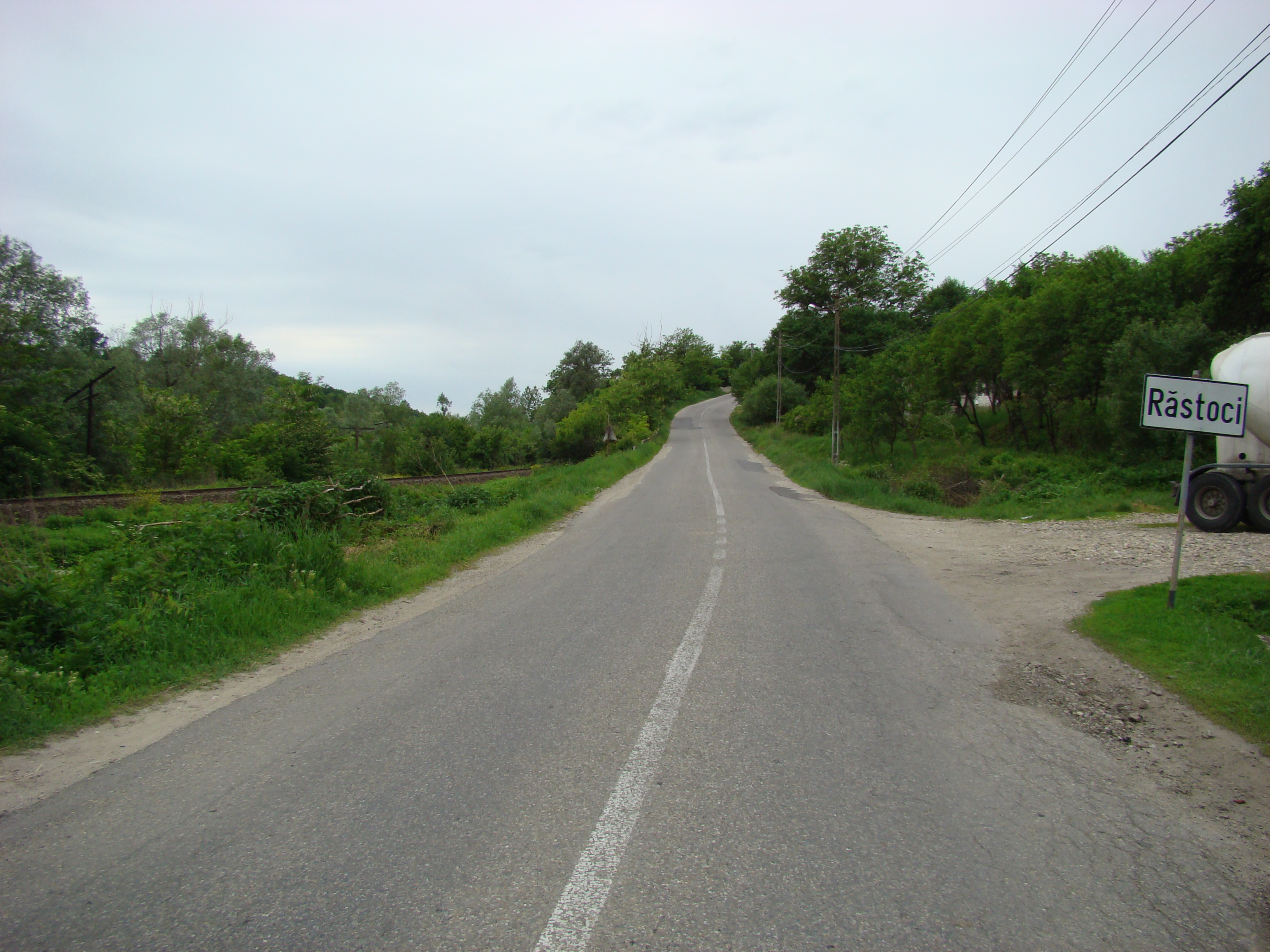
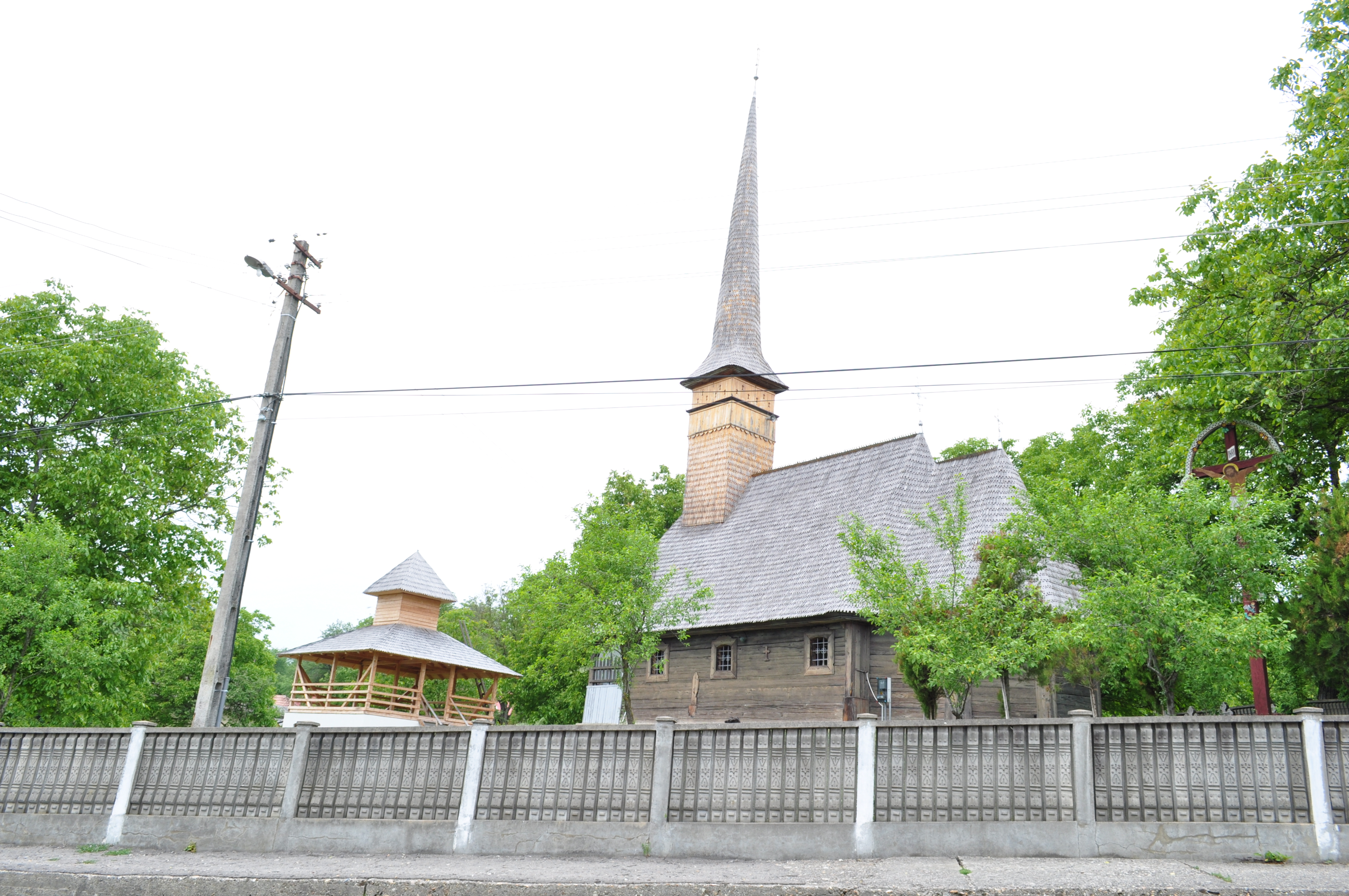
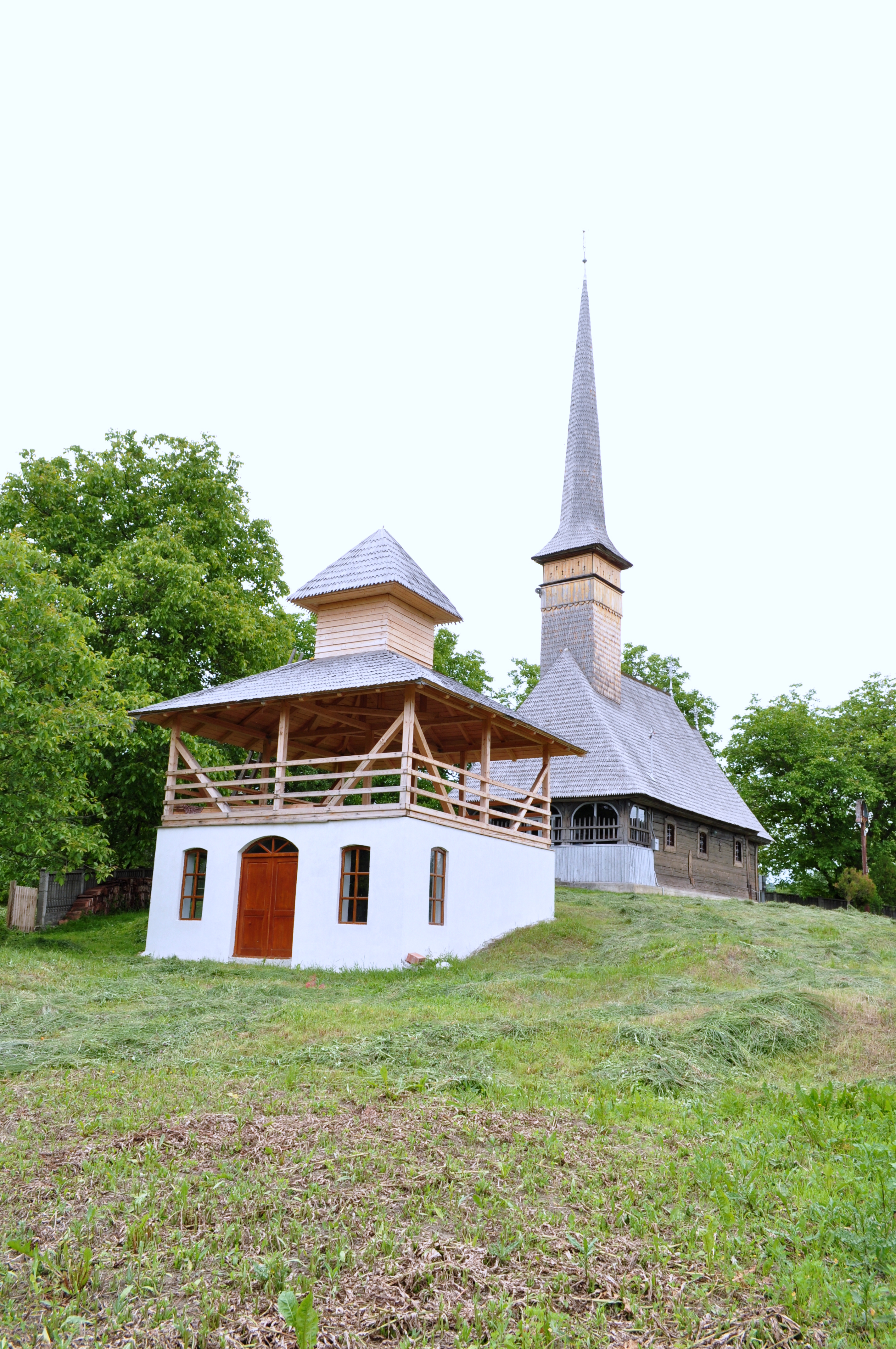
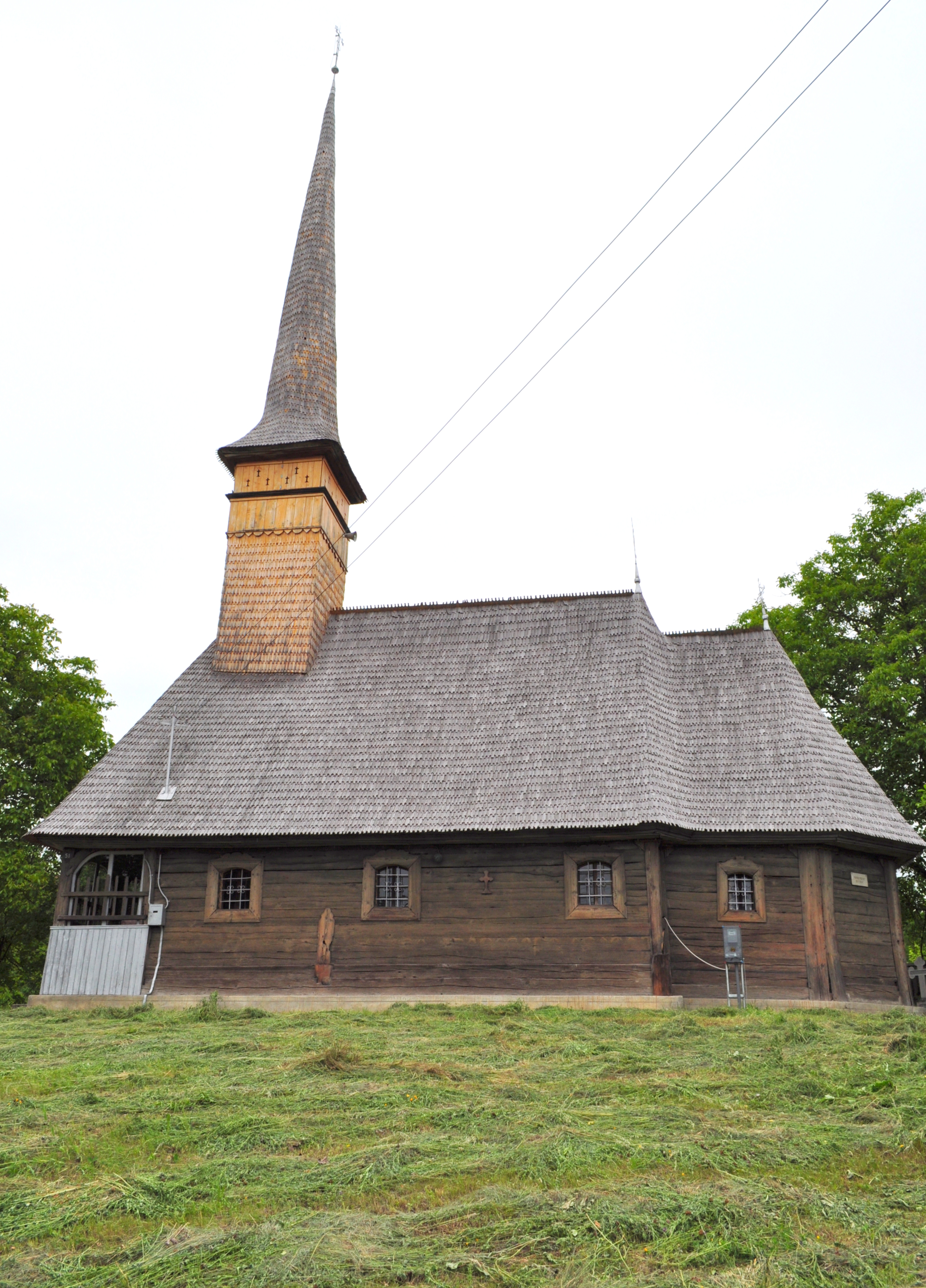
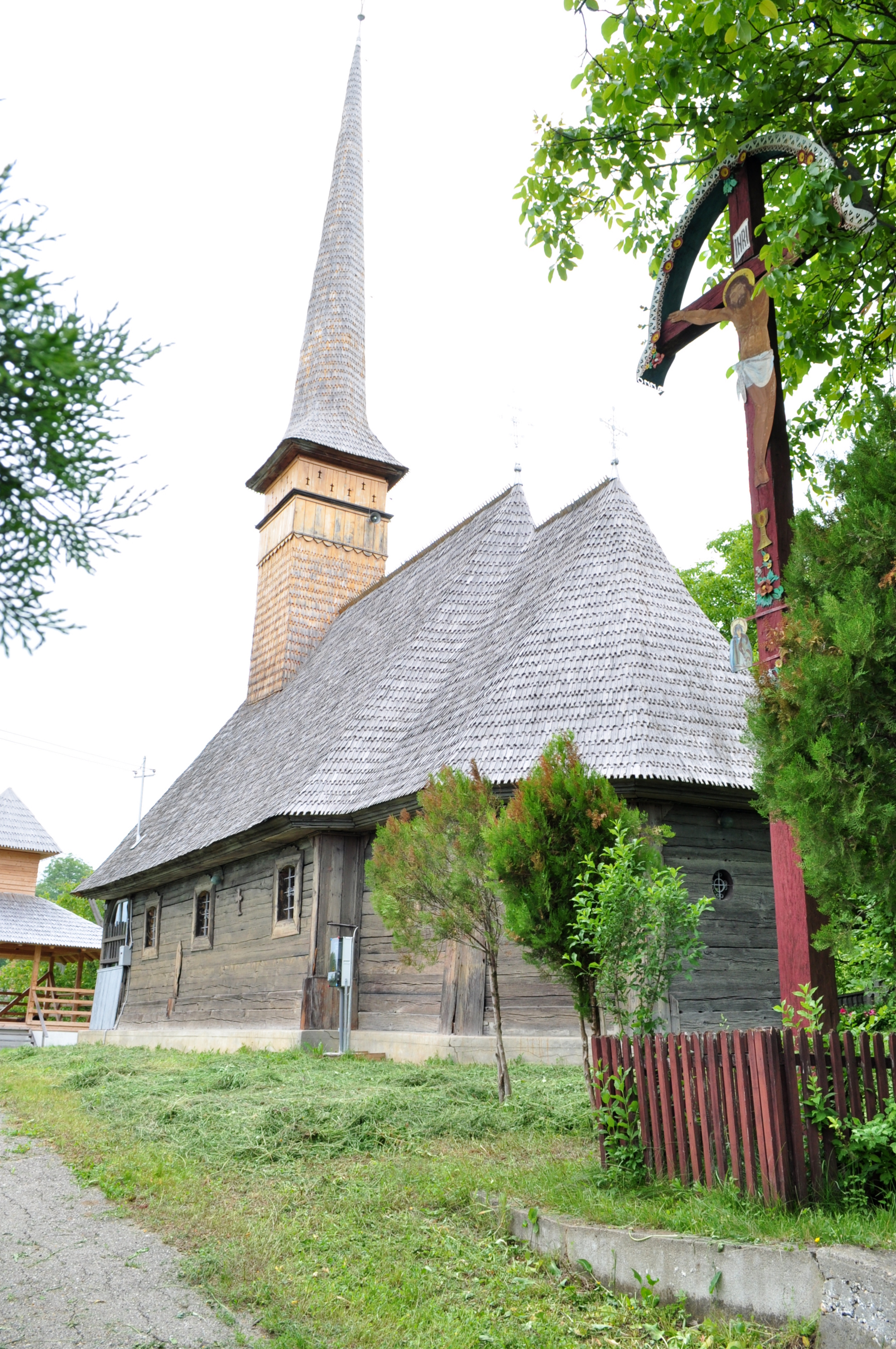
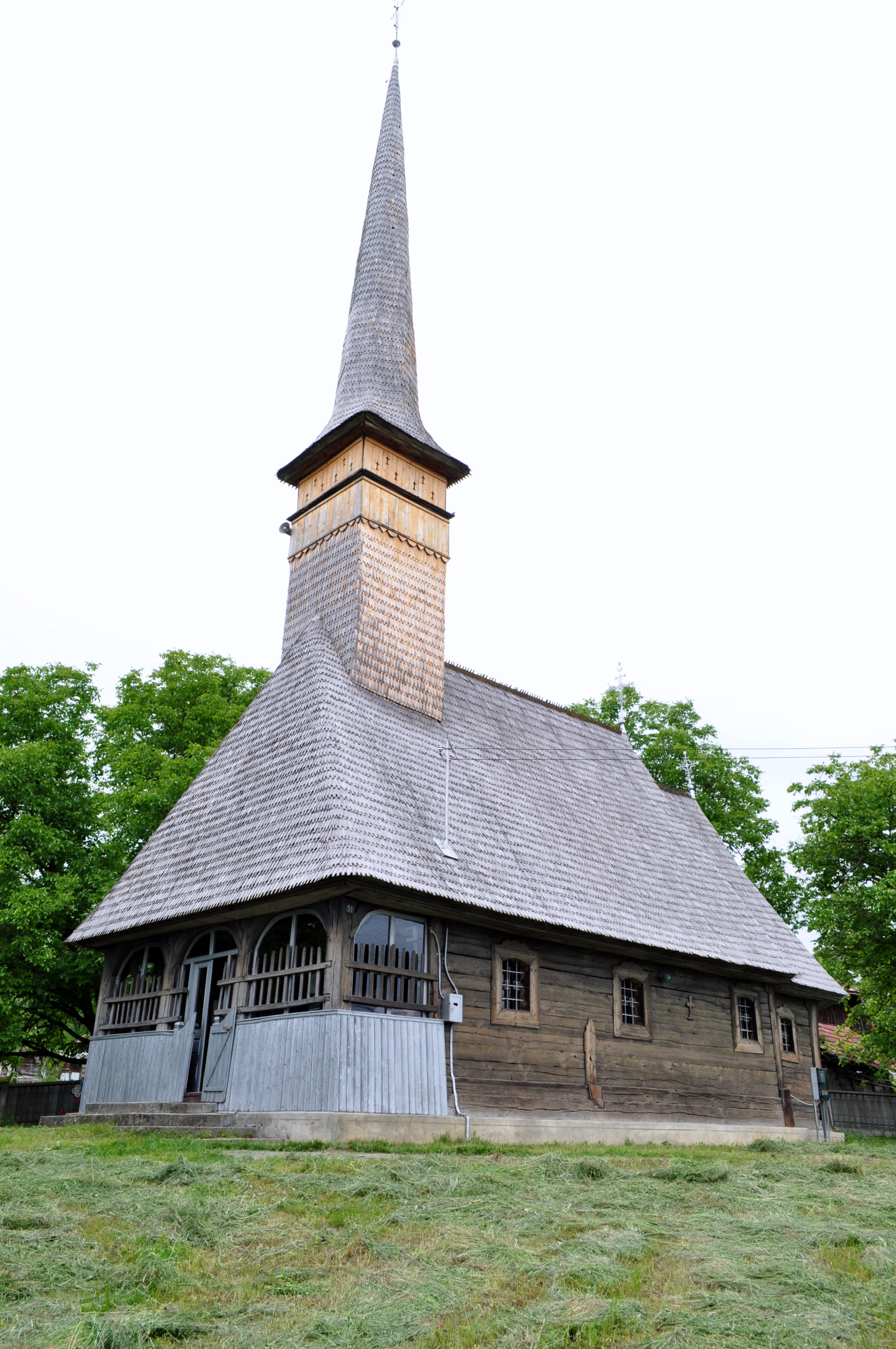
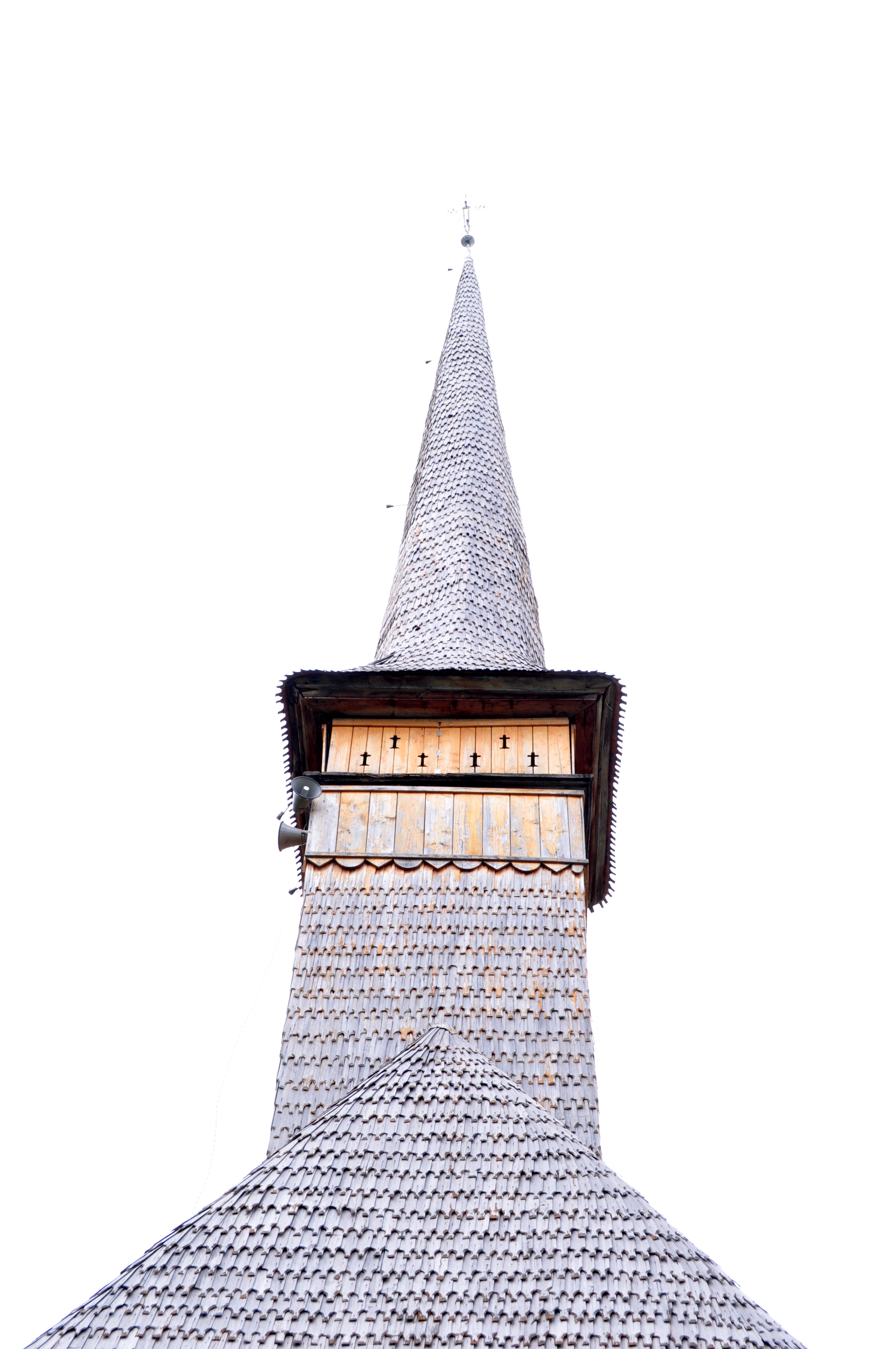
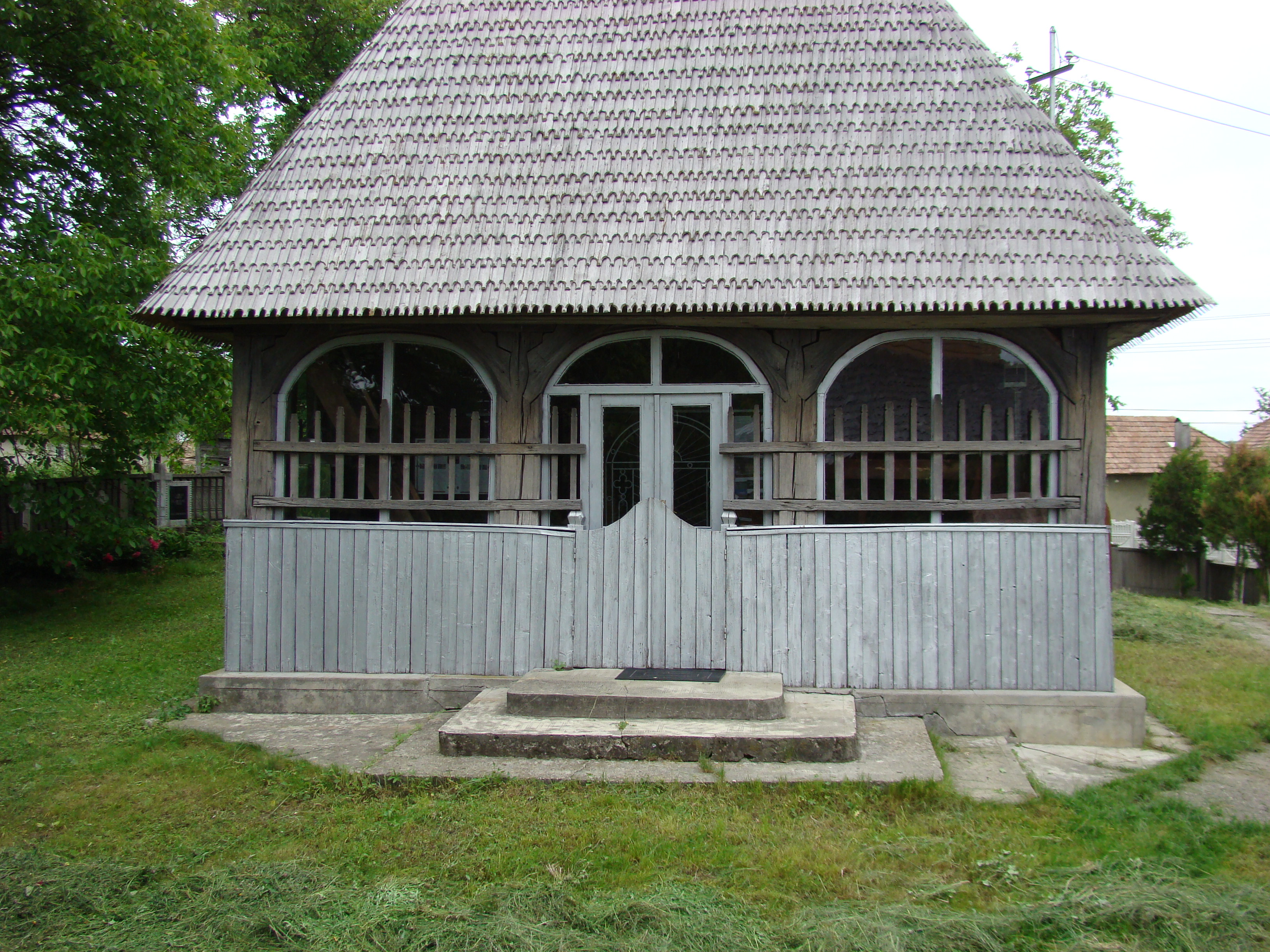
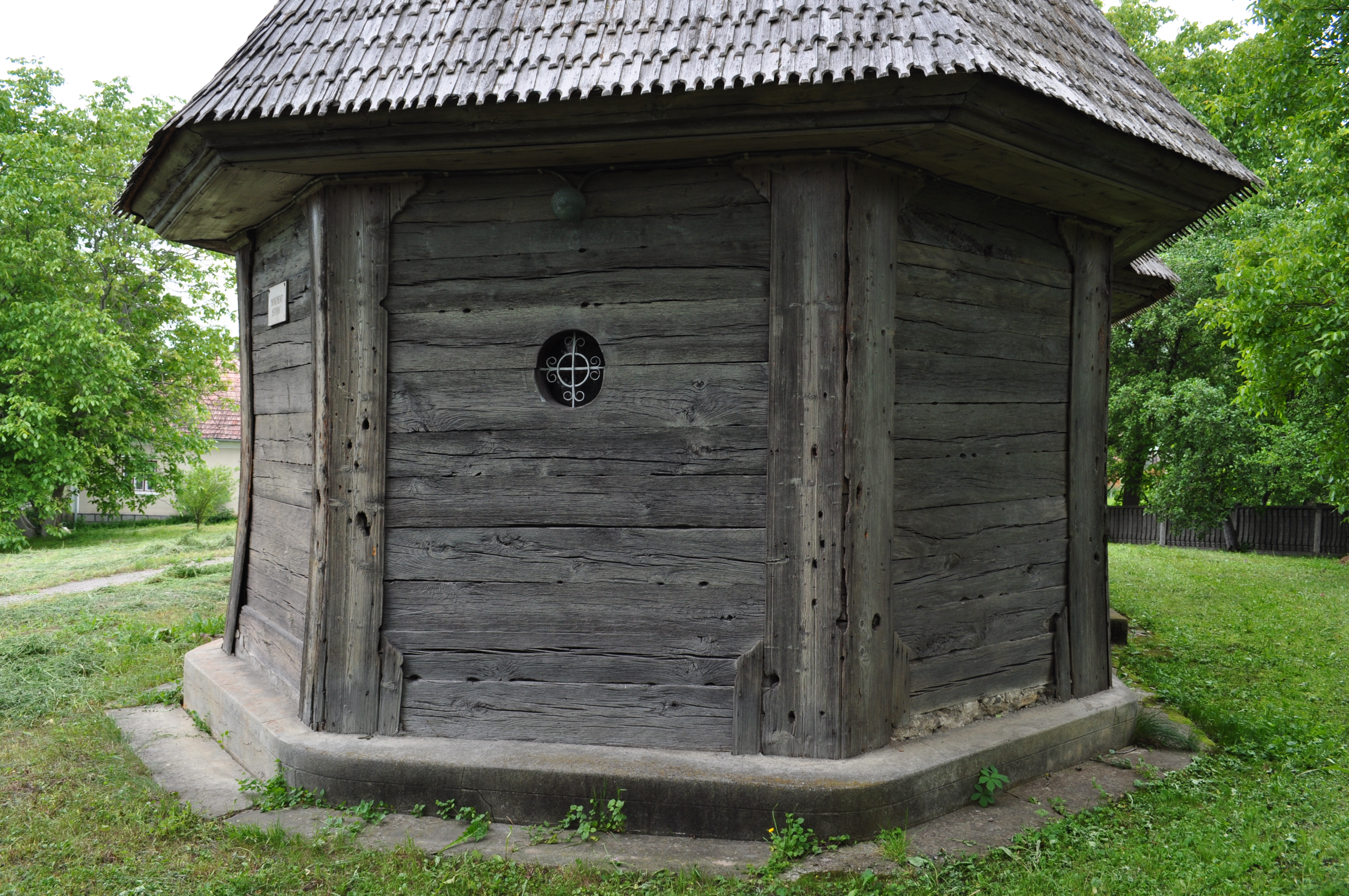
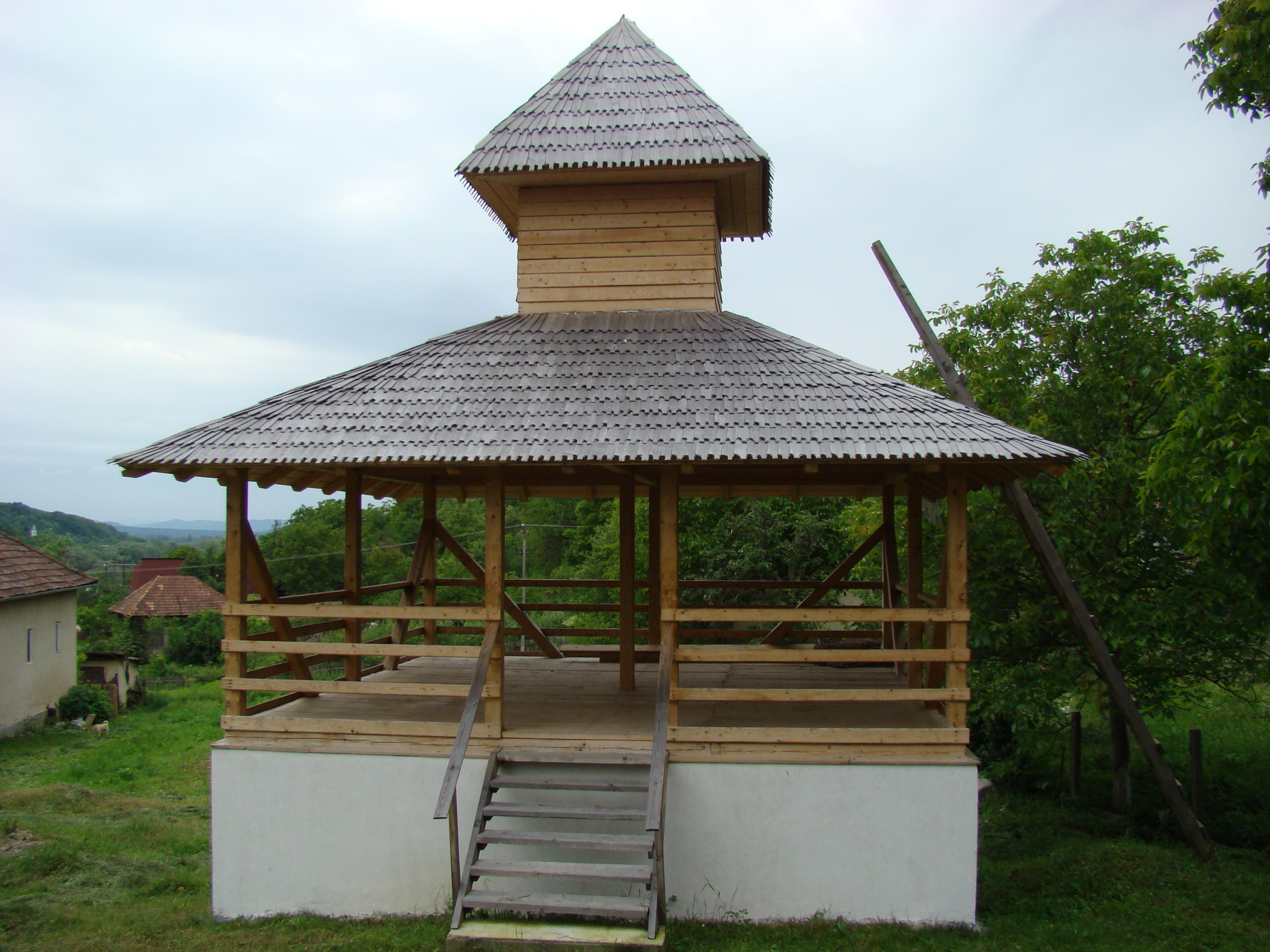
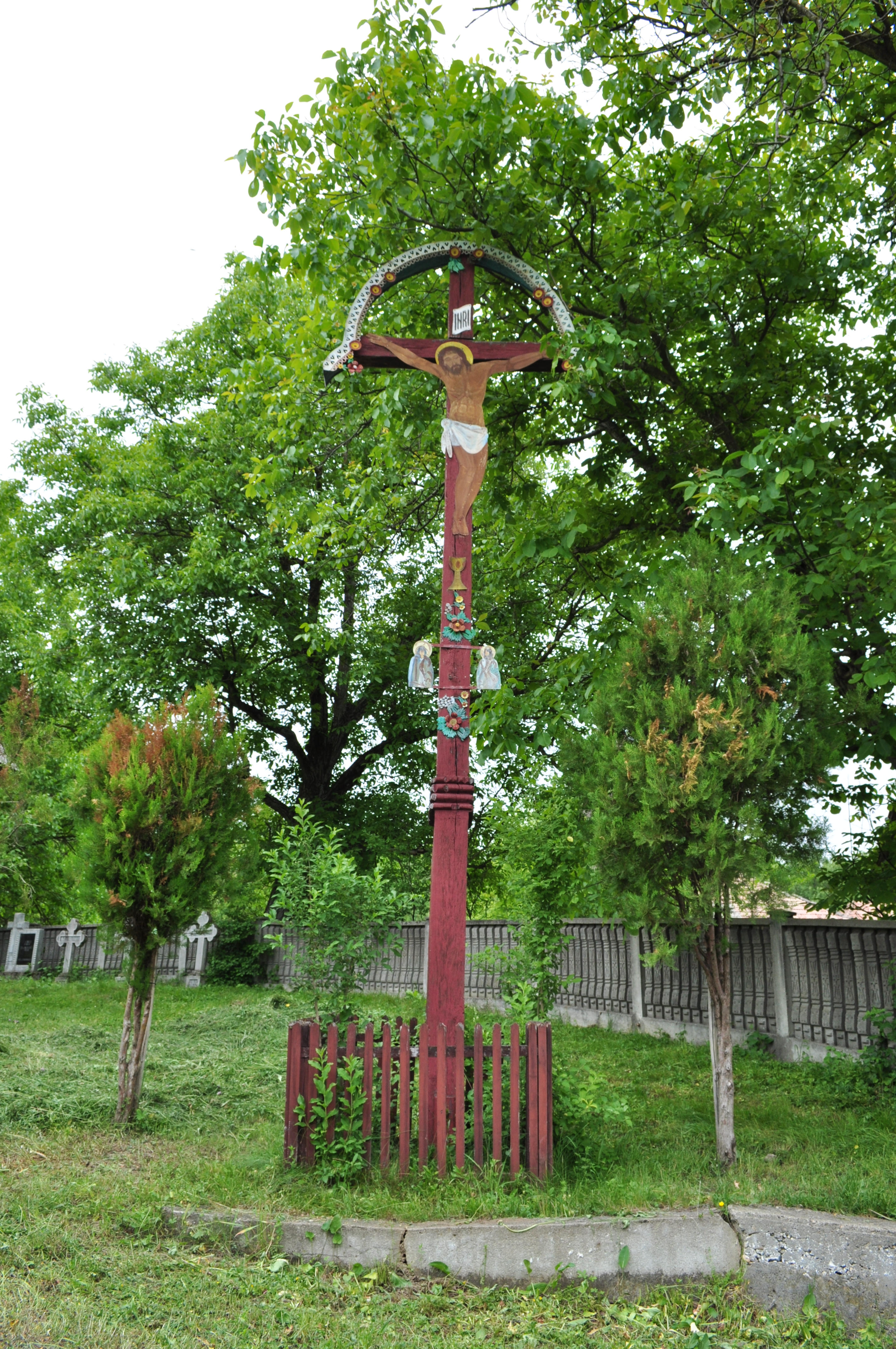
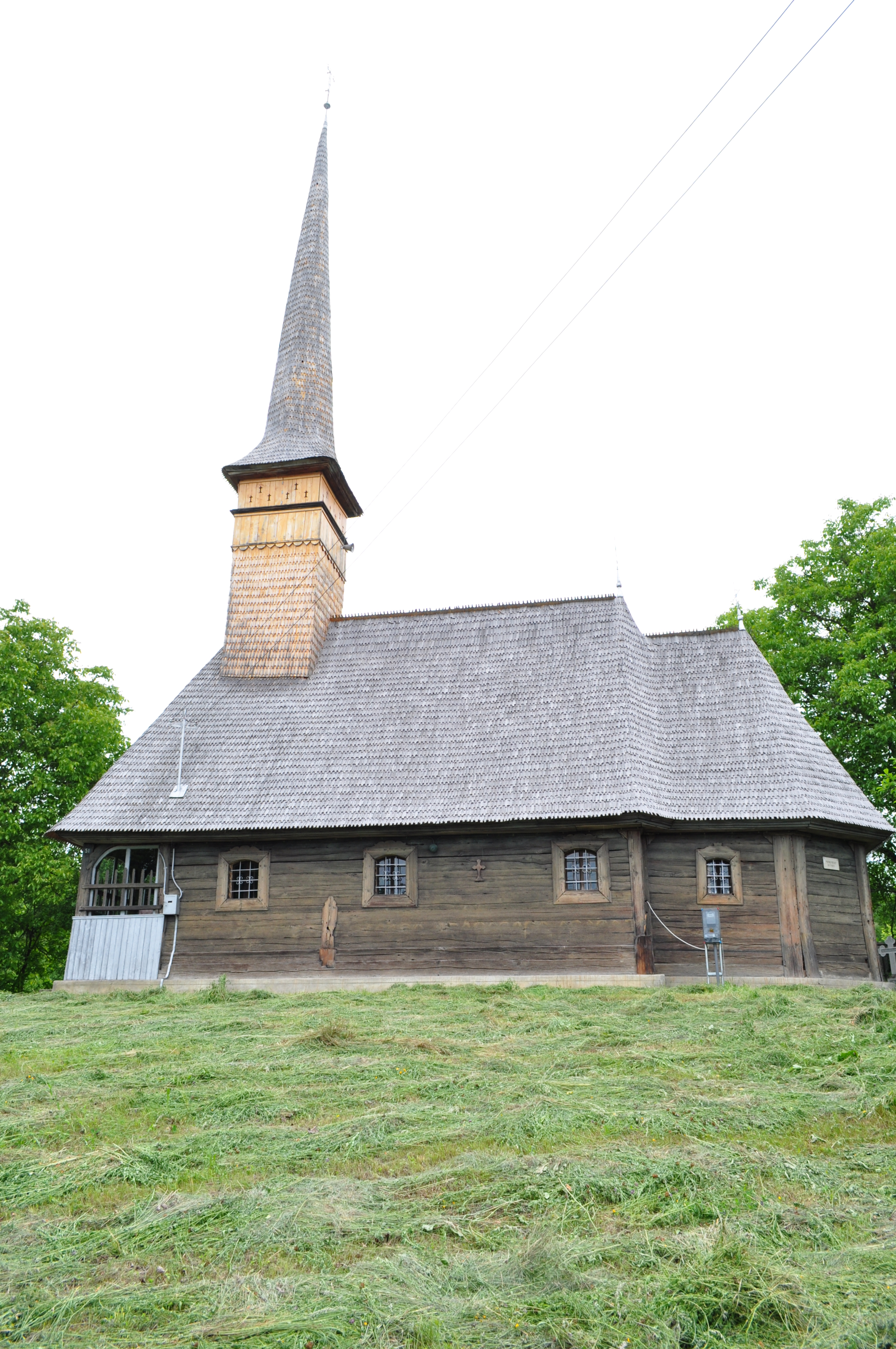
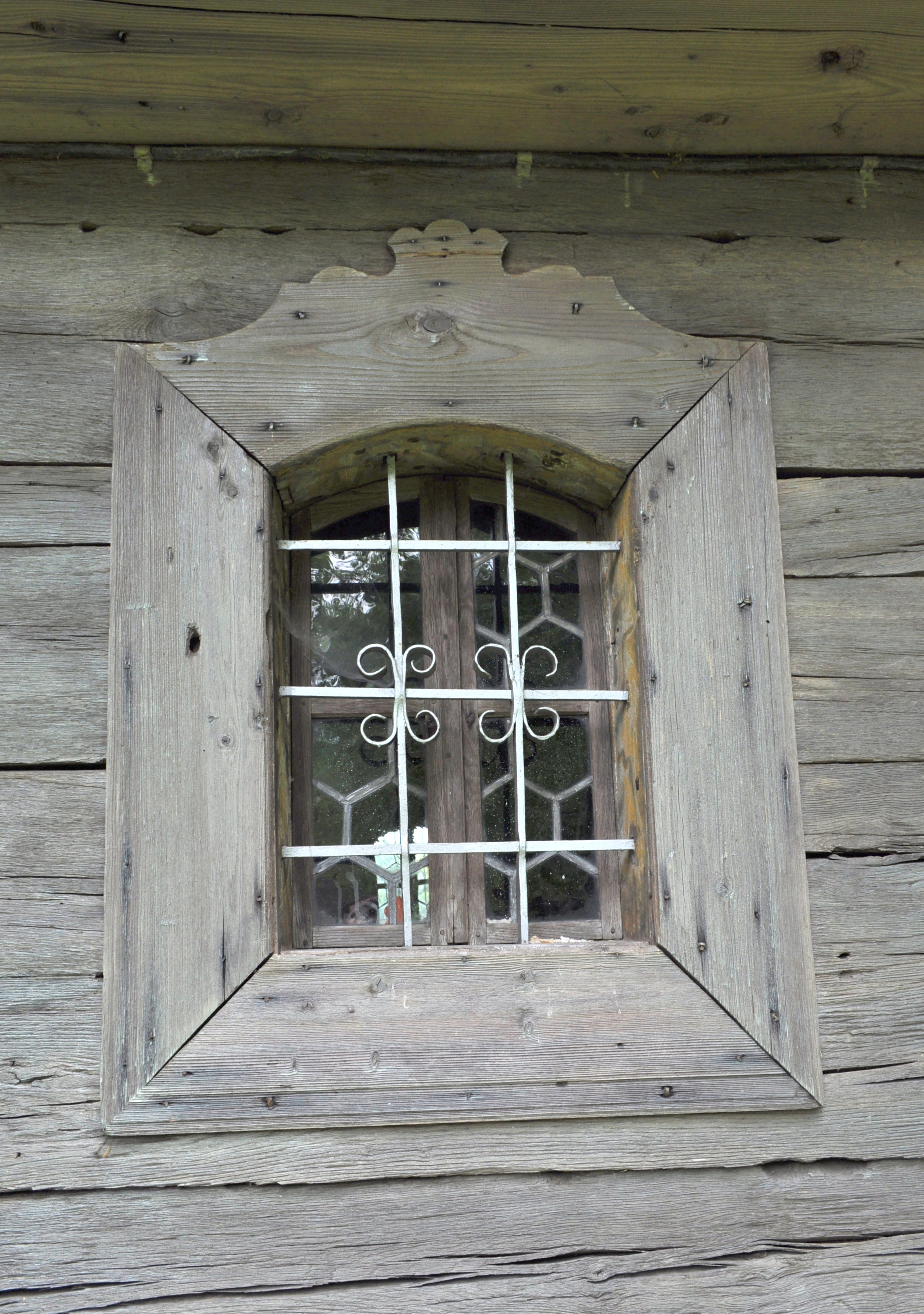
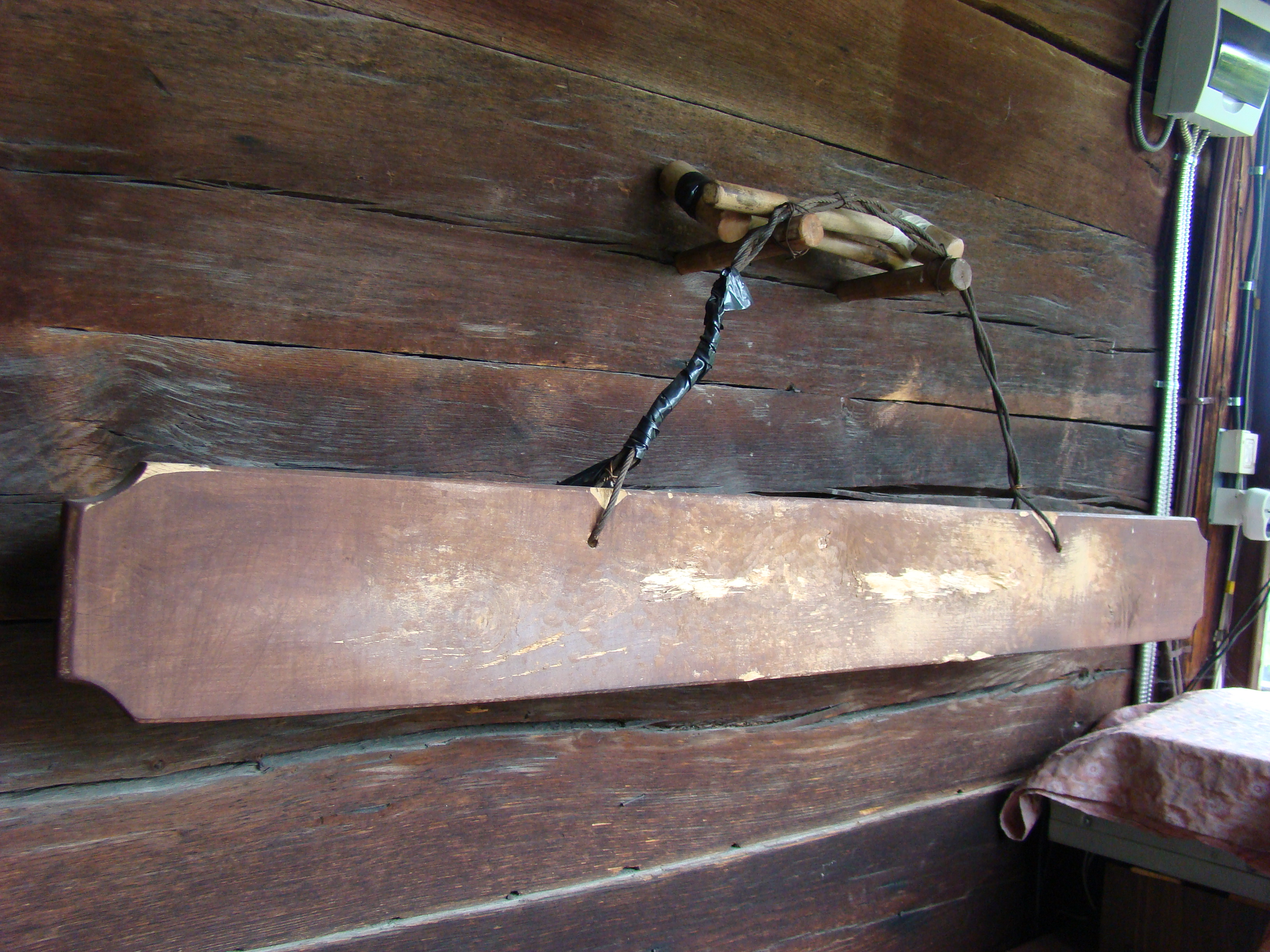

## Imagini din interior

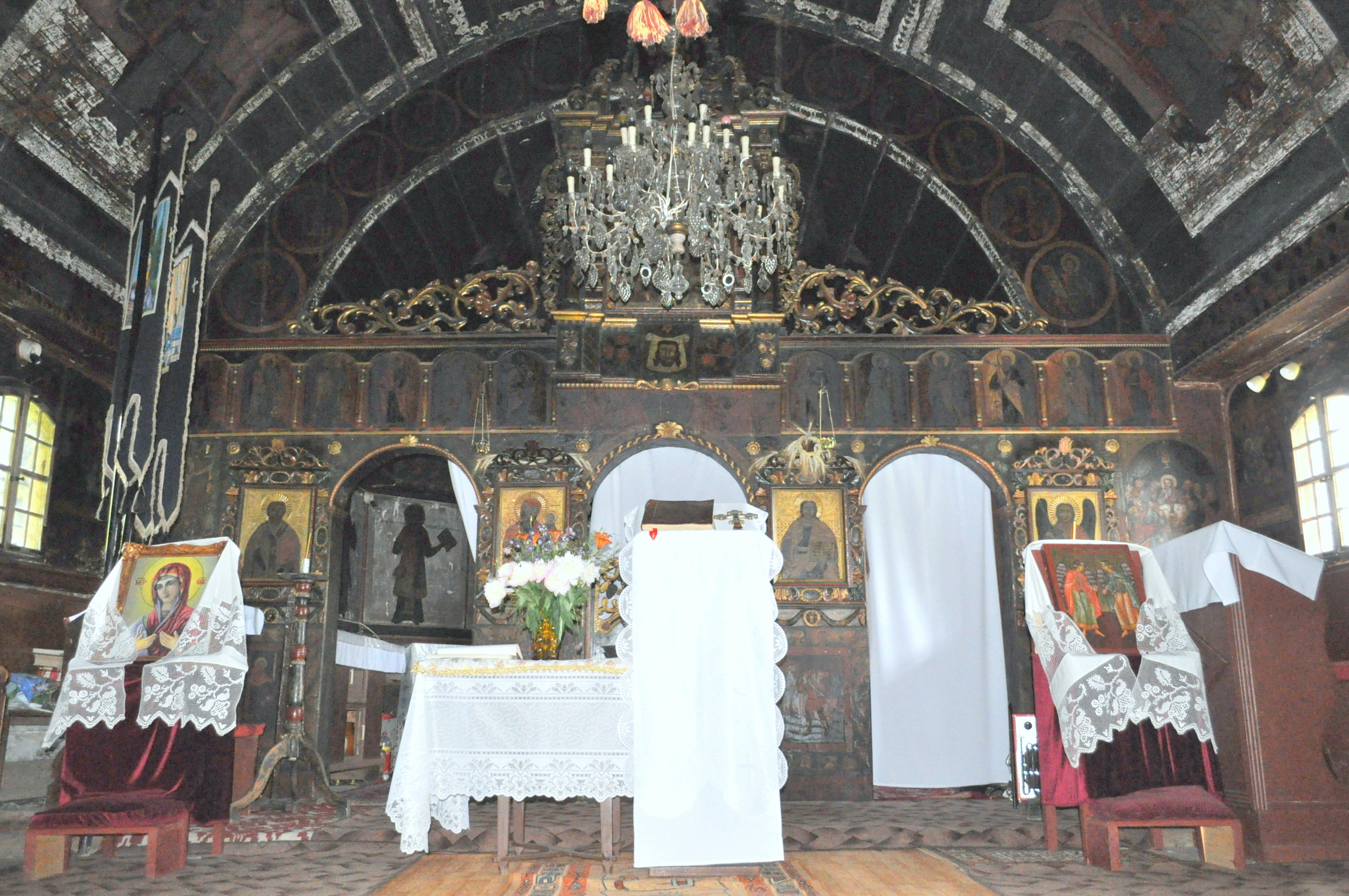
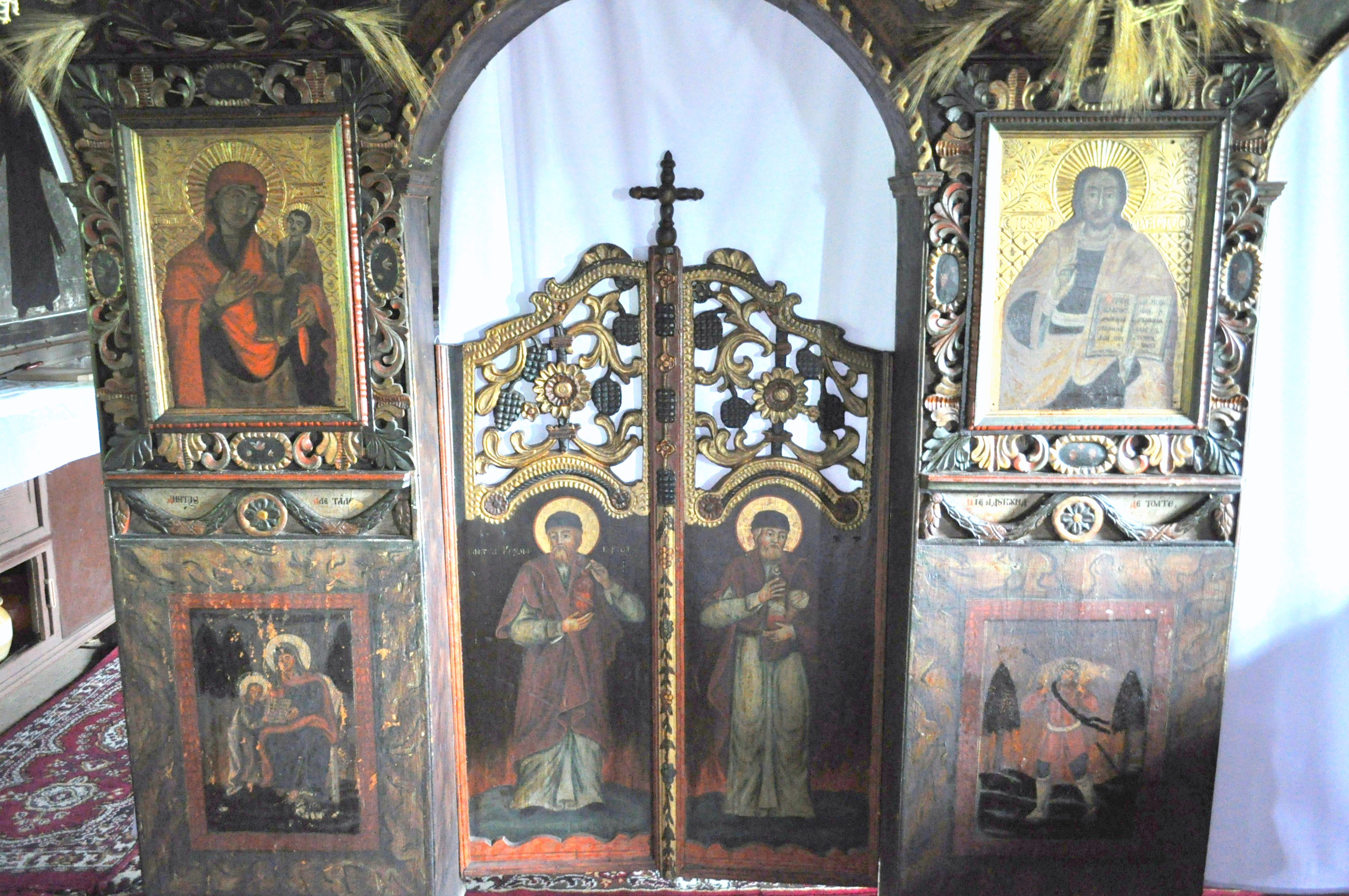
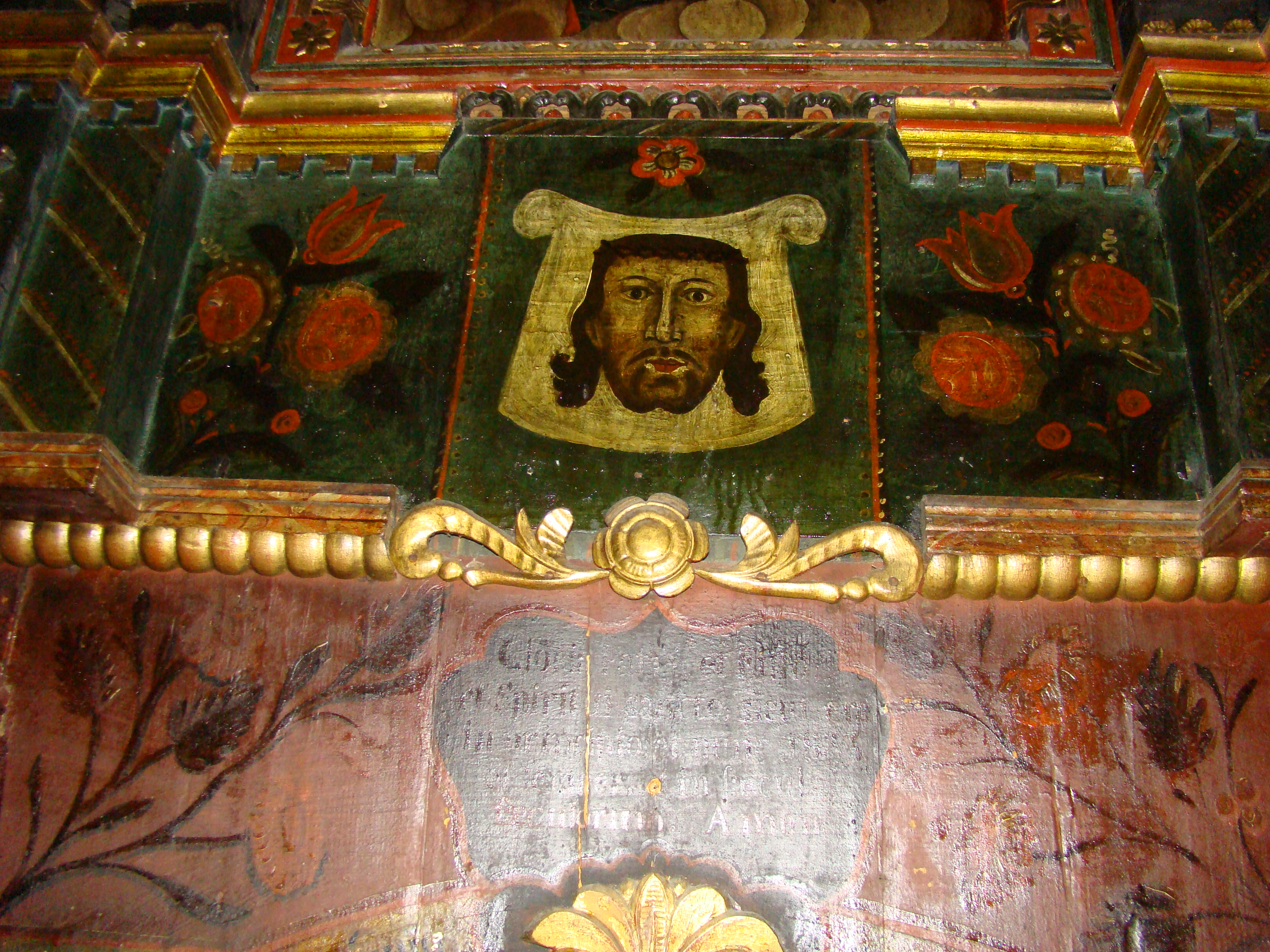
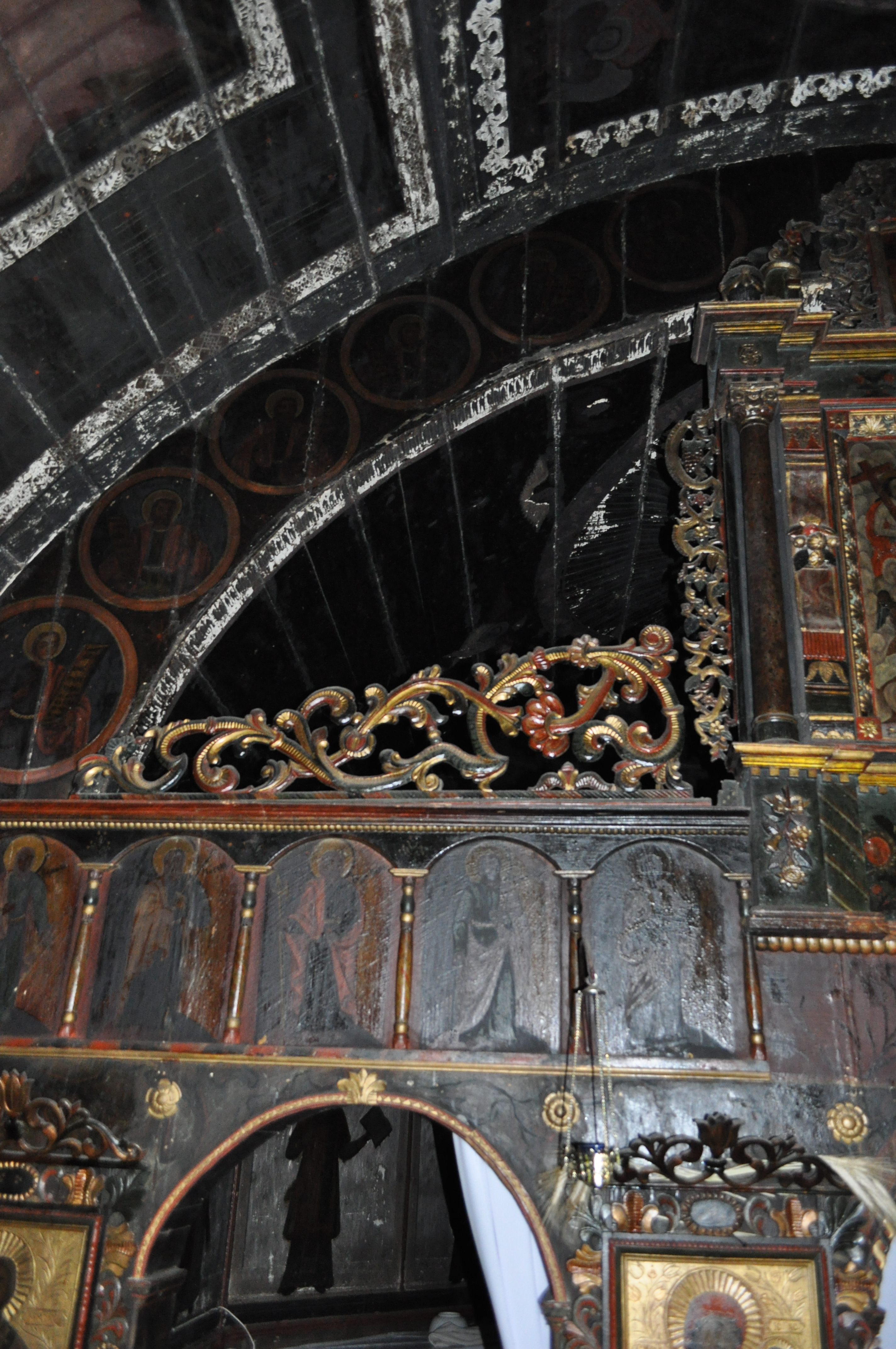
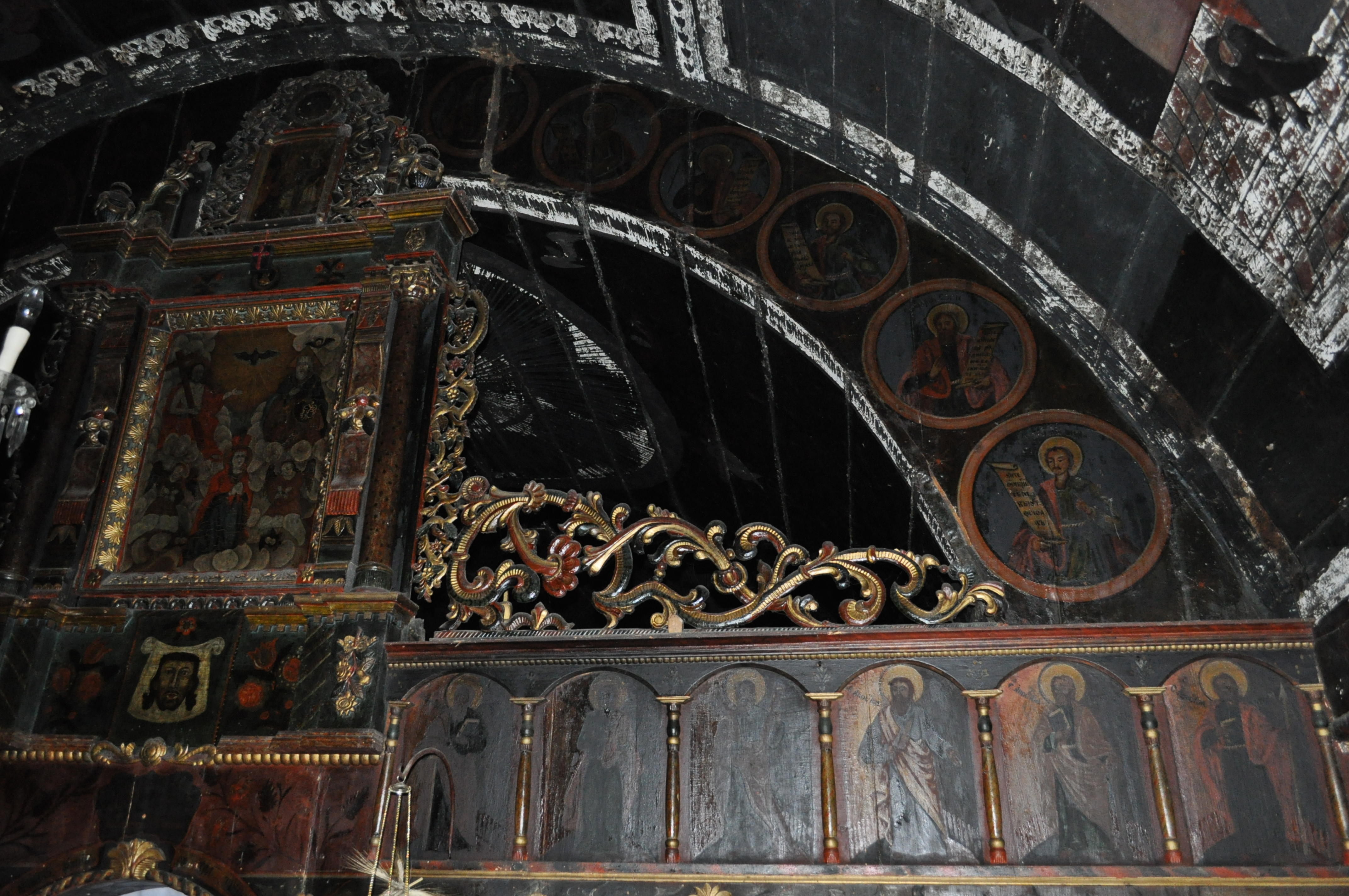
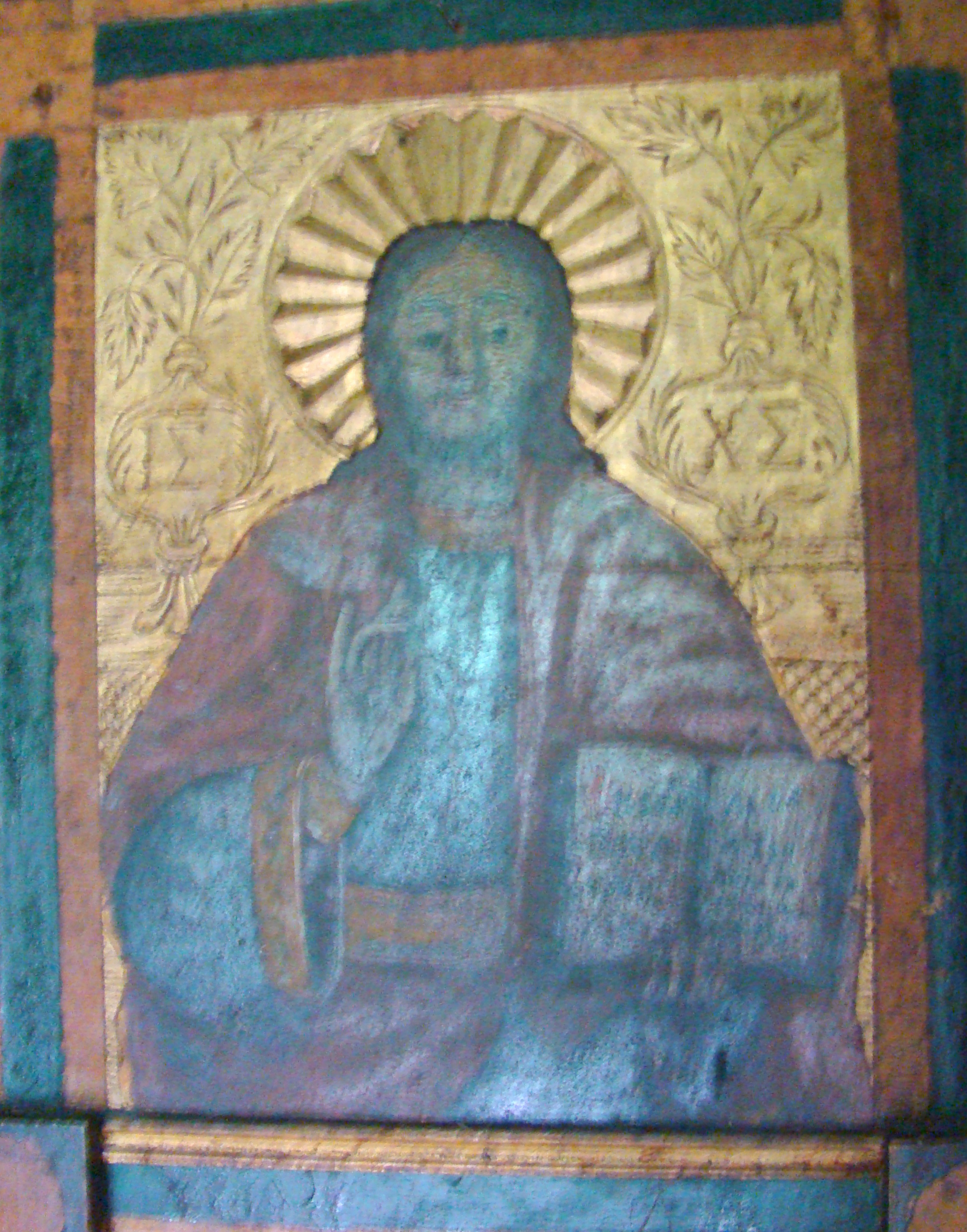
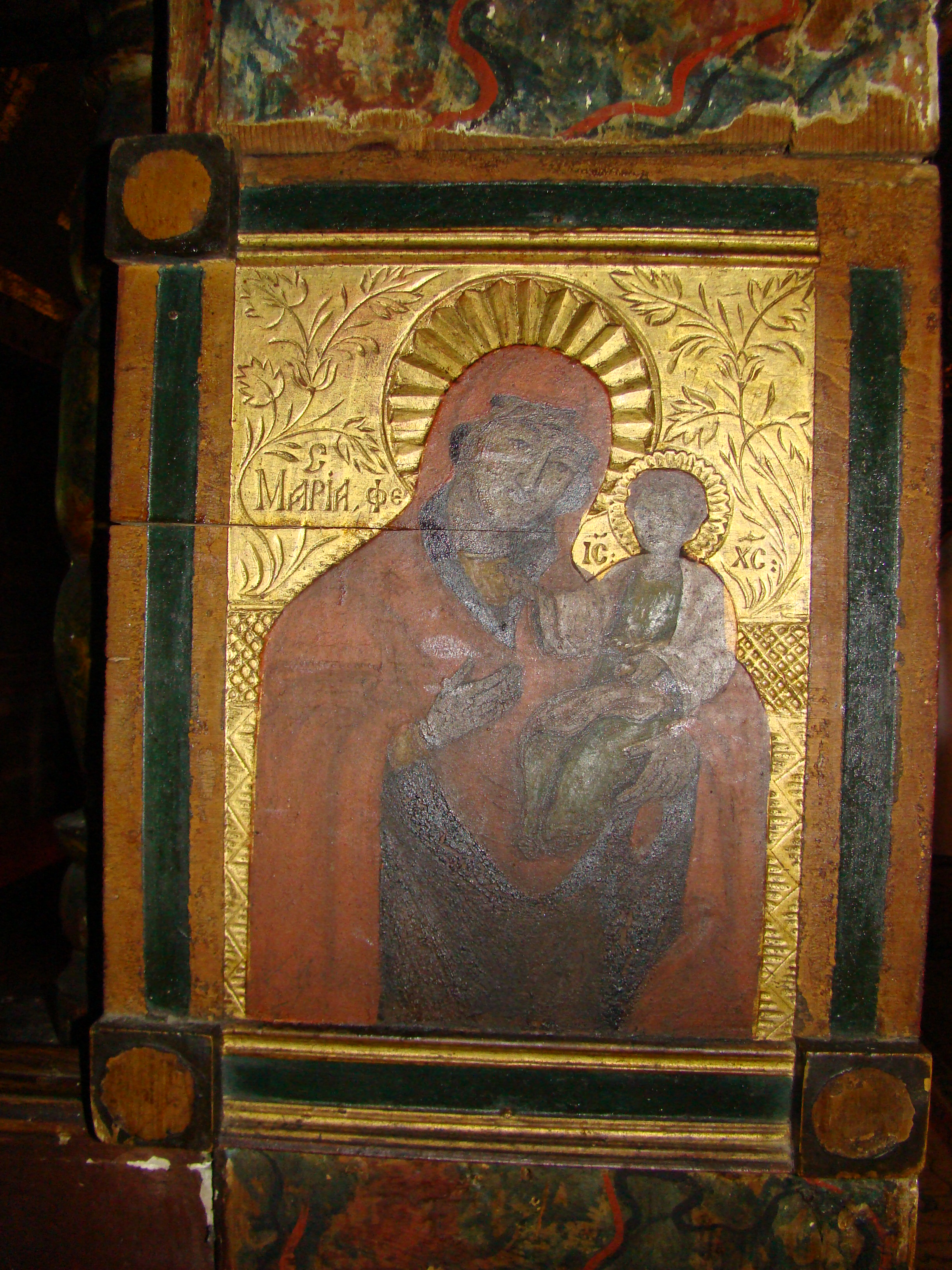
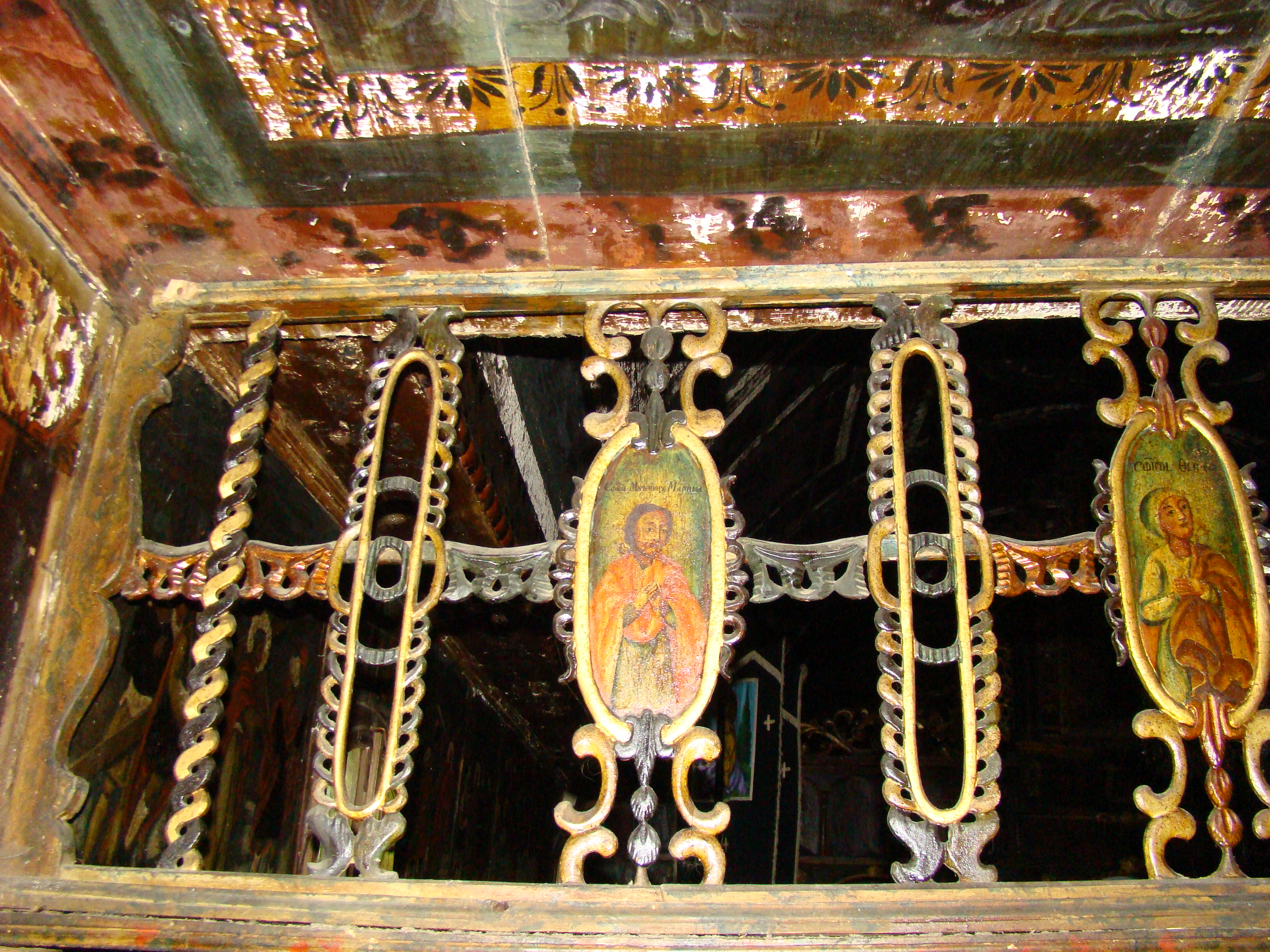
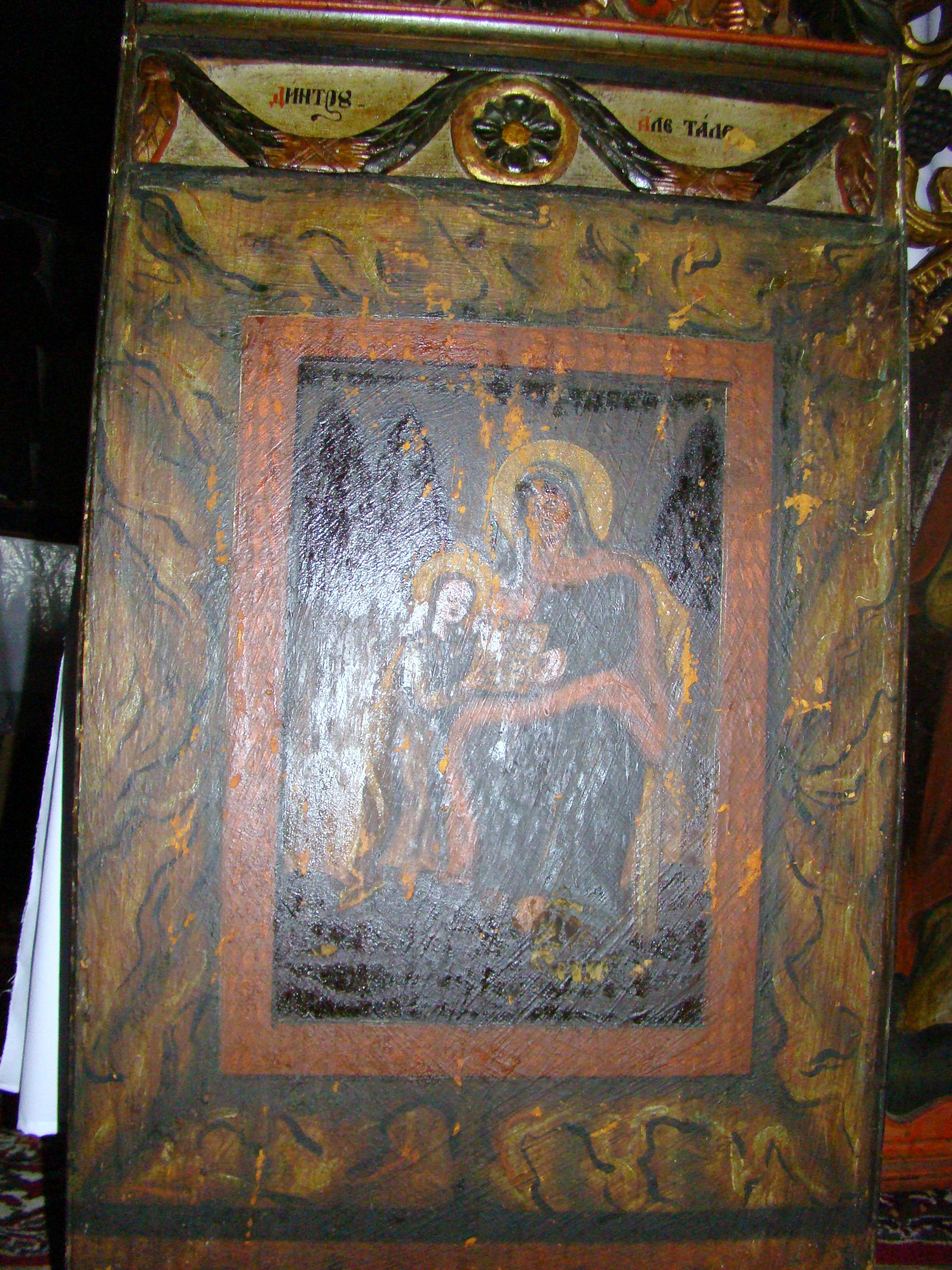
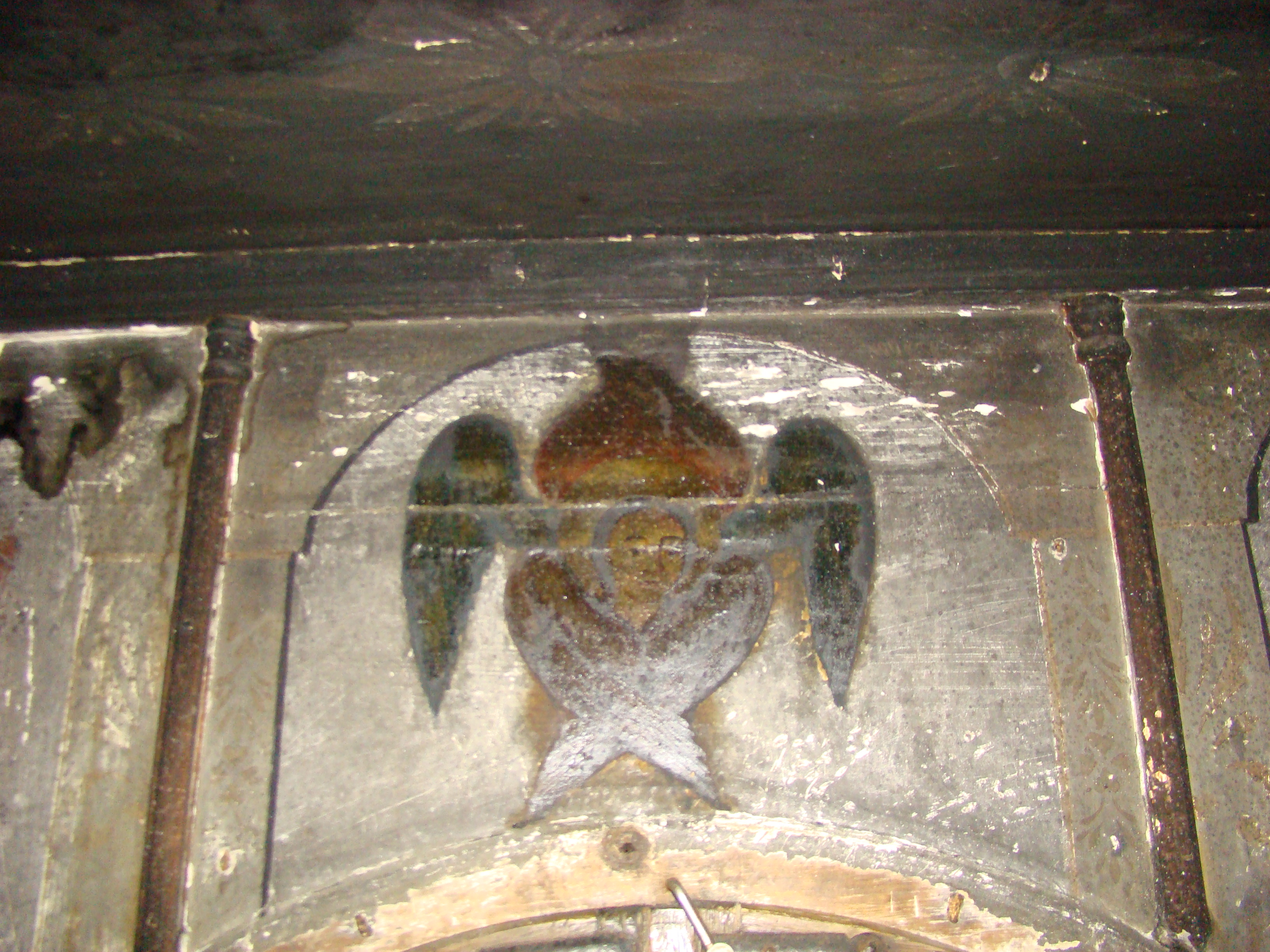
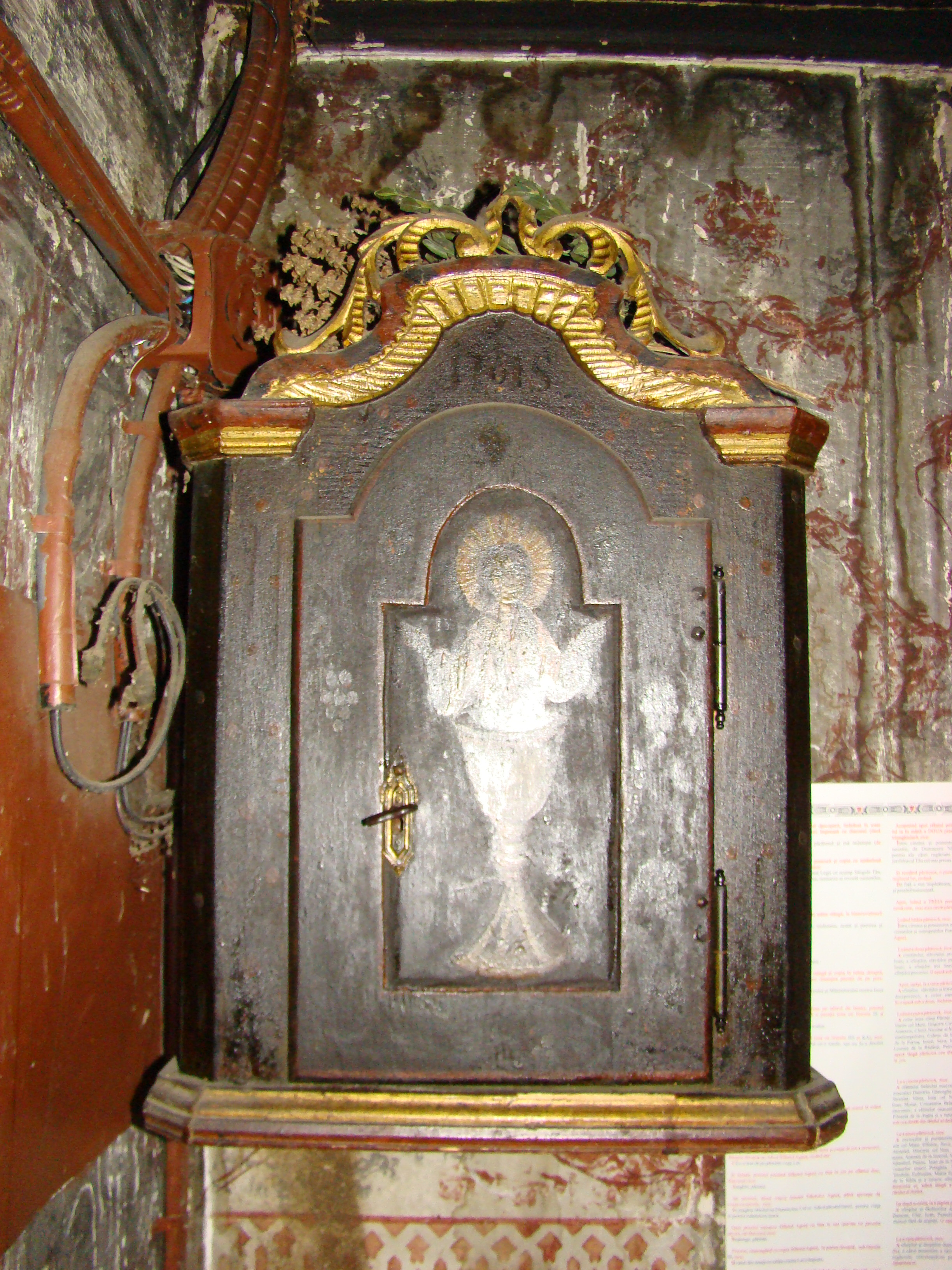
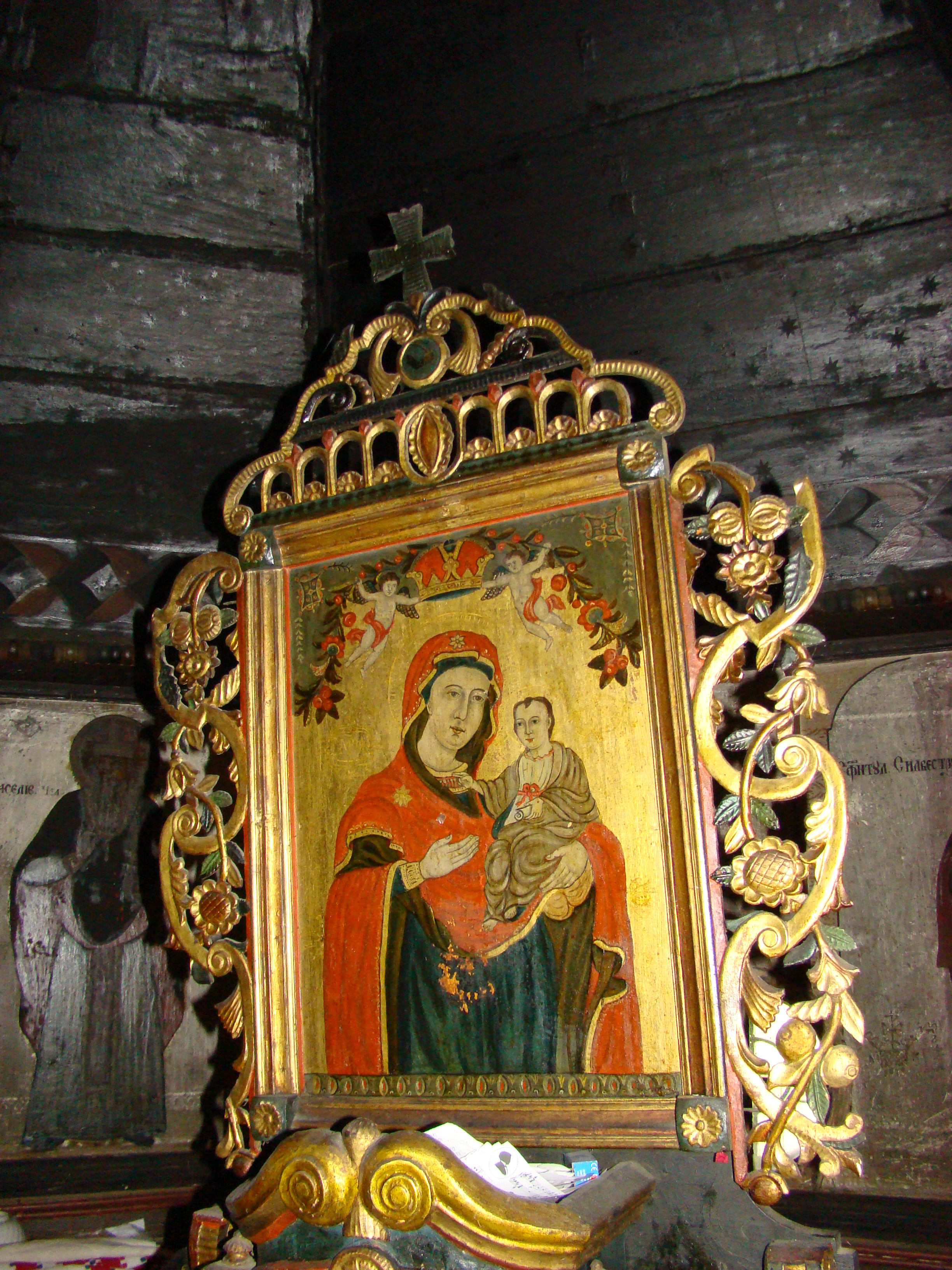
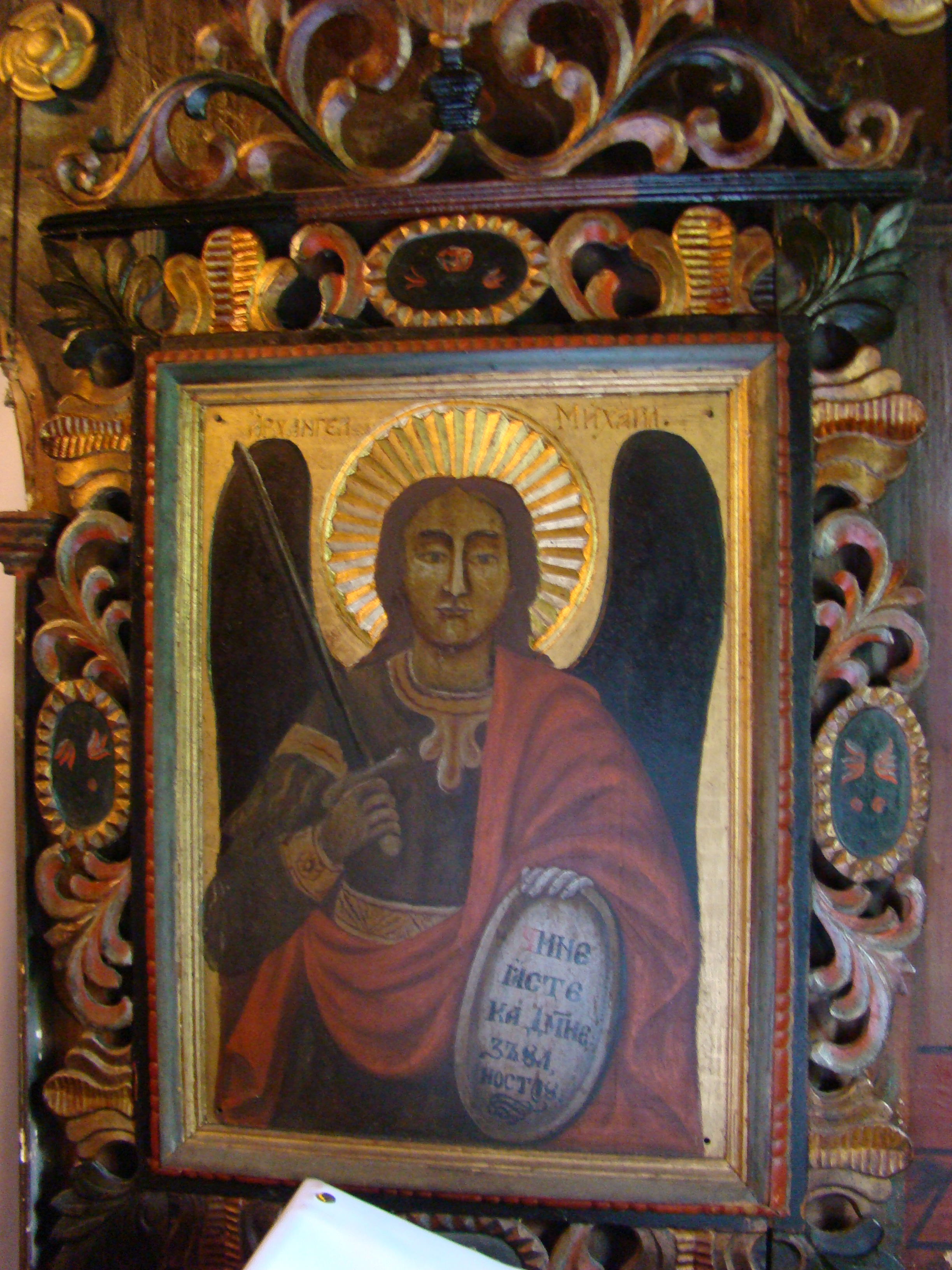
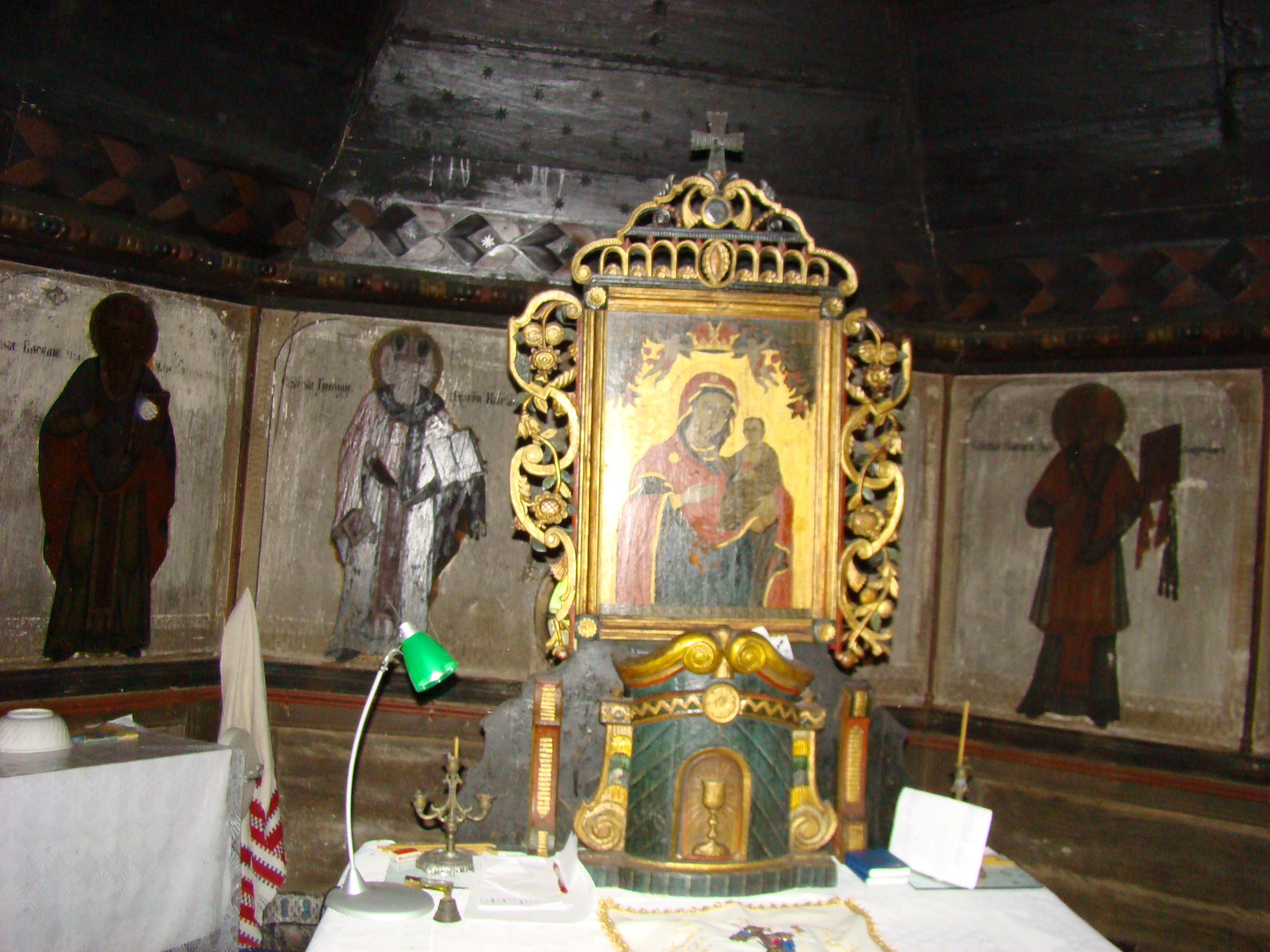
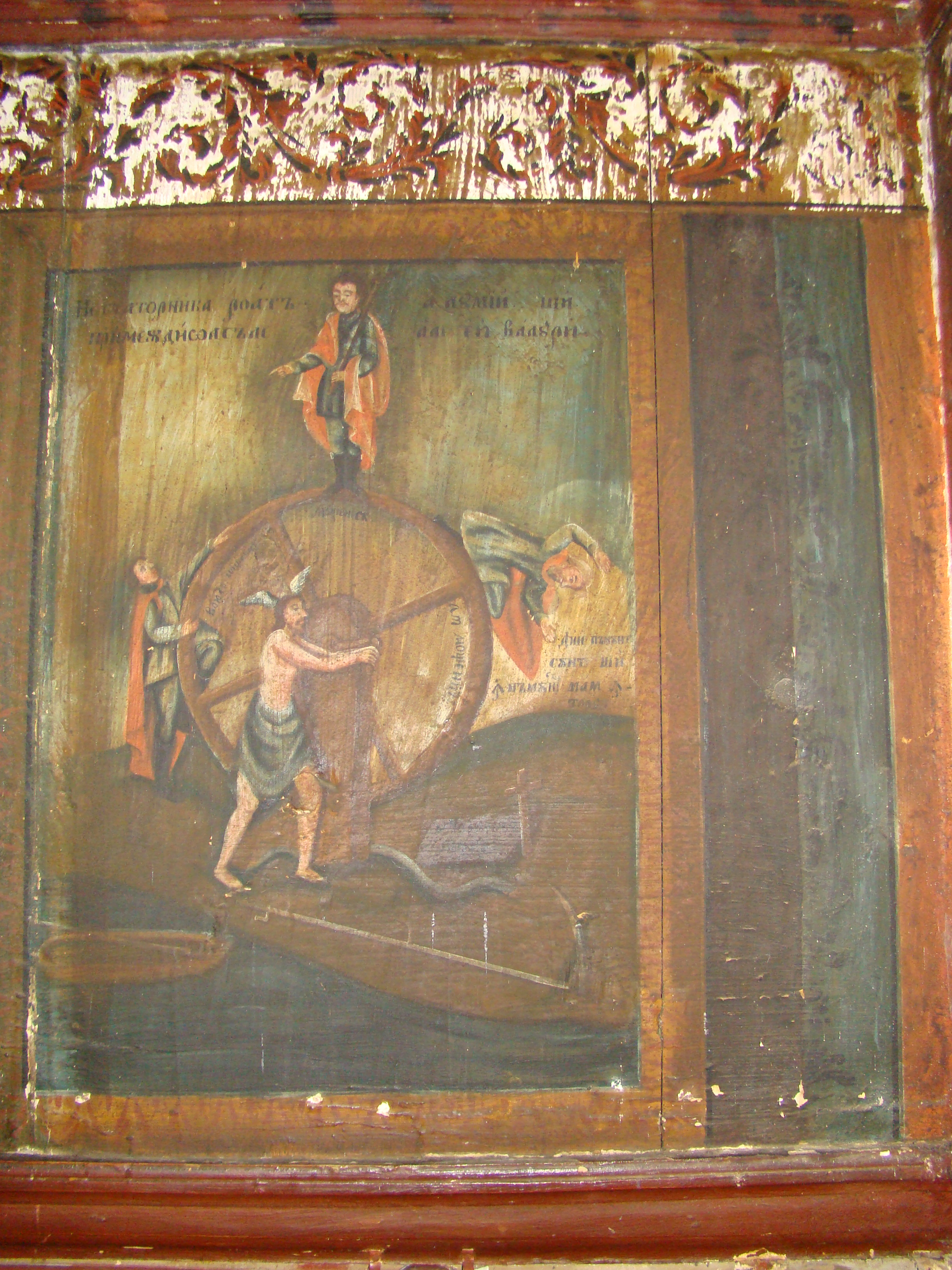
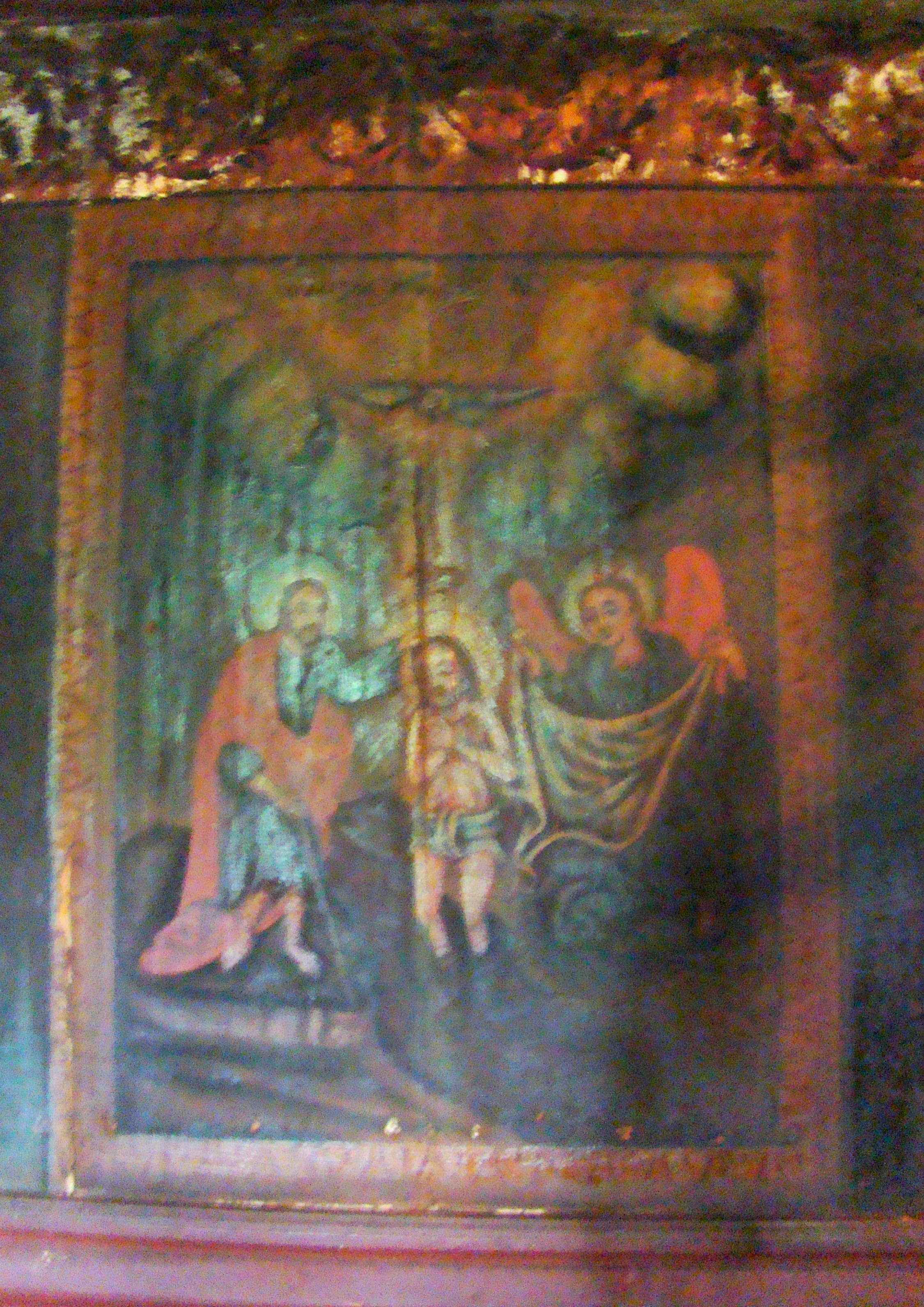
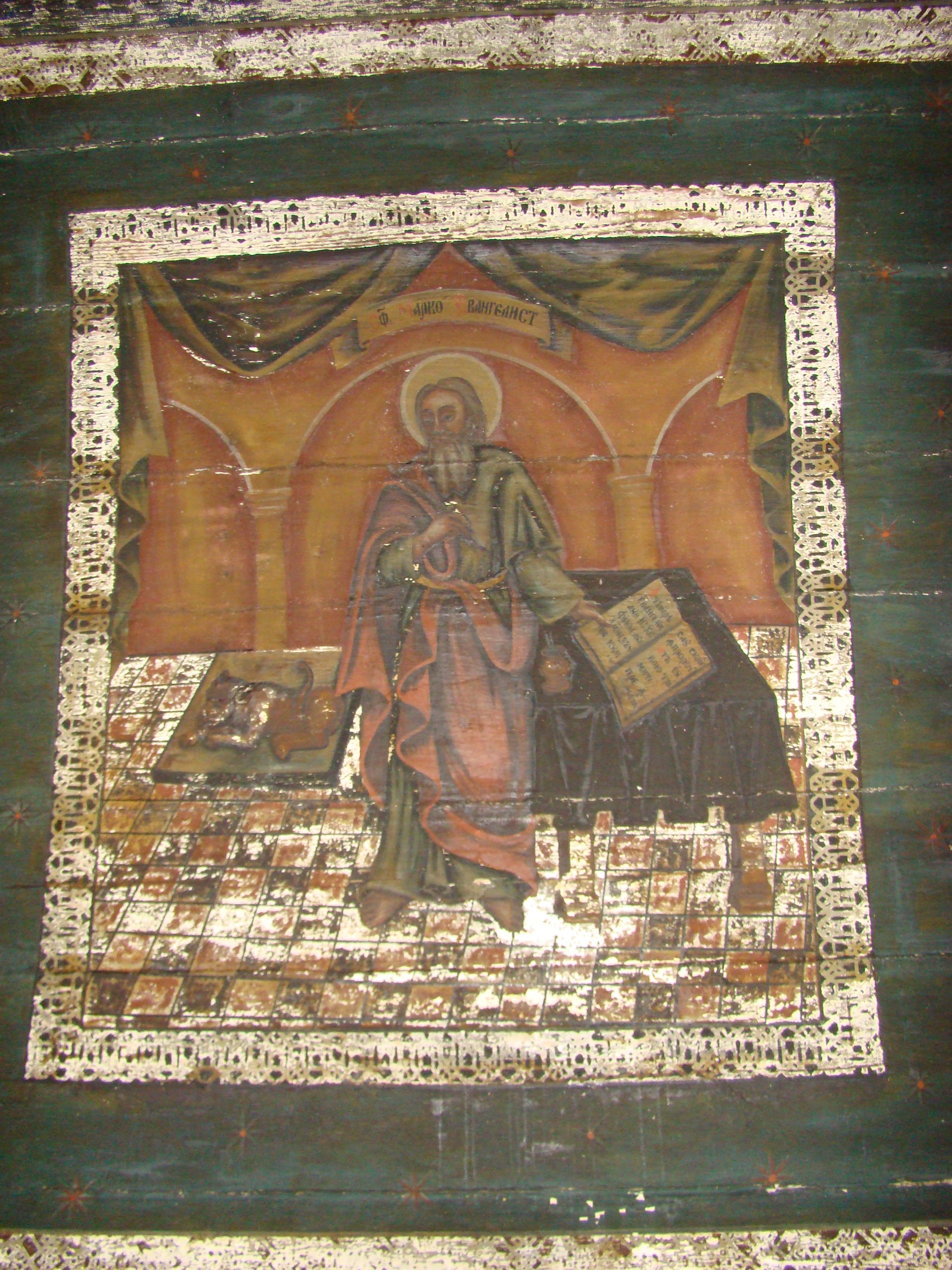
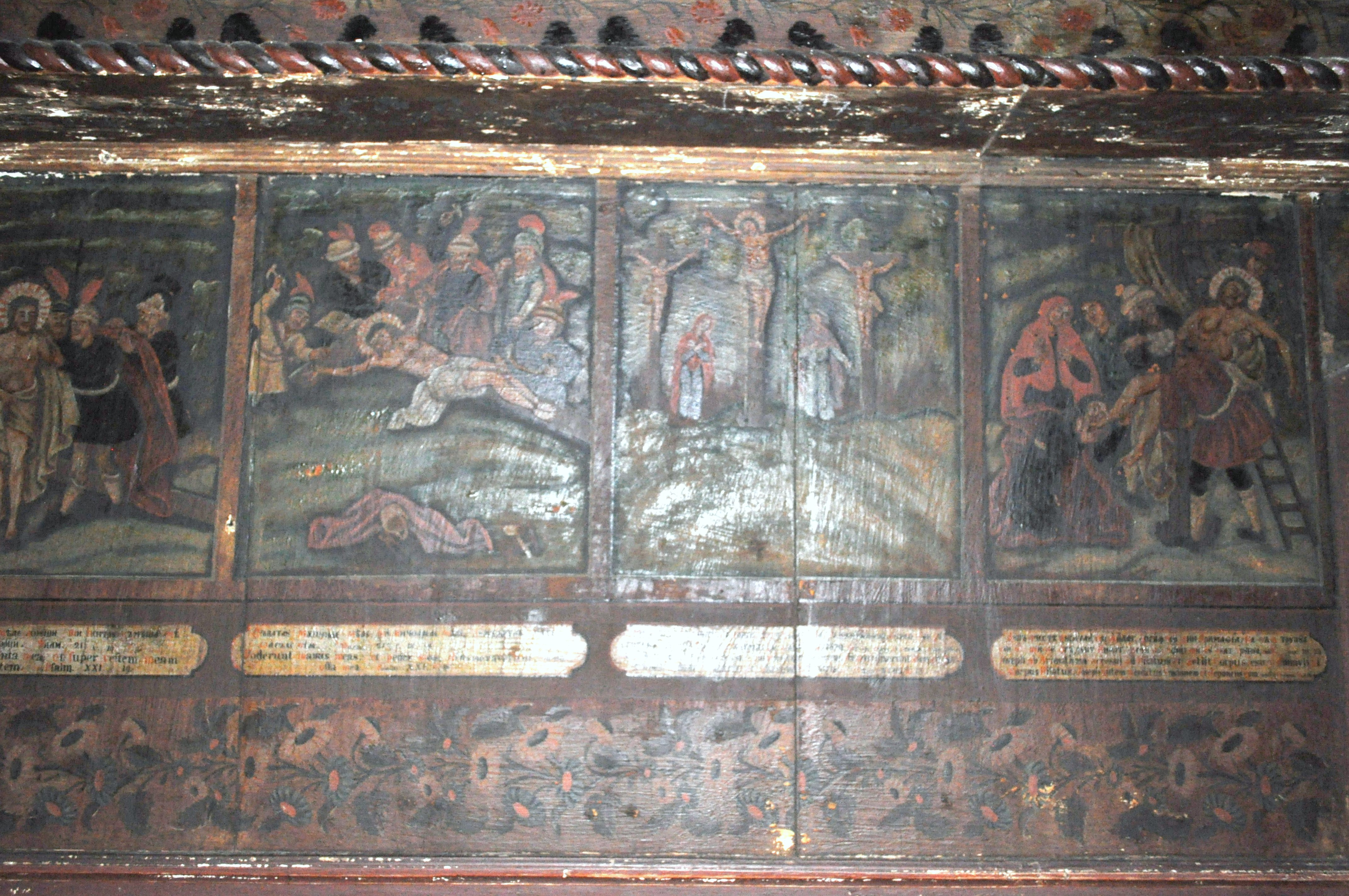
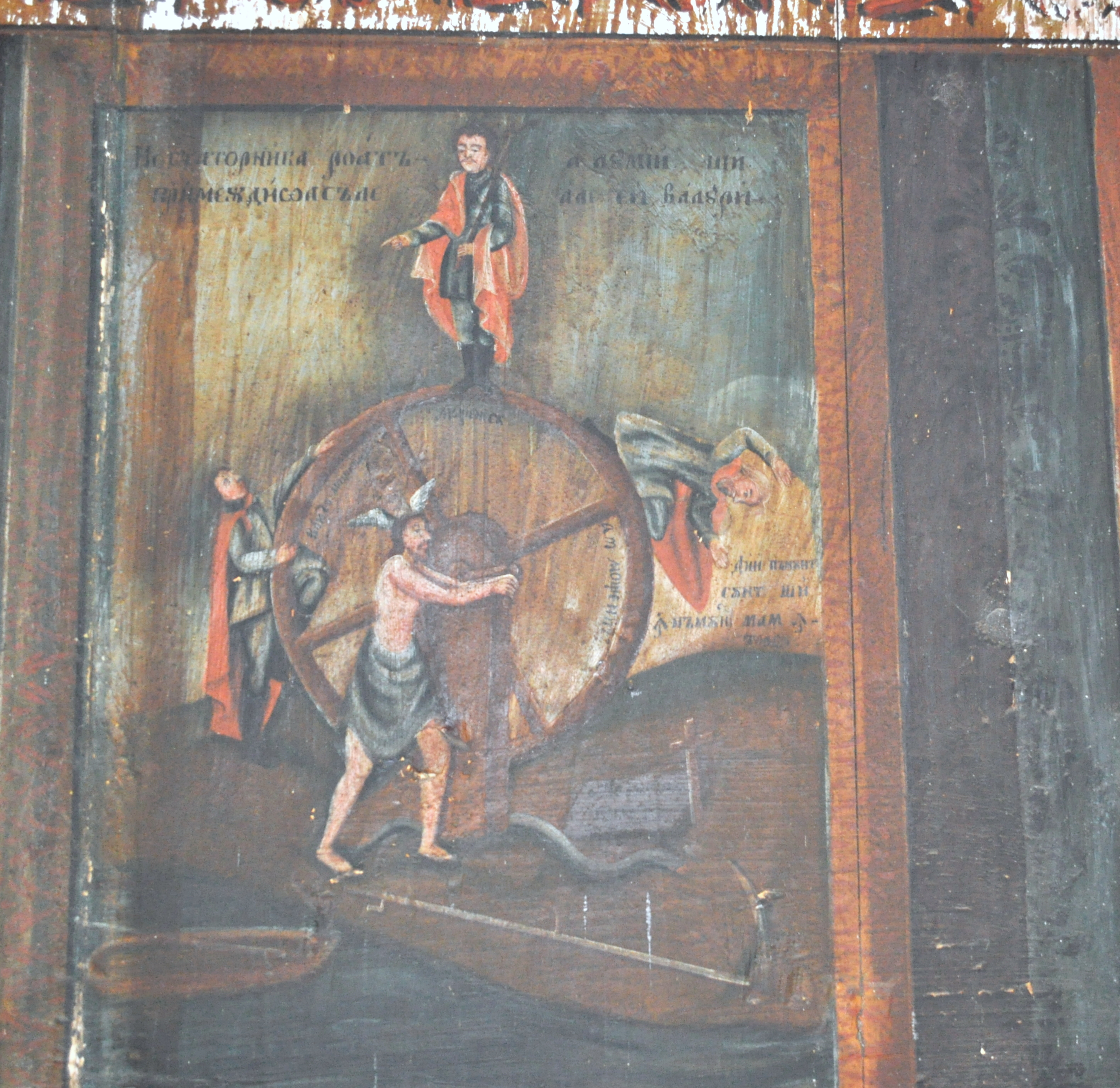
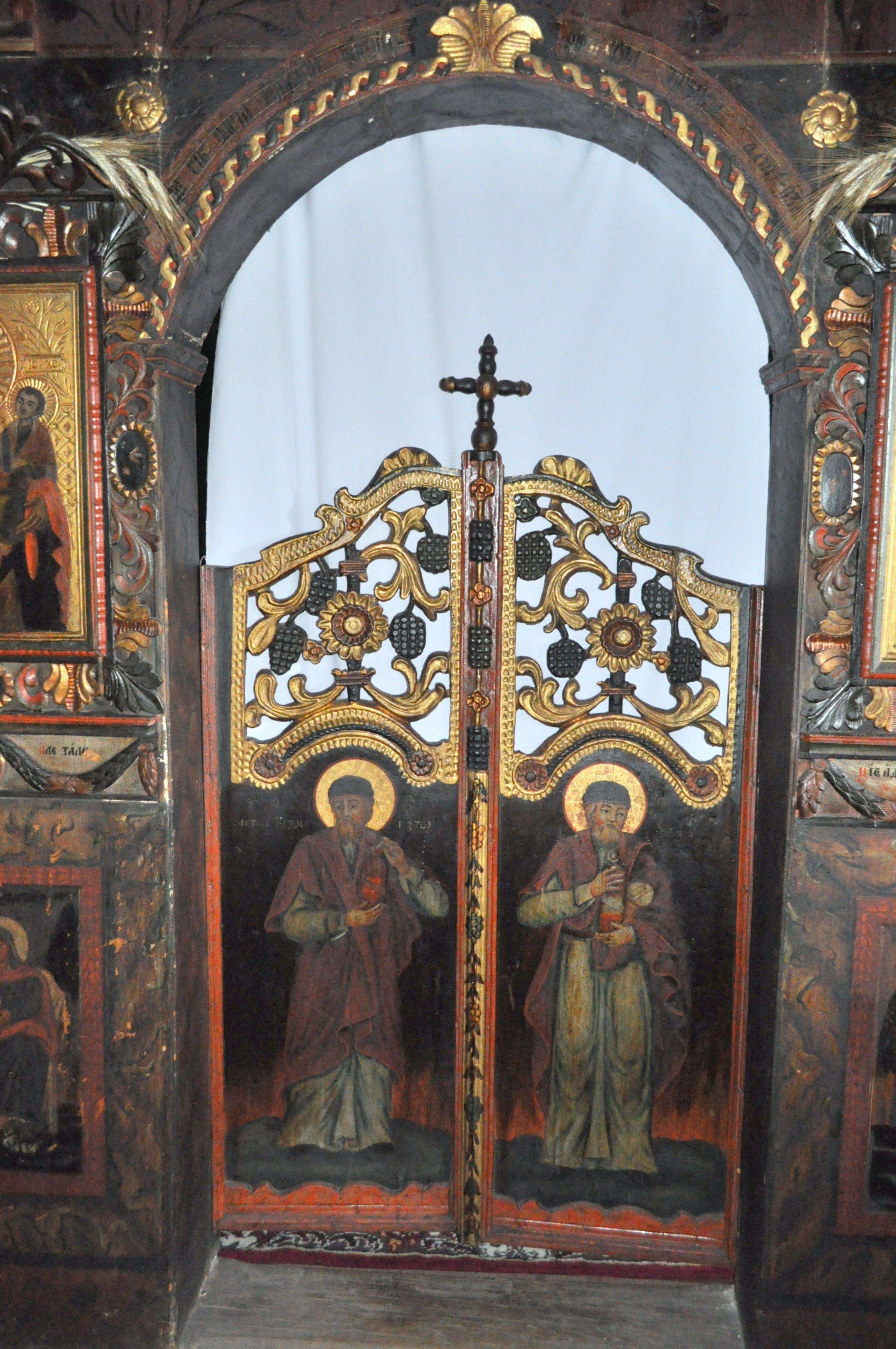
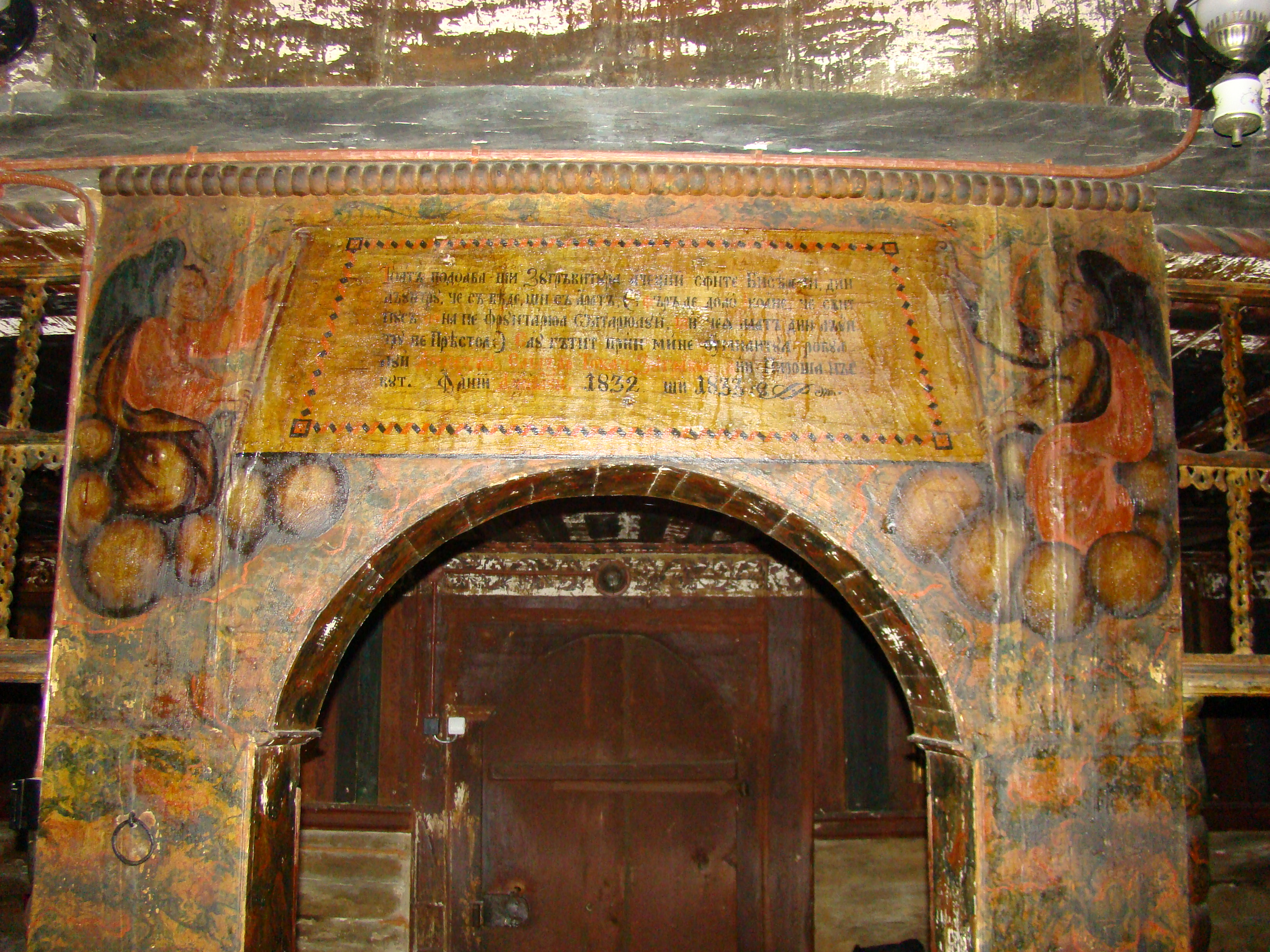
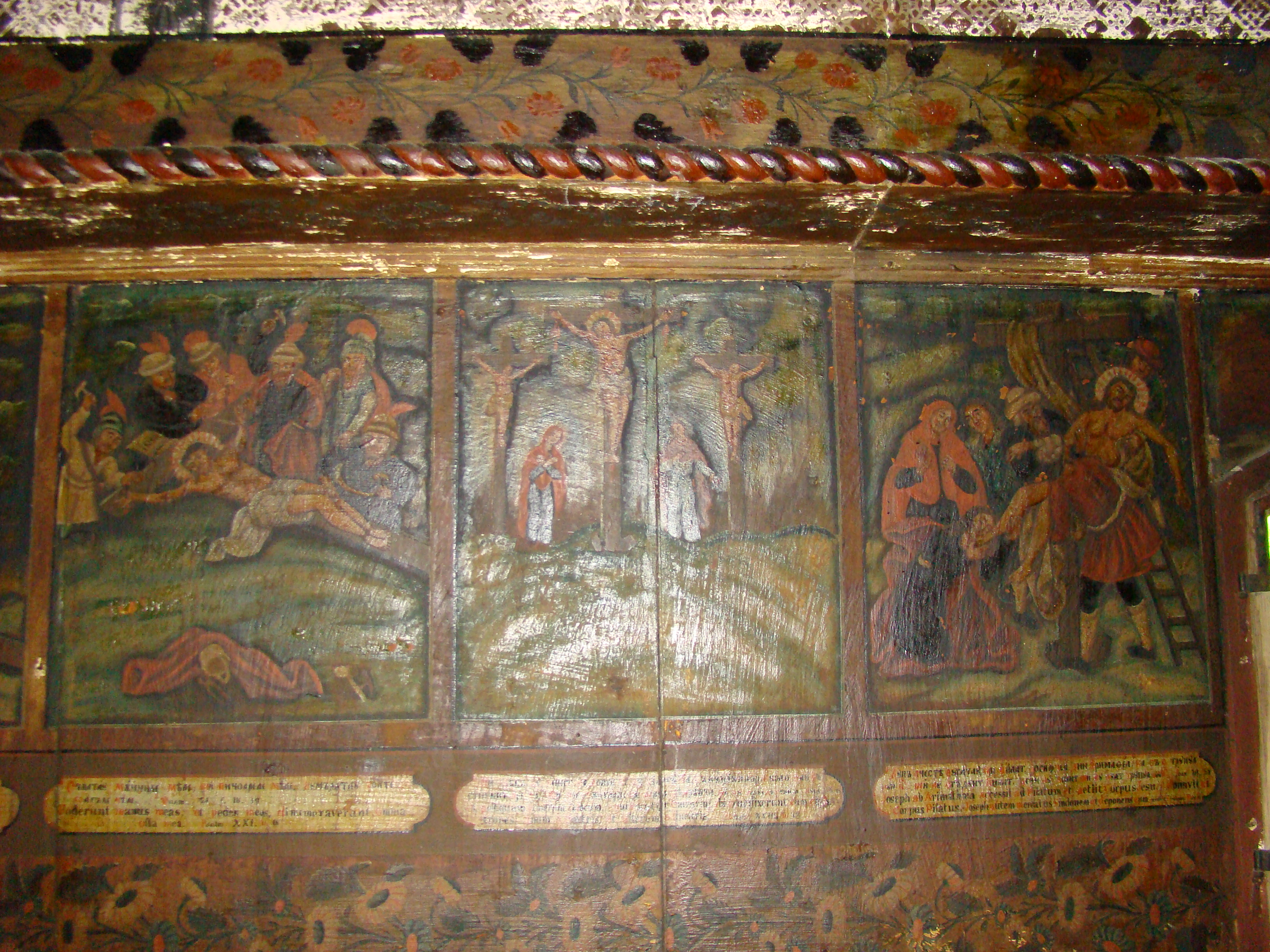
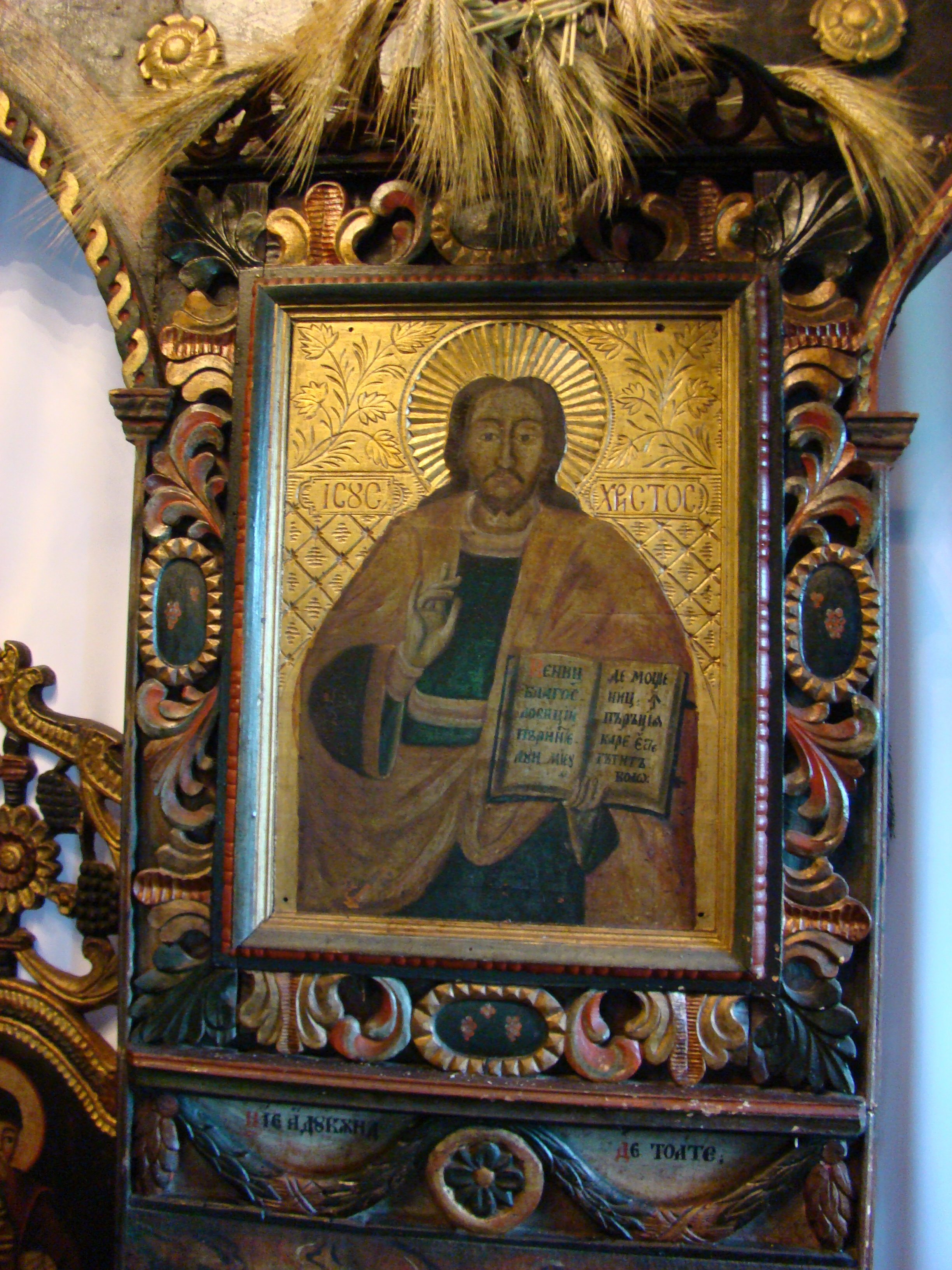
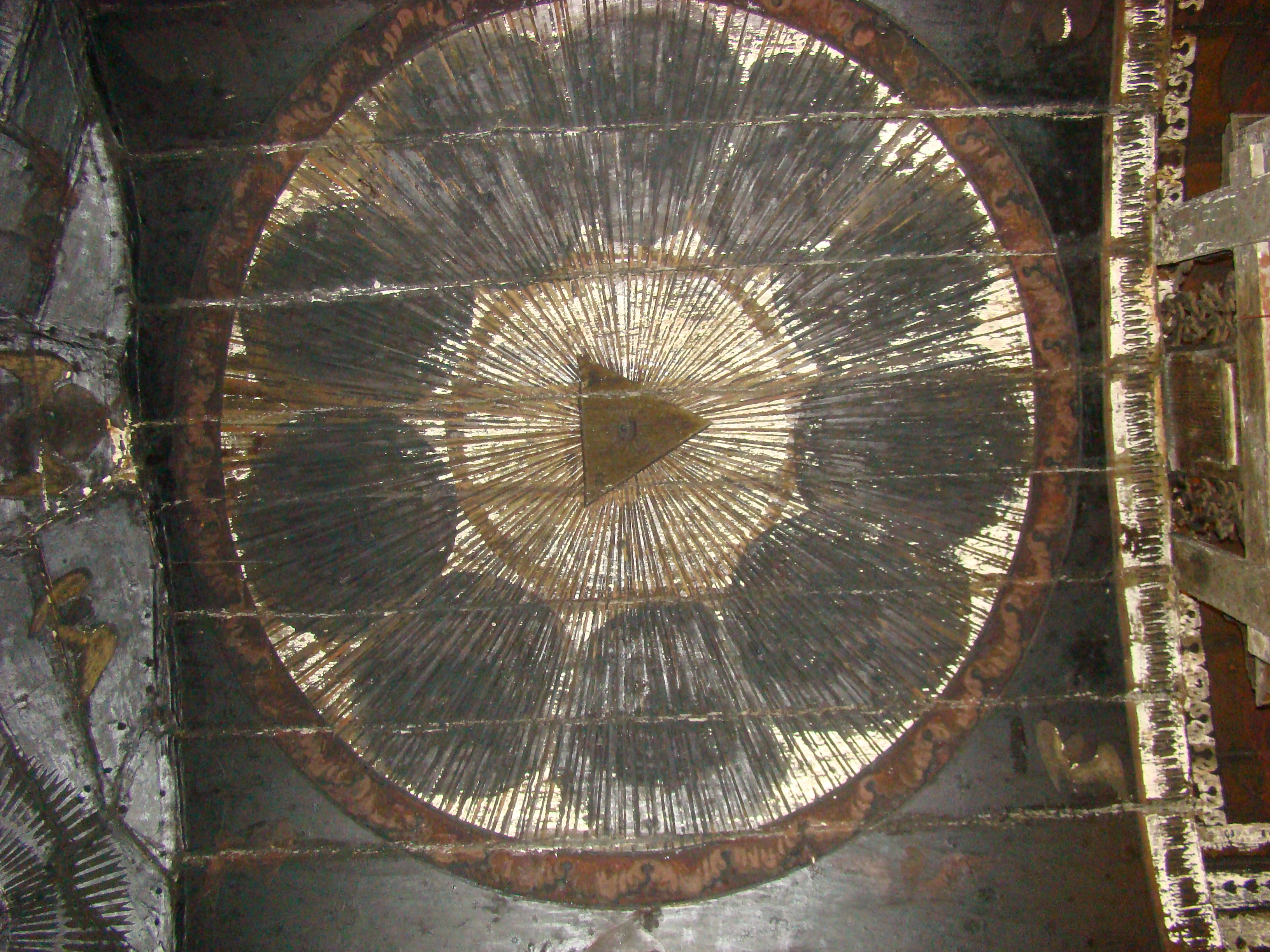
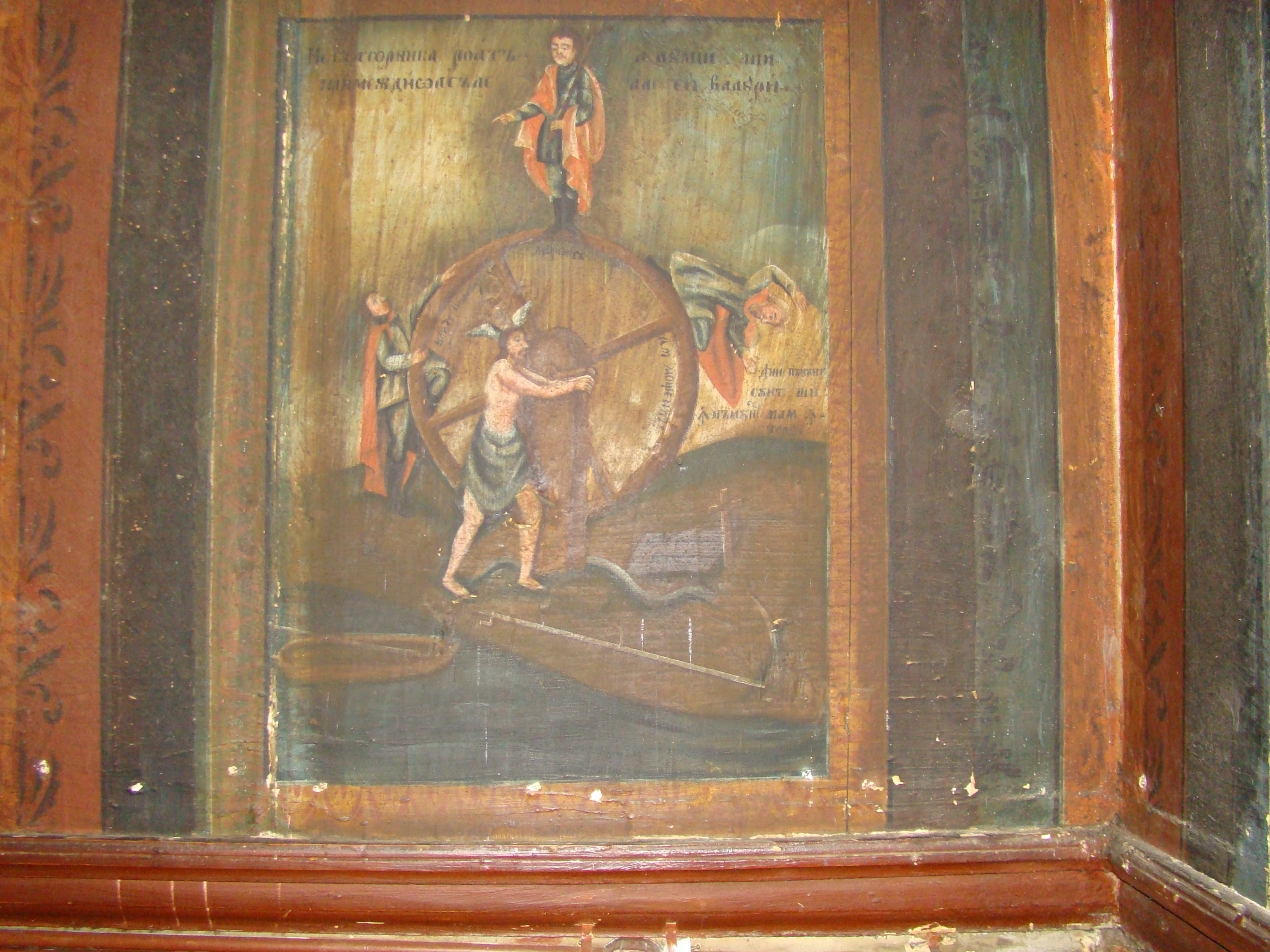
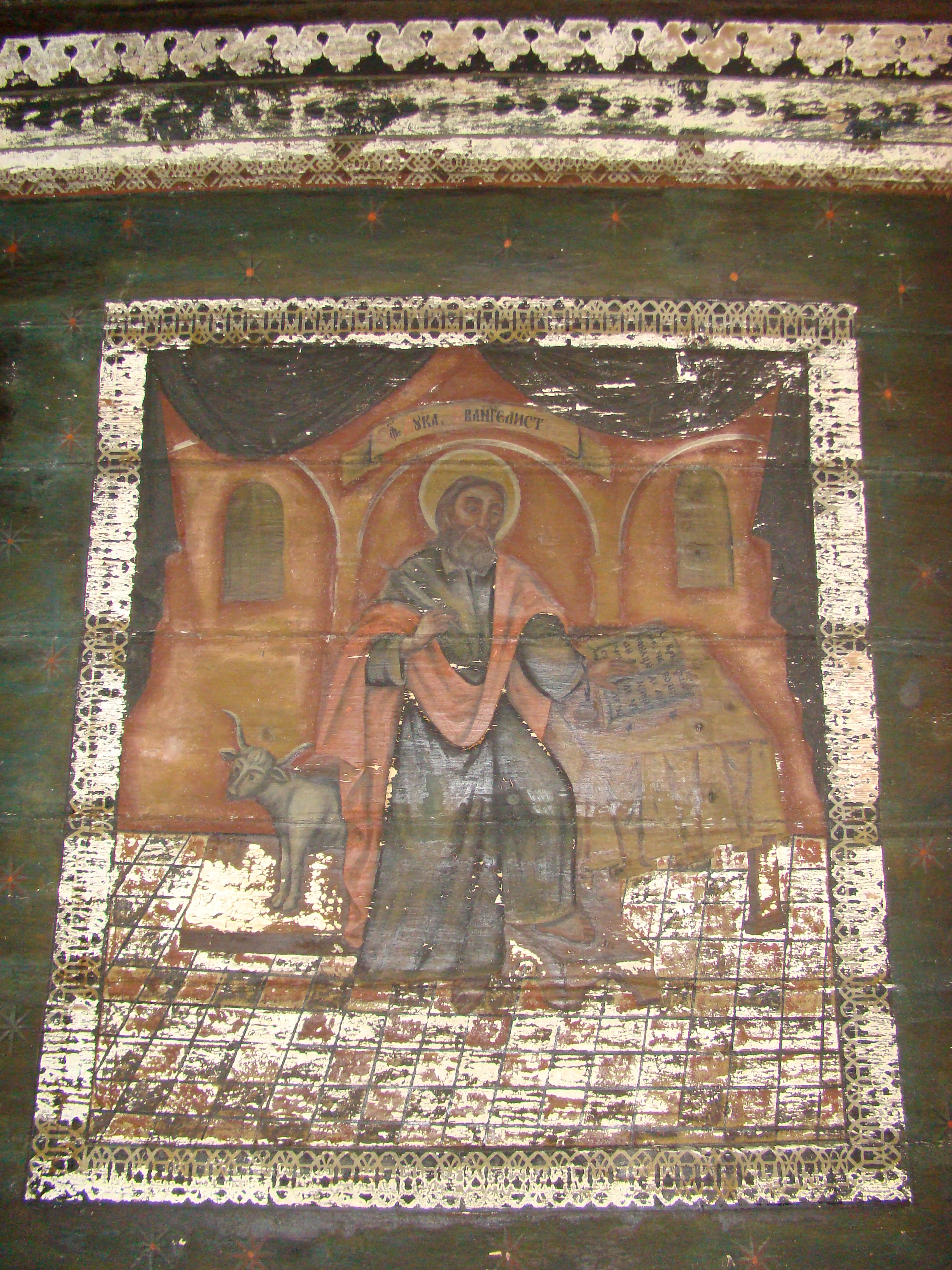
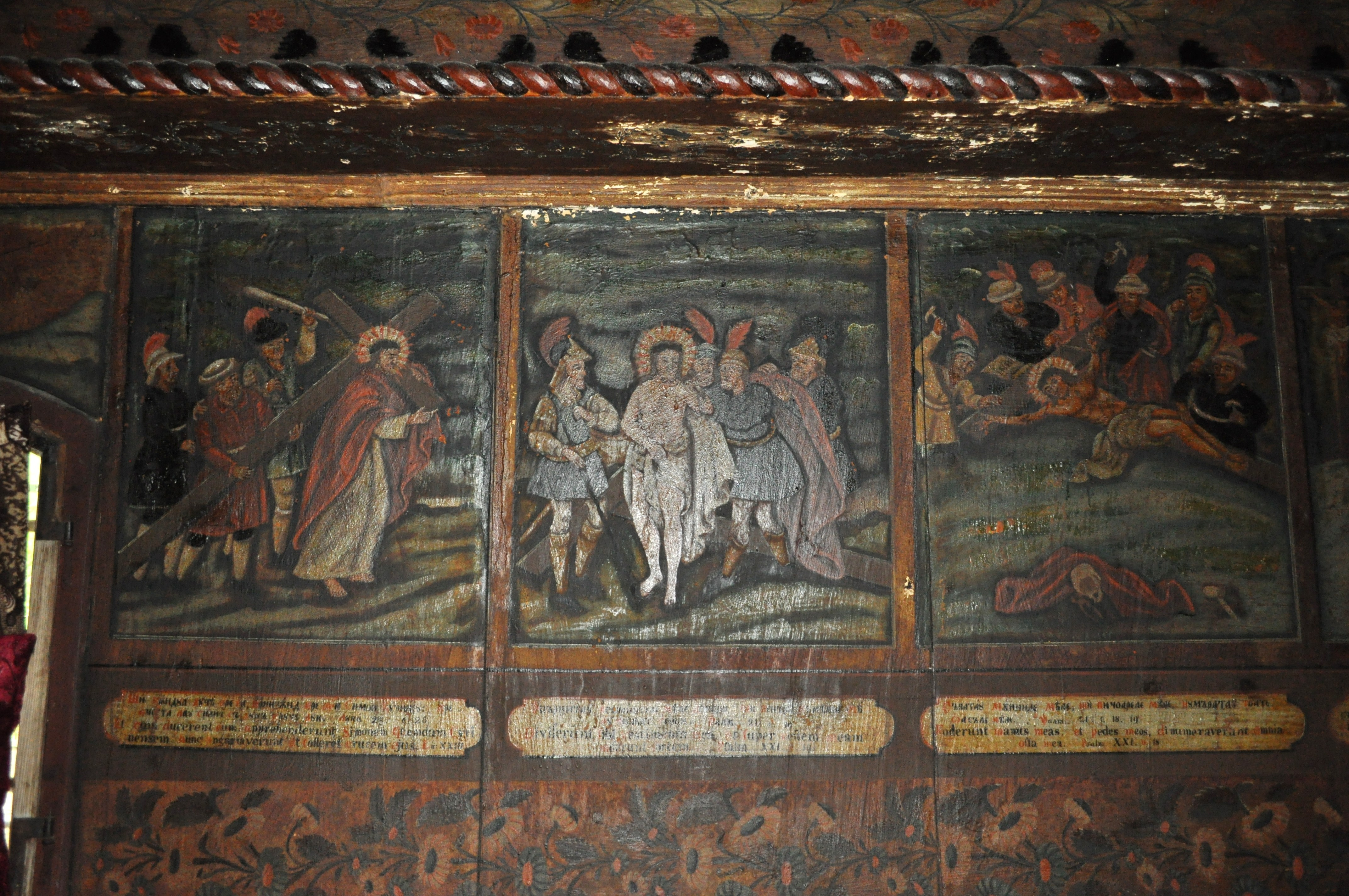
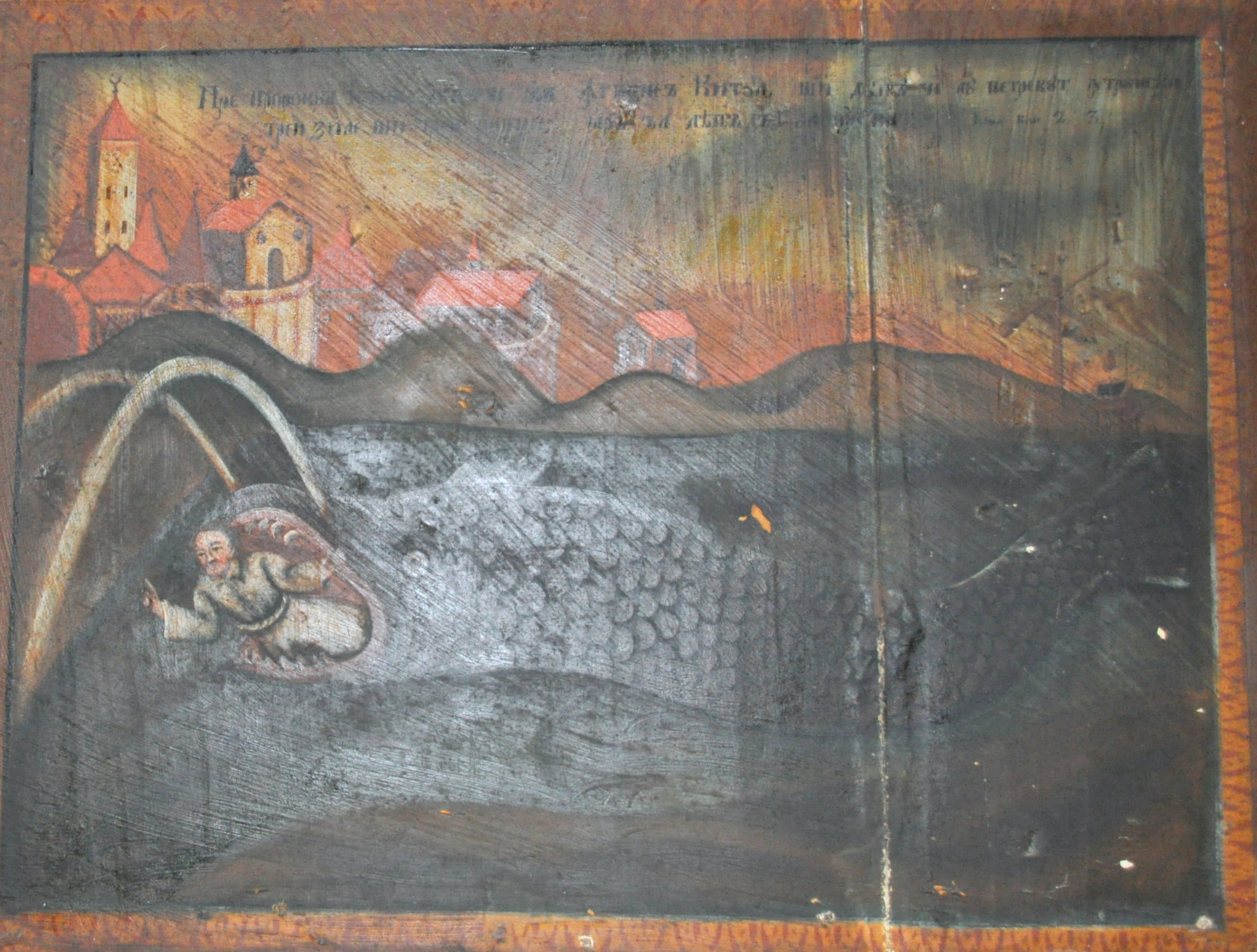
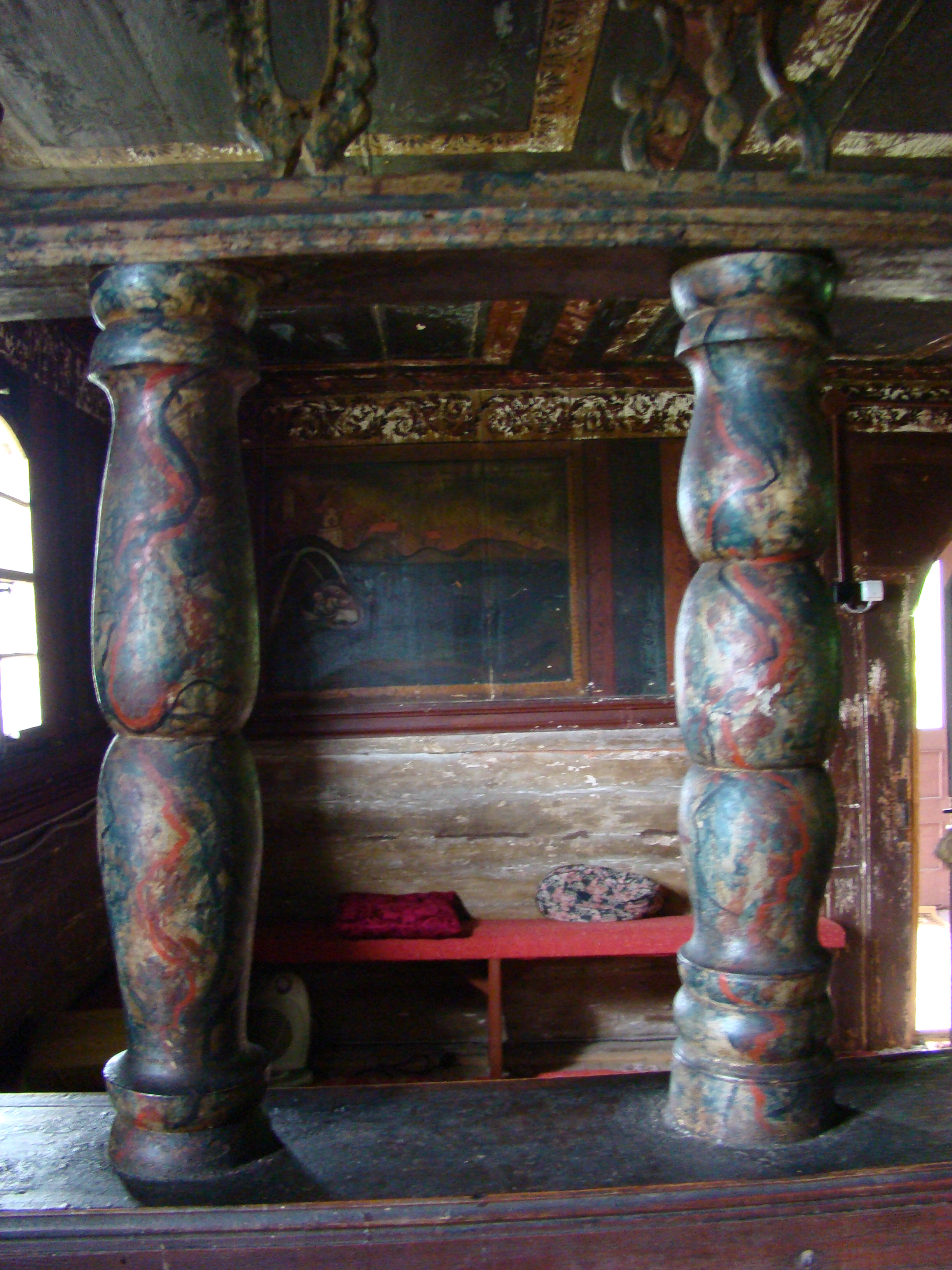
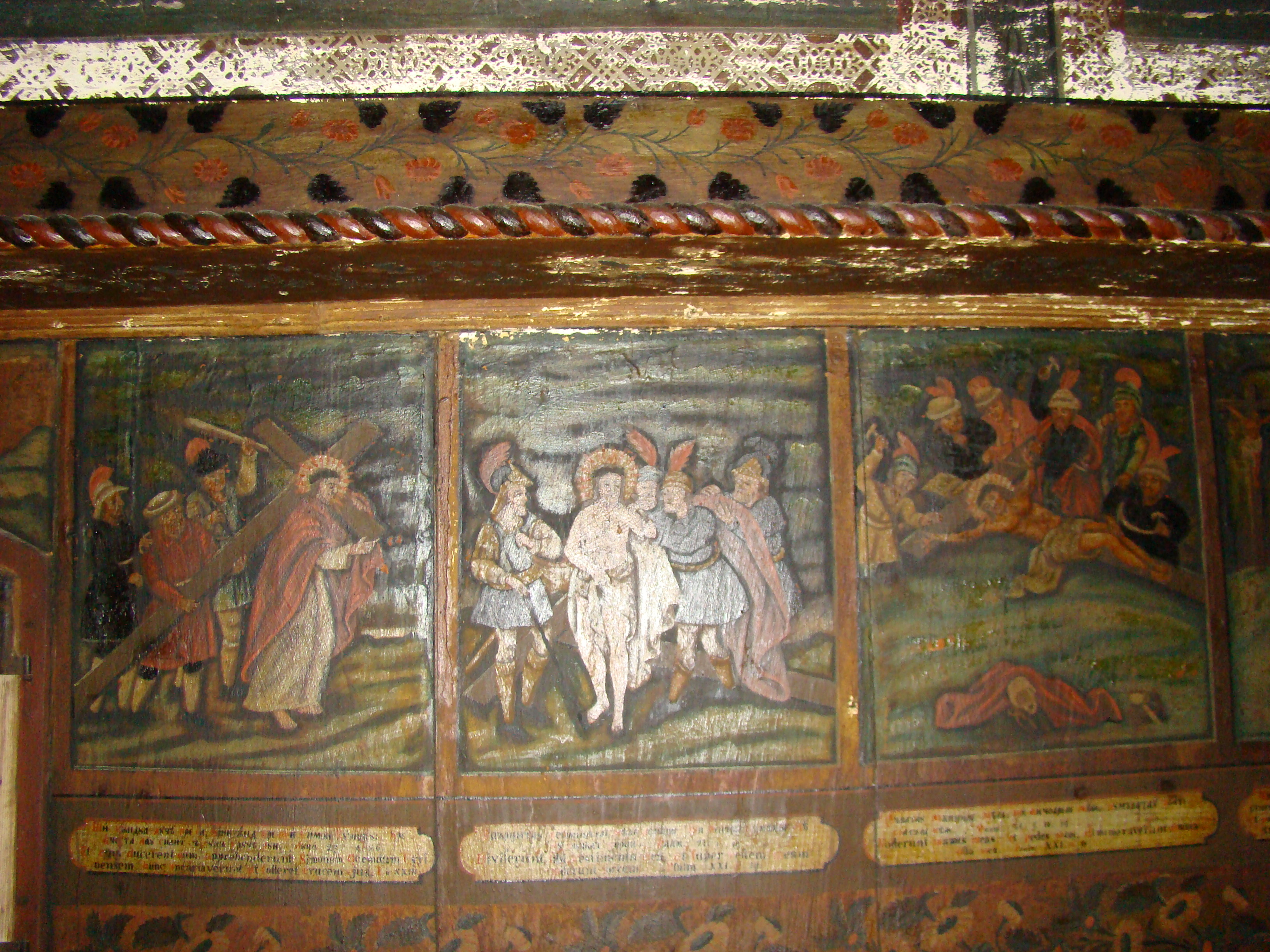
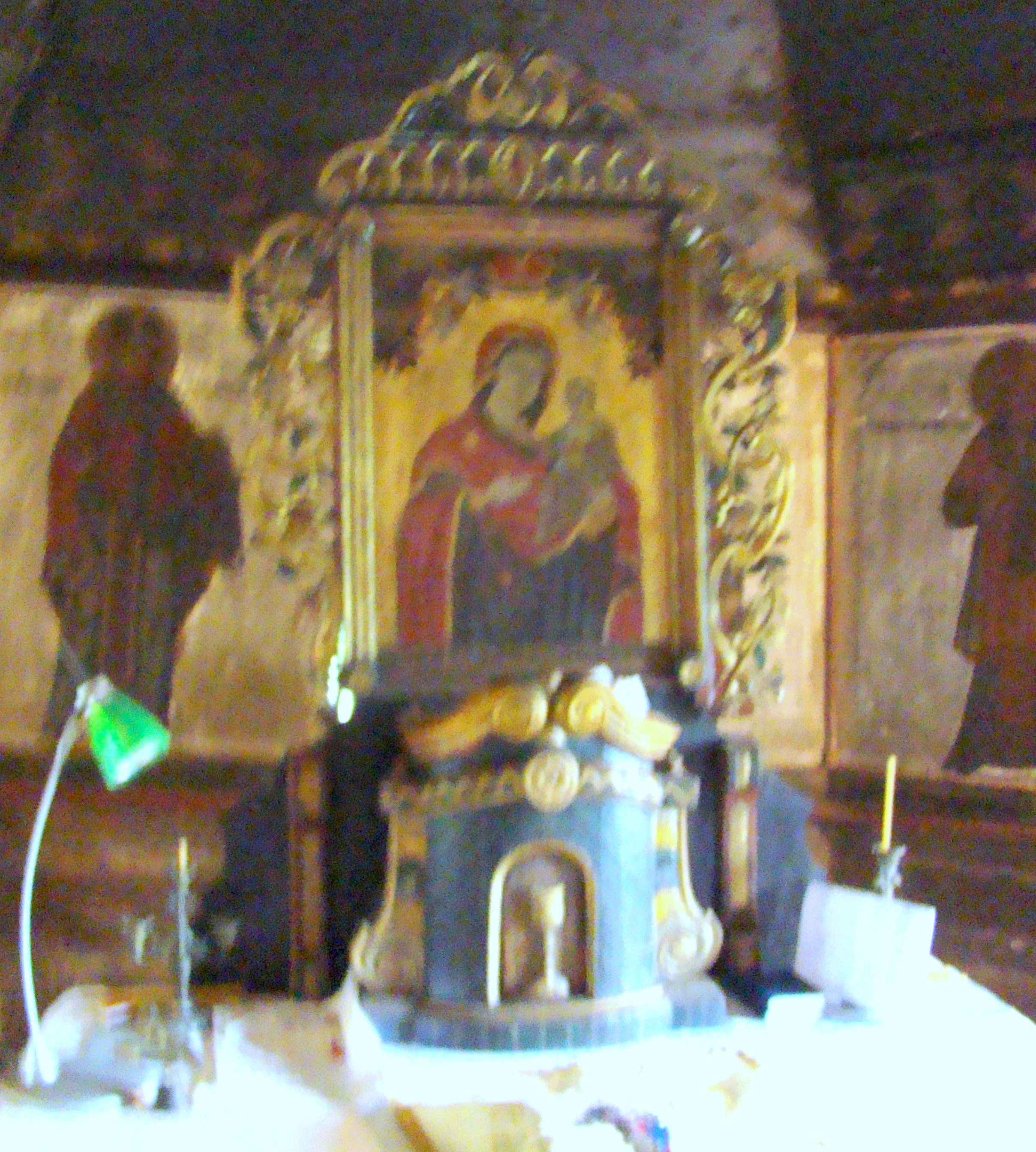
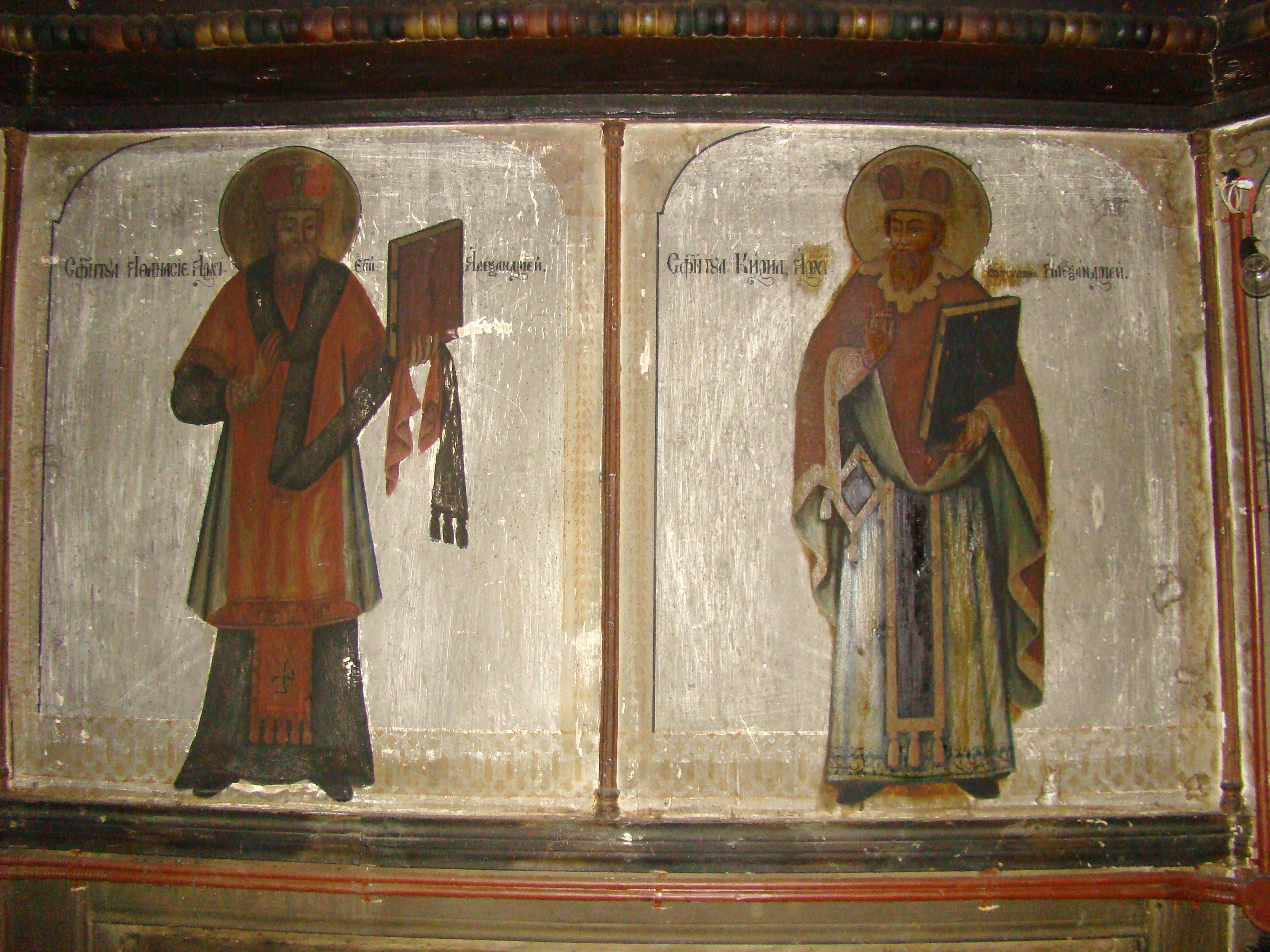
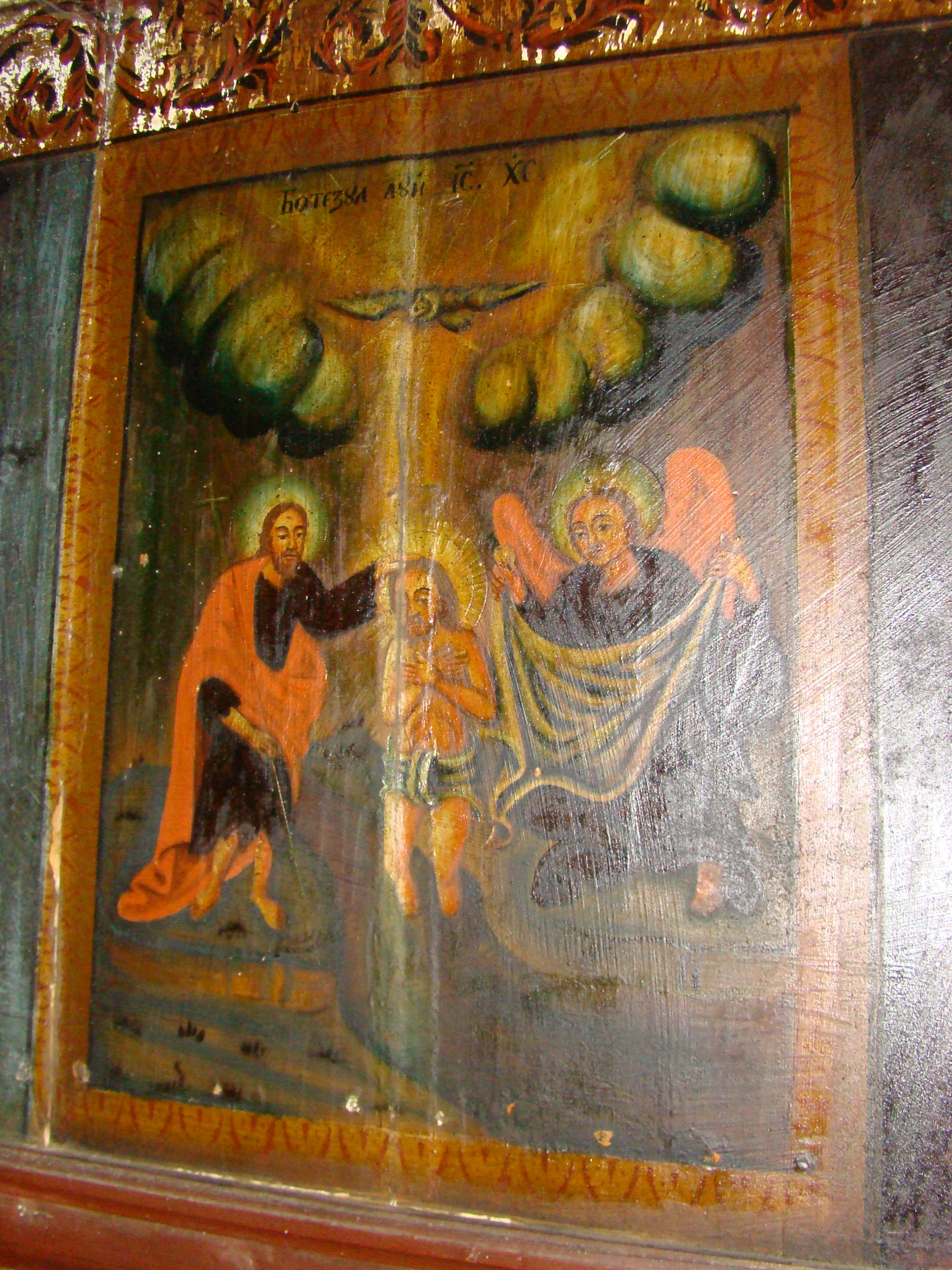
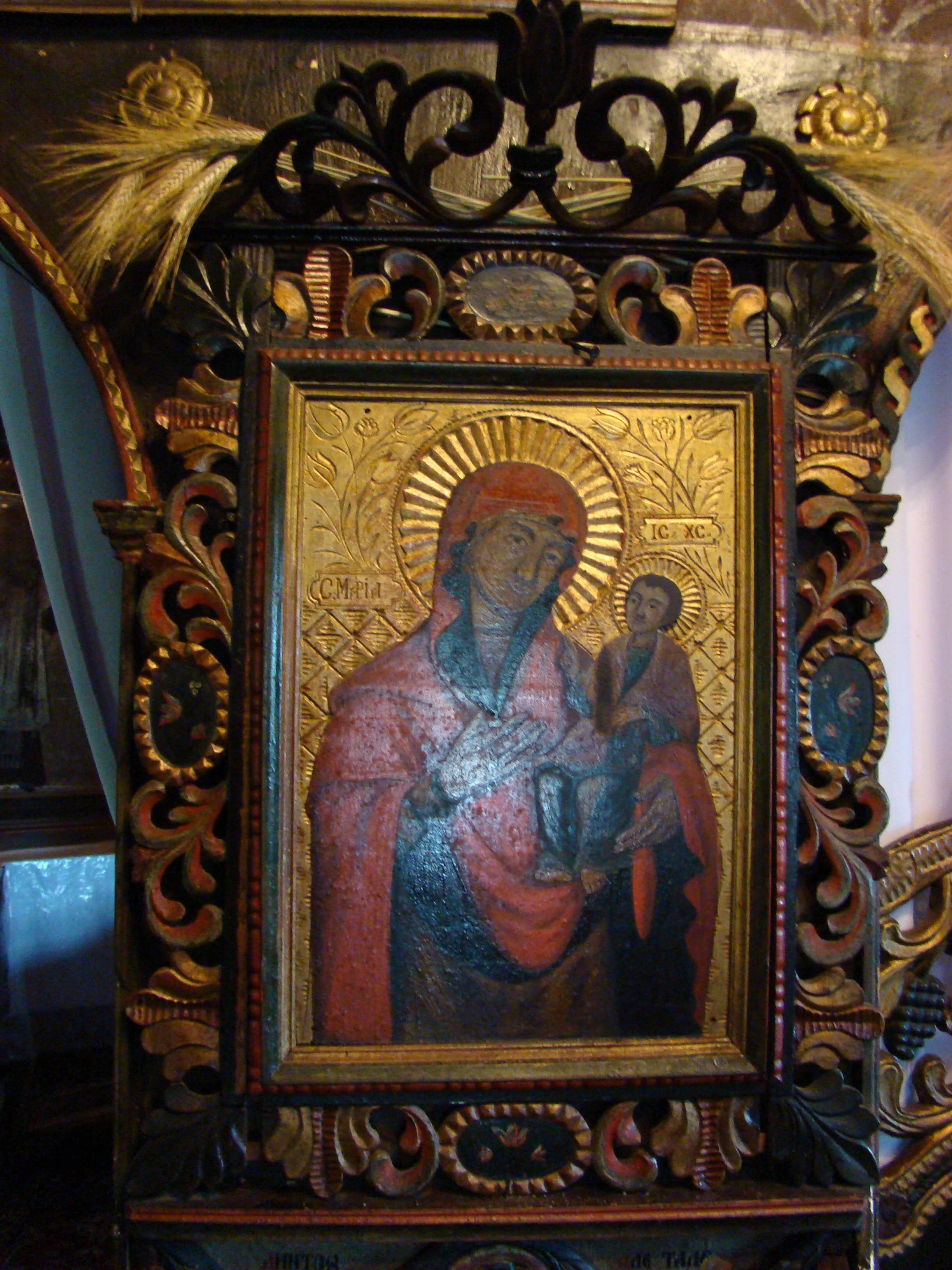
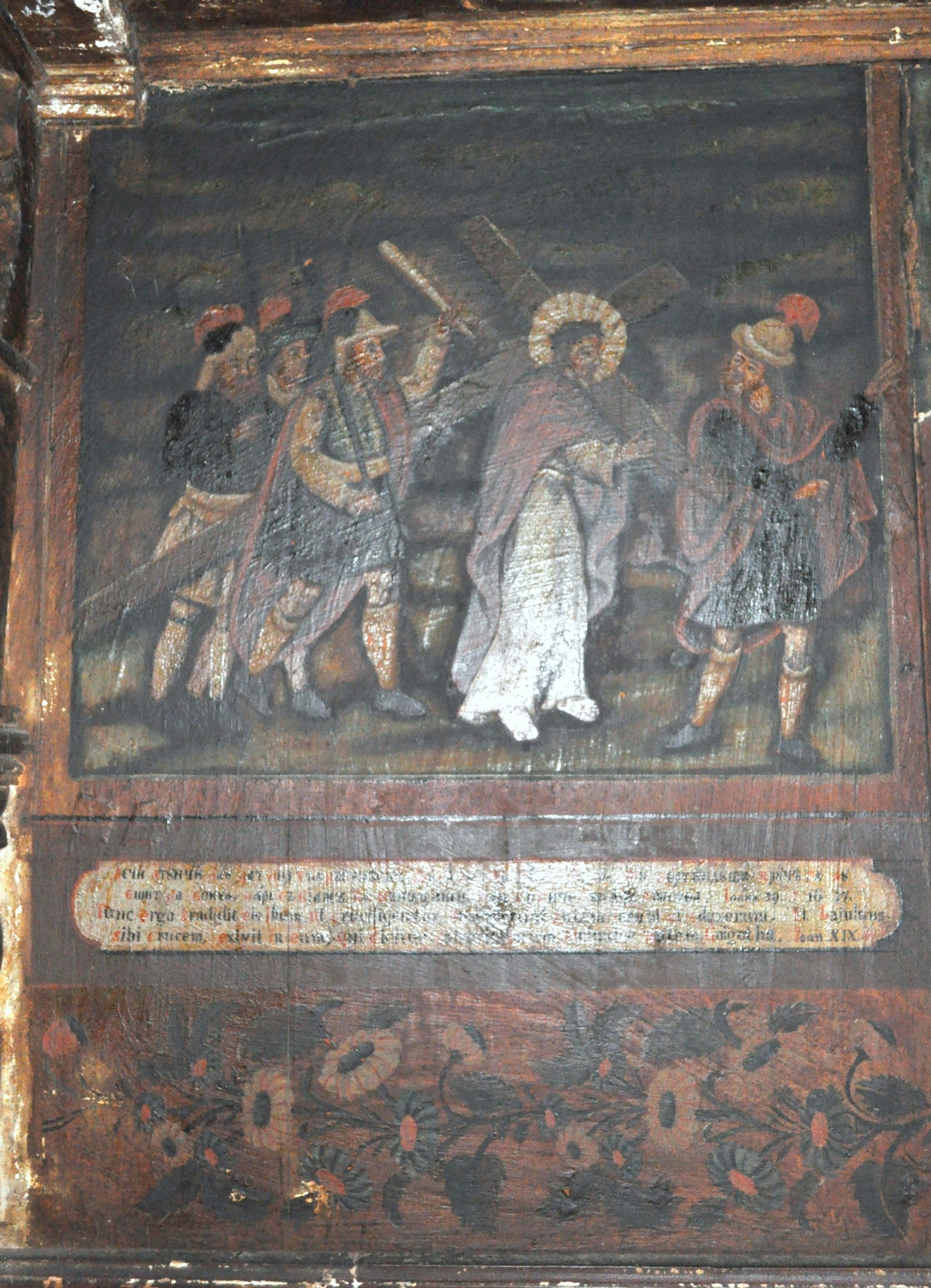
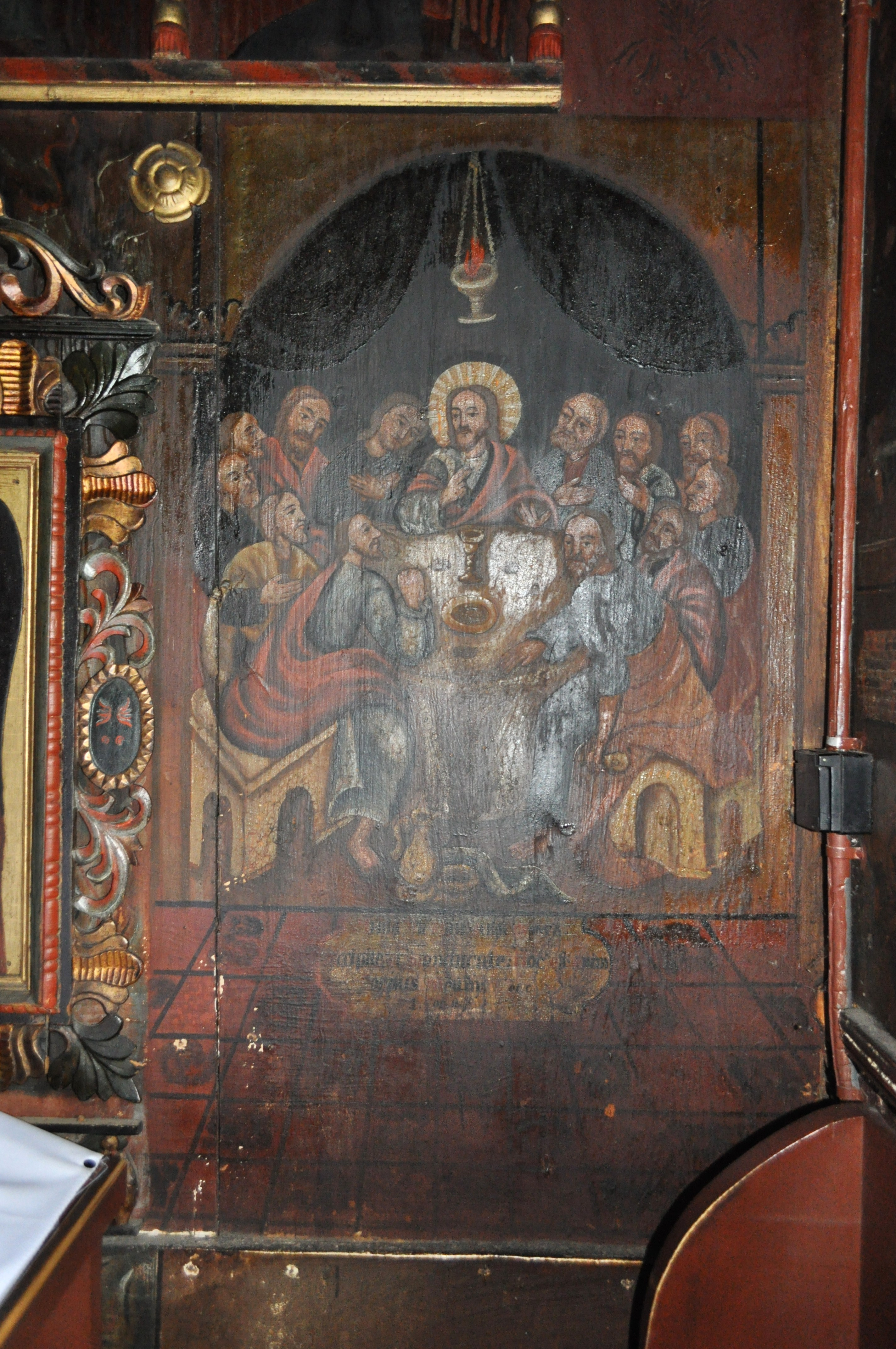
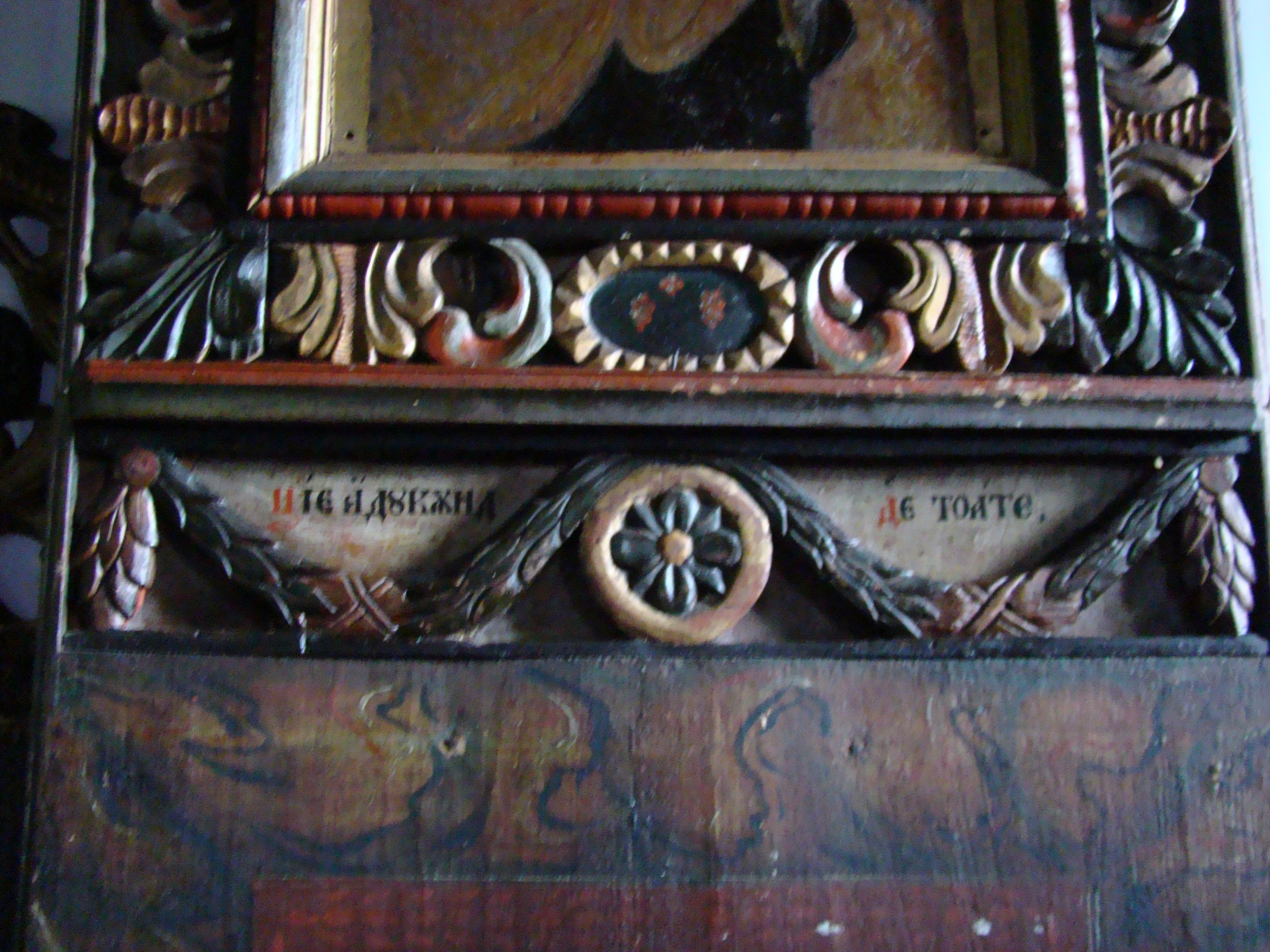
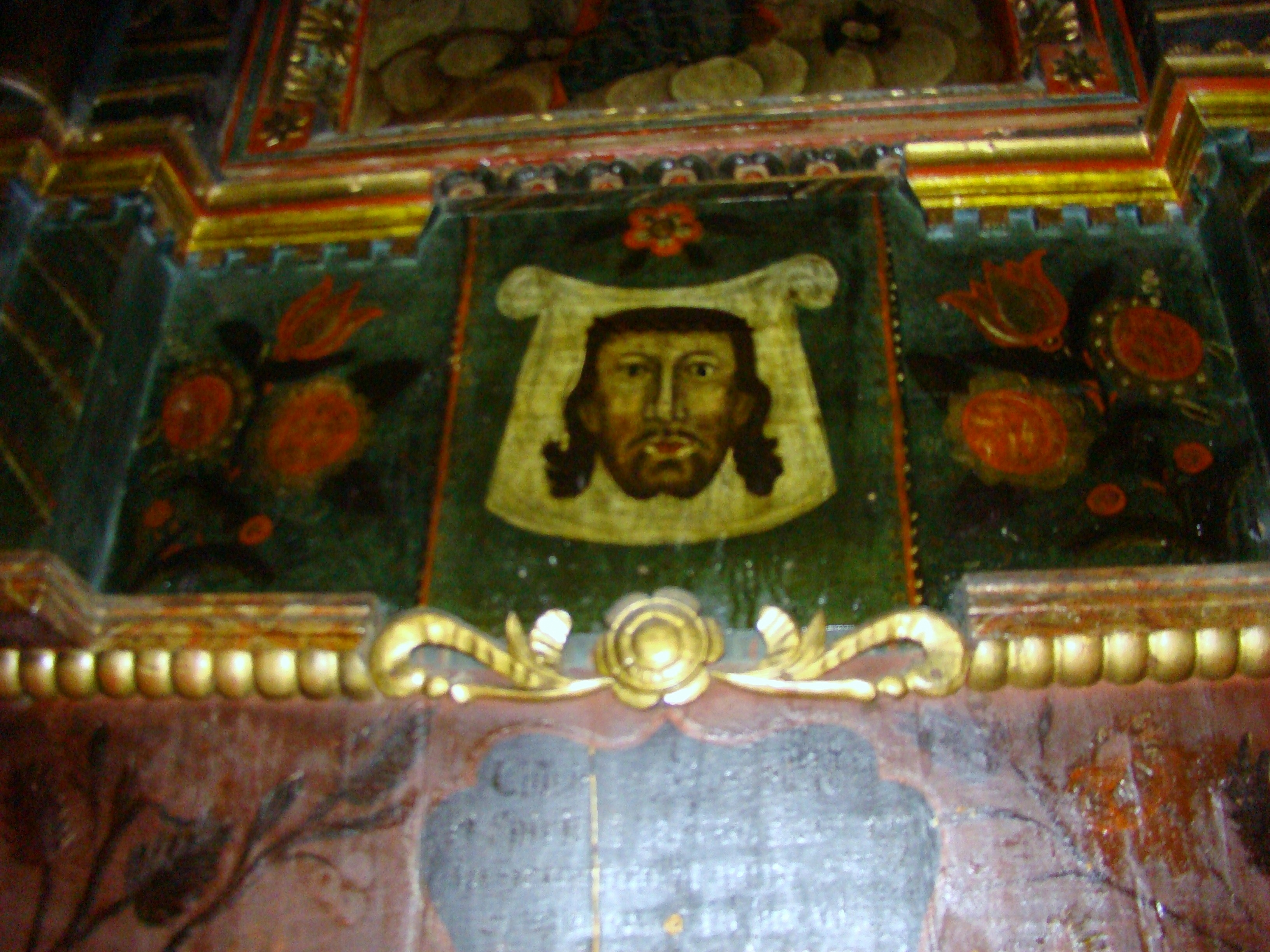
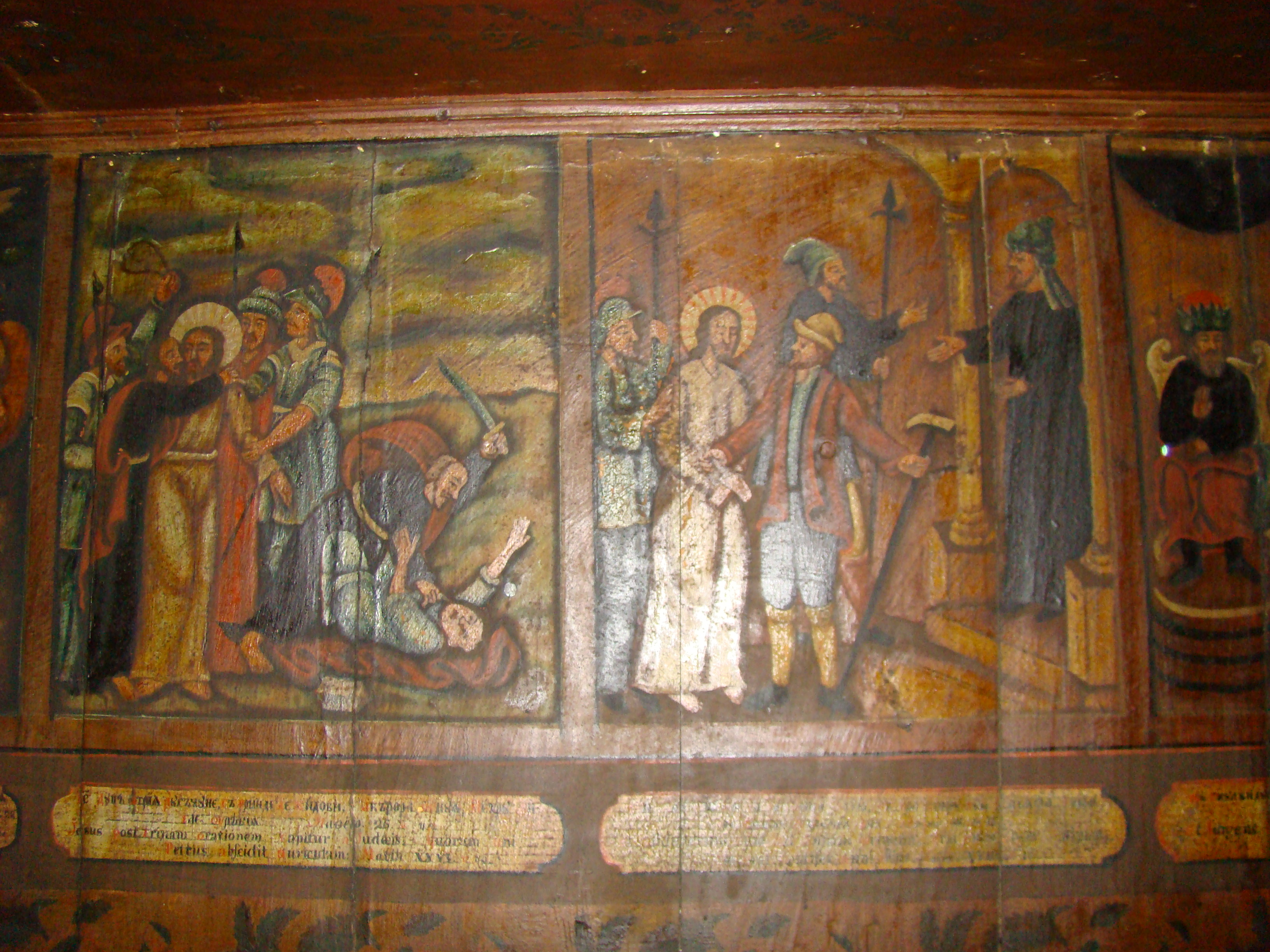
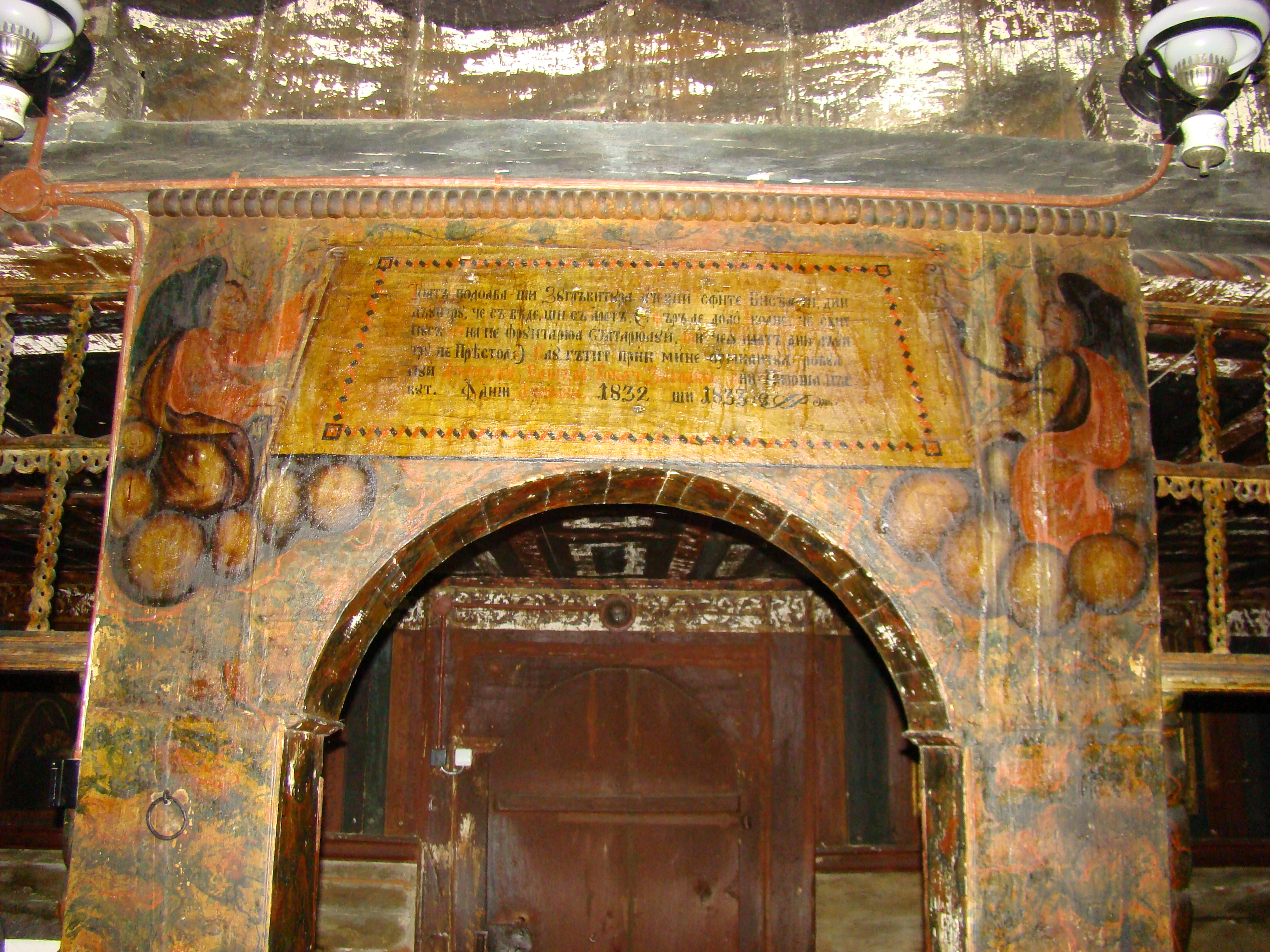
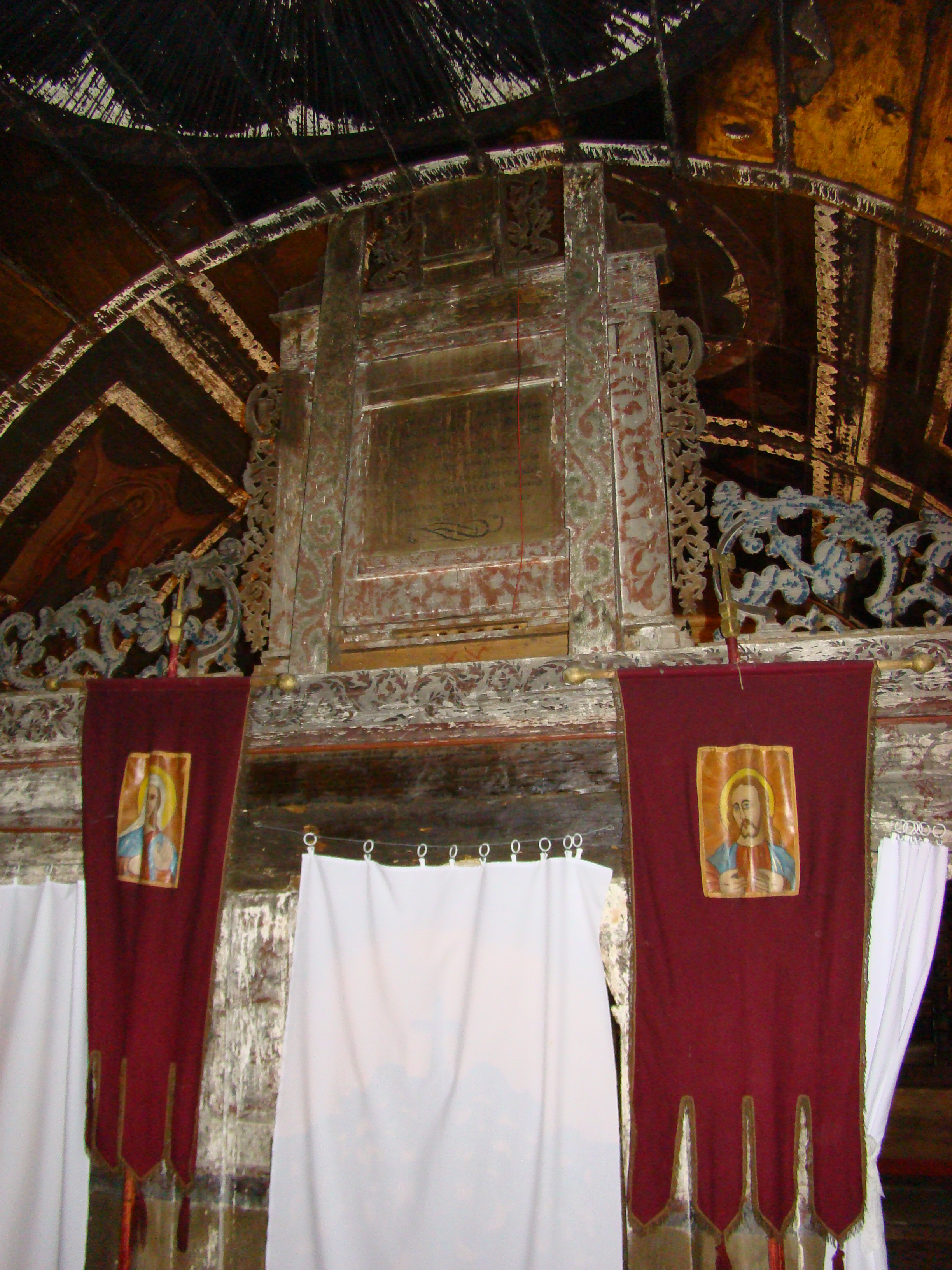
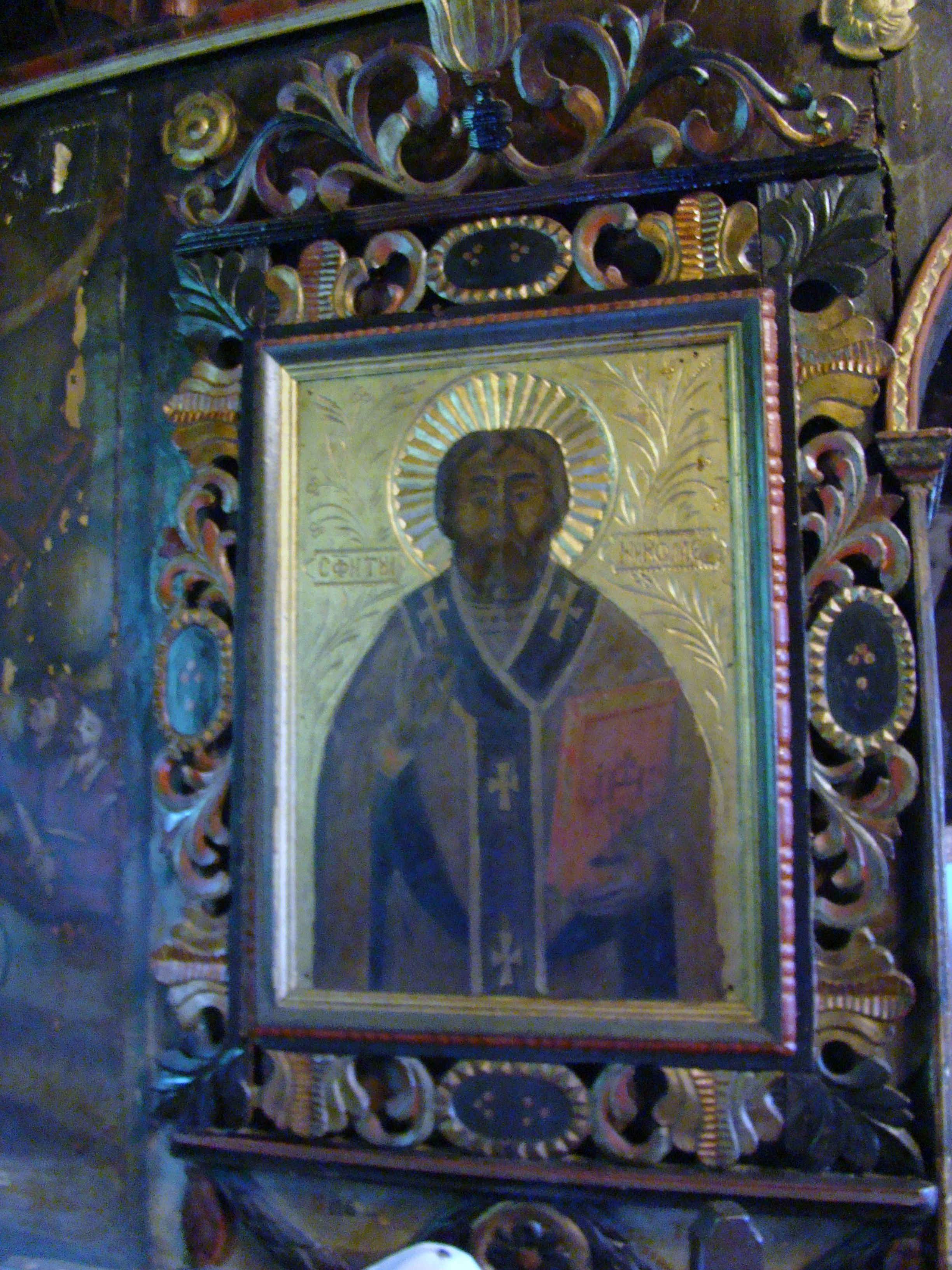
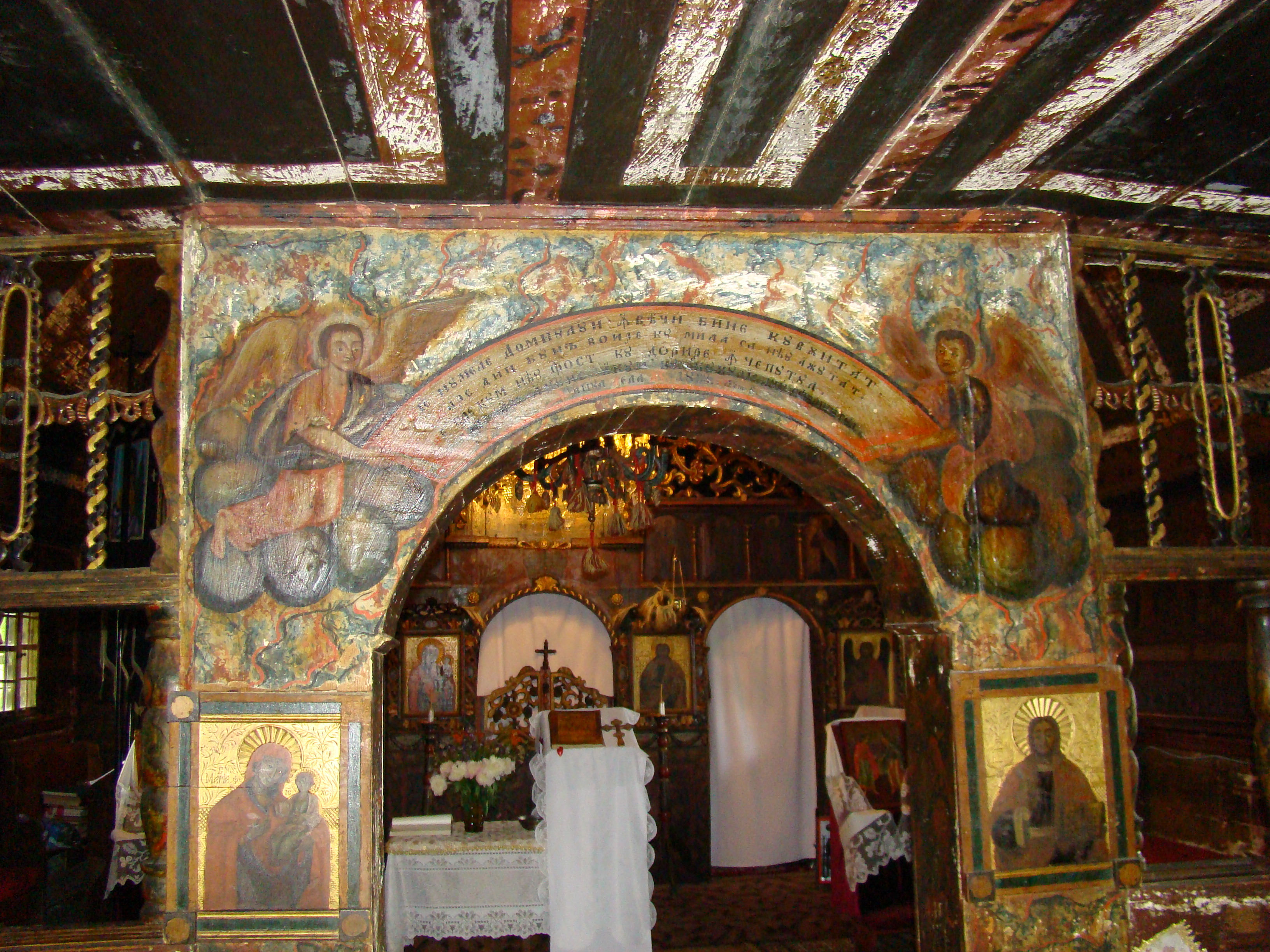
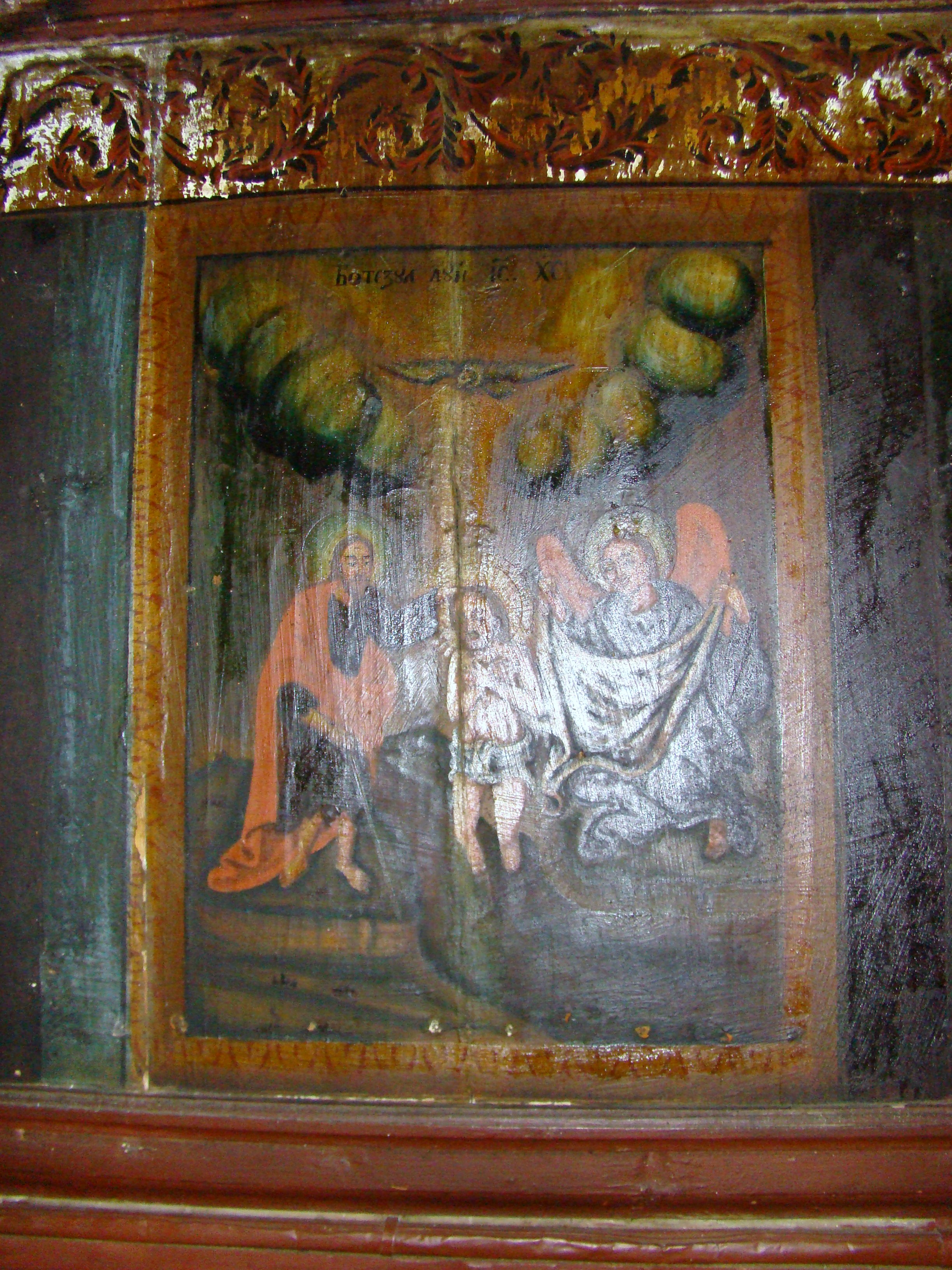
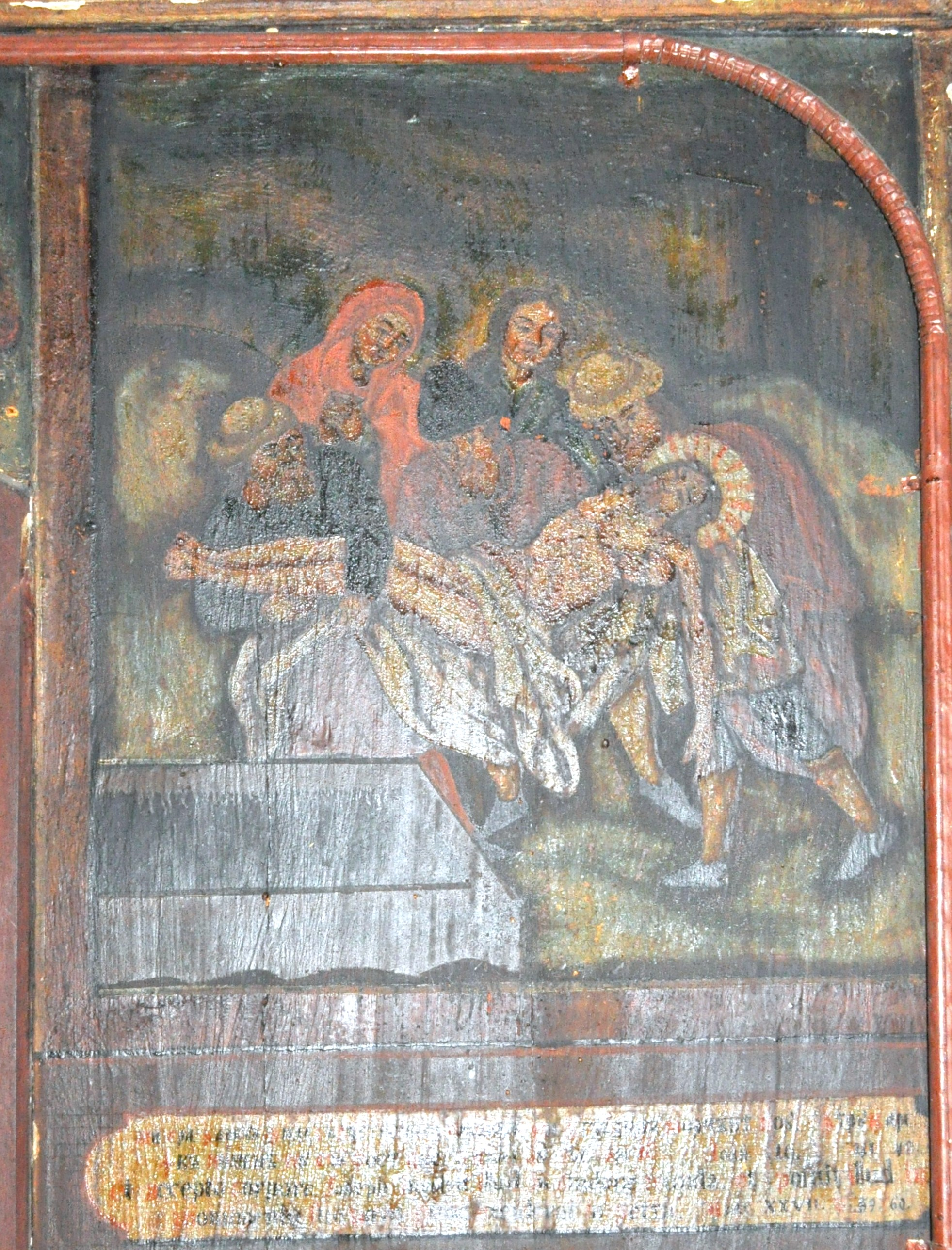
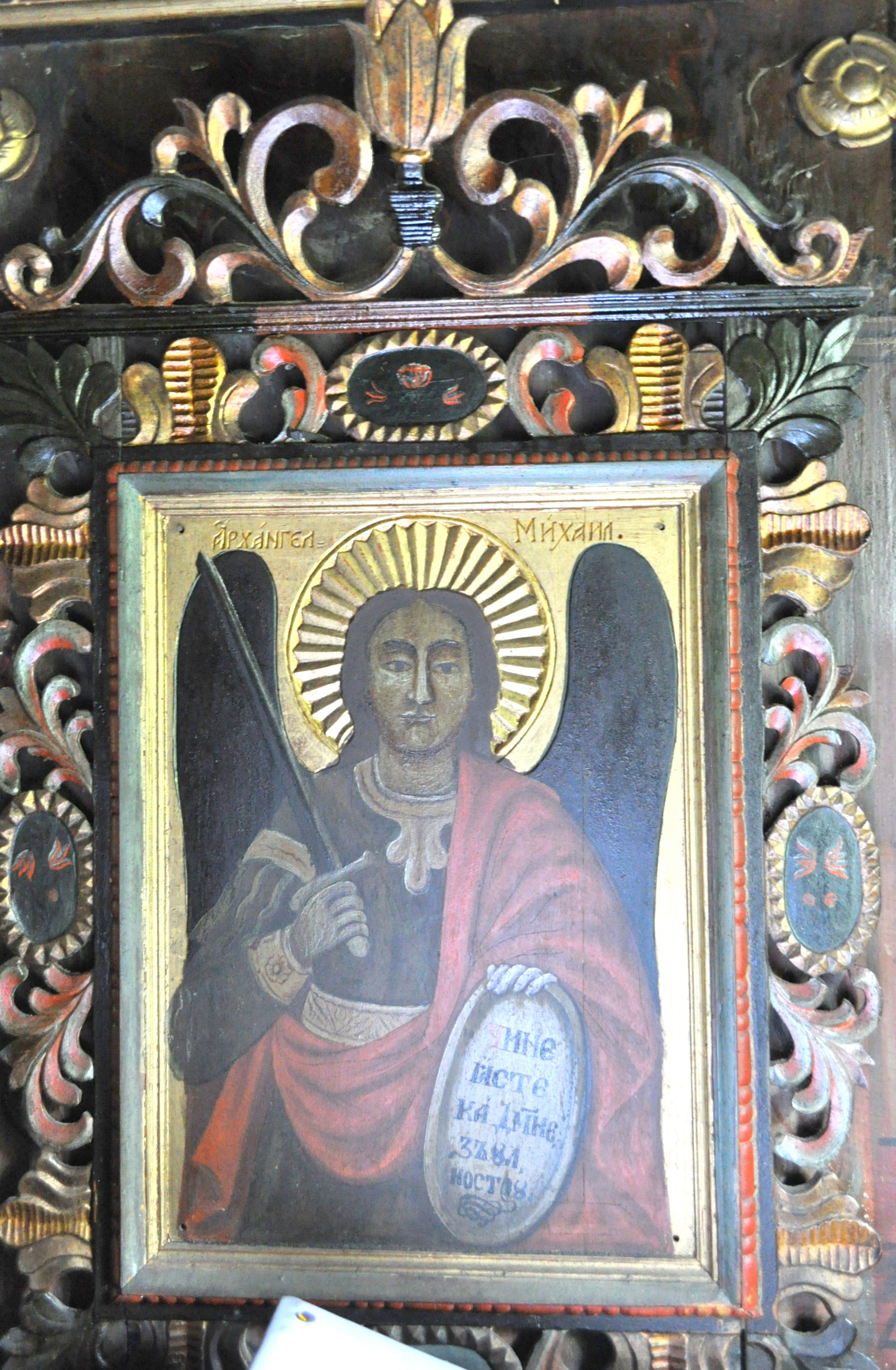
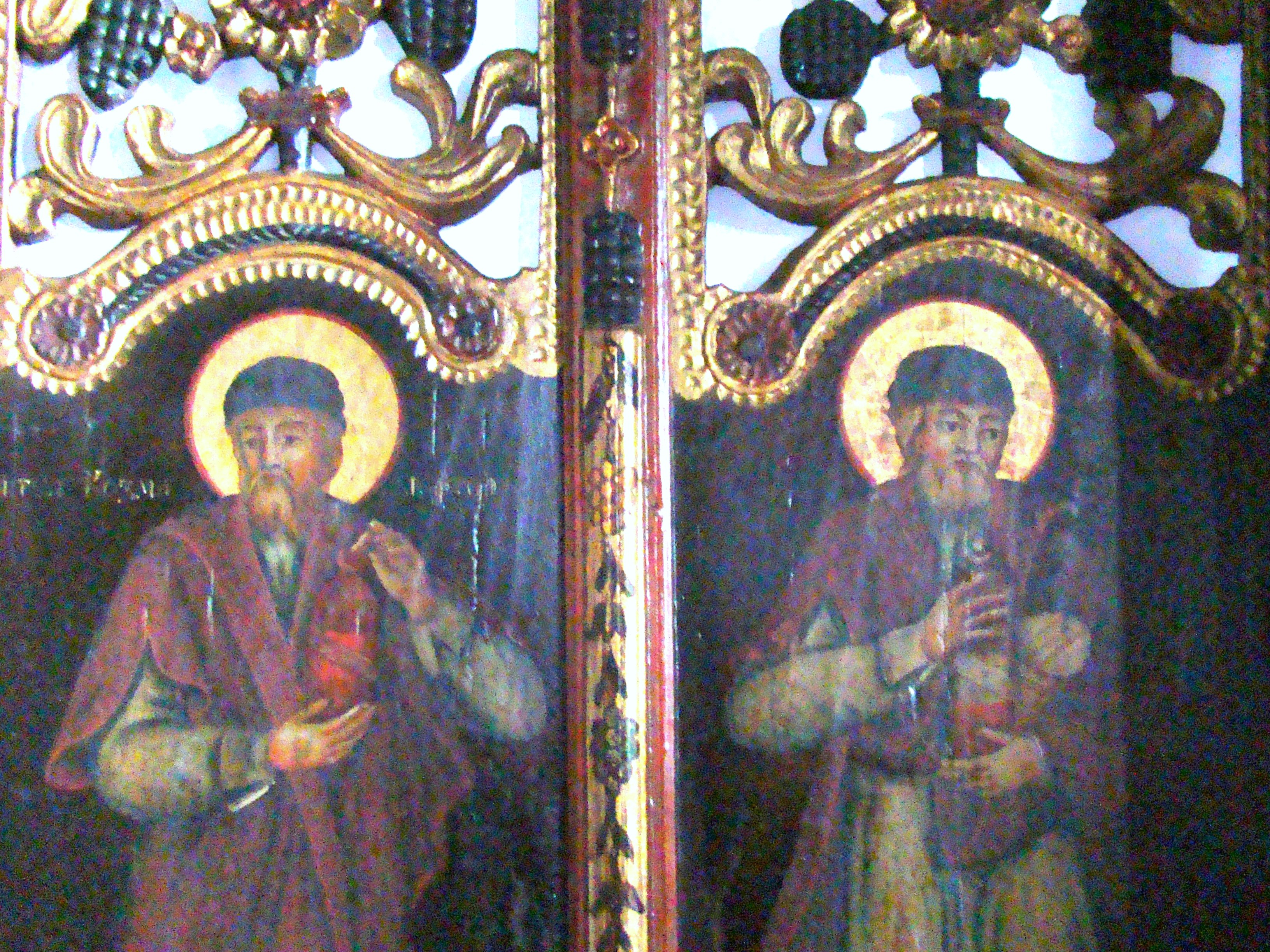
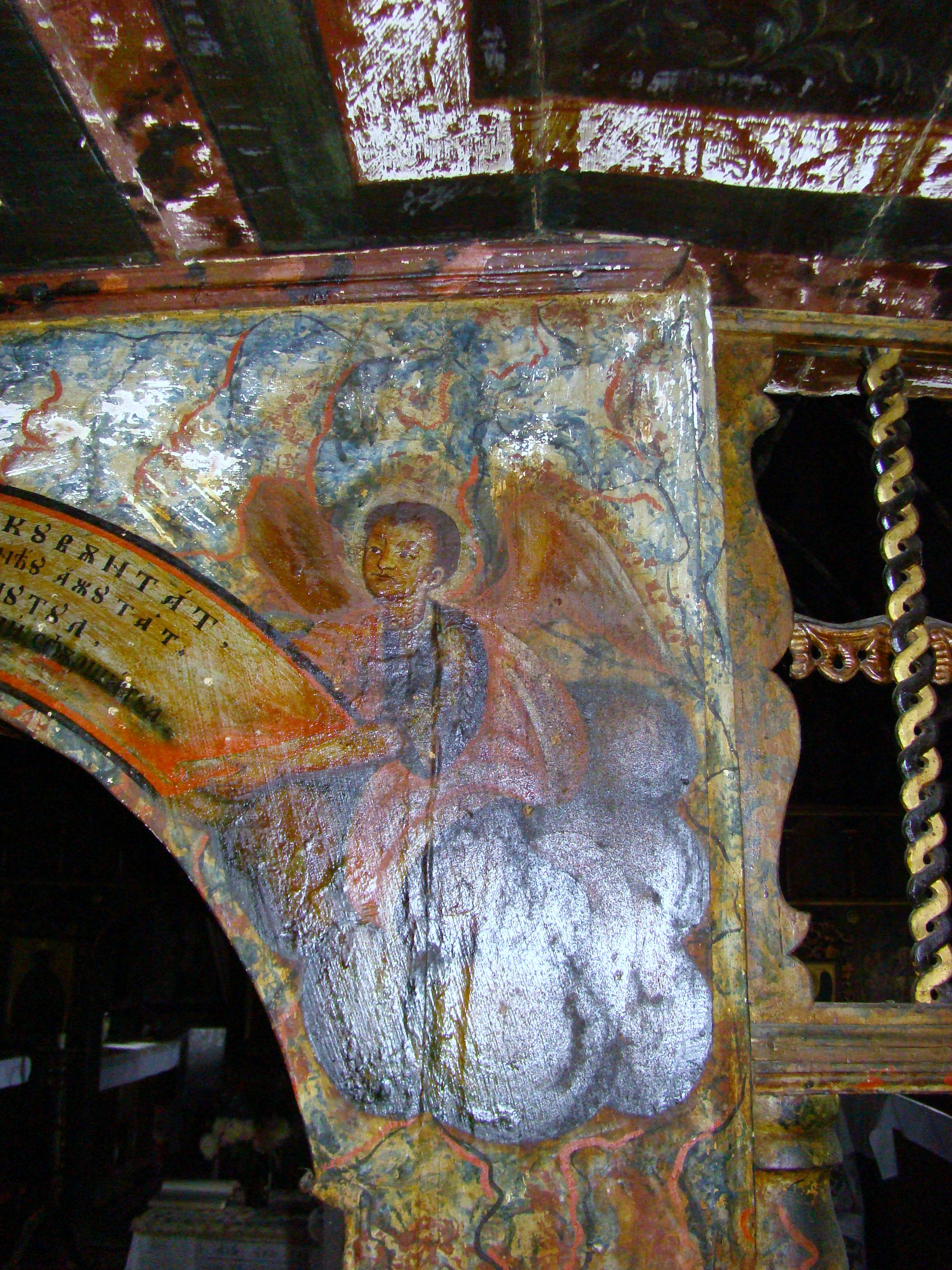
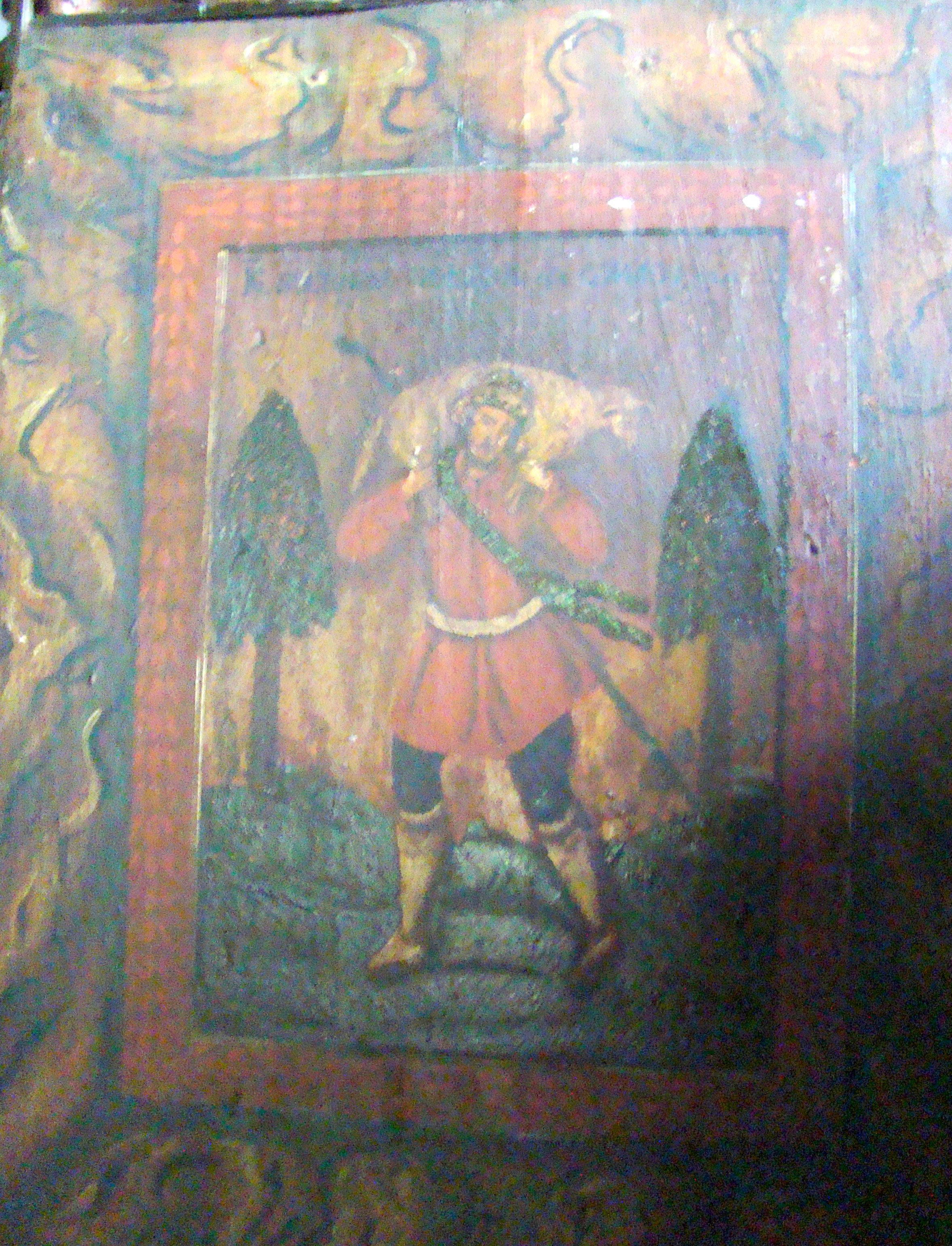
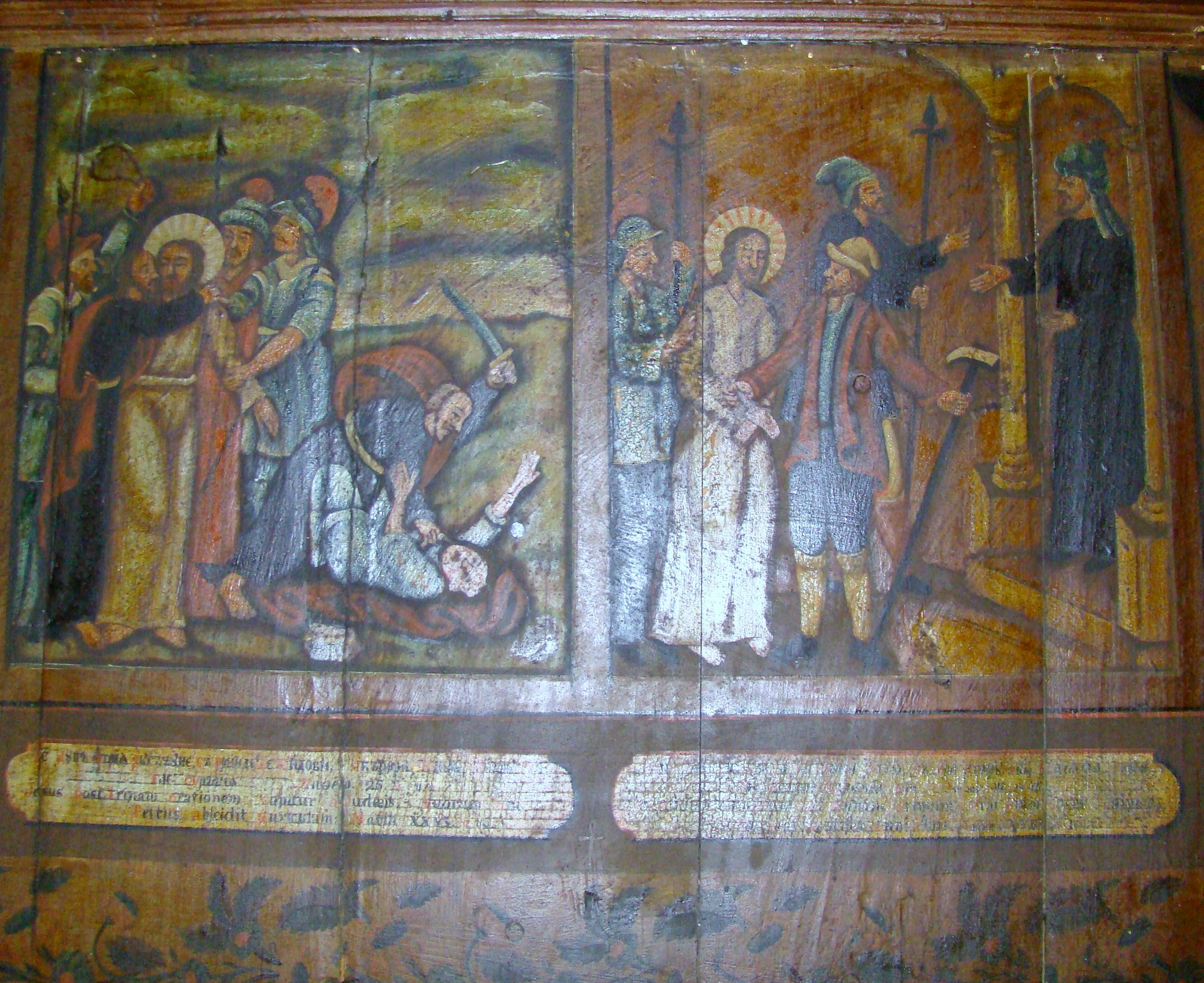
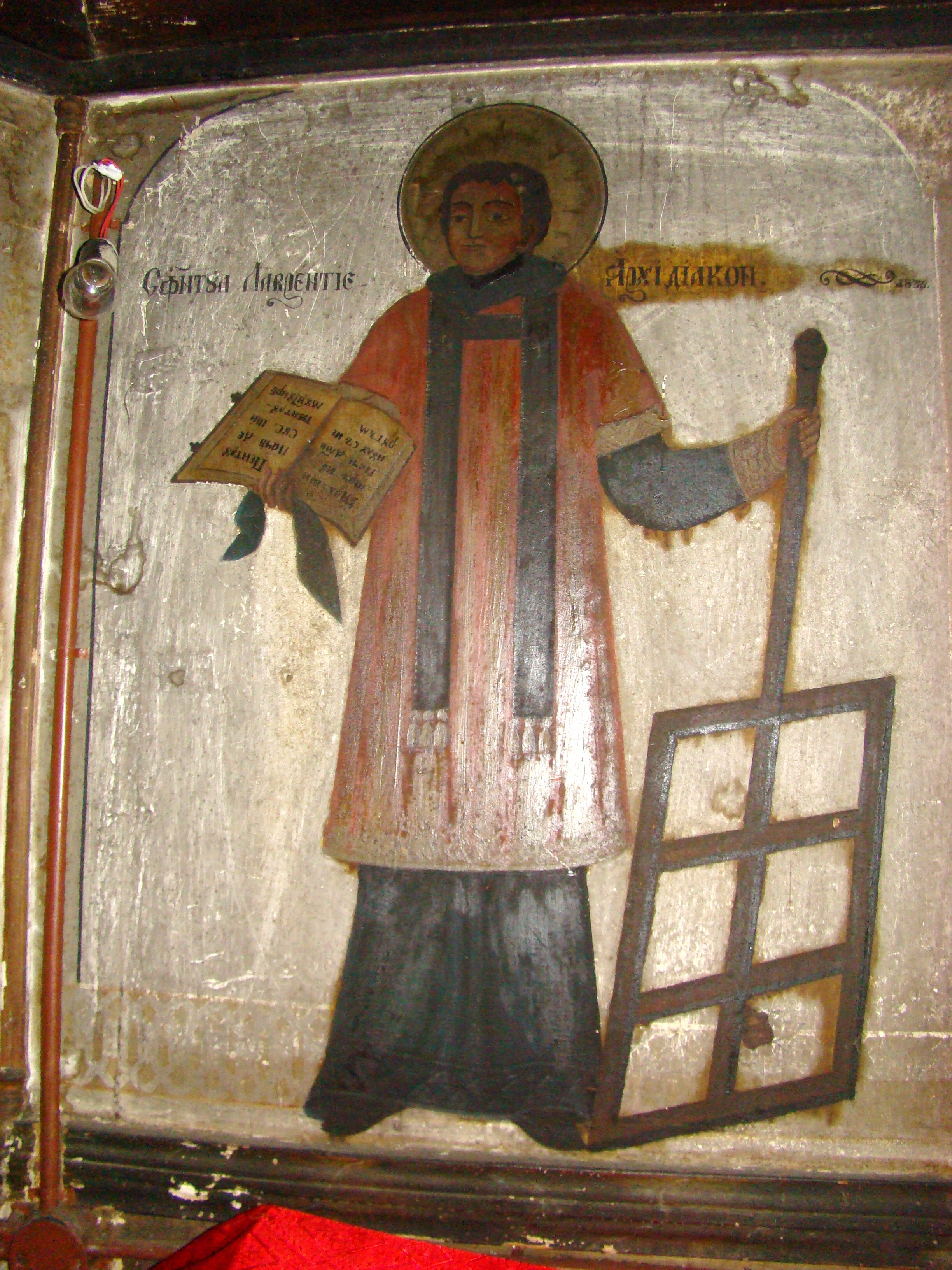
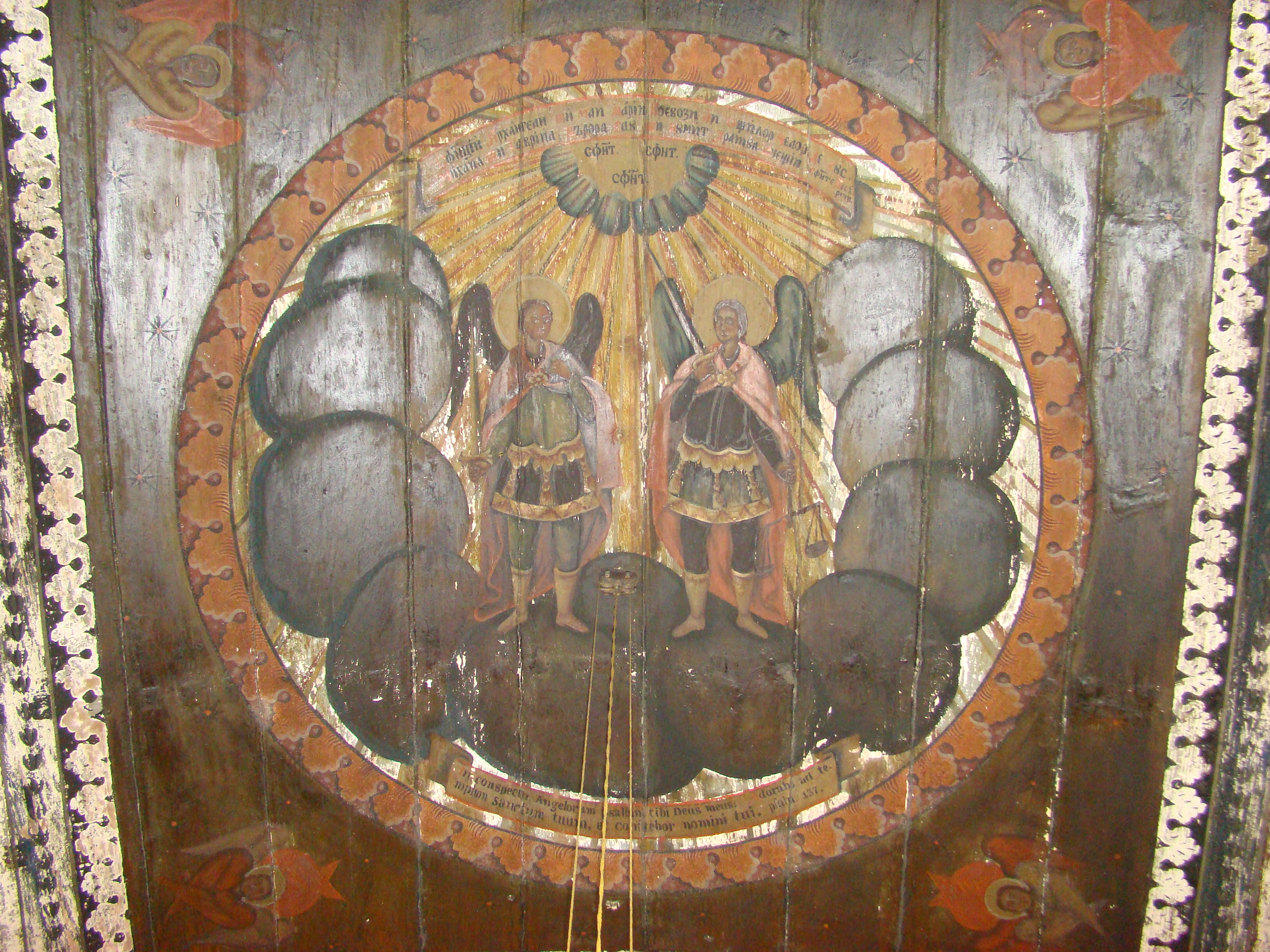
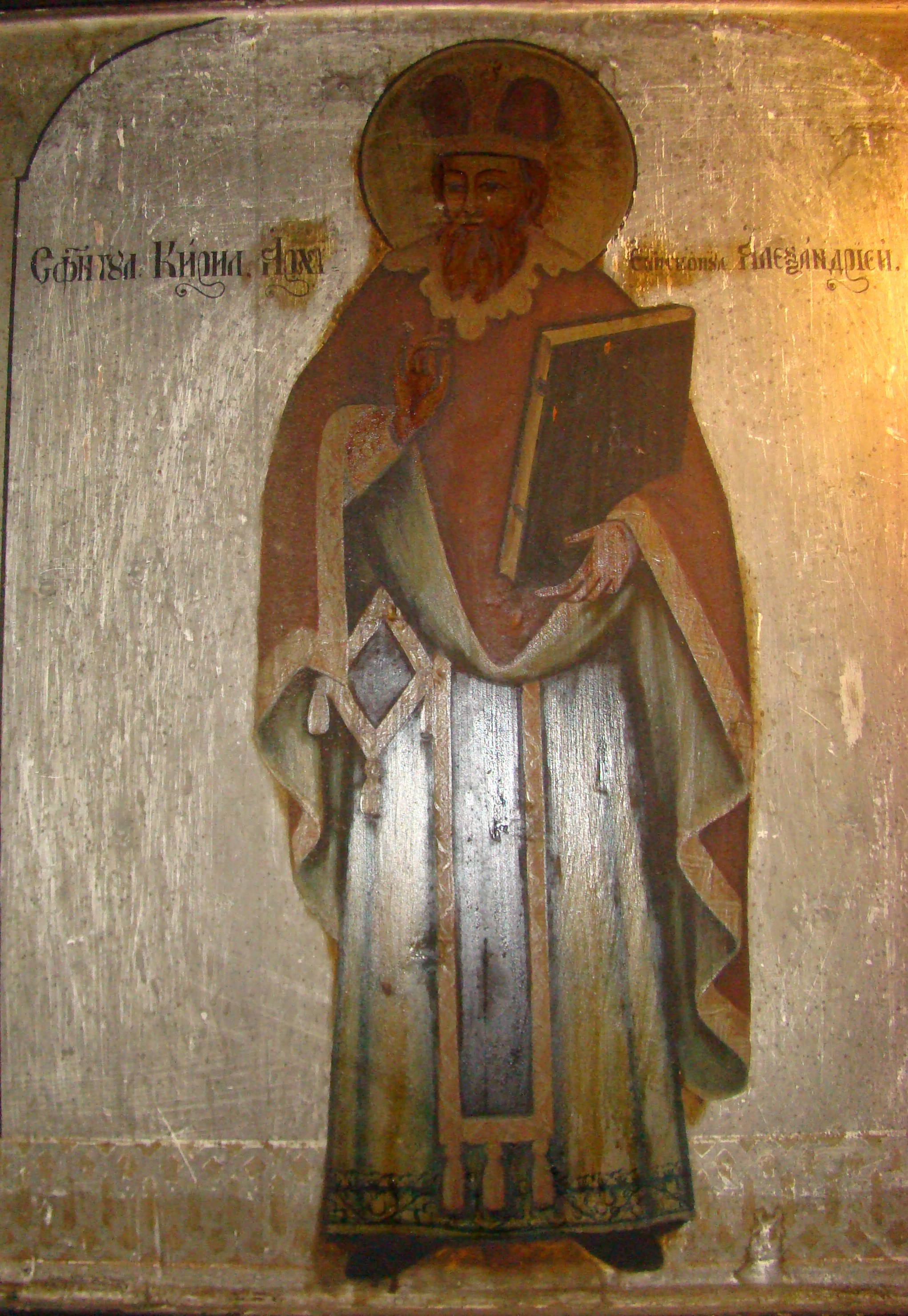
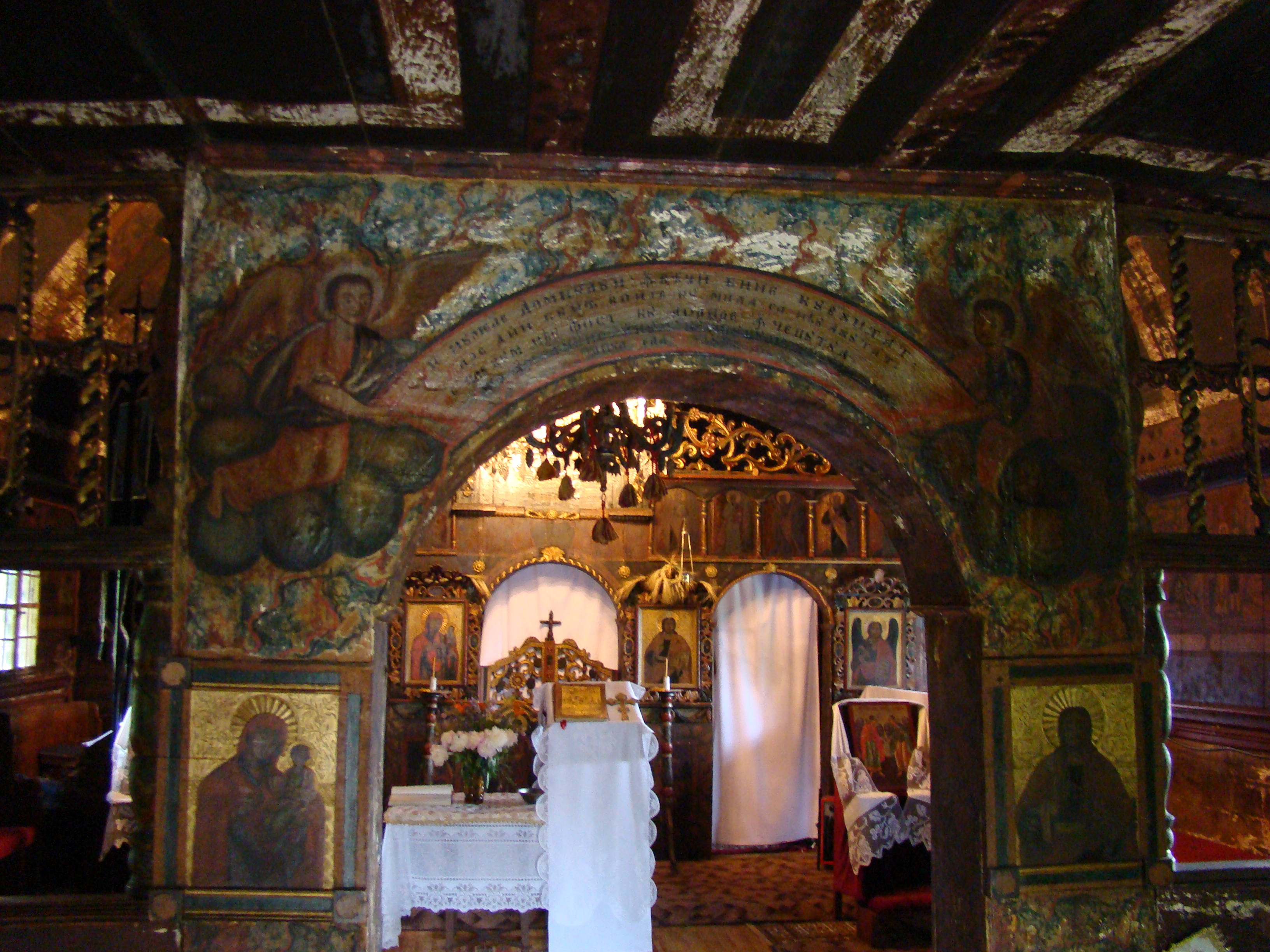
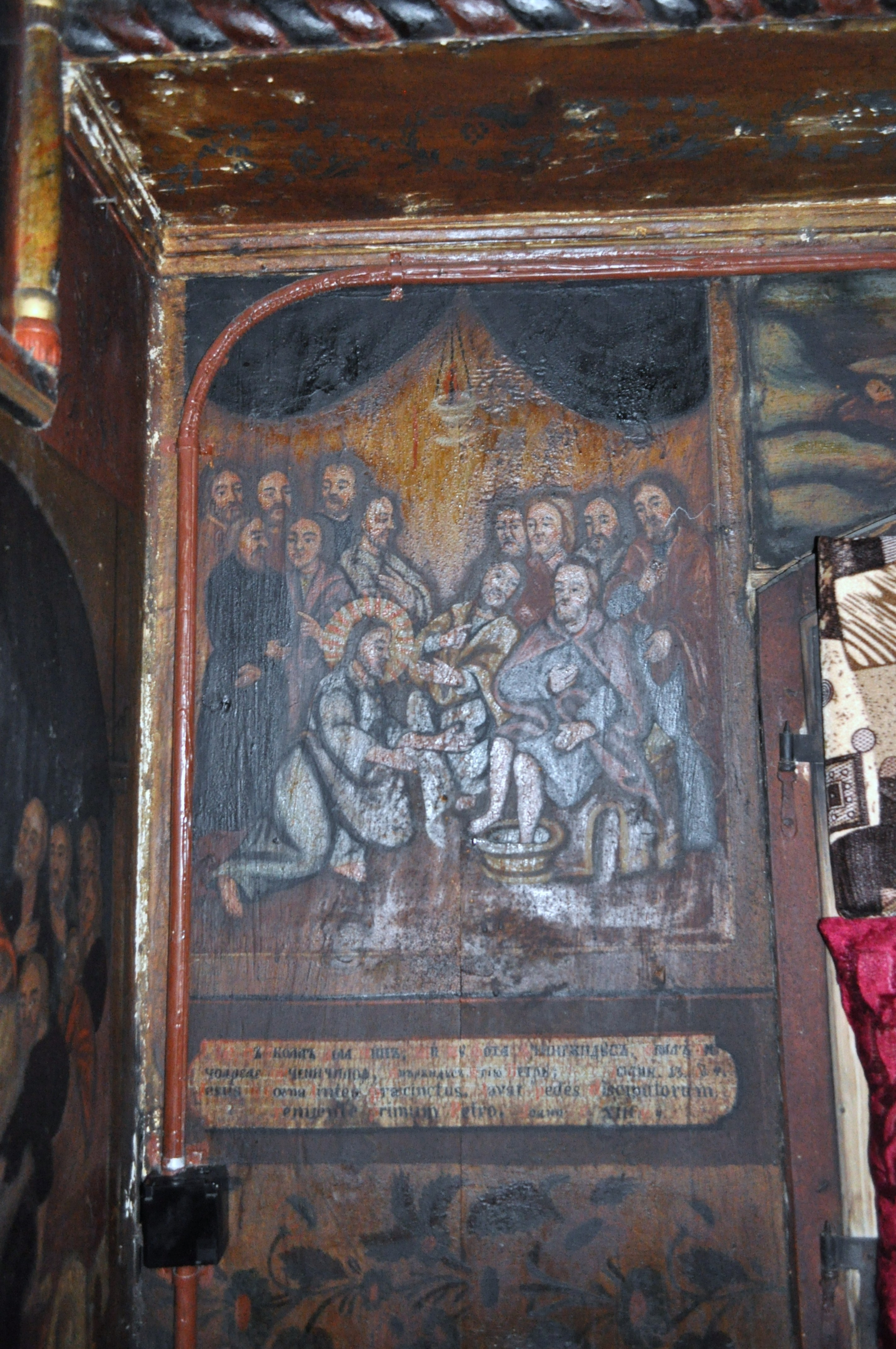
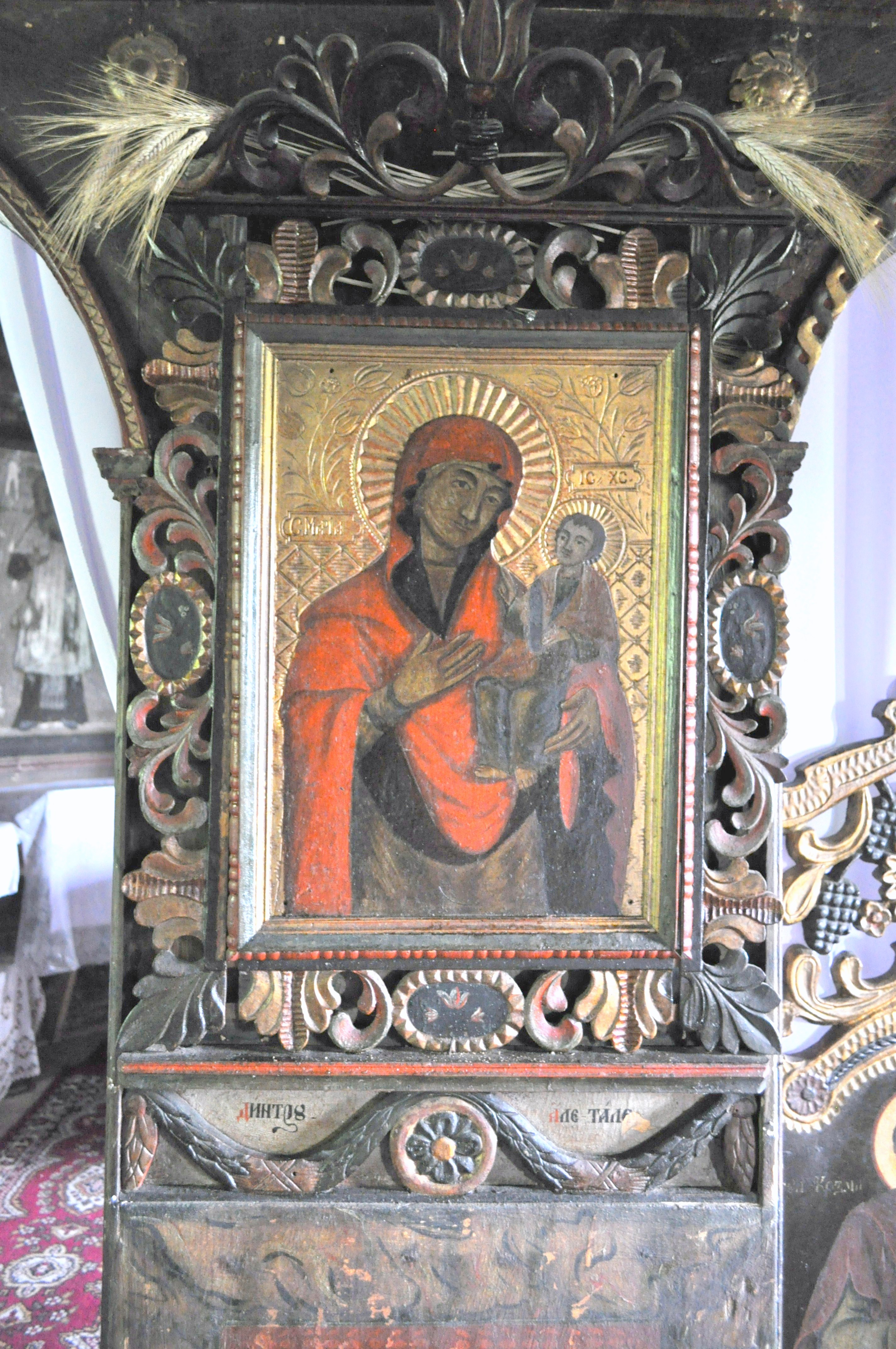
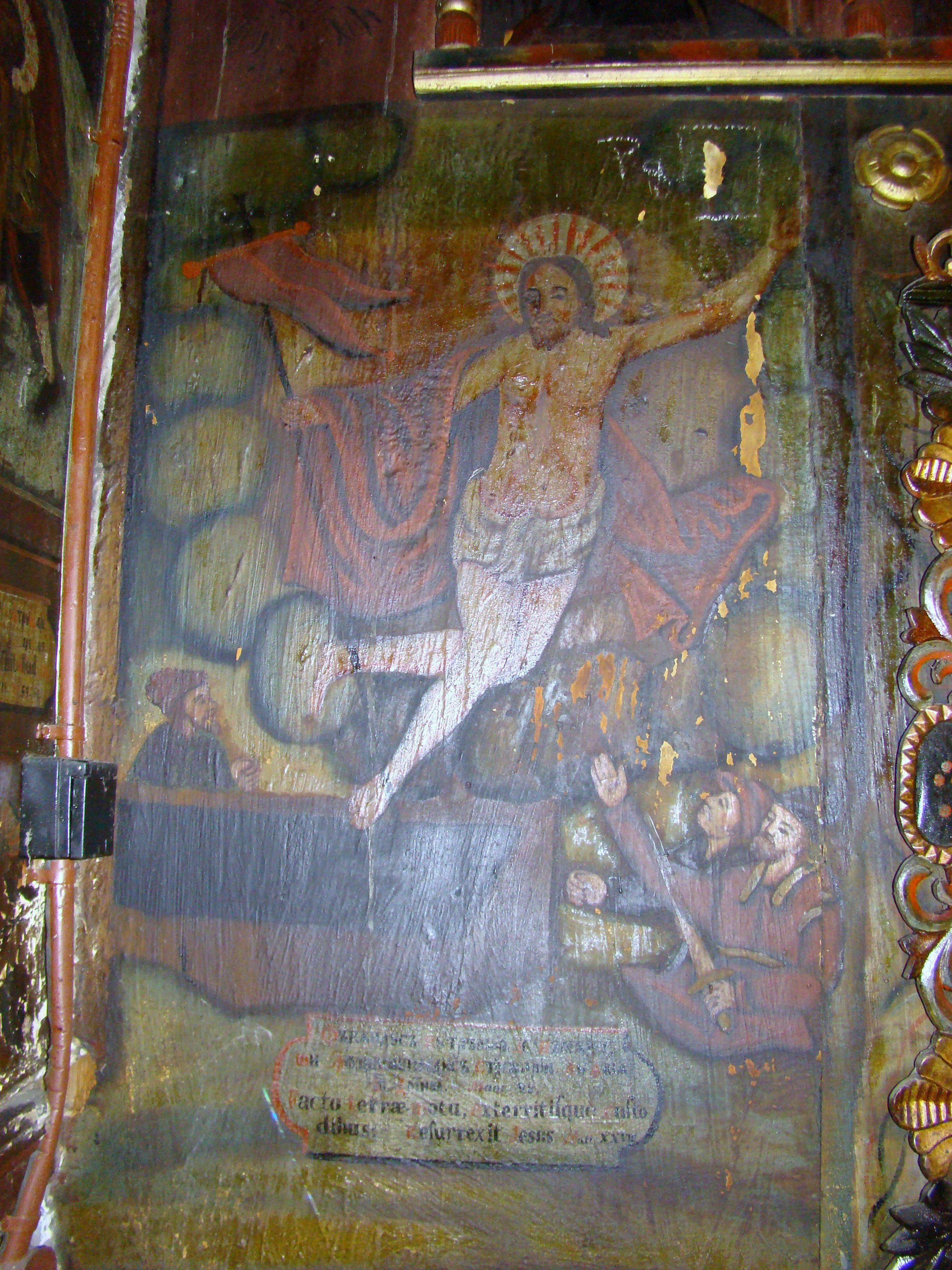
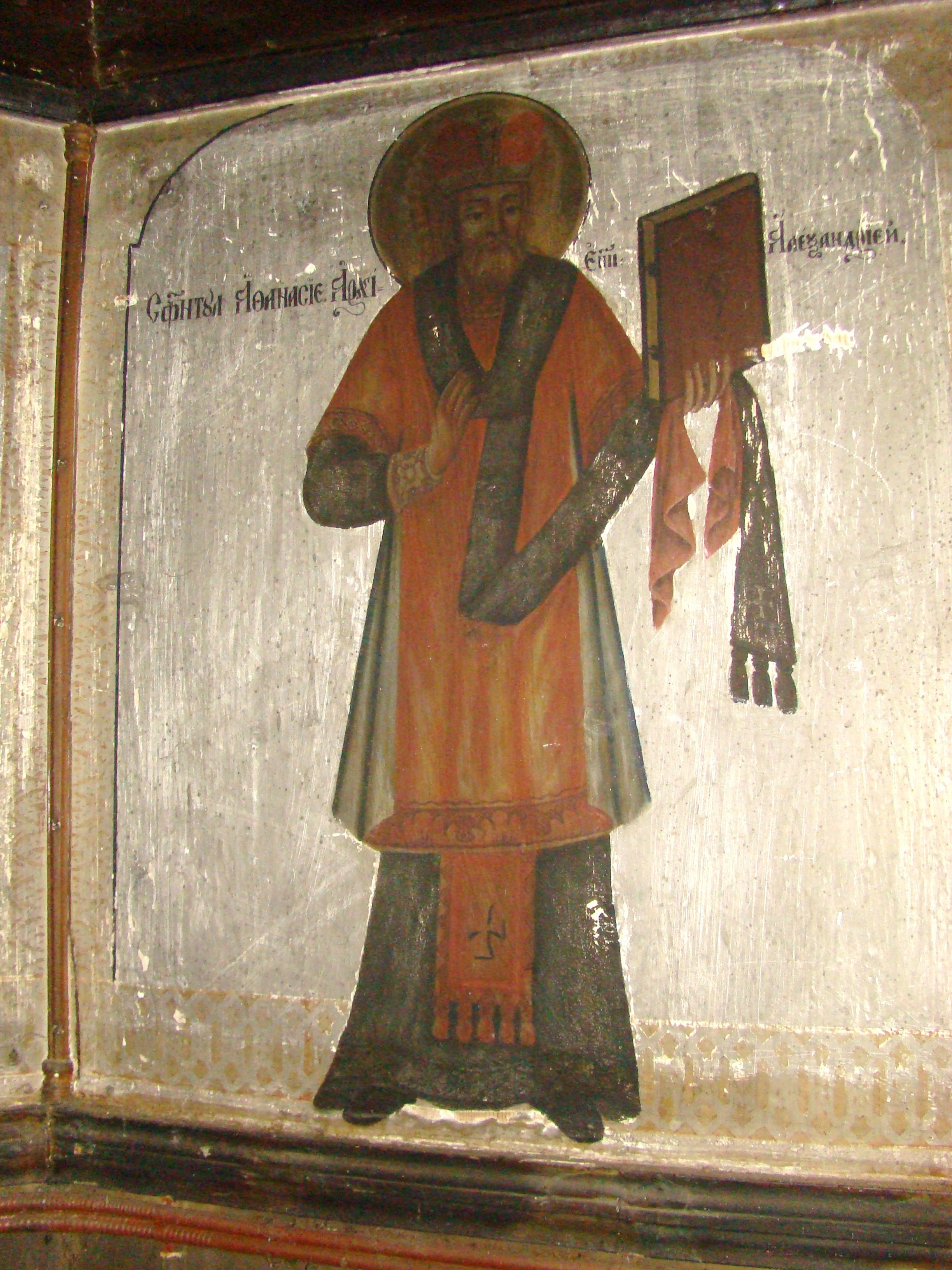
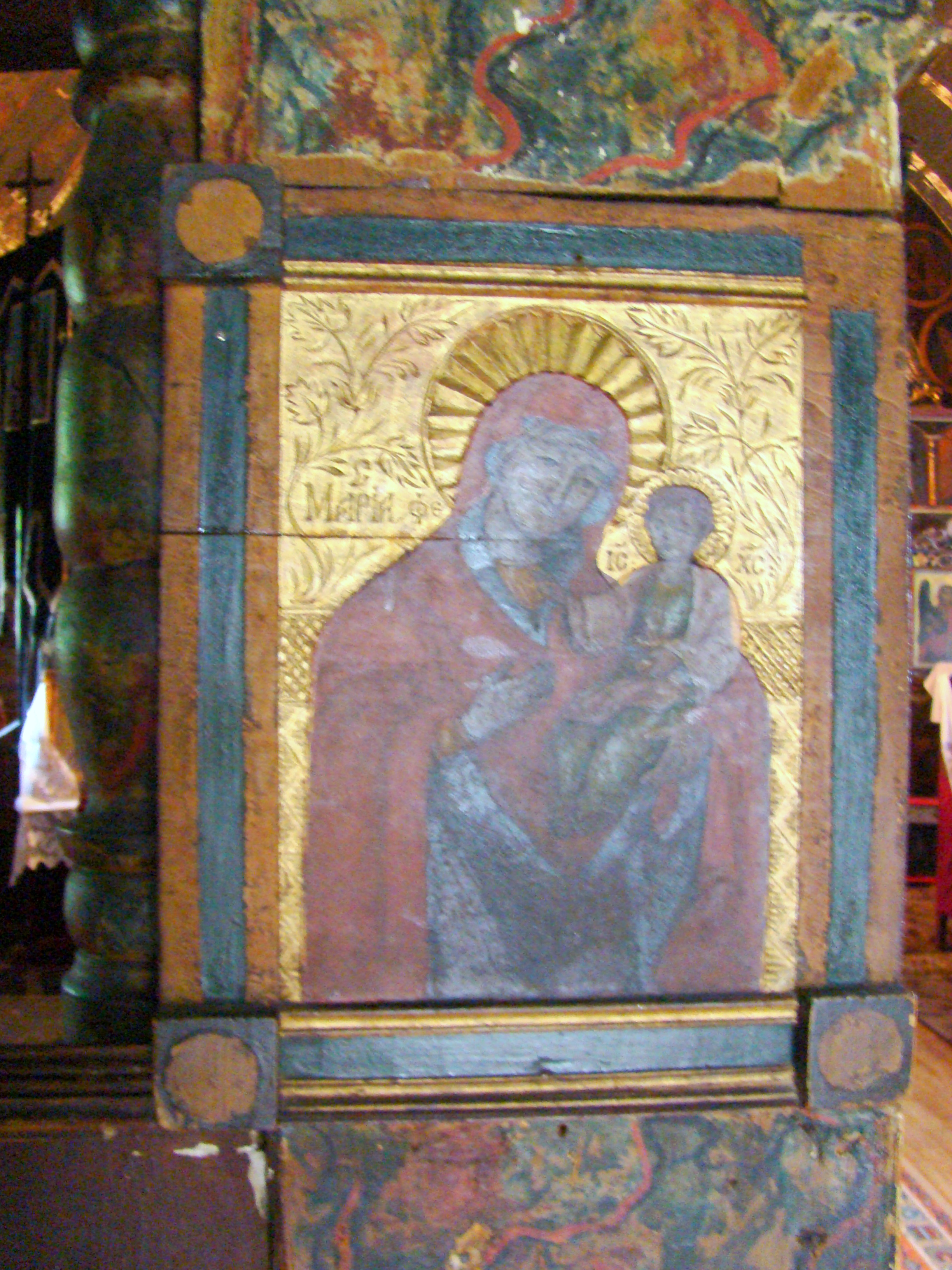
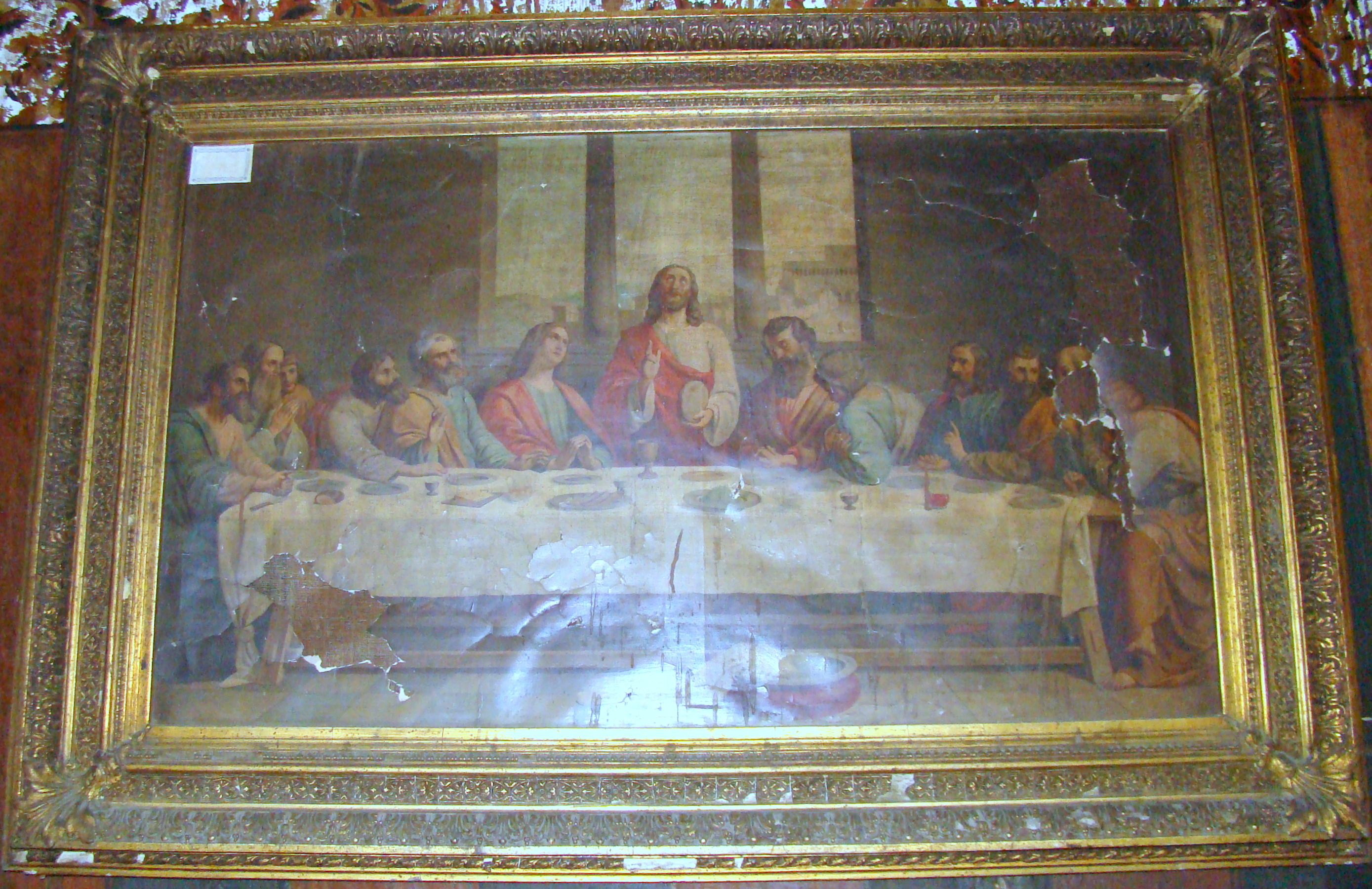
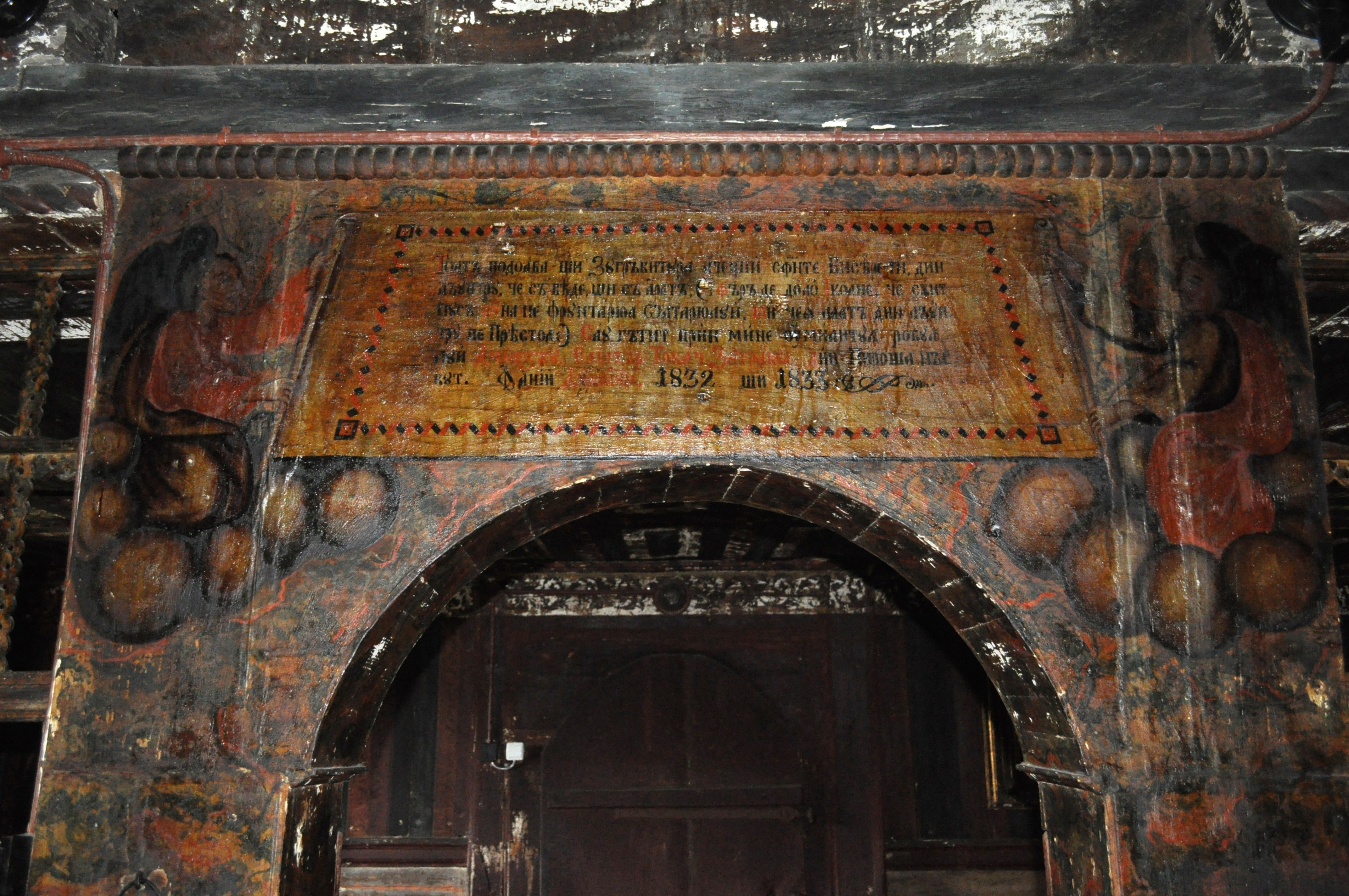
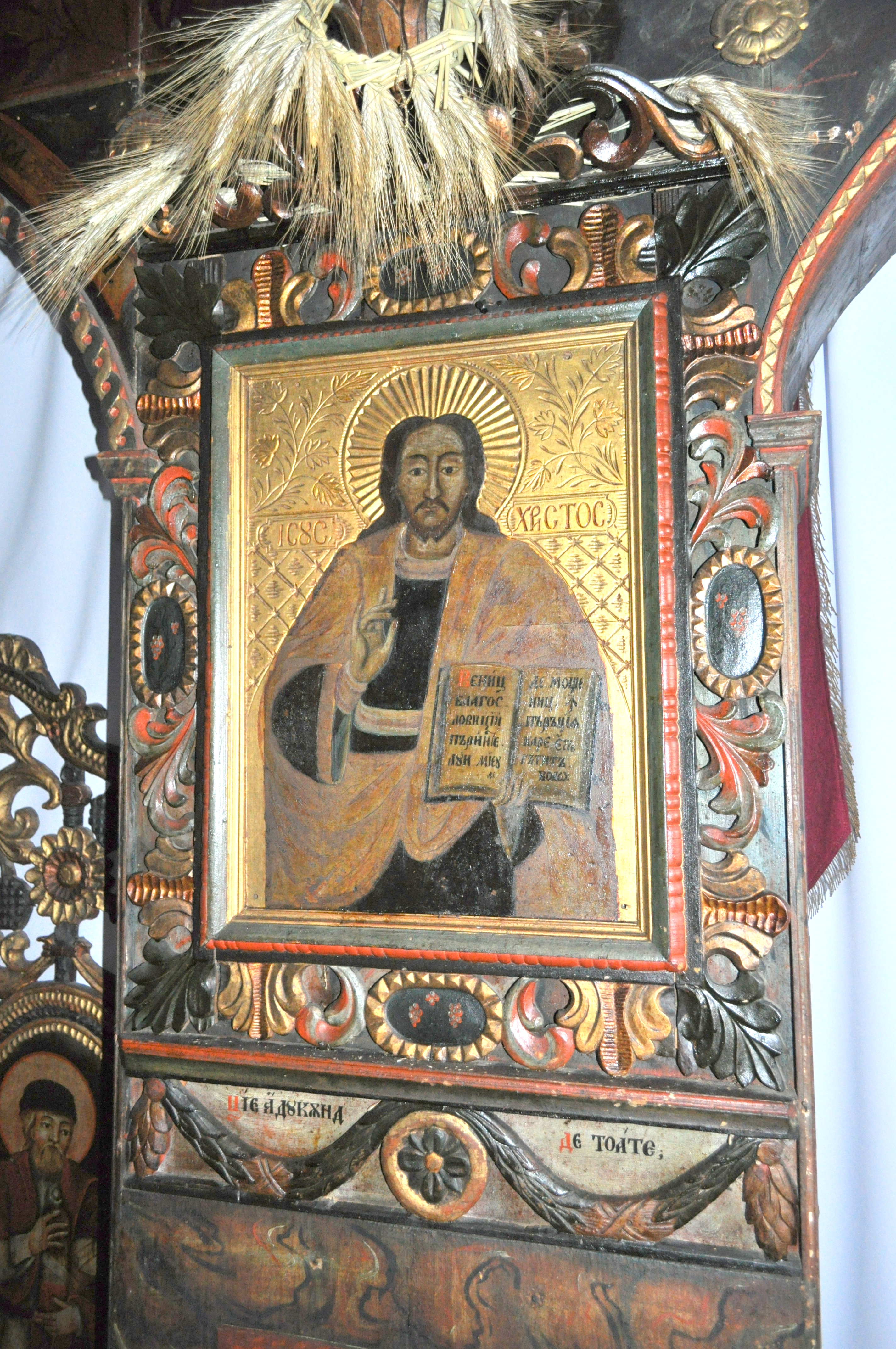
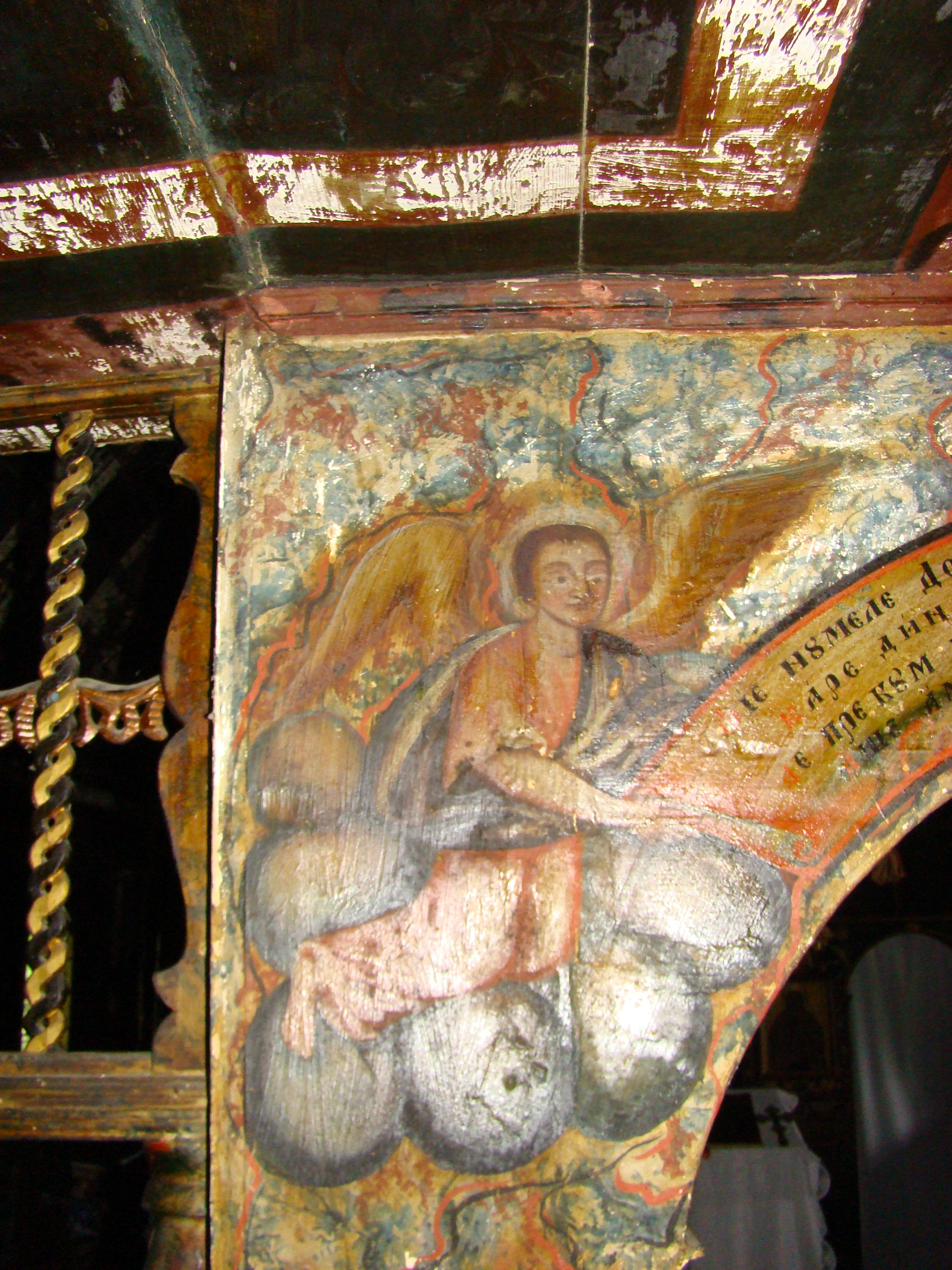
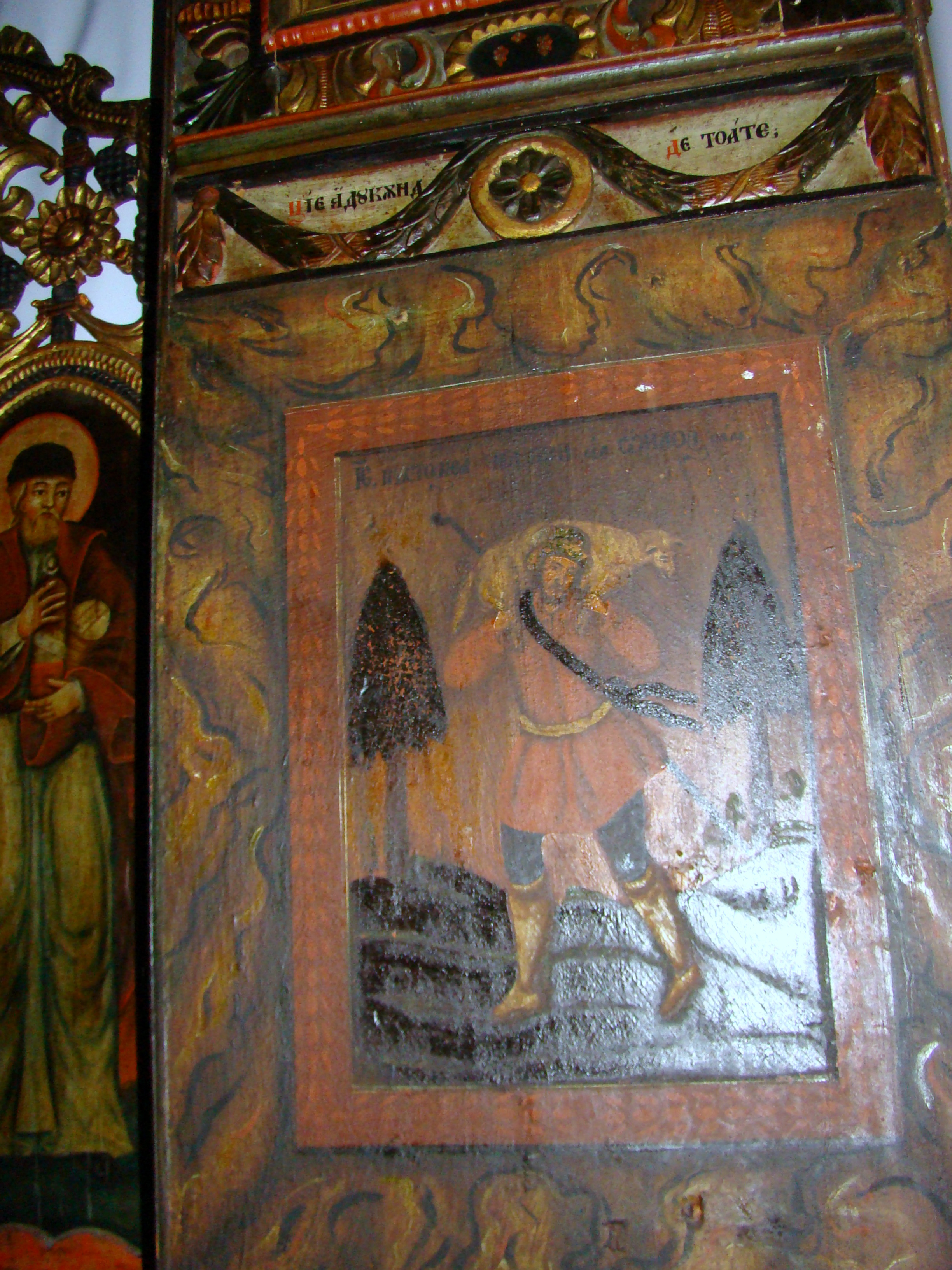
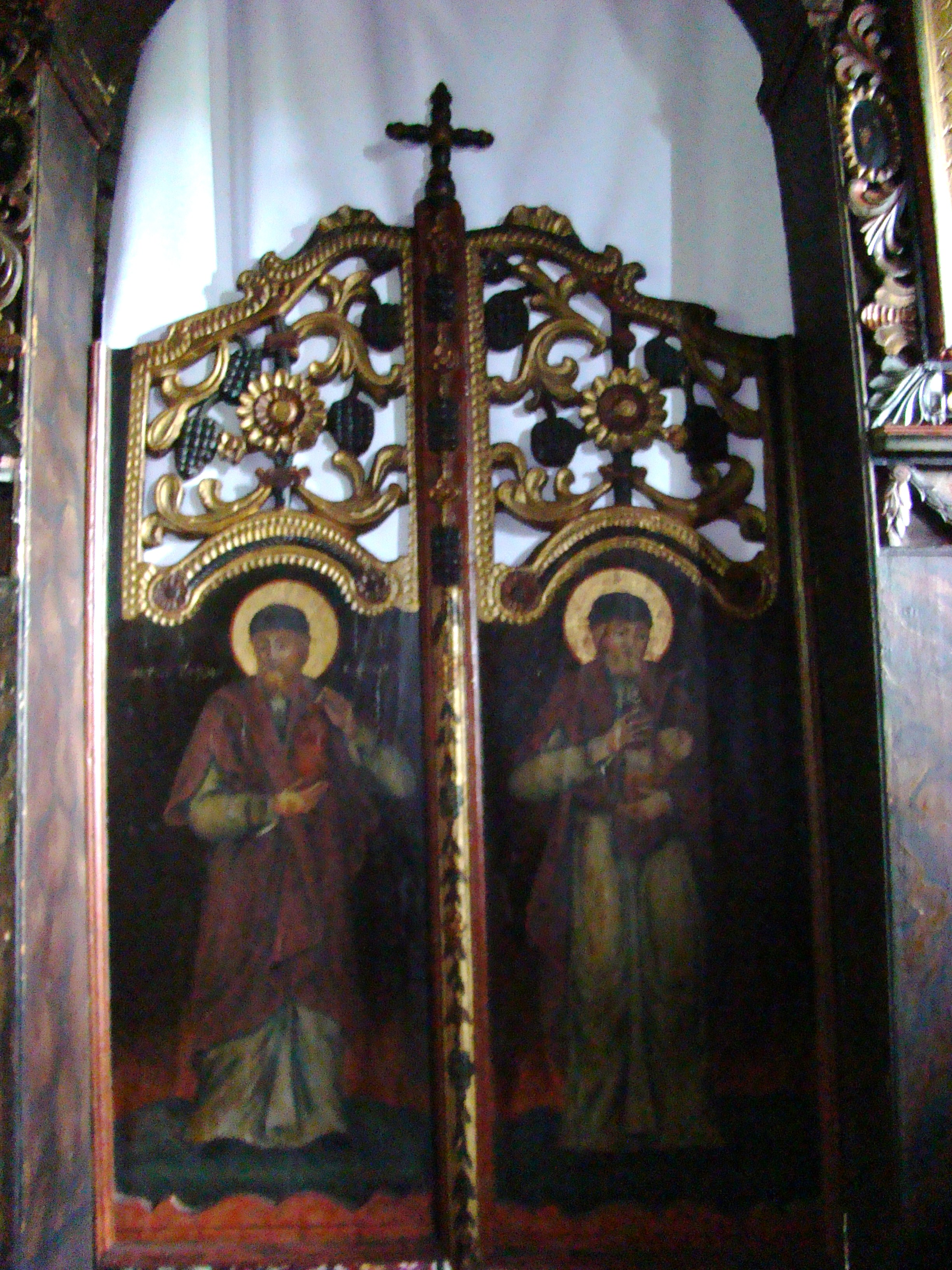
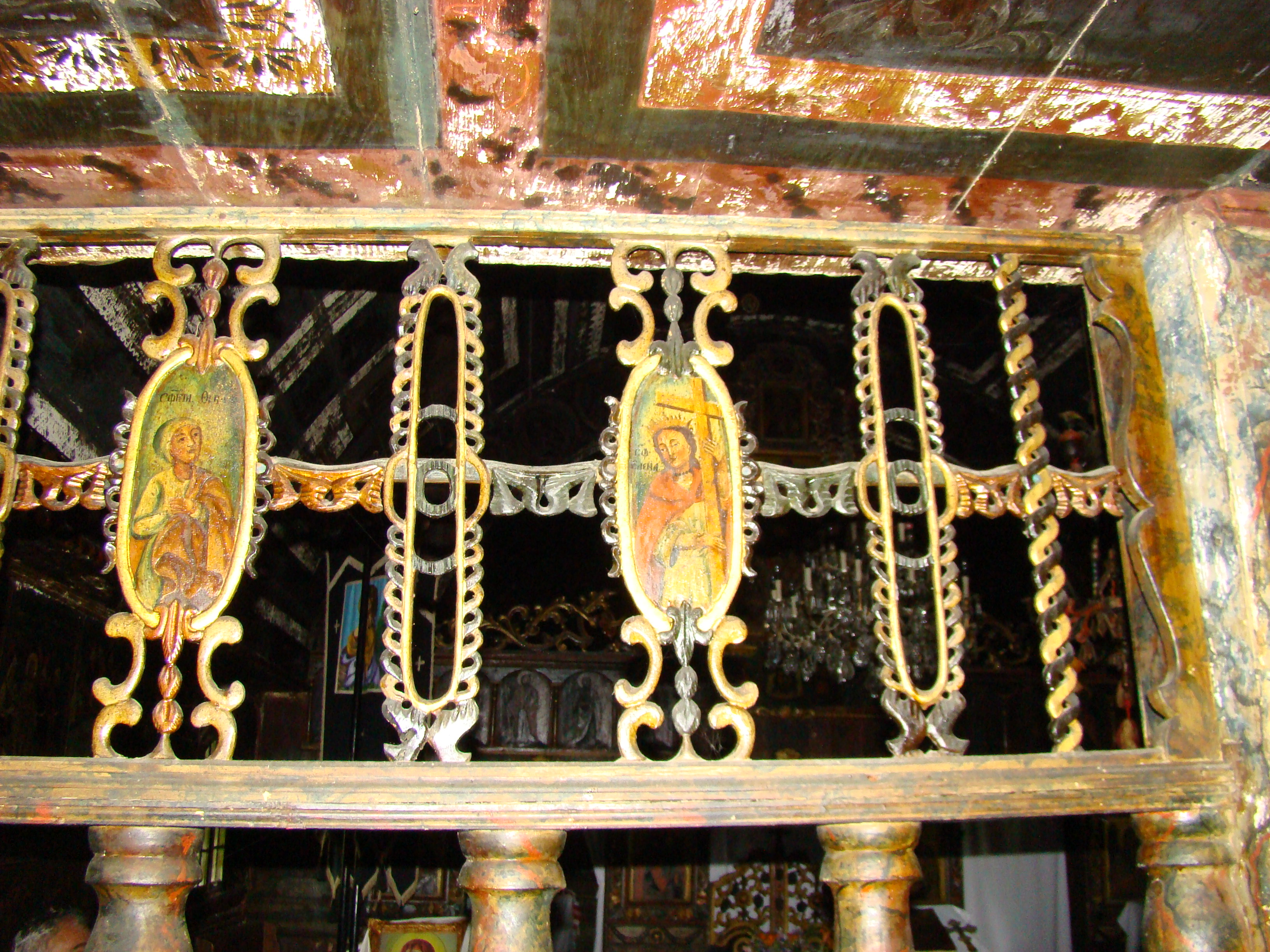
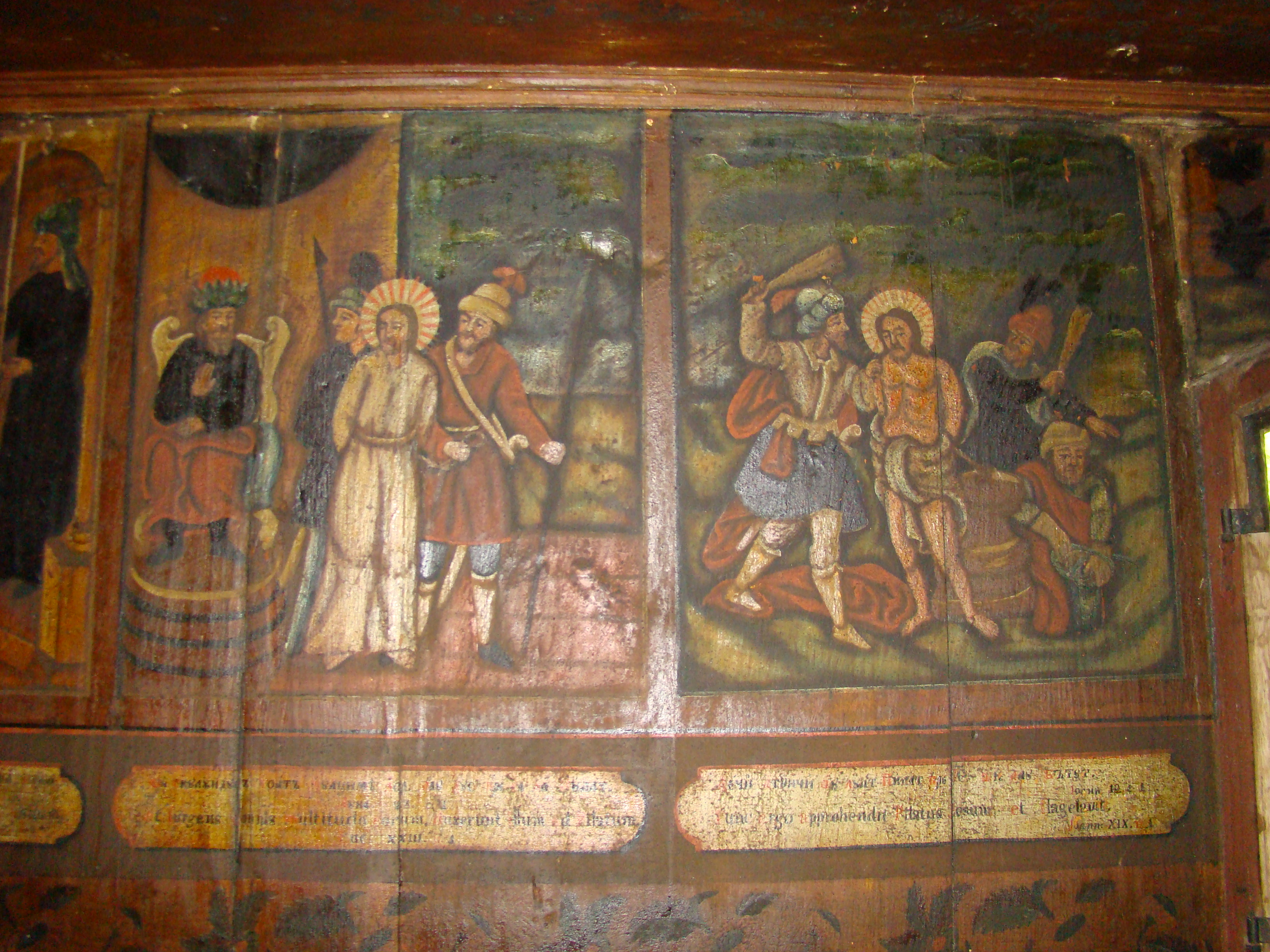
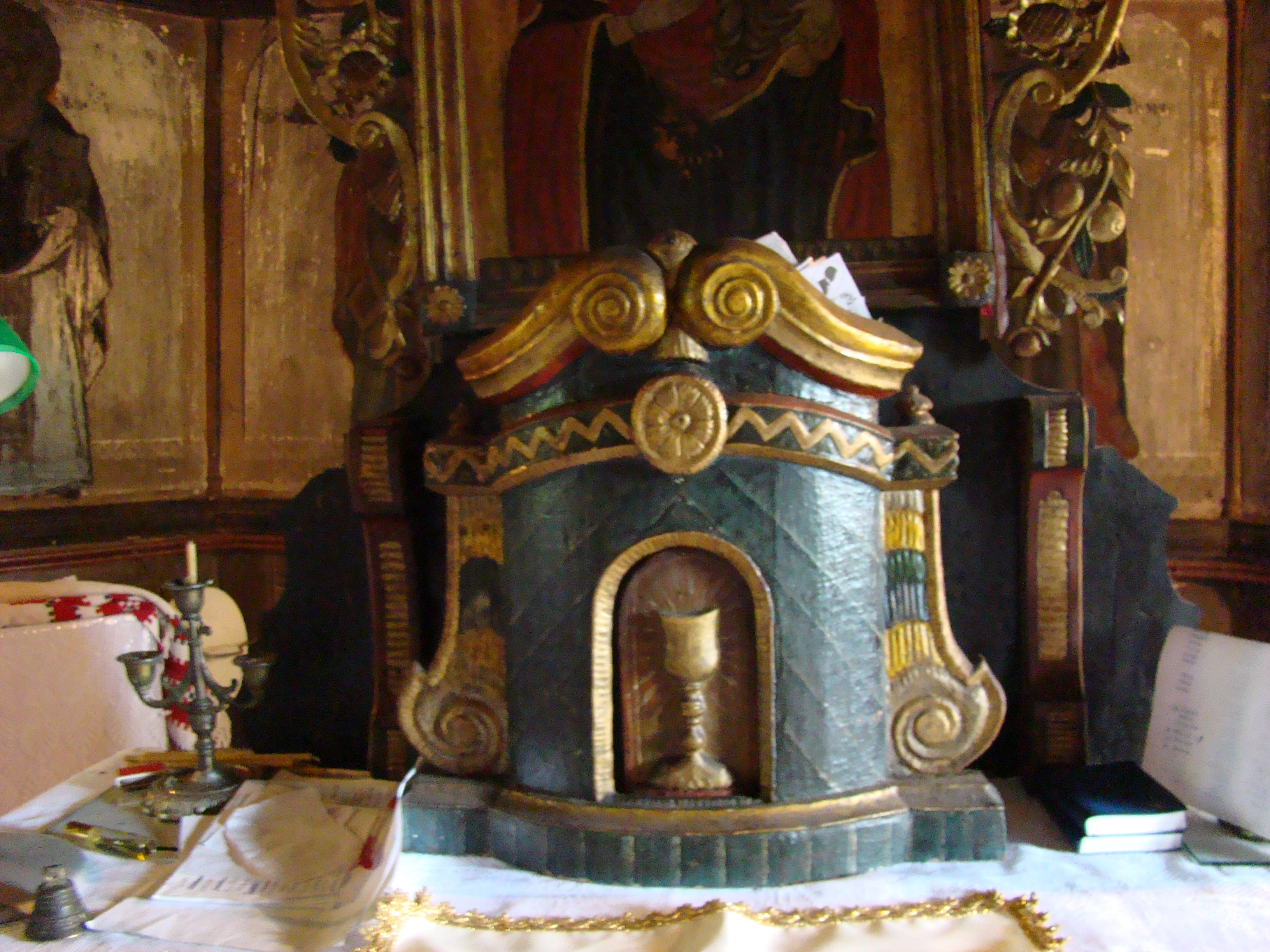
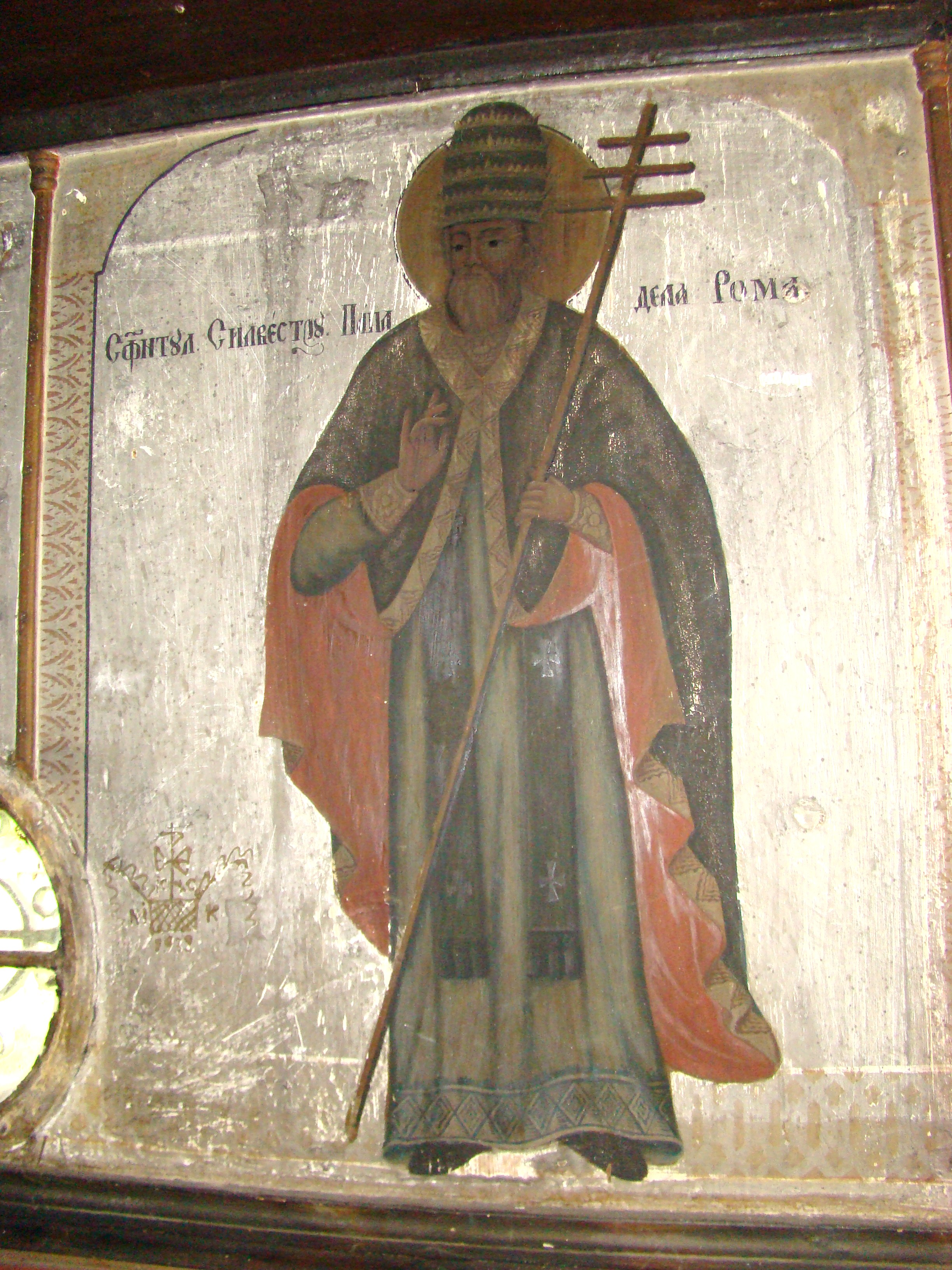
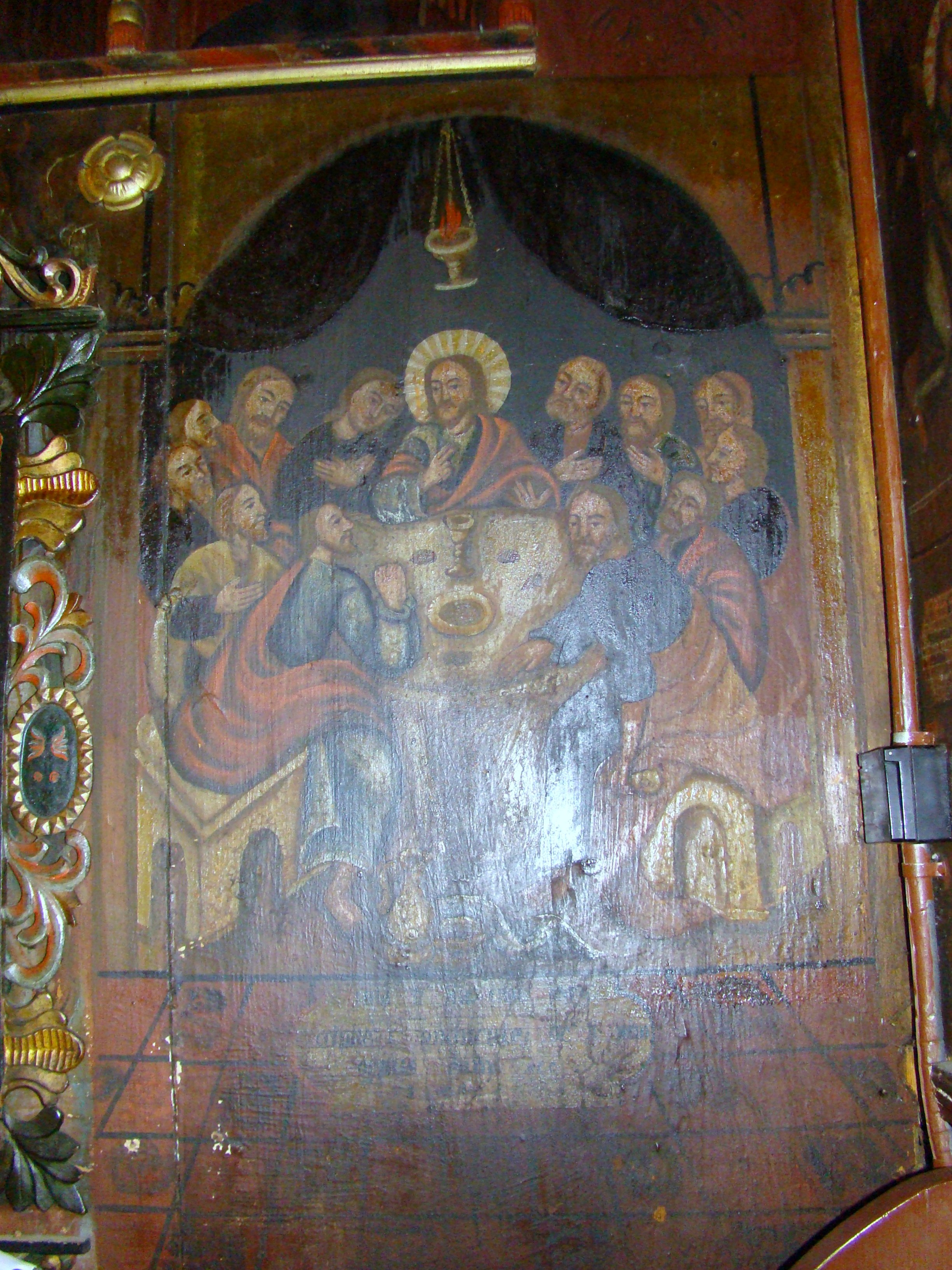
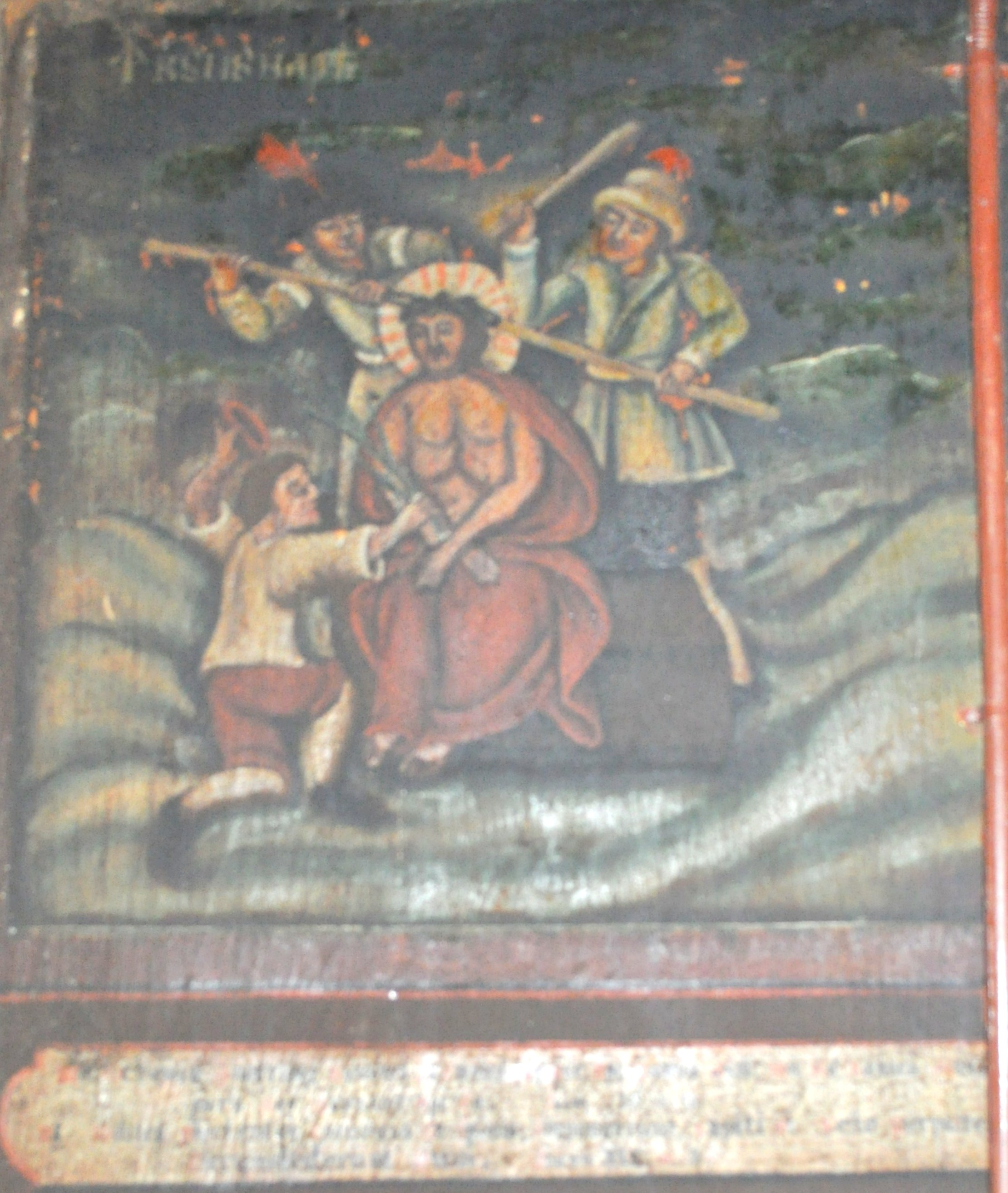
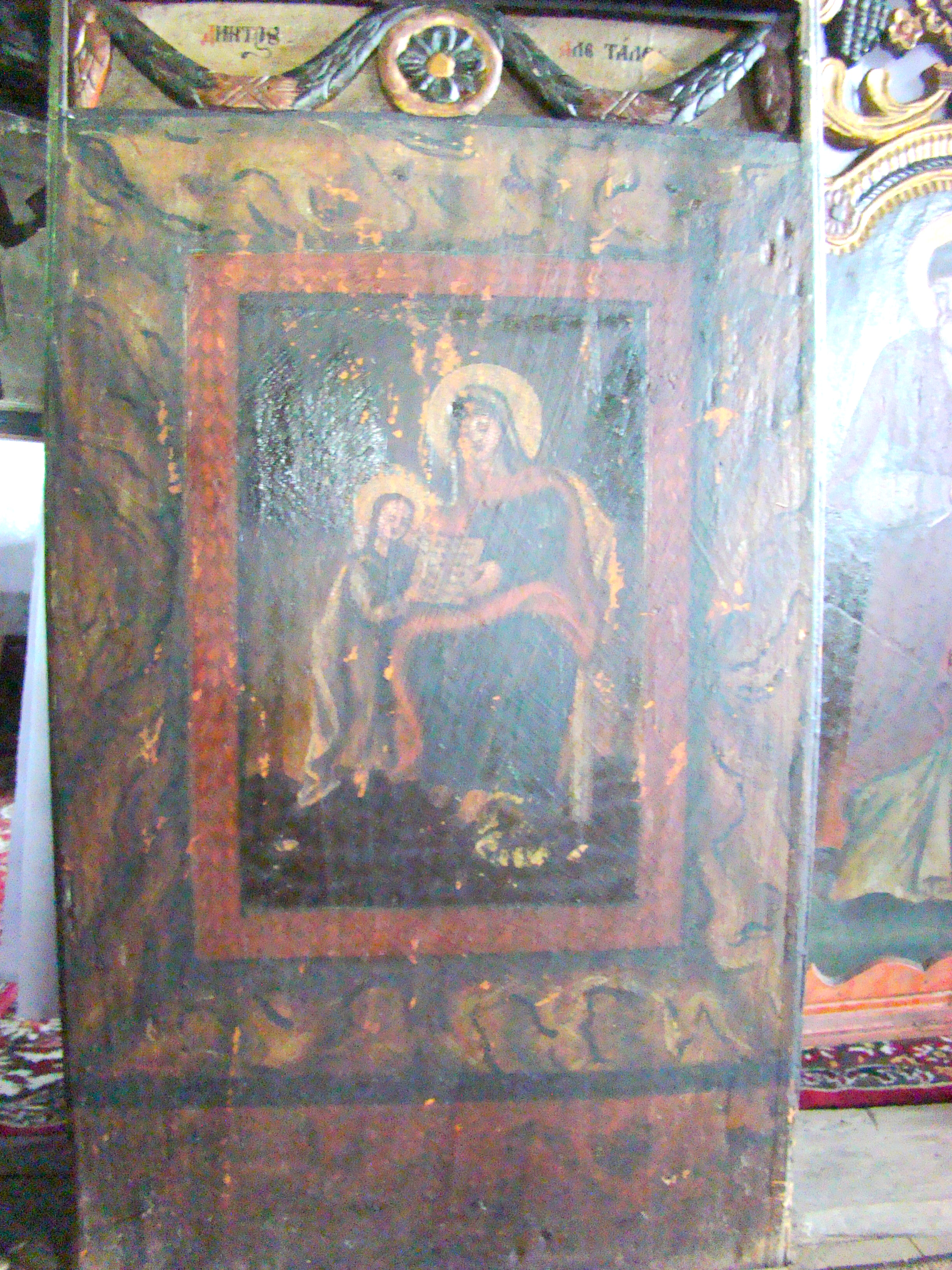
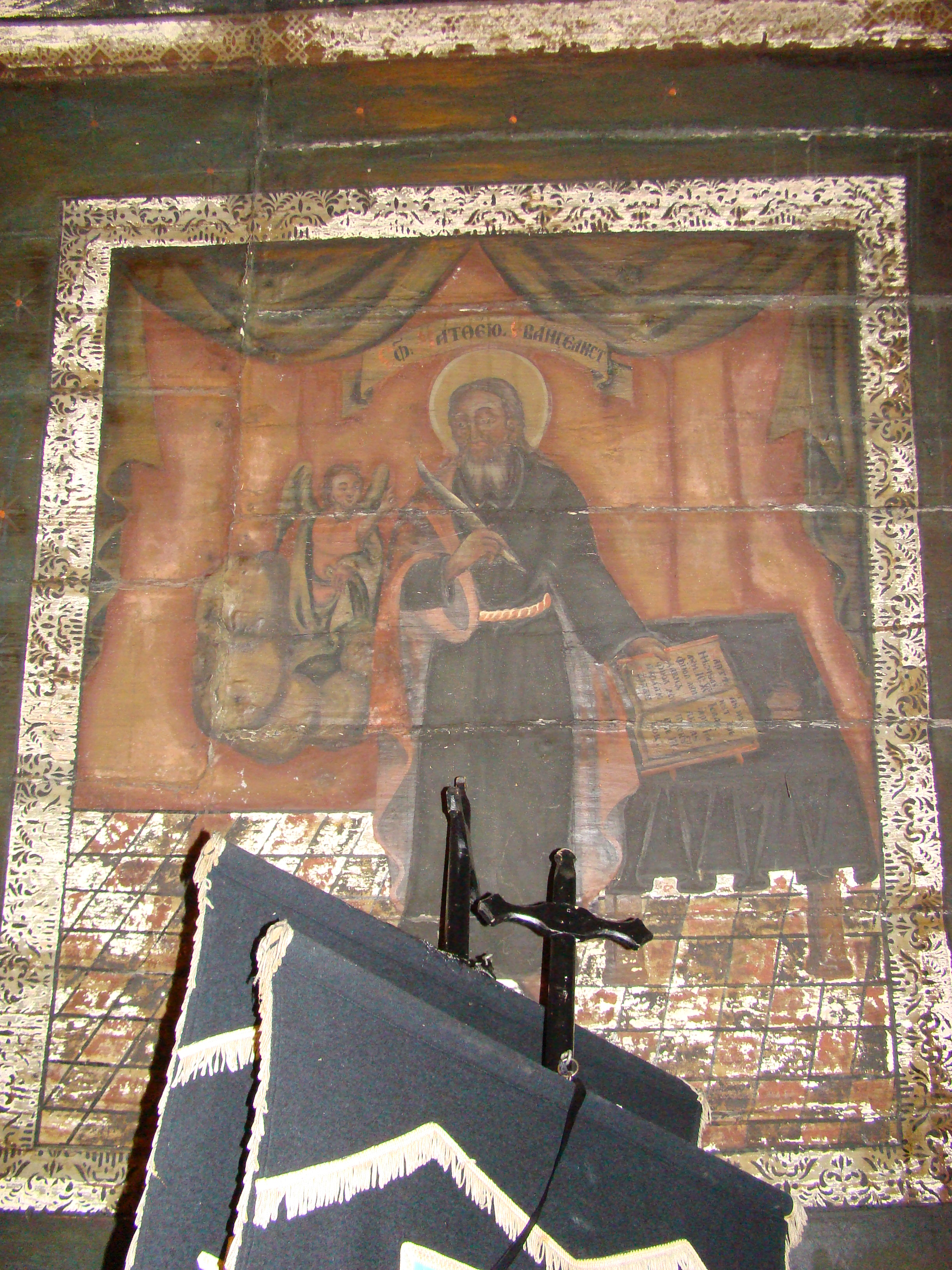
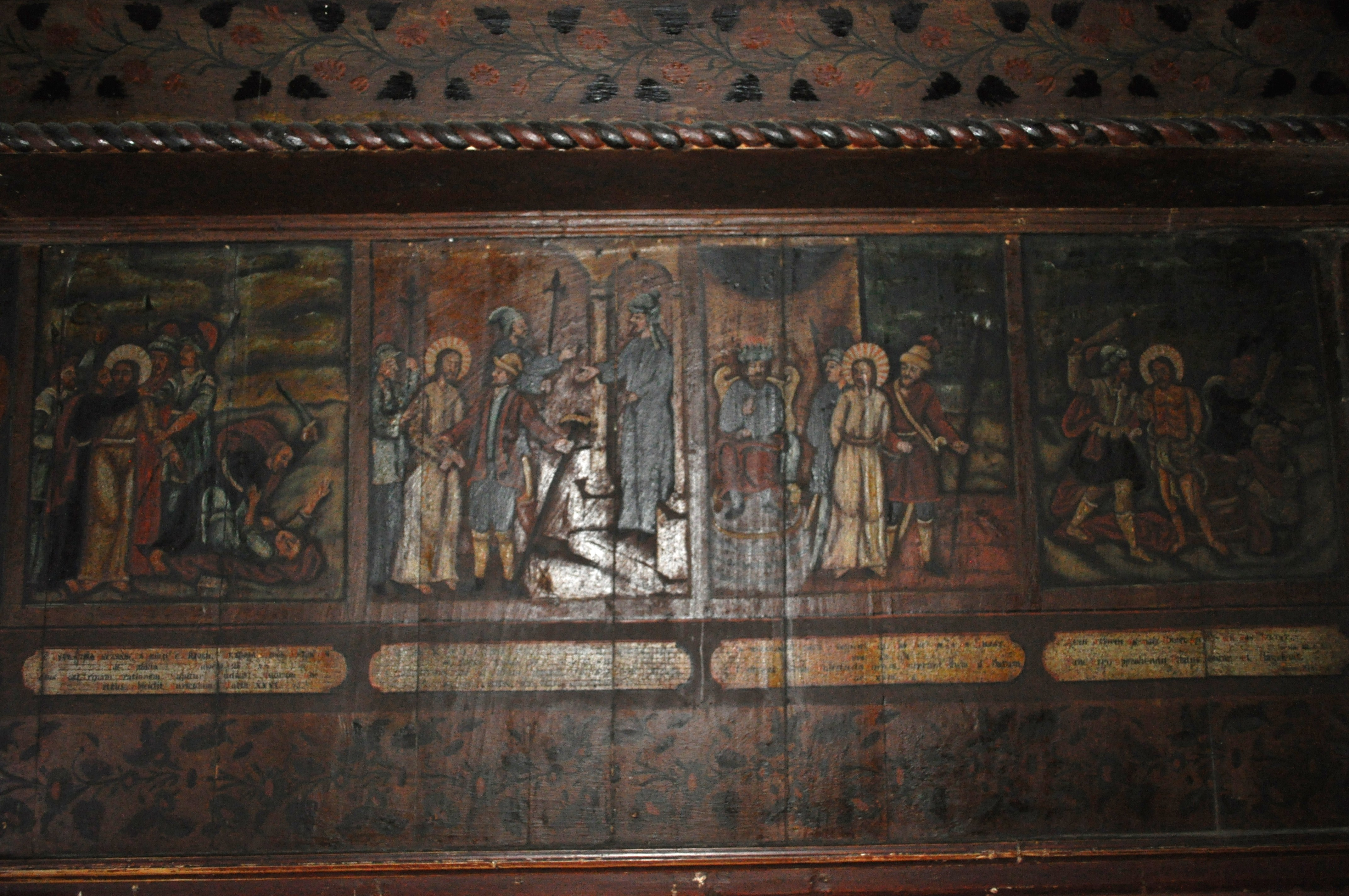
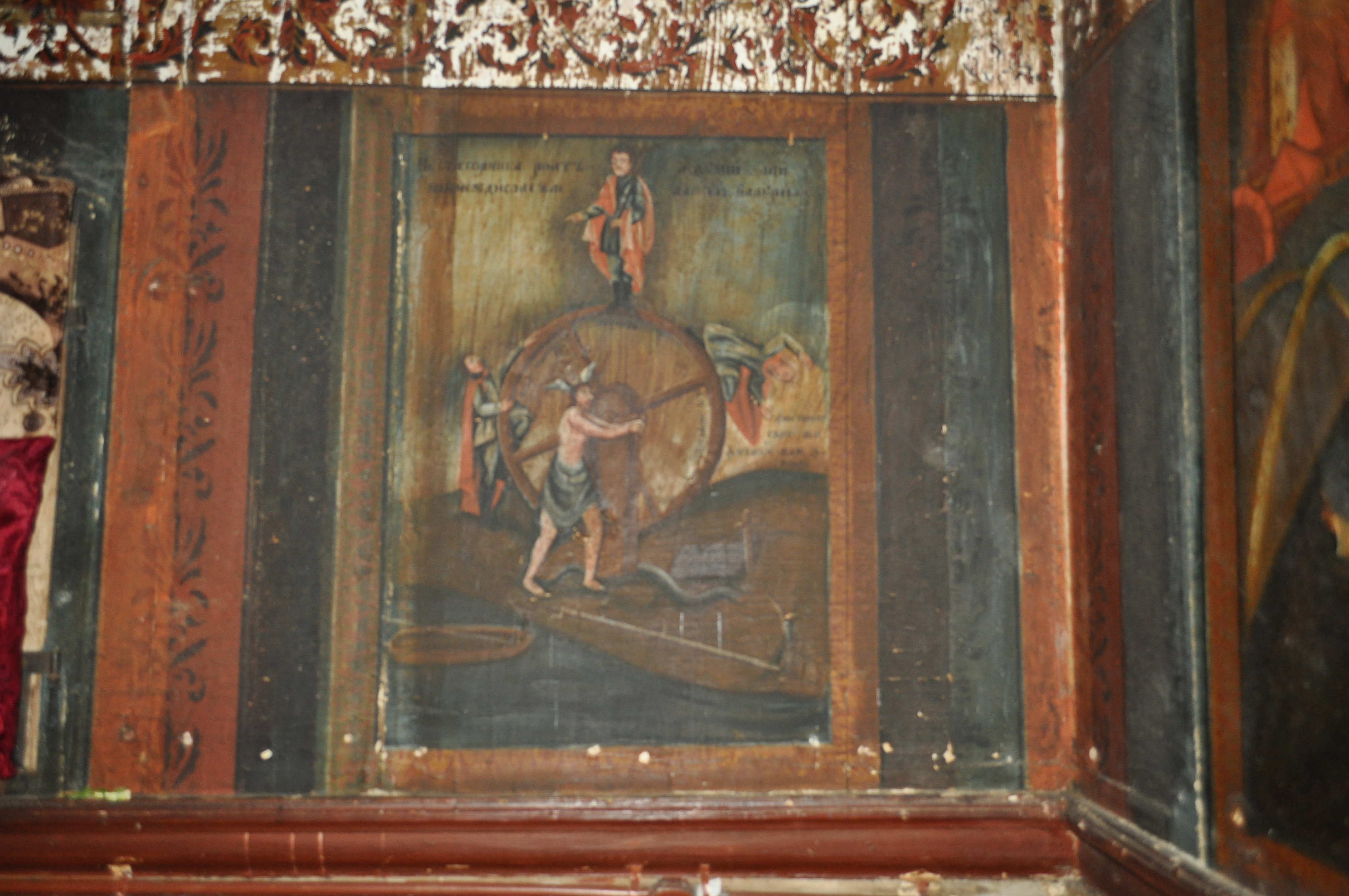
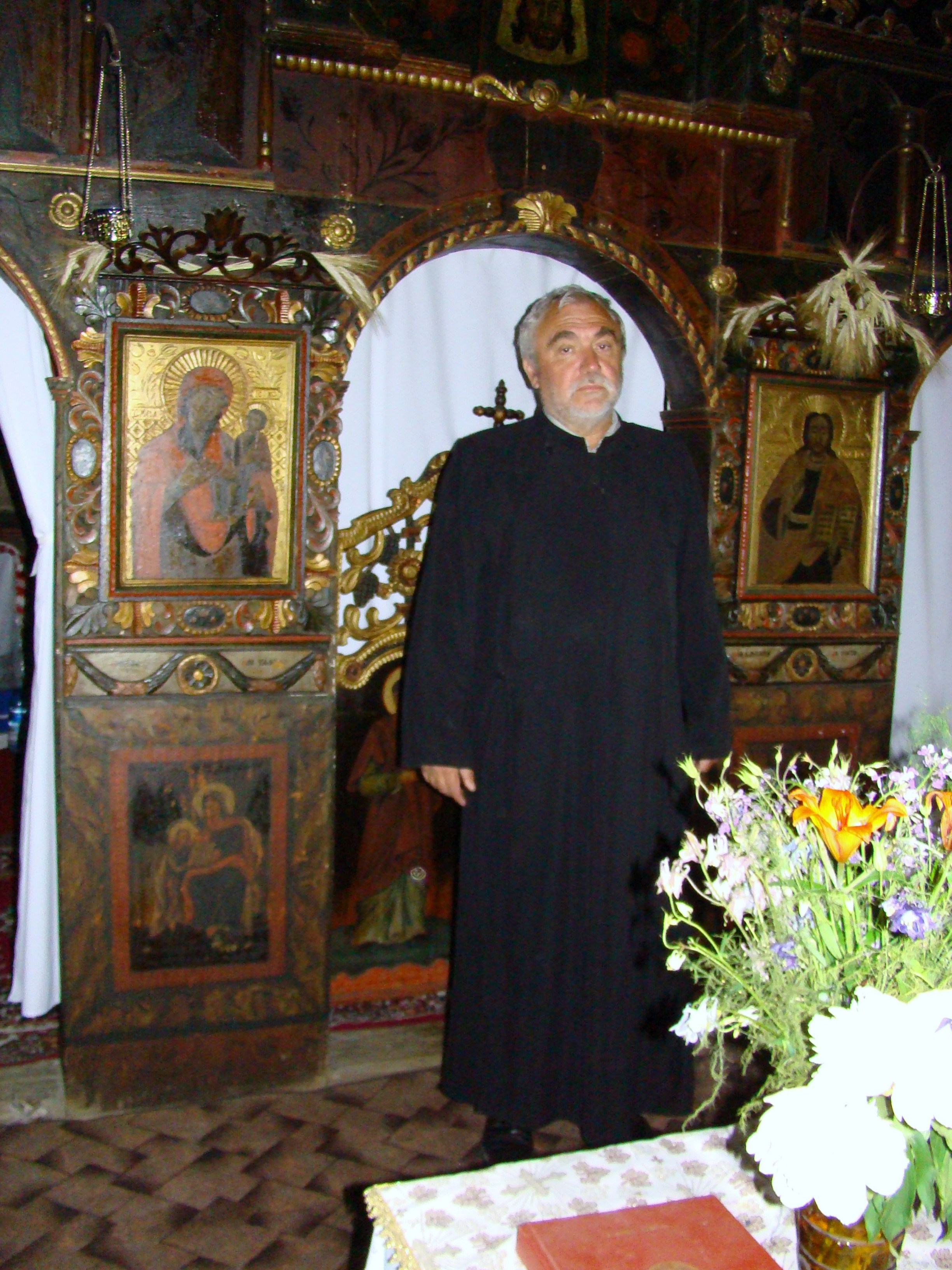
Preotul paroh Bâlc Aurel